# العراق
ٱلْعِرَاقُ (رسميًّا: جُمْهُورِيَّةُ ٱلْعِرَاقِ) دولة عربية، جُمهورية، برلمانية، اتحادية على وَفْق دُستور العراق، وهو رسمياً تسعَ عشْرةَ محافظة، عاصمته بَغدادُ. وهو في غرب آسيا، وهو القسم الشَّمالي الشرقي من الوطن العربي، يُطل على الخليج العربي. عن جَنوبه: الكويت، والمملكة العربية السُّعودية، وعن شَماله: تركيَا، وعن غربه: سوريَة، والأردن، وعن شرقه: إيران، وهو عضوٌ مؤسس في: جامعة الدول العربية، ومنظمة المؤتمر الإسلامي، ومنظمة أوبك. له خامس أكبر احتياطي نِفط في العالم. وأكثر أراضي الدولة الآن في مِنطقة بلاد الرافدين.
حَوَت المِنطقة على أُولى المراكز الحضارية في العالم، التي كانت بين نهري دجلة والفرات، وهي حضارة سومر، وامتدت حدود هذه الحضارة التي شغلتها بلاد الرافدين إلى سوريا وبلاد فارس وإلى منطقة جنوب شرق الأناضول في تركيا حالياً، كما وُجدت آثار سومرية في دولة الكويت الحالية والبحرين والأحواز بإيران. كان لبلاد الرافدين انفتاح واتصال بالحضارات القديمة في مصر والهند. وتعاقب على حكم العراق دول وحضارات كثيرة من أهمها السومرية، والبابلية الحديثة، والآشورية، والميدية، والسلوقية، والإمبراطورية البارثية، والإمبراطورية الرومانية، والساسانيون، والمناذرة، والخلافة الراشدة، والدولة الأموية، والدولة العباسية، والمغول، والدولة الصفوية، والدولة الأفشارية، والدولة العثمانية، ثمَّ الانتداب البريطاني، ومن ثمَّ المملكة العراقية، ثمَّ الجمهورية الأولى، ثمَّ الجمهورية تحت حُكم حزب البعث، ثمَّ سلطة الأورها (إعادة إعمار العراق)، فسلطة الائتلاف المؤقتة، فالحكومة العراقية المؤقتة، ثمَّ الحكومة العراقية الانتقالية، ثمَّ الجمهورية البرلمانية الاتحادية في العراق.
قُدِر عدد سكان جمهورية العراق سنة 2024 بنحو 46 مليوناً و 118 ألف نسمة، موزعون بواقع (50.25%) للرجال و (49.75%) للنساء. وتصل نسبة العرب من 75% إلى 80% من الشعب العراقي، والكُرد إلى 15% من الشعب، أمَّا الـ(5%-10%) الباقية فمن الآشوريين/السريان/الكلدان، والتركمان وأقلِّيات أخرى وهي الصابِئَة المَنْدَائِيُّون، والأرمن، والشركس، والإيرانيين، والشبك، واليزيديين، والكاولية، ودين غالبية سكان العراق الإسلام وتصل نسبتهم إلى 95% من السكان وهناك جدل حول نسبة الشيعة والسنَّة في البلاد، وكلتا الطائفتين تَدَعي أنَّها تشكِّل الأغلبية العددية، دون وجود تعداد عام للسكان وبإشراف دولي وتؤكد الهيئات الدولية أنَّ ثقلهما متقارب ومتوازن. وتصل الأقليات الدينية إلى 5% من السكان، غالبيتهم من المسيحيين الكلدان وتوجد أديان أخرى كالمندائية، واليزيدية، واليهودية، واليارسانية، والبهائية. أما الإثنيات في العراق فهي العربية، والكردية، والتركمانية، والآشوريين/السريان/الكلدان، والكُرد الفيليين، واليزيديون، وشبك، ويارسانية، واليهودية، وشركس العراق، وأرمن العراق، والكاولية (غجر العراق)، والبهائية، وإثنيات دينية أخرى.
العراق بلد متنوع التضاريس؛ فمن الجبال والوديان والغابات في شمال العراق وبخاصة في إقليم كردستان، إلى التلال في سلسلة تلال حمرين، ومن السهل الرسوبي الخصب فيما بين نهري دجلة والفرات إلى الصحاري القاحلة كالصحراء العربية وبادية الشام، وكذلك يحتوي العراق على الهضبة الغربية الصحراوية في الغرب، وعلى نهرين مهمين هما دجلة والفرات واللذين على ضفافهما نشأت أولى الحضارات، وتوجد الأهوار الطبيعية في جنوب العراق والتي تعد البيئة الطبيعية لحيوانات لا توجد في أي مكان آخر من العالم، ومن أشهرها هور الحويزة وهور الحَمّار. وتوجد عدة بحيرات صناعية في العراق كبحيرة الثرثار والرزازة وغيرها، وفيهِ البحيرات الطبيعية كبحيرة ساوة في صحراء بادية السماوة في محافظة المثنى.
ولد في العراق النبي إبراهيم، وهو أرض الكثير من الأنبياء، ولكثير من أئمة المسلمين سنة وشيعة كالإمام علي، والإمام الحسين، وأخيه العباس، والإمامين الكاظمين، والإمامين العسكريين، والإمام المهدي، والإمام عبد القادر الجيلاني، والإمام الأعظم أبو حنيفة النعمان، وكثير من مراقد ومقامات أولاد الأئمة عند الشيعة والصحابة مثل سلمان الفارسي، والتابعين.
جغرافيّاً، يعتبر الخليج العربي المنفذ البحري الوحيد للعراق على العالم، حيث يبلغ طول الساحل البحري للعراق حوالي 58 كيلومتراً، ويعد ميناء أم قصر في البصرة من أهم الموانئ العراقية المطلة على الخليج. ويمر نهرا دجلة والفرات من شمال العراق إلى جنوبهِ، واللذان كانا أساس نشأة أولى المراكز الحضارية في العالم على بلاد الرافدين، والتي نشأت على مر التاريخ وعلى امتداد 8000 سنة، على يد الأكديين والسومريين والآشوريين والبابليين. ومن بين ما أنتجته حضارة بلاد الرافدين اختراع الحروف من قِبَل السومريين. وسن أول القوانين المكتوبة في تاريخ البشرية بما يعرف في المصادر التاريخية بشريعة حمورابي، ويرجح أن العراق كان به أول متحف في العالم وهو متحف أنغالدي-نانا والقائمة به الأميرة أنغالدي إبنة نبو نيد، ويعود تاريخه لحوالي 530 قبل الميلاد بأور في محافظة ذي قار.
وضعت عصبة الأمم رسومَ حدود العراق الحديث بمعظمه في سنة 1920، عندما قسّمت تركة الدولة العثمانية بموجب معاهدة سيفر. ووضع العراق تحت سلطة المملكة المتحدة بما سُمّي بالانتداب البريطاني في بلاد الرافدين. وأنشئ نظام ملكي سنة 1921، وحصلت المملكة العراقية على الاستقلال من المملكة المتحدة سنة 1932. وفي سنة 1958، أُطِيحَ بالنظام الملكي وأُنشئت جمهورية العراق. وسيطر حزب البعث العربي الاشتراكي على العراق من سنة 1968 إلى سنة 2003. وبعد غزو الولايات المتحدة الأمريكية وحلفائها للعراق سنة 2003، أُزيح حزب البعث من السلطة، ثم تشكّلت حكومة عراقية جديدة أجرت انتخابات برلمانية تعددية سنة 2005. وانتهى الوجود الأميركي في العراق سنة 2011، ولكن التمرد العراقي استمر وازداد حدةً بعد دخول مجموعة من الإرهابيين من سوريا خلال الحرب الأهلية السورية. ونُشر 450 جندياً أمريكياً في العراق في 10 يونيو سنة 2015.
وفي سنة 2014 سقطت عدد من المحافظات والمناطق العراقية بيد تنظيم داعش فاندلعت حرب تحرير المناطق من قبضة داعش، وتحررت جميع المناطق التي سيطر عليها التنظيم بتاريخ 9 ديسمبر 2017.
وفي الأول من تشرين الأول/أكتوبر سنة 2019 شهدت البلاد احتجاجات كبيرة وواسعة؛ قدّم على إثرها عادل عبد المهدي رئيس الحكومة البرلمانية الرابعة في العراق استقالته من منصبه في 30 نوفمبر 2019، ثم دخلت البلاد حالة الفراغ الدستوري في 22 ديسمبر في السنة نفسها، وانتهى الفراغ الدستوري بتاريخ 7 مايو 2020 بتشكيل حكومة مصطفى الكاظمي المؤقتة لتُسير العراق لمرحلة انتقالية. وفي 10 أكتوبر 2021 عُقدت انتخابات مبكرة، ولكن تشكيل الحكومة تأخر، إذ لم يشكّل أعضاء مجلس النواب العراقي الحكومة الجديدة إلّا في 27 أكتوبر 2022 أي بعد أكثر من سنة كاملة على الانتخابات.

## التسمية

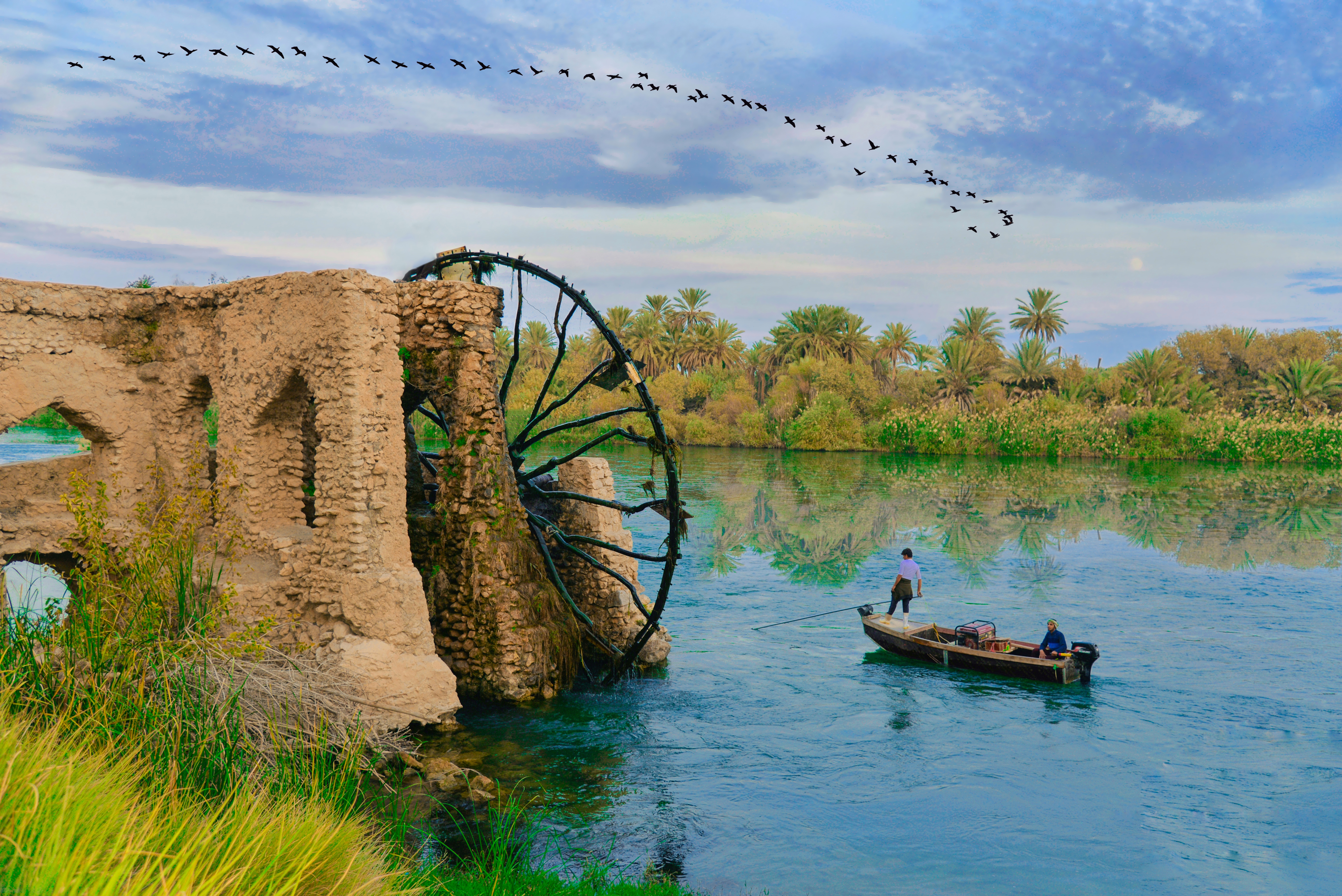
نهر الفرات في حديثة بالأنبار

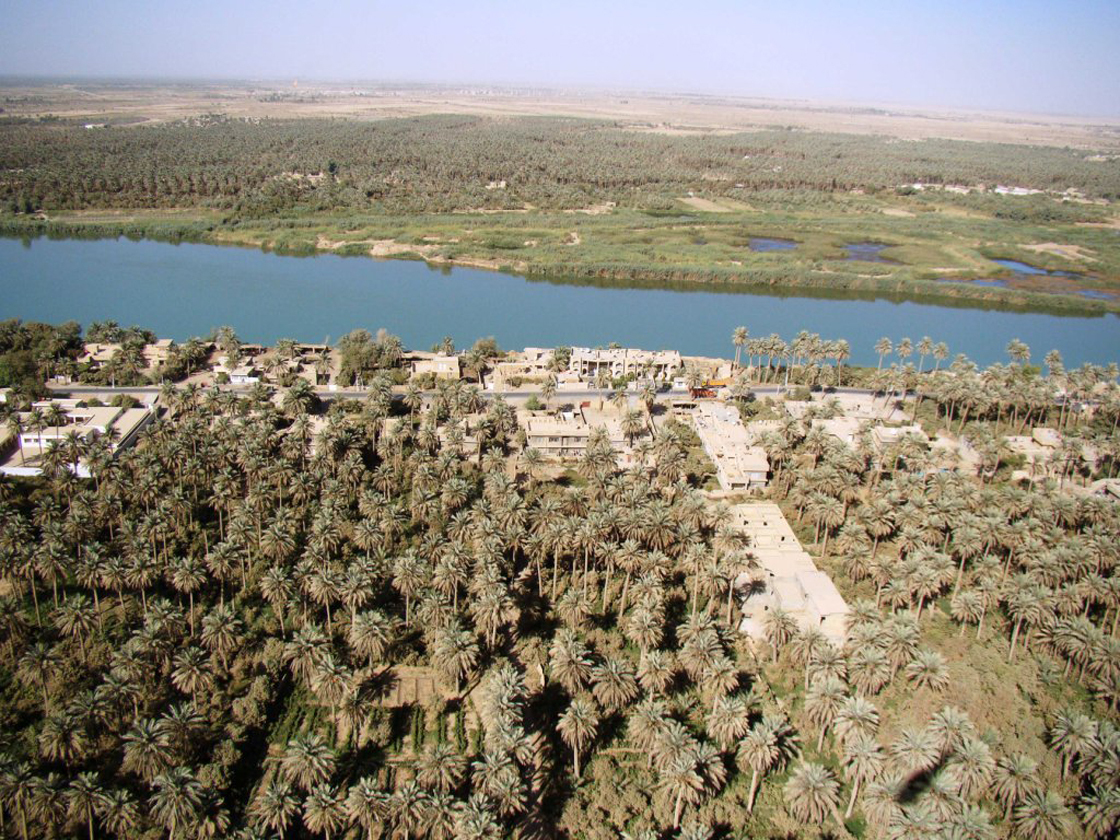
نهر دجلة بمنطقة التاجي ببغداد

في غير اللغة العربية، سُميت المنطقة التي تشكل معظم أنحاء العراق وصولاً إلى منابع دجلة والفرات خلال عصور ما قبل الميلاد بـ«بِلَاد ٱلرَّافِدَيْن» والتي جاءت من التسمية (بالإغريقية: Μεσοποταμία) والتي تعني «(أرض) الرافدين». قال بشير يوسف فرنسيس في مقابلة صحفية نشرتها جريدة الثورة في 16 تشرين الثاني سنة 1987 "اصطلاح بين النهرين مِن وضع الكتاب الإغريق والرومان منذ القرن الرابع فما بعده، فإذا أرادوا العراق قالوا (ميزوبوتامية) وهي كلمة يونانية تعني (ما بين النهرين) وعنهم أخذ بعض الكتاب الأوربيين هذا الاصطلاح وأطلقوه على بلدنا العراق في مؤلفاتهم ورسائلهم، ولا يزال يستعمله بعضهم، ذكر هذه التسميةَ في تاريخه بوليبيوس في القرن الثاني قبل الميلاد، والمؤرخ سترابو في القرن الأول قبل الميلاد، وقبل ذلك استعمل هيرودوت هذه التسمية واسم بلاد بابل وآشور، وكذلك في حروب الإسكندر المقدوني وعند احتلاله بابل بعد أن هزم الأخمينيين الفرس سنة 330 ق . م، ومن المحتمل أن الإغريق لما ترجموا التوراة إلى لغتهم استعملوا كلمة (ميزوبوتامية) في ترجمة آرام نهرايم الواردة في سفر التكوين، واستعمل قدماء العراقيين في الأزمنة الأولى اسم (بلاد سومر) وأكد ومهما يكن فإن اصطلاح بين النهرين) غير صحيح وخطأ ولا يطابق واقع الحال لأن حدود بلاد (العراق) تضم ما كان بين النهرين والسهل والجبل والبادية وأرض الرسوب حتى شاطئ الخليج العربي، ولو أنّ هؤلاء استعملوا الاسم (بلاد أو أرض الرافدين) لكان ذلك أصح وأشملَ لأن النهرين التوأمين دجلة والفرات يُعرفان بهذا الاسم وهذه الكلمة مشتقة من الرفد أي العطاء والصلة، كأن هذه البلاد عطية النهرين العظيمين".
كما عُرفت المنطقة خلال فترة القرون الوسطى بتسمية عِراقُ العَرَب، وذلك تفريقاً لمنطقة عِرَاقُ العَجَم والتي تقع غرب إيران حالياً. وشملت عراق العرب وادي دجلة، والفرات، وجنوبي تلال حمرين وتكريت وحديثةَ الموصلِ وحلوان، في شمال العراق، ومدينة عانة في الجزيرة الفراتية قال ياقوت الحموي في كتابه (مراصد الاطلاع) "والعراق المشهور هو ما بين حديثة الموصل إلى عبّادان طولاً وما بين عذيب القادسية إلى حلوان عرضاً". أما تسمية العِرَاق فتعود إلى حوالي القرن السادس الميلادي، ويعتقد أن أصل التسمية تعود إلى تعريب لمدينة أوروك (الوركاء) السومرية. بينما يعتقد باحثون آخرون أن التسمية مشتقة من الفارسية الوسطى عيراق والتي تعني «الأراضي المنخفضة»، قال بشير فرنسيس "أما الاسم (العراق) فقد اختلف الباحثون في أصله ومعناه، فإن كلمة (العراق) عربية النجار ومعناها الشاطئ، والعراق كما هو معلوم على شواطئ دجلة والفرات وفروعهما..جاء في (تاج العروس) أن العرق جمع عراق بالكسر لشاطئ الماء أو شاطئ البحر خاصة..وكذلك كل ما اتصل بالبحر من مرعى فهو عراق..لأن العراق بين الريف والبر أو لأنه على عراق دجلة والفرات أي شاطئهما. ورزهم بعضهم أن العراق اسم أعجمي معرب..وفي (معجم البلدان) لياقوت الحموي: إنما سُمي العراق عراقاً لأنه دنا من البحر وفيه سباخ وشجر. وسُمي (العراق) عراقاً لأنه على شاطئ دجلة والفرات..وفيه أيضاً أن أهل الحجاز يسمون ما كان قريباً من البحر عراقاً".
قال طه باقر في كتابه (من تراثنا اللغوي القديم) «وأوضح استعمال لكلمة العراق بدأ في الأدوار الأخيرة من حكم الدولة الساسانية ما بين القرنين الخامس والسادس للميلاد وبدأ استعماله يظهر في الشعر الجاهلي». وقال شمس الدين المقدسي المتوفى سنة 380هـ/990م في كتابه أحسن التقاسيم في معرفة الأقاليم "فإن قال قائل لم جعلت بابل في الجند وإليها كان  ينسب الإقليم في القديم ألا ترى أن الجيهانىّ ابتدأ بذكر هذه النواحي وسمّاها  إقليم بابل وكذلك سمّاها وهب  في المبتدأ وغيره من العلماء قيل له قد تحرّزنا من هذا السؤال ونظائر بأنّا أجرينا علمنا على التعارف كالإيمان(1)... وقد شققنا الإسلام طولاً وعرضا فما سمعنا الناس يقولون الّا هذا إقليم العراق وأكثر الناس لا يعلمون أين بابل ألا ترى إلى جواب أبي بكر لعمر لمّا سأله أن يبعث جيوشه إلى هذه الناحية فقال لأن يفتح الله على يديّ شبرا من الأرض المقدّسة أحبّ إليّ من رستاق من رساتيق العراق ولم يقل من رساتيق بابل، فإن قال في قول الله تعالى وما أنزل على الملكين ببابل دليل على ما ذكرنا قيل له هذا الاسم قد يجوز أن يتناول الإقليم والمدينة جميعا ووقوعه على المدينة مجمع  عليه لأن أحدا لا ينازع أحدا في اسمها وفي وقوعه على الإقليم اختلاف فمن أوقعه عليه وجب عليه الدليل". قال الشاعر الحيري عدي بن زيد إن ربي لولا تداركه الملك لأهل العراق لساءَ العذيرُ قال أبو هلال العسكري فأما قول عدي بن زيد: إن ربي لولا تداركه الملك * بأهل العراق ساء العذير يعني النعمان بن المنذر، والعذير الحال فإن ذلك كان مستعملا ثم ترك استعماله"، وقال عدي أيضاً "يا أبا مسهرٍ فأبلغ رسولاً إخوتي إن أتيت صحنَ العراقِ"، قال نصير الكعبي في كتابه (مُسمّى العراق وتخومه في المدونات البهلوية - الساساني) إن الشاعر عدي بن زيد الحِيري "أشار في موضعين مختلفين إلى اسم العراق في ديوانه، حيث جاءت الإشارة الأولى في الصيغة الآتية «أهل العراق)"، وهي صيغة مقترنة بإطار توصيف ديموغرافي، فمفردة الأهل تكتنز احتمالاً مفتوحًا، ليس للتركيبة السكانية العربية الطاغية على الحيرة، وإنما تفتحها صيغة الإطلاق فيها على سكان العراق على وجه الإجمال، بتنويعاتهم العرقية وأمكنة استيطانهم المختلفة؛ فلفظ «الأهل» كلمة جامعة تتعدى التخصيص، ومن الممكن أن تنضوي تحت معانيها الكثير من الأعراق والإثنيات ويلاحظ في هذه الصيغة تميّز صريح لهذه المجموعة السكانية من المجموعات الأخرى لسكان الأقاليم في الإمبراطورية، حيث يؤيد تميزهم والإشارة إليهم – على وجه الخصوص – بقوة معنى وجود مشتركات إطارية وتاريخية عامة لهم على مستوى المكان؛ وذلك على الرغم من التمايز العرقي والديني الفرعي بينهم،، وربما يشير من وجهة أخرى إلى استيعابهم وانسجامهم مع الصيغة التي استعملها هذا الشاعر بطريقة واعية في مخاطبة متلقيه، أما الإشارة الثانية إلى العراق في أشعار عدي بن زيد فجاءت بصيغة «صحن العراق )" ولفظ (صحن) جغرافي يشير إلى وسط المكان، فصحن الدار وسطه وفناؤه. وربما نجد في هذا تشابهاً أو إحالة إلى وسطية العراق ومركزيته تبعا للرؤية الساسانية"، وقال الشاعر إمرؤ القيس "وساروا بهم بين العراق ونجران" وقال امرؤ القيس أيضاً "له ملك العراق إلى عمان"، قال نصير الكعبي "يشى أنموذجا شعر عدي بن زيد وامرؤ القيس، في ما يتعلق بلفظ العراق، بأنه من الألفاظ الشائعة والراسخة في الإشارة إلى مسمى العراق في داخل حدوده وخارجها ومن المصطلحات المقربة إلى أفئدة الناس، ولا سيما العنصر العربي منهم الذين تداولوه وتخاطبوا به بوصفه – على وجه التقريب – مصطلحاً حصريا يدل على العراق". وتسمية العراقين يقصد بها الكوفة، والبصرة. وفي القاموس المحيط (معجم عربي-عربي للفيروزآبادي)، العراق: بلاد من عبادان إلى الموصل طولاً، ومن القادسية إلى حُلْوان عرضاً، سميت بها لتواشج عراق النخل والشجر فيها، أو (لأنه اسْتكفّ أرض العرب)، أو سمي بعِراقِ المَزادَة: لجلدَة تجعل على ملتقى طرفي الجلد إذا خُرِزَ في أسفلها؛ لأن العراق بين الريف والبر، أو لأنه على عراق دجلة والفرات، أي: شاطئهما، أو معربة إيرانْ شَهْر، ومعناه: كثيرة النخل والشجر.
والعراق لغةً لهُ معاني كثيرة منها: شاطئ الماء، وشاطئ البحر طولاً، وغيرها.، والعراق لفظ يُذكّر ويؤنّث.
ويُسمى (باللغة التركمانية (التركية) : Irak Cumhuriyeti)، و(بالسريانية: ܩܘܛܢܝܘܬܐ ܕܥܝܪܐܩ)، و(بالعبرية: הרפובליקה העיראקית).

## التاريخ

### ما قبل التاريخ

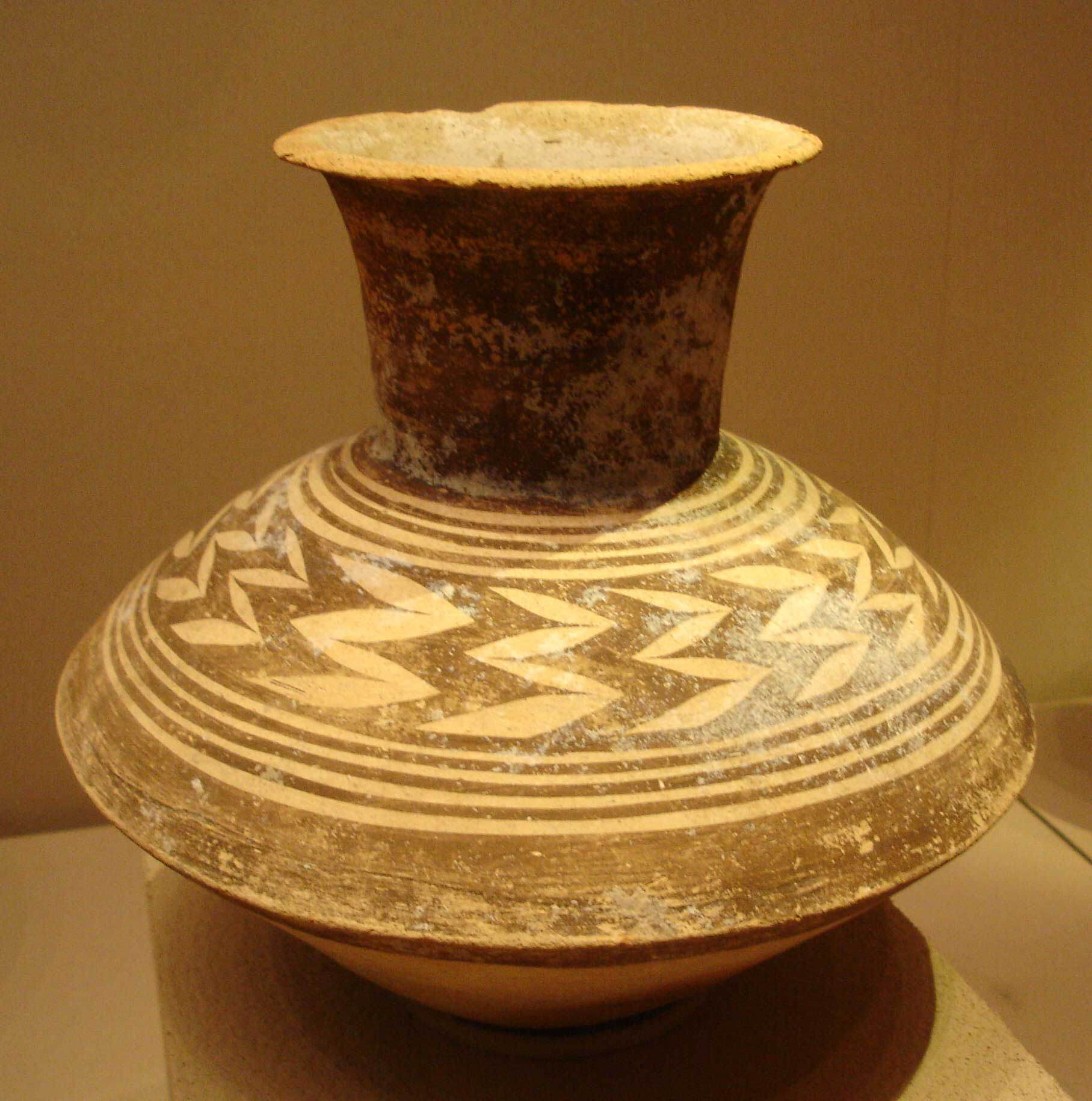
صورة محسنة لجرة من فترة عبيد المتأخرة من جنوب العراق فيما بين (4500-4000 قبل الميلاد)

كان شمال العراق فيما بين 65000 قبل الميلاد و 35000 قبل الميلاد موطناً لإنسان نياندرتال، والبقايا الأثرية اكتشفت في كهف شاندر، وتضم نفس المنطقة عدداً من مقابر ما قبل العصر الحجري الحديث، التي يعود تاريخها إلى حوالي 11،000 قبل الميلاد. منذ ما يقرب من 10000 قبل الميلاد، فإن العراق (مع آسيا الصغرى وبلاد الشام) كان واحداً من مراكز ثقافة العصر الحجري الحديث للإنسان القوقازي المعروفة باسم (ما قبل الفخار لفترة العصر الحجري الحديث A) حيث ظهرت الزراعة وتربية الماشية لأول مرة في العالم. وامتاز العصر الحجري الحديث التالي (ما قبل الفخار لفترة العصر الحجري الحديث B) ببيوت مستطيلة.
وفي وقت ما قبل الفخار لفترة العصر الحجري الحديث، استخدم الناس أوعية مصنوعة من الحجر، والجبس، والجير المحروق (بياض Vaisselle). المكتشفات من الأدوات المصنوعة من السبج في منطقة الأناضول تعد أدلة على علاقات تجارية مبكرة. وتوجد مواقع مهمة أخرى للتقدم البشري مثل جرمو (حوالي 7100 قبل الميلاد)، وثقافة حلف، وفترة عبيد (بين 6500 قبل الميلاد و 3800 قبل الميلاد)، هذه الفترات تظهر مستويات متزايدة من التقدم في الزراعة وصناعة الأدوات والهندسة المعمارية.

### العصور القديمة

بِلَاد ٱلرَّافِدَيْن خِلال الألفيَّة الثانية قبل الميلاد -- ما بين سنتيّ 2000 ق.م إلى 1000 ق.م

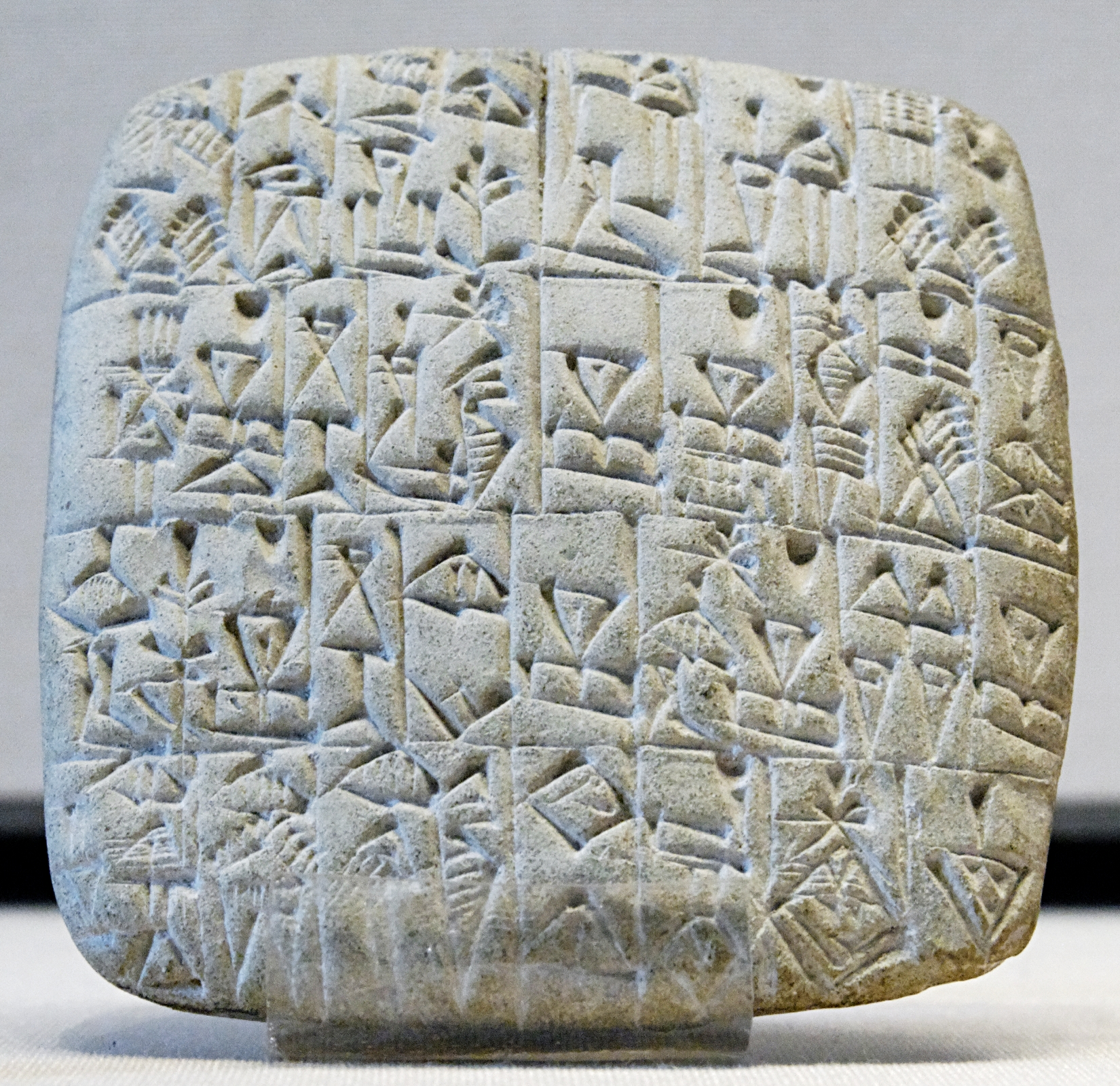
قسيمة بيع عبد وبناية في مدينة شوروباك، وهي لوح سومري من حوالي 2600 قبل الميلاد

#### سومر وأكد (3200-2000 ق م)

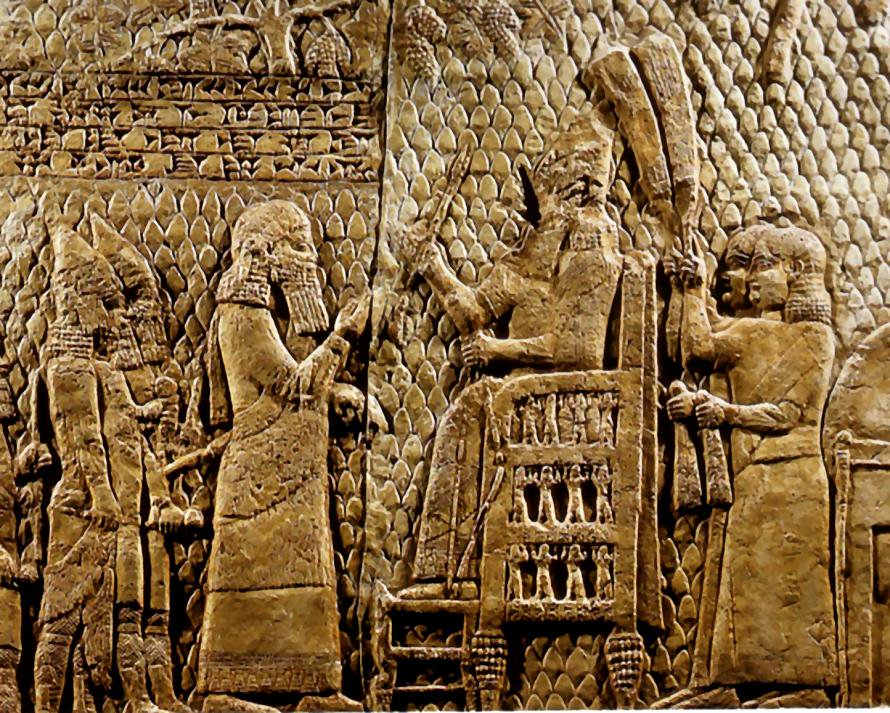
الحضارة السومرية بين 4500 ق.م و 1900 ق.م.

كانت الحاجة إلى الدفاع الذاتي وتحصين المنطقة الخصبة بين الرافدين من الثغرات الخارجية، إضافةً إلى تطوير وسائل الري على نهري دجلة والفرات. من الدوافع الرئيسة التي ساعدت على تشكيل الحضارة الأولى في بلاد الرافدين، فقاموا بتسوير مدنهم ومد القنوات المائية للري، وبعد سنة 6000 ق.م. ظهرت القرى والتي أصبحت مدناً في الألفية الرابعة ق.م.، وأقدم هذه المستوطنات البشرية هي إريدو وأوروك (وركاء) في الجنوب حيث أقيمت بها معابد من الطوب الطيني وكانت مزينة بمصنوعات معدنية وأحجار، وتم تطوير الكتابة فيها حيث اخترعت بها الكتابة المسمارية. وكان السومريون رواد الكتابة والثقافة ومن ثم انتشرت شمالاً لأعالي منابع نهر الفرات، وأهم المدن السومرية التي نشأت في وقتها كيش والوركاء وأور وأداب ولجش وأوما ومدن أخرى.

لوحة الحرب والسلم السومرية، تعود للقرن السَّادس والعشرين ق.م، اكتُشفت في مدينة أور في العراق

وقد اشتهر عصر السلالات السومرية الأول بظهور عدة حكام مشهورين منهم جلجامش صاحب ملحمة جلجامش (التي تعتبر أقدم ملحمة في التاريخ)  وظهر أيضاً حكام آخرين مثل إيتانا والملكة شبعاد ولوغال زاغيسي وغيرهم.
وفي سنة 2350 ق.م. استولى عليها الأكاديون، وهم من أقدم المجموعات السامية التي استقرت في الرافدين بحدود 4000 ق.م.، وفدوا على شكل قبائل رحل إلى العراق. ثم هاجروا إلى العراق وعاشوا مع السومريين إلى أن آلت إليهم السلطة نحو (2350 ق.م) بقيادة زعيمهم سرجون الأكدي، واستطاع سرجون احتلال بلاد سومر وفرض سيادته على جميع مدن العراق وجعل من مدينة الأكديين عاصمة لمملكته، ثم بسط نفوذه على بلاد بابل وشمال بلاد الرافدين، وعيلام وسورية وفلسطين وأجزاء من الأناضول وامتدت دولته إلى الخليج العربي والأحواز، حتى دانت له كل المنطقة. وبذلك أسس أول إمبراطورية معروفة في التاريخ. كما انتظمت طرق القوافل وكان أهمها طريق مدينة أكد العاصمة بوسط العراق، ألذي يصلها بمناجم النحاس في بلاد الأناضول، وكان للنحاس أهميته في صناعة الأدوات والمعدات الحربية، وحلت اللغة الأكادية محل السومرية.

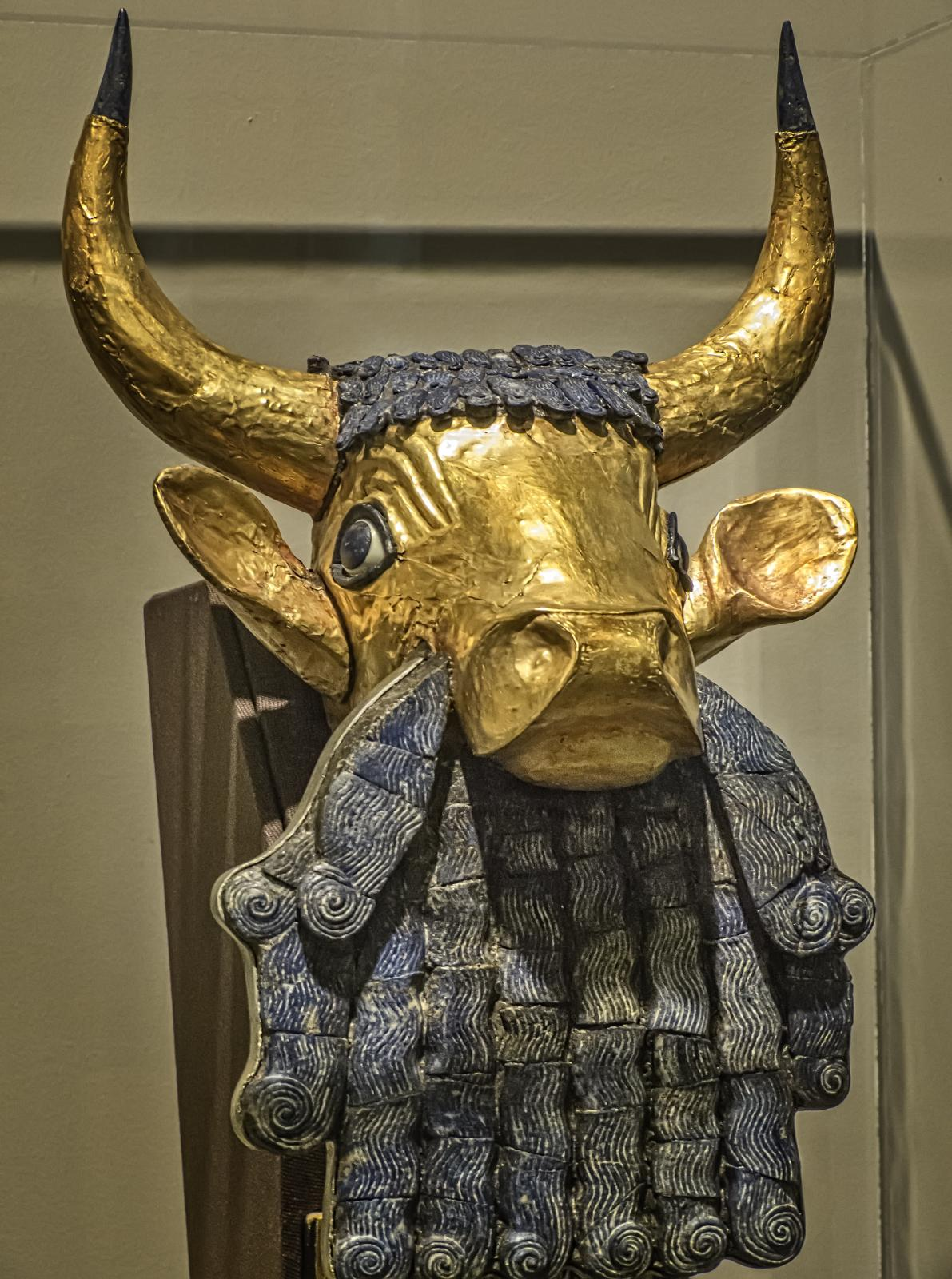
قيثارة برأس ثور عثر عليها في أور ، العراق، 2550-2450 قبل الميلاد، مصنوعة من الذهب واللازورد.

وظل حكم الأكاديين حتى أسقطه الجوتيون عام 2218 ق.م. وهم قبائل من التلال الشرقية. وبعد فترة من الزمن ظهر العهد الثالث لمدينة أور، وعاد الحكم للسومريين مرة أخرى في بلاد الرافدين.
ثم جاء العيلاميون ودمروا أور حوالي سنة 2000 ق.م.، وسيطروا على معظم المدن في بلاد الرافدين، بينما كان شمال البلاد تحت سيطرة الشوباريين.

#### بابل وآشور (2000-539 ق م)

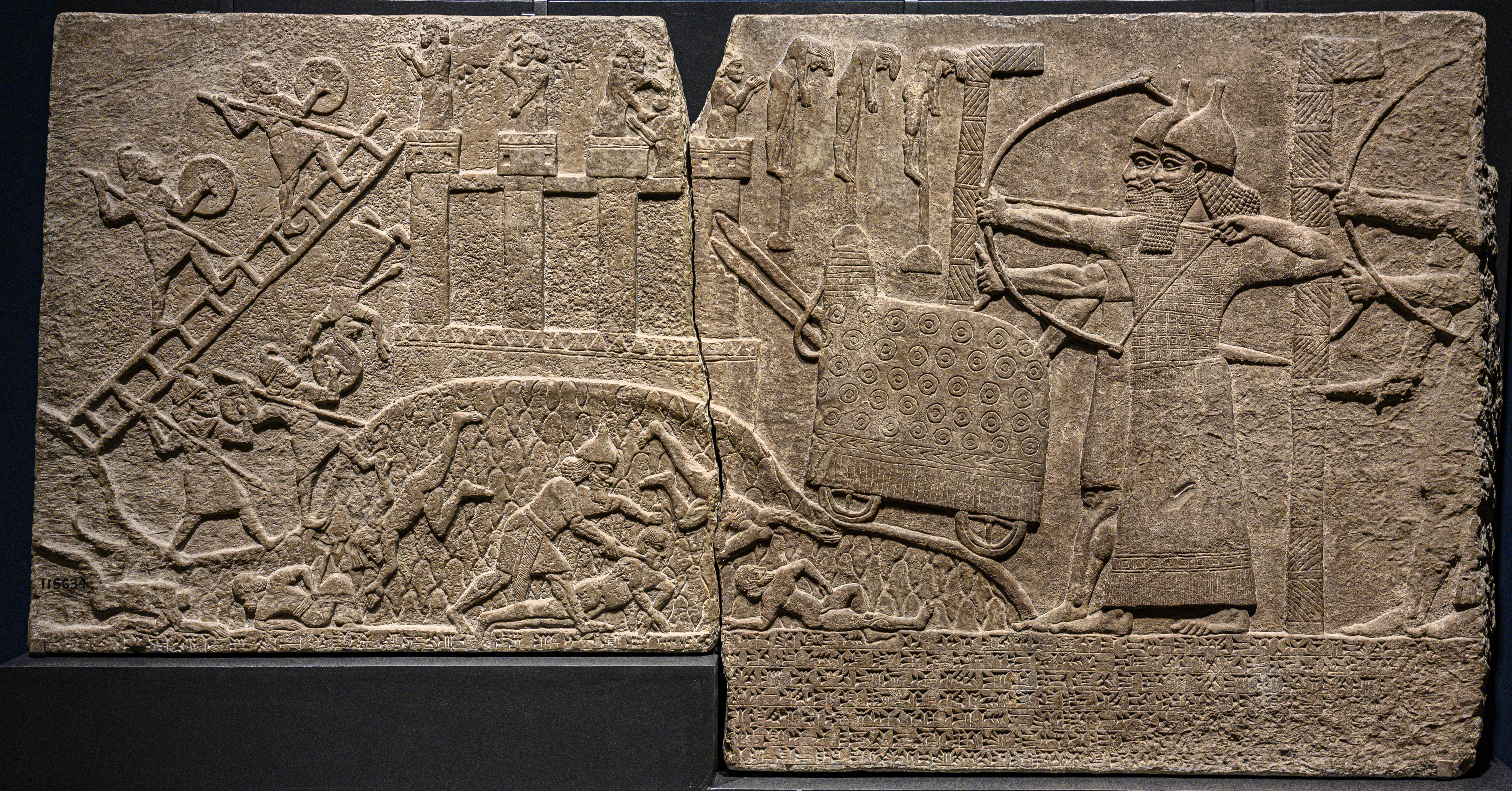
نحت آشوري لهجوم على بلدة العدو.

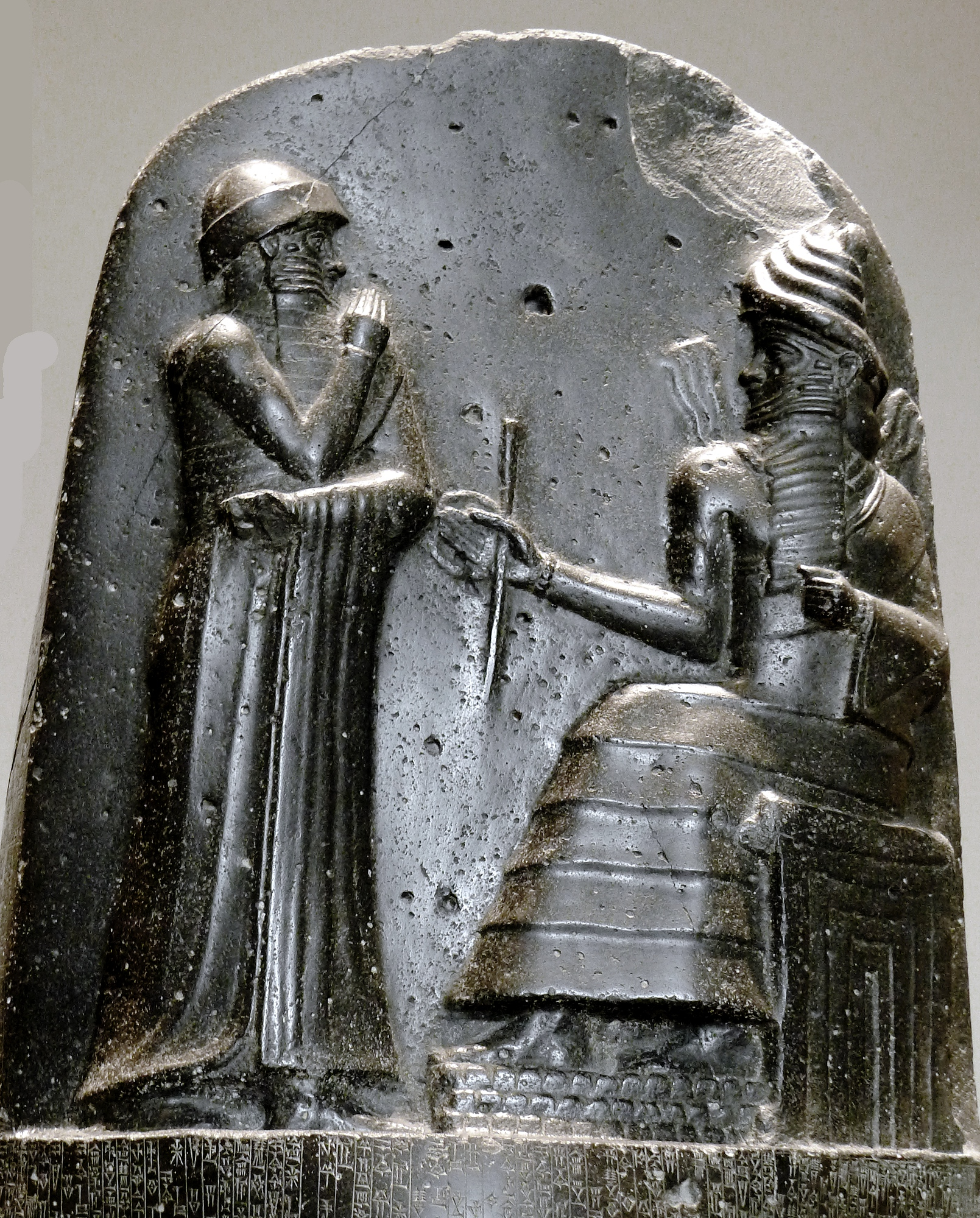
مسلة حمورابي في ما بين 1792 و 1750 قبل الميلاد.

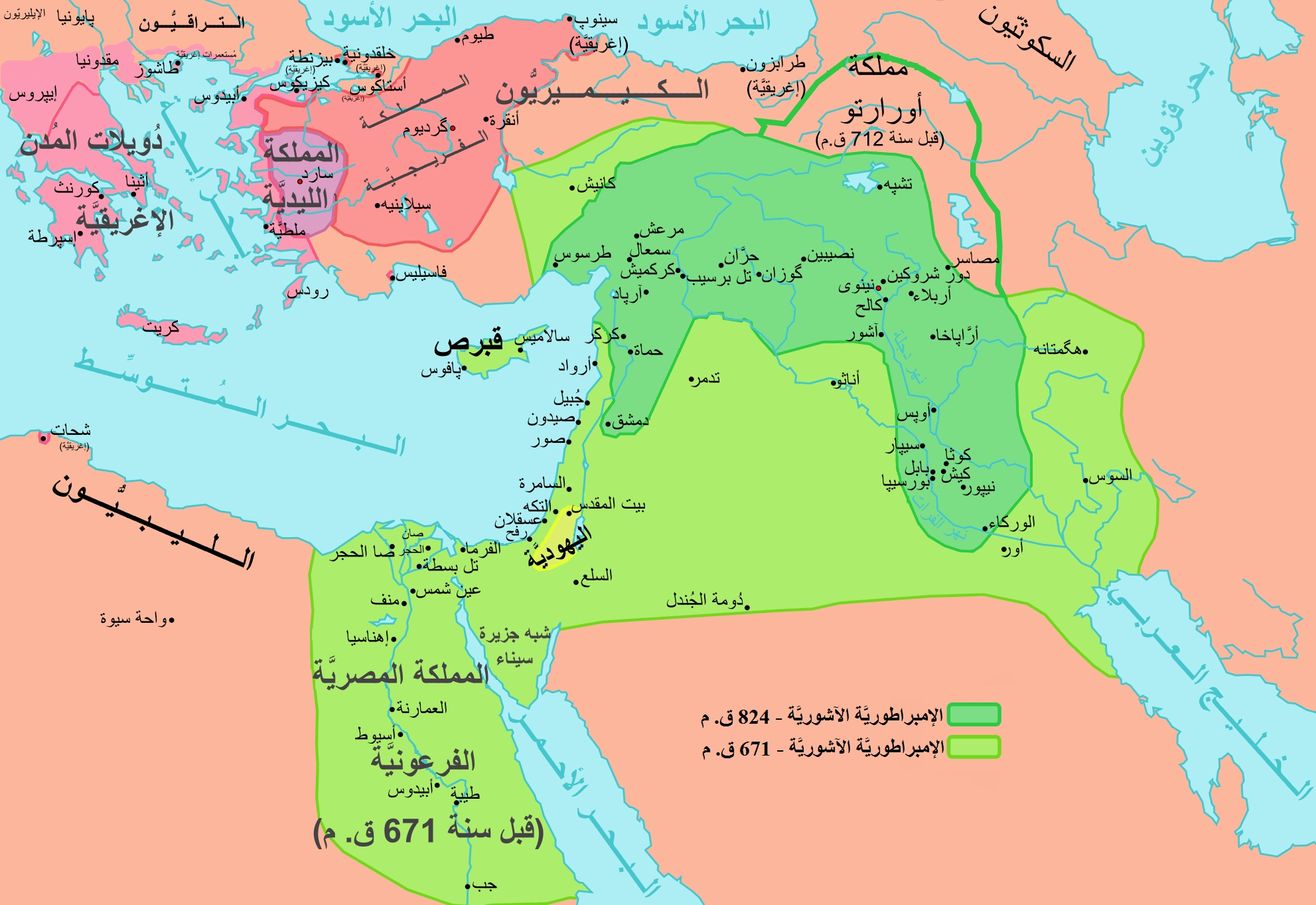
الإمبراطورية الآشورية في أقصى إتساعاتها لها

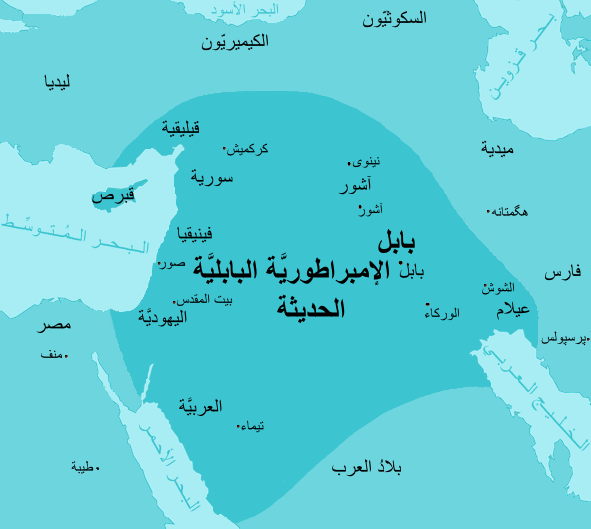
الإمبراطورية البابلية الحديثة في أقصى إتساع لها

خلال القرن ال20 قبل الميلاد، بدأ الأموريون الساميون الشمال غربيون والناطقون بالكنعانية بالهجرة إلى جنوب بلاد الرافدين، وفي نهاية المطاف كونوا ممالك صغيرة (قليلة الأهمية) في الجنوب، فضلاً عن سيطرتهم على عروش مدن الدول الفرعية مثل إيسن، ولارسا، وإشنونة.
وواحدة من تلك الممالك الصغيرة التي تأسست في عام 1894 قبل الميلاد احتوت على بلدة إدارية صغيرة تعرف ببابل ضمن حدودها. وظلت بابل قليلة الأهمية لأكثر من قرن، حيث طغت عليها الدول القديمة والأكثر قوة في ذلك الوقت من أمثال آشور، وعيلام، وإيسن، وإشنونة، ولارسا.
وفي 1792 قبل الميلاد، جاء حمورابي حيث قام بتطوير بابل من بلدة صغيرة إلى مدينة كبيرة، وأعلن نفسه ملكاً على هذه الدولة، وغزا حمورابي كلا من جنوب ووسط العراق، وكذلك عيلام في الشرق وماري إلى الغرب، وآشور في الشمال وحكم مملكته بالقانون حيث قام بتأسيس أول دستور دولة مكتوب في التاريخ والذي يعرف بشريعة حمورابي، والتي تتألف من 282 مادة قانونية وادعى حمورابي استلام هذه الشريعة من الإله شمش إله القانون في الميثولوجيا البابلية.
وفي فترة حمورابي عرف جنوب العراق باسم بلاد بابل، في حين أن الشمال قد اندمج في أشور لمئات السنين من قبل. ولم تدم الإمبراطورية البابلية طويلاً، وبدأت تنهار بعد وفاة حمورابي وابنه شمشو إيلونا، انتشرت اللغة الأكادية في كل من بابل، وآشور، وجنوب العراق، اللاتي كن في ظل حكم سلالة القطر البحري. وتشبث الأموريون بالسلطة ببلاد بابل الضعيفة، والصغيرة حتى أسقطت من قبل الحيثيين الذين قدموا من الأناضول. بعد هذا، جاء قوم أجانب آخرون، وهم الكيشيون، والذين يعود أصلهم إلى جبال زاغروس في إيران، وسيطروا على بلاد بابل. ومنذ ذلك الزمان تقسم العراق إلى ثلاثة كيانات سياسية، وهي آشور في الشمال، وبلاد بابل الكيشية في المنطقة المركزية الجنوبية، وسلالة القطر البحري في أقصى الجنوب. وغزى الكيشيون سلالة القطر البحري في نهاية المطاف وضموها لبلاد بابل حوالي 1380 قبل الميلاد. بعد ذلك تمكن الآشوريون من السيطرة على بلاد الرافدين وقاموا بطرد الميتانيين والكاشيين منها، بعدها شهدت البلاد هجرة العديد من القبائل الآرامية إلى شرق بلاد الرافدين وكان منهم الكلدان الذين استقروا في الجنوب، ودارت عدة معارك بعدها بين بابل وآشور انتهت معظمها بانتصار الآشوريين، حيث وصلت الإمبراطورية الآشورية إلى أكبر توسعاتها في زمن آشور بانيبال الذي كون إمبراطورية كبيرة من مصر إلى بلاد أرمينيا، لكن بعد نهاية عهد آشور بانيبال ضعفت آشور، وتمكن البابليون بالتحالف مع الميديين من إسقاط آشور سنة 612 ق م. بعد سقوط آشور عادت بابل مرة أخرى لتسيطر على أراضي الشرق الأوسط حيث بلغت أوج عظمتها في عهد نبوخذ نصر الثاني الذي كون إمبراطورية من حدود مصر في الغرب إلى بلاد فارس في الشرق، وقد قام خلالها نبوخذ نصر بإعمار مدينة بابل وجعلها أجمل مدن زمانه بعد أن بنى عدة منشآت مدنية ودينية منها الجنائن المعلقة والتي صنفت ضمن عجائب الدنيا السبع، إلا أن دولة بابل سقطت في سنة 539 ق م وأصبحت تابعة للحكم الفارسي الأخميني.
وقد شهد أواخر هذا العصر أيضاً تدوين التوراة العبرية في بابل من قبل اليهود الذين تم سبيهم من القدس في سنة 587 ق م.

### العصر الأخميني وحتى الساساني (539 ق م-612 م)

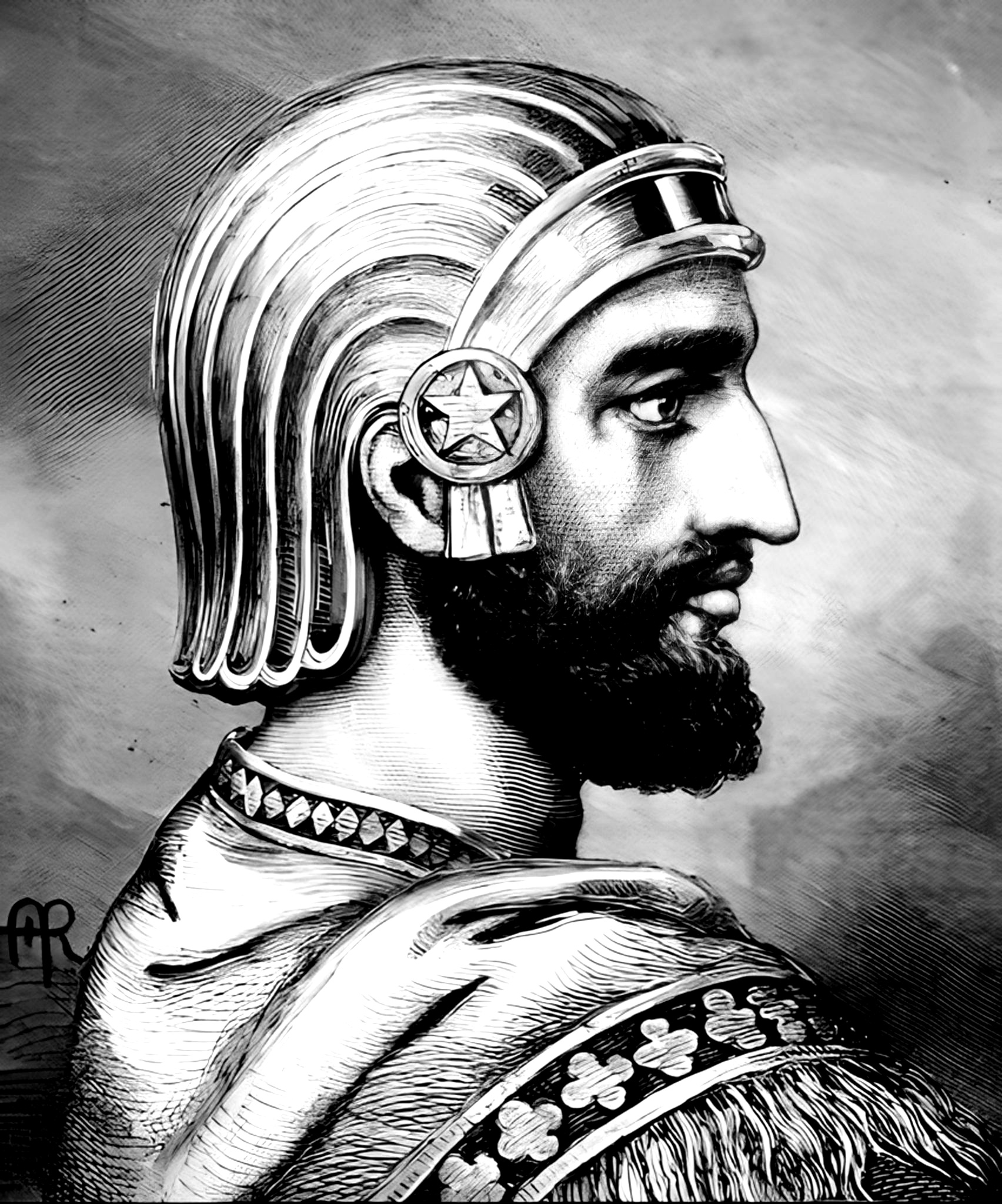
صورة كورش الكبير أول أباطرة الفُرس من الإمبراطورية الأخمينية.

بعد أن تمكن الفرس الأخمينيون من احتلال بلاد الرافدين في سنة 539 ق م بقيادة كورش الكبير، اندلعت عدة ثورات ضد الحكم الفارسي من قبل البابليين إلا أنها باءت بالفشل، ولم ينته حكم الأخمينيين في العراق إلا في سنة 330 ق م، حيث سقط بعد أن تمكن الإغريق بقيادة إسكندر المقدوني من هزم الفرس في معركة غوغميلا الشهيرة التي وقعت في العراق بين الموصل وأربيل، جعل إسكندر مدينة بابل عاصمة لإمبراطوريته لكن بعد وفاته تولى سلوقس الأول الحكم في بلاد الرافدين، وقام ببناء مدينة سلوقية وجعلها عاصمة إمبراطوريته بدلاً من بابل، ولم ينته حكم السلوقيين في العراق إلا في القرن الثاني قبل الميلاد بعد أن تمكن الفرس الفرثيون هذه المرة من احتلال العراق. وقد عرف العصران الأخميني والسلوقي ببروز العلوم البابلية للعالم القديم حيث ظهر عدة فلكيين ورياضياتيين من بابل مثل كيدينو وبيروسوس وسلوقس السلوقي.

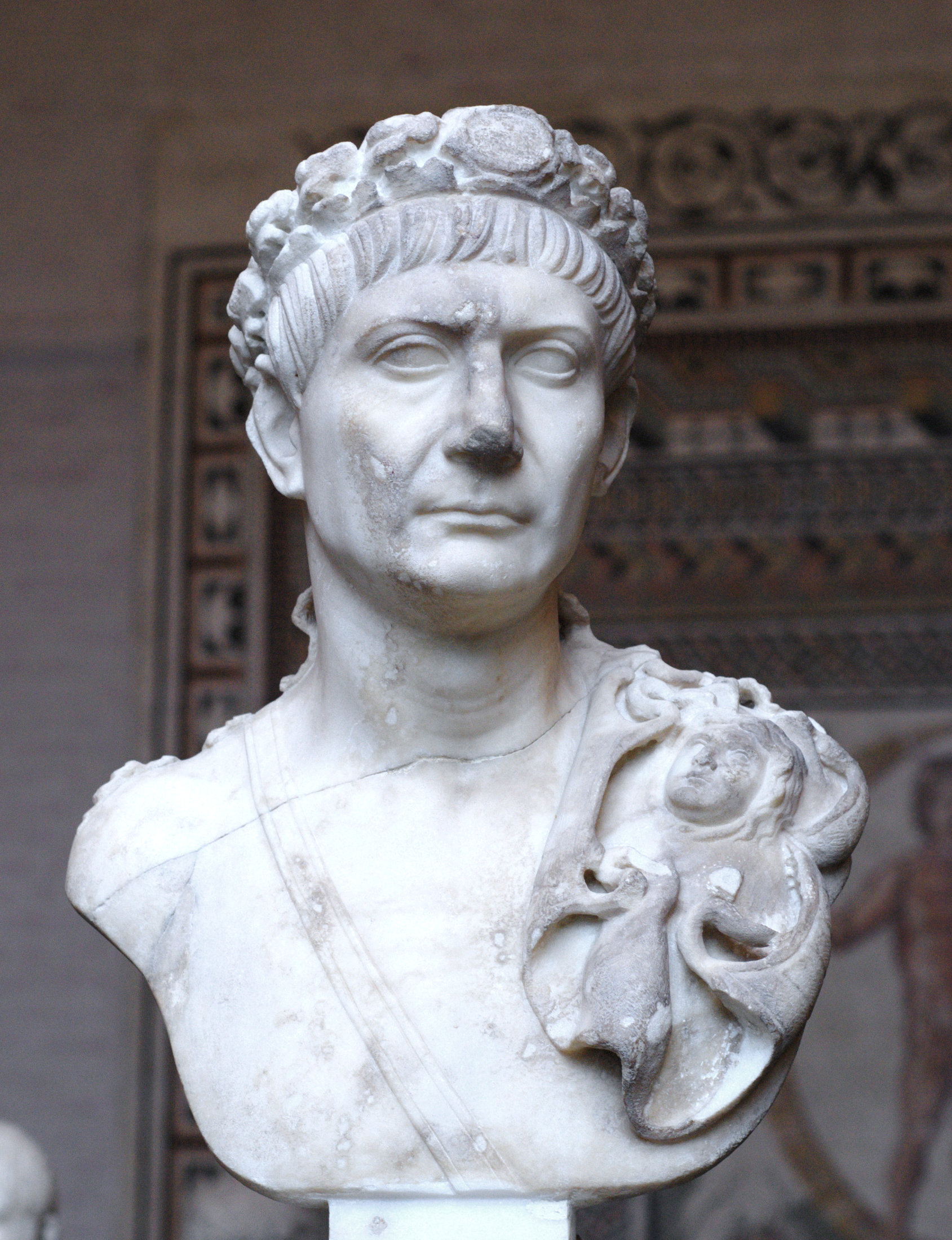
تمثال يُمثل تراجان مُرتديًا التاج المدني وفي عهده وصلت الإمبراطورية الرومانية أقصى اتساع لها.

في أواسط القرن الثاني قبل الميلاد تمكن الفرس، وهذه المرة عن طريق الفرثيين، من السيطرة على الحكم في العراق، وجعل الفرثيون من مدينة قطسيفون (التي تعرف باسم مدينة المدائن اليوم) عاصمة لهم. حكم الفرثيون بالبداية من سنة 240 ق م إلى سنة 224 ب م، تمكن خلالها الرومان من حكم العراق لفترة وجيزة في سنة 115 ب م بعد أن شن الإمبراطور الروماني تراجان حملة ناجحة وتمكن من الاستيلاء على بلاد الرافدين، إلا أن الرومان انسحبوا من العراق في عصر وريثه هادريان. ضعف بعدها حكم الفرثيين وظهرت أسرة أخرى من الفرس لتحكم العراق وهم الساسانيون الذين بدأ حكمهم من سنة 226 م وانتهى حكمهم في سنة 651 م بعد الفتح الإسلامي للعراق.

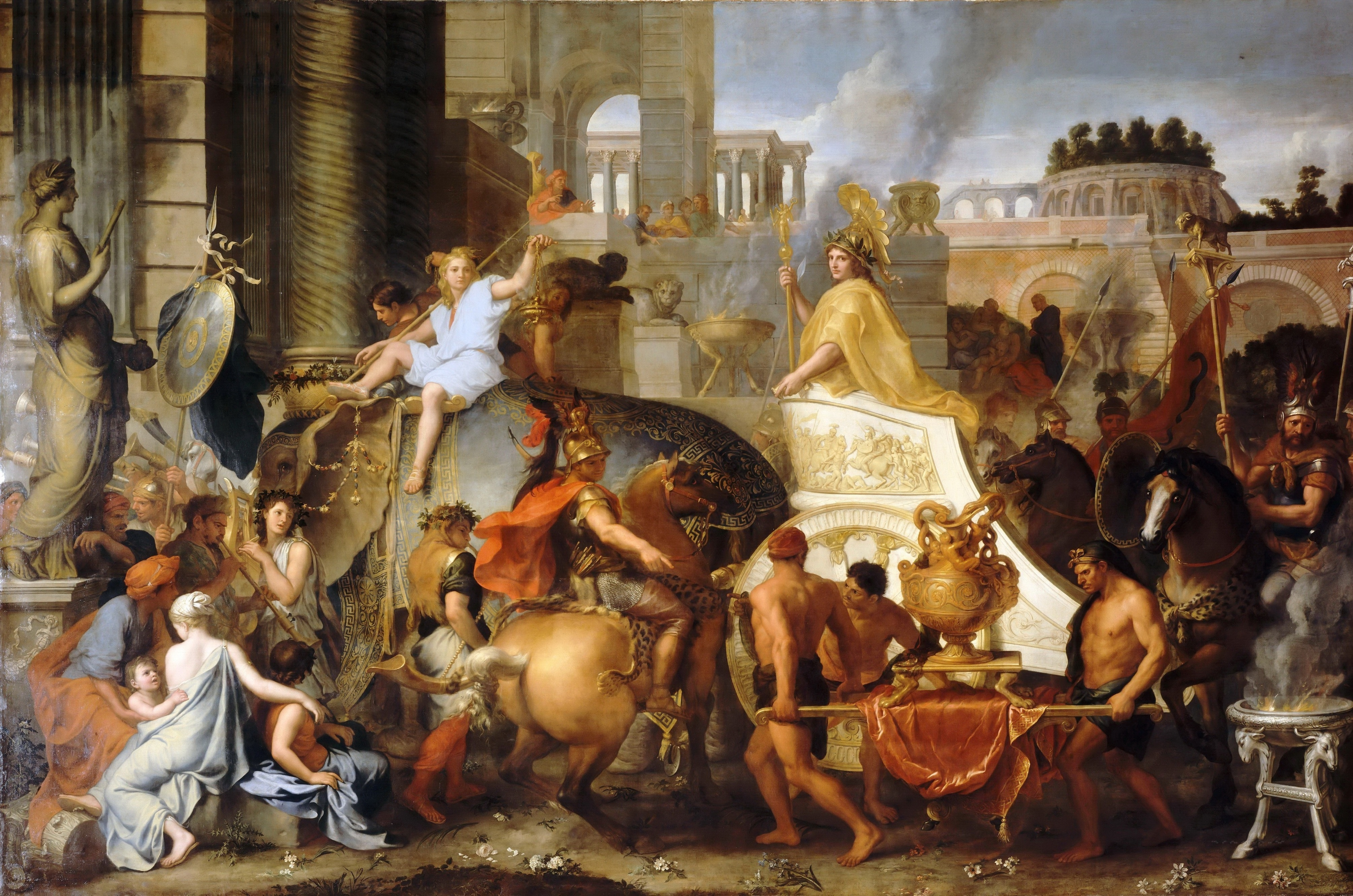
لوحة للفنان چارلز لوبرون تُصور دُخول الإسكندر الأكبر إلى بابل وقد أحب الإسكندر مدينة بابل وأقام فيها حتى وفاته.

وقد اشتهر هذا العصر بانتشار الديانات الزرادشتية واليهودية ثم المسيحية في العراق، كما اشتهر هذا العصر بظهور عدة ممالك مستقلة تواجدت وحكمت في أجزاء من العراق مثل مملكة الحضر  ومملكة حدياب (20-116 ب م)  ومملكة ميسان (127 ق م- 128 أو 147 ب م) 

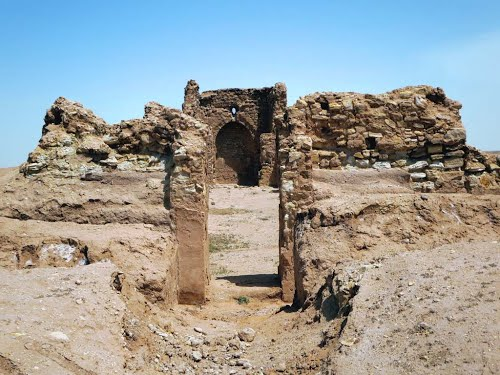
كنيسة الأقيصر في كربلاء يعود تاريخ بنائها الي عهد أول ملوك المناذرة اللخميين عمرو بن عدي (268-295م).

ومملكة المناذرة والتي حكمها أسرة المناذرة العربية والتي كانت عاصمتها في مدينة الحيرة وحكمت في جنوب غرب العراق منذ حوالي سنة 300 م حتى سقوطها في الفتح الإسلامي سنة 602 م.
قال عيسى المعلوف في مقاله (التجارة عند العرب ومجاوريهم) "وكانت تقام للعرب أسواق تجارية وأدبية مشهورة في التاريخ أعظمها سوق عكاظ في بلاد العرب فكانت أشبهَ بالمعارض الصناعية والزراعية للتجارة عندنا وكانت لها أخوات في كثير من العواصم والمدن تهافت عليها الناس للبيع والشراء والمماجدة فجمعت بين المعارض ومنتديات الأدب أو المجامع العلمية عندنا، ومن ذلك أسواق العراق، قال التغلبي وفي كل أسواق العراق أتاوةٌ وفي كل ما باعَ امرؤٌ مكسُ درهمِ".

### الخلافة الراشدة

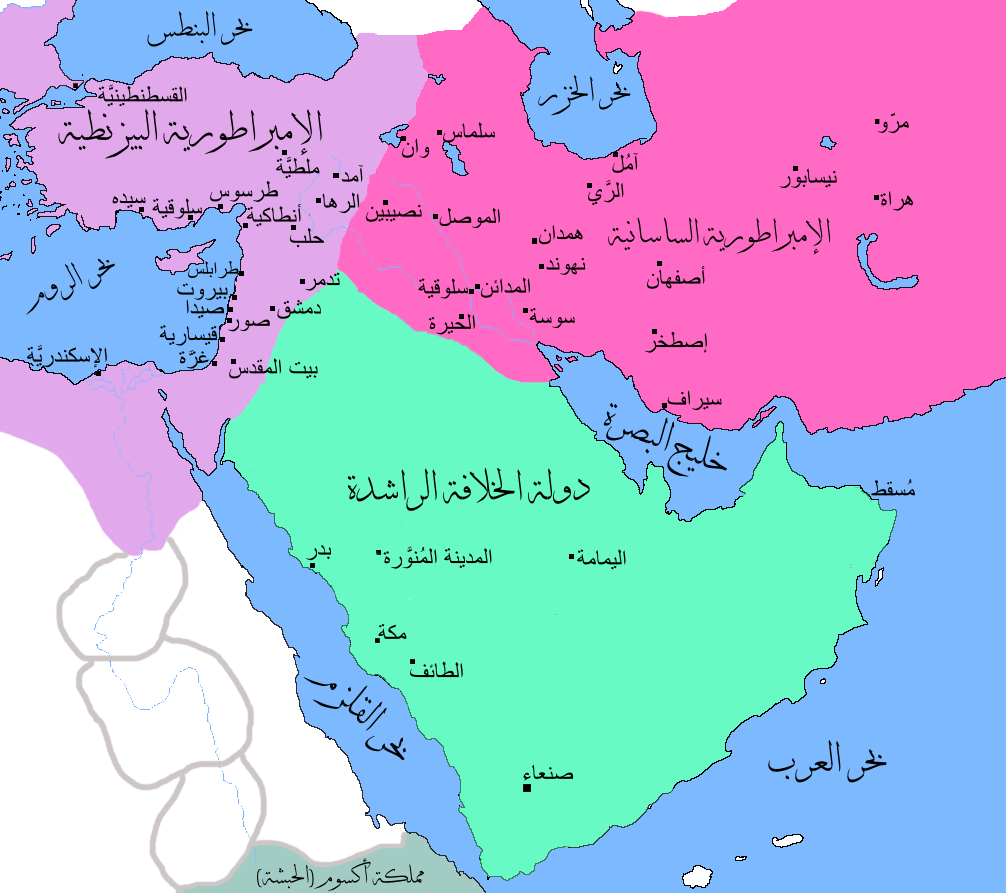
خارطة تُظهرُ الحُدود المُتاخمة لِدولة الخِلافة الرَّاشدة، والإمبراطوريَّة الروميَّة البيزنطيَّة، والإمبراطوريَّة الفارسيَّة الساسانيَّة

كانت دولةُ الخُلَفاءُ الرَّاشِدين، هي أولى دُول الخِلافة الإسلاميَّة التي قامت عقِب وفاة الرسول مُحمَّد، وفي عهد أول خلفائها أبو بكر الصديق بدأ ضم العراق والذي كان جزءاً من الإمبراطورية الساسانية إلى حدود الخلافة الإسلامية فيما سمي بالفَتْحُ الإسْلَامِيُّ لِفَارِسَ أو الغَزْوُ الإسْلَامِيُّ لِفَارِسَ، وبدأت تلك الفتوحات بِغزو المُسلمين للعِراق، المركز السياسي والاقتصادي للإمبراطوريَّة، سنة 11هـ المُوافقة لِسنة 633م بِقيادة خالد بن الوليد، ونُقل خالد بعد ذلك إلى الجبهة الروميَّة بالشَّام، فتعرَّض المُسلمون لِهُجومٍ مُضادٍ من قِبل الفُرس مما أفقدهم ما فتحوه مع خالد بن الوليد.
في عهد الخليفة الراشد الثاني عمر بن الخطاب بدأت الموجة الثانية من الفُتوحات تحت قيادة سعد بن أبي وقَّاص سنة 14هـ المُوافقة لِسنة 636م، فكان النصر الحاسم في معركة القادسيَّة وولي سعد بن أبي وقاص على العراق. أضحت الحدود ما بين الدولة الإسلاميَّة الفتية والفُرس من العراق إلى جِبال زاگرُس. وفي عهد الخليفة عمر بن الخطاب شُيدت مدينتي البصرة والكوفة. بعد معركة الجمل قام الإمام علي بنقل عاصمة الخلافة من المدينة إلى الكوفة نظراً لموقعها الاستراتيجي الذي يتوسط أراضي الدولة الإسلامية آنذاك، ولكثرة مؤيديه هناك.، واستمر العراق يدار من قبل الولاة الذين يعينون من قبل الخلفاء في المدينة حتى قبيل مقتل الخليفة الرابع علي بن أبي طالب الذي اتخذ من الكوفة عاصمة له، إذ كان على ولاية الموصل في سنة 656 م/ 36 هـ واليان، أحدهما من قبل علي وهو مالك بن الحارث النخعي، وثانيهما من قبل معاوية وهو الضحاك بن قيس.

### الدولة الأموية

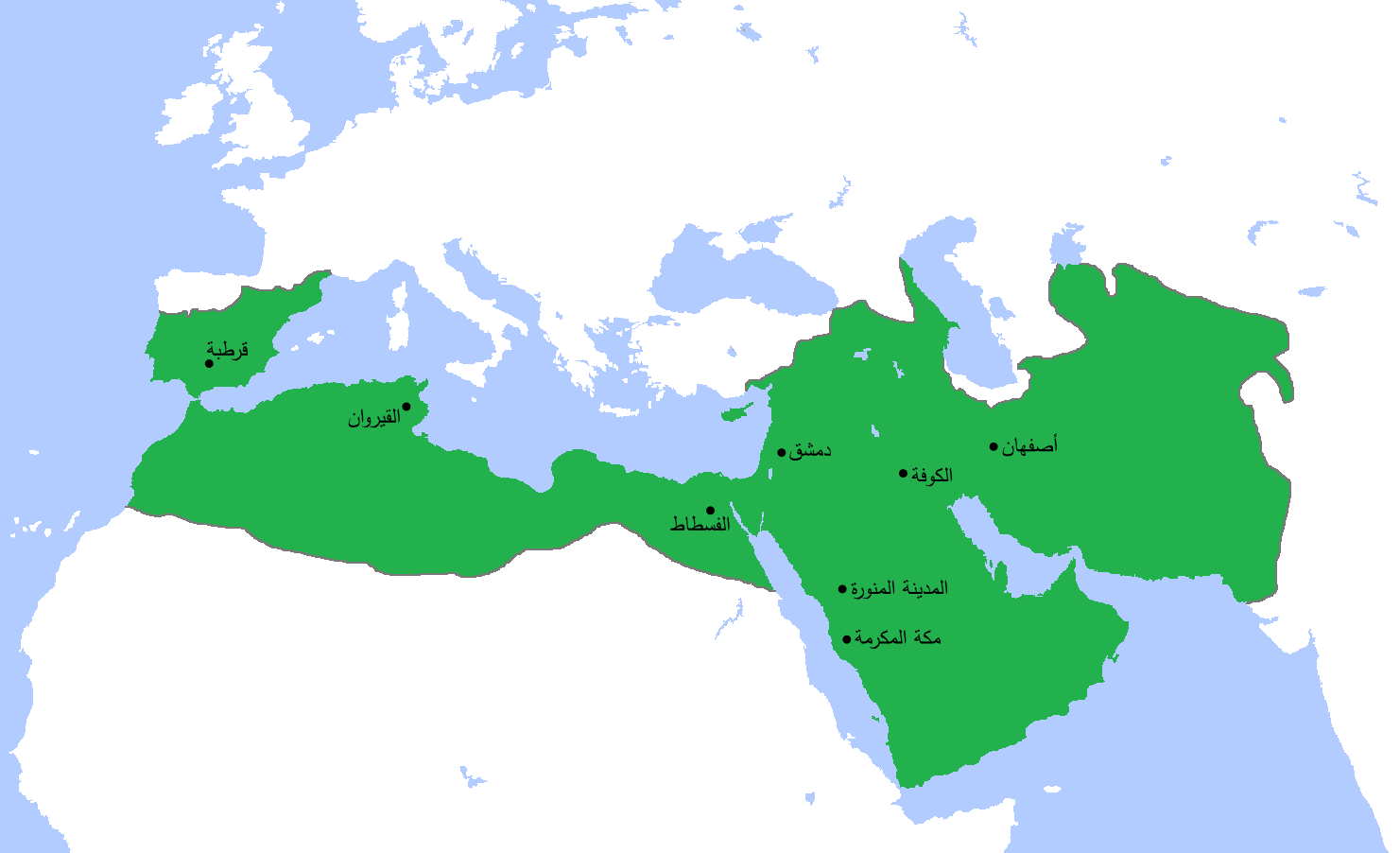
الدولة الأموية في أقصى اتساع لها

الدولة الأموية أو الخِلافَةُ الأُمَوِيَّةُ (41 – 132 هـ / 662 – 750 م) هي ثاني خلافة في تاريخ الإسلام، وأكبر دولة في تاريخ الإسلام. كان بنو أمية أولى الأسر المسلمة الحاكمة، إذ حكموا من سنة 41 هـ (662 م) إلى 132 هـ (750 م)، وكانت عاصمة الدولة في مدينة دمشق بجمهورية سوريا الحالية.
كان من أبرز التغيرات على الصَّعيد السياسيّ في عهد معاوية بن أبي سفيان، أنه نقلَ عاصمة الدولة من الكوفة إلى دمشق (بعد أن كان علي قد نقلها من المدينة إلى الكوفة)، وقد أثار هذا سخطَ بعض أهل العراق والحجاز. كما شهدت الدولة في عهده فترة من الاستقرار والرخاء، ومُتابعة الفتوحات بعد توقف طويل
ومن أهم ما جرى بالعراق إبّان الدولة الأموية هي: واقعة الطف بكربلاء، ووقعت على ثلاثة أيام وختمت في 10 محرم سنة 61 للهجرة والذي يوافق 12 تشرين الأول/أكتوبر 680م، وكانت بين الحسين بن علي بن أبي طالب ابن بنت نبي الإسلام، محمد بن عبد الله، الذي أصبح المسلمون يطلقون عليه لقب «سيد الشهداء» بعد انتهاء المعركة، ومعه أهل بيته وأصحابه، وجيش تابع للخليفة الأمويّ يزيد بن معاوية. ونتج عنها مقتل الحسين وأكثر من كان معه.
وبايع أهل العراق ابن الزبير كخليفة مع أهل الحجاز، ثم بعد ذلك أعلن المختار الثقفي الثورة على الأمويين عام 66 هـ، وقتل جمعاً من قتلة الإمام الحسين ممن كان بالكوفة وغيرها أمثال عمر بن سعد وشمر بن ذي الجوشن وغيرهم، وسيطر على الحكم بالكوفة ورفع شعار «يا لثارات الحسين» وكان يخطط لبناء دولة علوية في العراق، وقد قُتل في الكوفة عام 67 للهجرة على يد جيش مصعب بن الزبير بعهد الخليفة عبد الملك بن مروان، الذي استعاد ولاية العراق بعد نجاحه في «معركة دير الجاثليق» سنة 71 هـ. وأرسل عبد الملك بن مروان الحجاج بن يوسف الثقفي ليكون واليا على العراق والمشرق بعد نجاحه في معركة ضد ابن الزبير، وتميزت ولاية الحجاج بالشدة والقتل ضد معارضي الدولة وخصوصاً من أهل الكوفة.
كان حكم الأمويين في العراق عرضة لثورات منها ثورة زيد بن علي بن الحسين على الخليفة هشام بن عبد الملك سنة 121 هـ،، وانتهى حكم الأمويين بالعراق بعد خسارة الخليفة الأموي مروان بن محمد لصالح جيوش العباسيين بقيادة عبد الله بن علي بن عبد الله بمعركة الزاب الكبير في شهر جمادى الآخرة سنة 132 هـ (750 م).

### الدولة العباسية

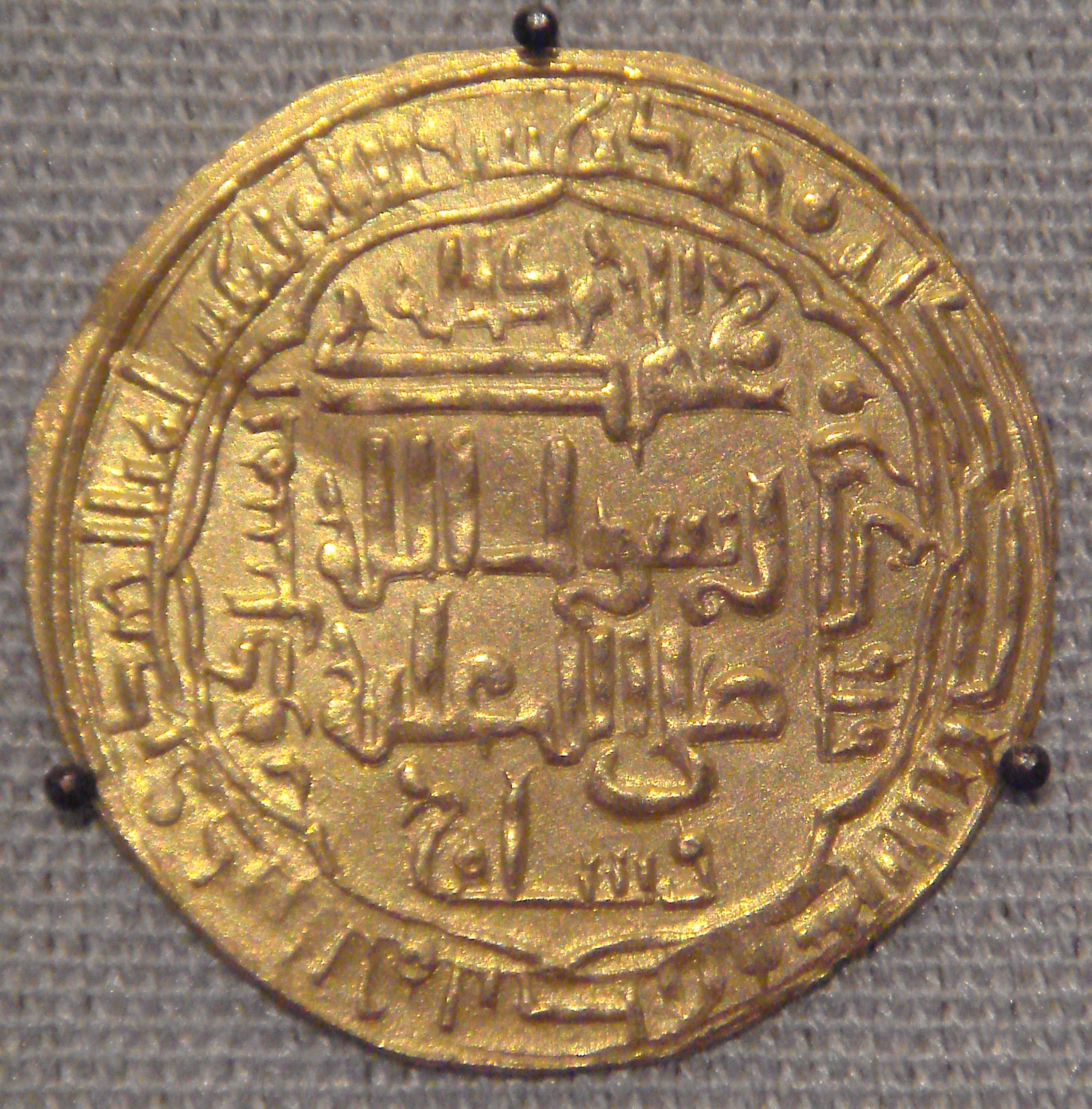
دينار عباسي ذهبي في عهد الدولة العباسية سنة 1244م

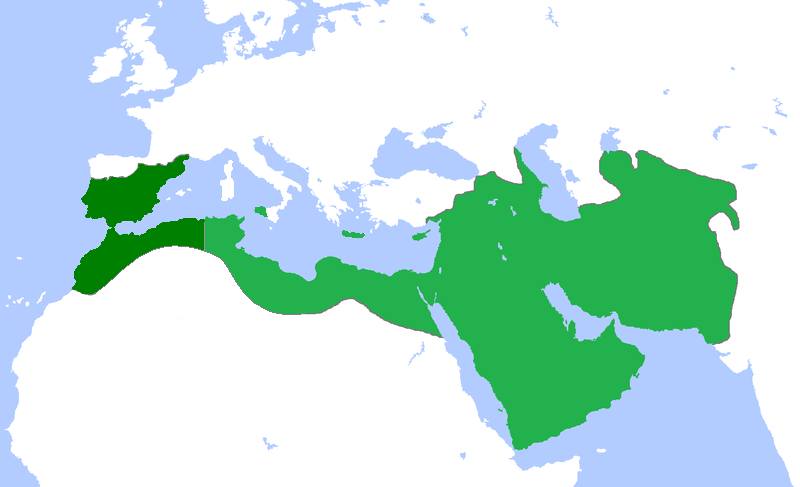
الدولة العباسية في أقصى اتساع لها

الدولة العباسية وهي ثاني السلالات الحاكمة الإسلامية. استطاع العباسيون أن يزيحوا بني أمية عن الحكم وينفردوا بالخلافة، وقد قضوا على تلك السلالة الحاكمة وطاردوا أبنائها حتى قضوا على أغلبهم ولم ينجُ منهم إلا من لجأ إلى بلاد الأندلس.
تأسست الدولة العباسية على يد المتحدرين من سلالة أصغر أعمام نبي الإسلام محمد بن عبد الله، ألا وهو العباس بن عبد المطلب، وقد اعتمد العباسيون في تأسيس دولتهم على الفرس الناقمين على الأمويين لاستبعادهم إياهم من مناصب الدولة والمراكز الكبرى، واحتفاظ العرب بها، ونقل العباسيون عاصمة الدولة، من مدينة دمشق، إلى مدينة الكوفة، ثم الأنبار قبل أن يقوموا بتشييد مدينة بغداد لتكون عاصمة لهم، وازدهرت بغداد طيلة ثلاث قرون من الزمن، وأصبحت أكبر مدن العالم وأجملها، وخصوصاً في عهد الخليفة هارون الرشيد والذي اقترنت بغداد باسمهِ في روايات ألف ليلة وليلة وفي باقي الآداب العالمية، لكن نجمها أخذ بالأفول مع بداية غروب شمس الدولة العباسية ككل. ولقد تنوّعت الأسباب التي أدّت لانهيار الدولة العباسية، ومن أبرزها: بروز حركات شعوبية ودينية مختلفة في هذا العصر، وقد أدّت النزعة الشعوبية إلى تفضيل الشعوب غير العربية على العرب، وإلى جانب الشعوبية السياسية، تكوّنت فرق دينية متعددة عارضت الحكم العبّاسي. وكان محور الخلاف بين هذه الفرق وبين الحكام العبّاسيين هو «الخلافة» أو إمامة المسلمين.
ومن العوامل الداخلية التي شجعت على انتشار الحركات الانفصالية، اتساع رقعة الدولة العبّاسية، ذلك أن تباعد المسافة بين العاصمة وأجزاء الدولة وصعوبة المواصلات في ذلك الزمن، جعل الولاة في البلاد النائية يتجاوزون سلطاتهم ويستقلون بشؤون ولاياتهم دون أن يخشوا الجيوش القادمة من عاصمة الخلافة لإخماد حركتهم الانفصالية والتي لم تكن تصل إلا بعد فوات الأوان، ومن أبرز الحركات الانفصالية عن الدولة العباسية: حركة الأدراسة وحركة الأغالبة، والحركة الفاطمية. وخلال حكم الدولة العباسية، استولى الحمدانيون على الموصل وحكموها للفترة (890م-1004م) مؤسسين بذلك الدولة الحمدانية.
انتهى الحكم العباسي في بغداد سنة 656 هـ/1258 م، عندما أقدم هولاكو خان التتري على غزو المدينة.

### الغزو المغولي وما بعده من الدول

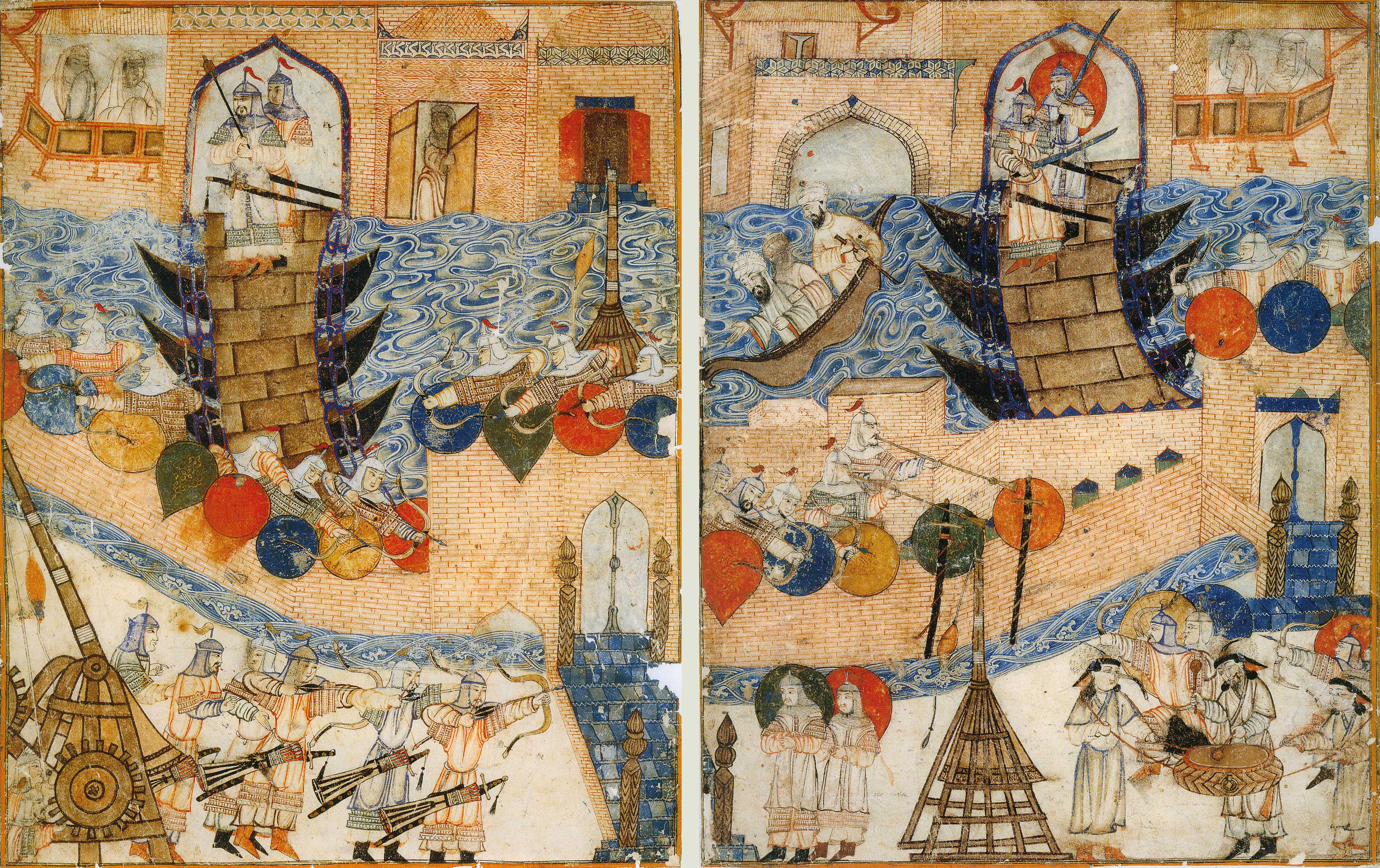
حصار بغداد (1258). من كتاب جامع التواريخ، لرشيد الدين فضل الله الهمذاني.

بدأ القائد المغولي هولاكو خان سنة 1257 بتجميع عدد ضخم من جيوش الإمبراطورية المغولية بغية احتلال بغداد. وعند وصوله لعاصمة الخلافة الإسلامية طلب هولاكو من الخليفة العباسي المستعصم بالله الاستسلام ولكن الخليفة رفض الاستسلام، مما أثار غضب هولاكو فأمر بتدمير العاصمة وهو ما يتفق مع إستراتيجية المغول في تثبيط المقاومة، وقد دمرت بغداد بالكامل،  وتراوحت التقديرات إلى أن عدد القتلى ما بين 200،000 إلى مليون شخص. وبتدخل من زوجة هولاكو النسطورية دوكوز خاتون لم يتعرض أحد للسكان المحليين المسيحيين.، إضافة إلى حرق مكتبة بيت الحكمة التي كانت تعتبر أعظم مكتبة علمية وأدبية وفنية في ذلك الوقت، حيث كانت تحتوي على عدد لا يحصى من الكتب القيمة والوثائق الأثرية التي لا تقدر بثمن.
ويعتقد بعض المؤرخين بأن الغزو المغولي قد دمر البنية التحتية للنظام الزراعي والذي أبقى على ازدهار بلاد الرافدين لألوف السنين. إلا أن مؤرخين آخرين أشاروا إلى أن ملوحة التربة هي السبب الرئيسي في تراجع القطاع الزراعي.

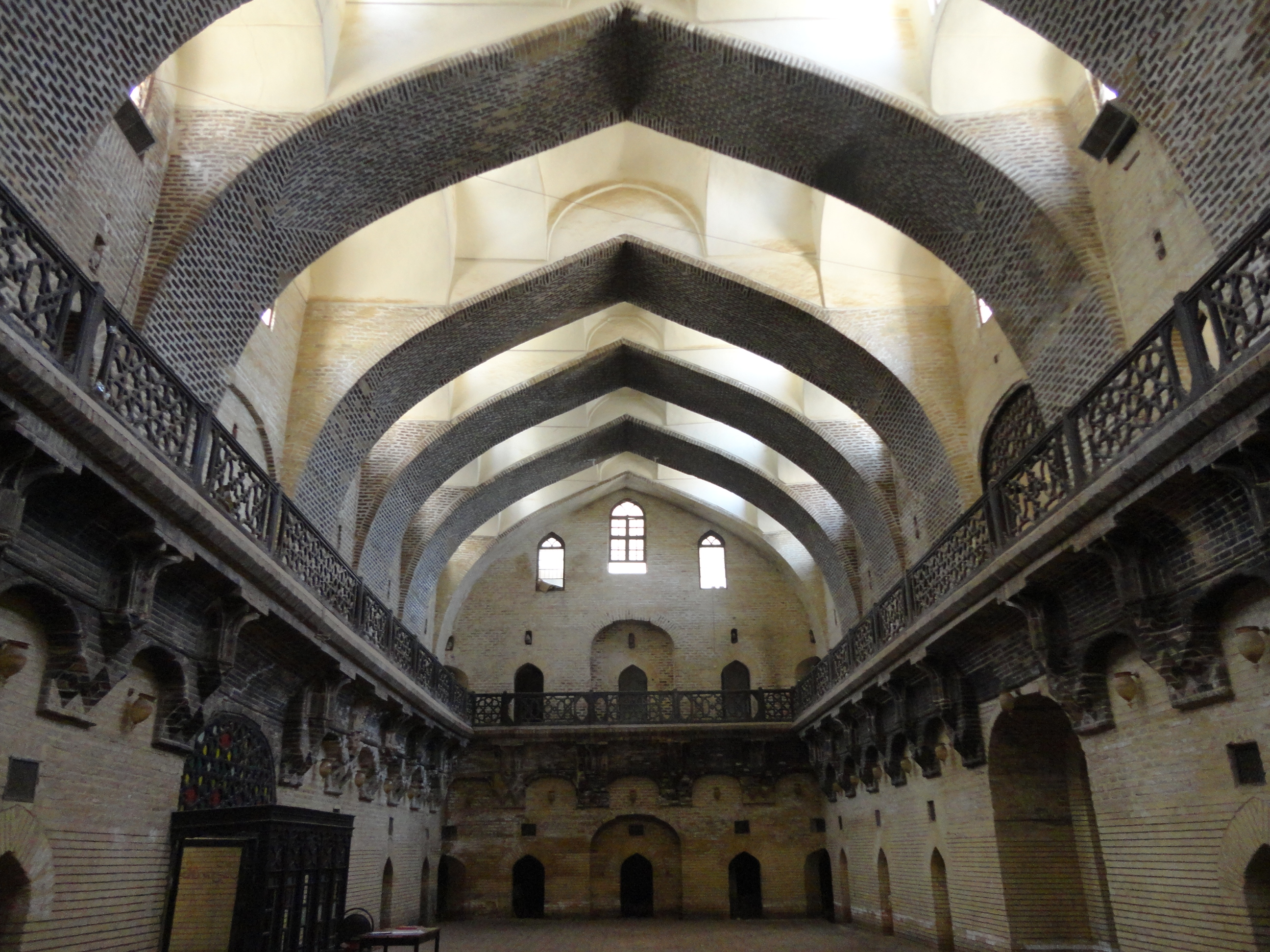
خان مرجان الذي بناه أمين الدين مرجان

وبعد الغزو المغولي حكم الجلائريون العراق، وفي سنة 1401 غزا تيمورلنك العراق، ودمر بغداد بعد استسلامها له، وقد قتل جراء التدمير حوالي 20,000 من الأهالي العزل. وقد أمر تيمورلنك كل جندي أن يعود إليه ومعه رأسين من رؤوس الضحايا (ومن شدة خوف الجنود منه، قتلوا الأسرى الموجودين عندهم قبل دخولهم بغداد ليروه الرؤوس عند حضورهم إليه). وضمها للدولة التيمورية.
وفي القرن الخامس عشر تمكنت قبائل الخروف الأسود (القرة قوينلو) من بسط سيطرتها على العراق، حيث استطاع زعيمهم بهرام خواجة من بسط سيطرته على مدينة الموصل، ومن ثم تمكن ابنه يوسف بن قره محمد حفيد بيرام من هزيمة الجيش الجلائري قرب تبريز في إيران، وتمكن خلالها من احتلال العراق، وقد انتهى حكم الخروف الأسود في سنة 1467م بعد أن تمكنت قبائل تركية أخرى وهم الخروف الأبيض (آلاق قوينلو) من احتلال العراق، حيث تمكن أميرهم حسن قوصون من هزيمة جيش قبائل الخروف الأسود وطردهم من العراق.
اشتهر هذا العصر في العراق بكثرة النزاعات فيه على السلطة من قبل قبائل الخروف الأسود والخروف الأبيض، وانتهى حكم هذه القبائل بعد أن تمكن إسماعيل الصفوي من احتلال العراق وأنهى حكم قبائل الخروف الأبيض فيه.

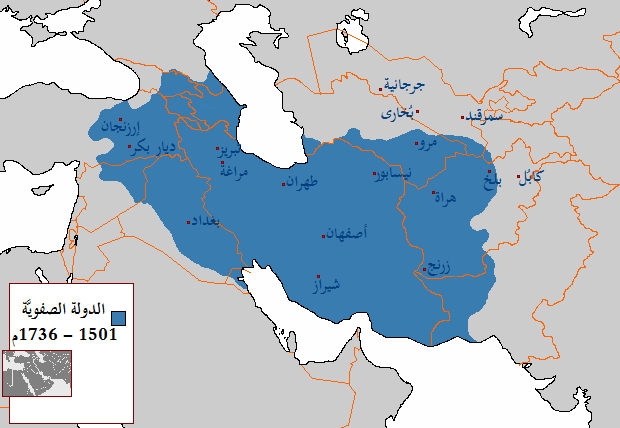
امتداد الدولة الصفوية بتاريخ 1501م-1722م

### الدولة الصفوية
حكم الصفويون وهم سلالة من شاهات بلاد فارس (إيران) في السنوات 1501–1785م، وسيطروا على بغداد في عام 1509 بقيادة الشاه إسماعيل الصفوي. وبقيت بغداد تحت حكم الصفويين حتى انتزعها العثمانيون منهم عام 1535، ولكن ما لبث الصفويون أن عادوا ليسيطروا عليها عام 1624م، وحدثت فيها مذبحة عند دخول جيش الشاه، وبقيت تحت الحكم الصفوي حتى عام 1638م، حيث دخلها السلطان العثماني مراد الرابع عام 1638م، عمل الصفويون علي فرض المذهب الشيعي الإثني عشري علي المدن العراقية التي سيطرت عليها لضمان بقاء نفوذها السياسي علي تلك المنطقة.

### الدولة العثمانية

العراق بتاريخ 1803م.

هزمت الدولة الصفوية دولة الخرفان البيض الذين كانوا يحكمون العراق وإيران وأذربيجان وأرمينيا وأجزاء من تركيا ومن تركمانستان ومن جورجيا، وأصبح العراق تابعاً للصفويين لفترة وجيزة أي في الفترة من 1508 ثم خسروا العراق تدريجياً منذ عام 1514 بعد خسارتهم في معركة جالديران مع العثمانيين حتى فقدوا مجمل أراضي العراق في عام 1533، ثم عاودوا الاستيلاء على العراق للفترة بين عامي 1623–1638.
بحلول القرن السابع عشر، استنزف قوة الدولة العثمانية النزاعات المتكررة مع الدولة الصفوية من جانب، ومع الدول الأوربية من جانب آخر، وأضعفت سيطرتها على ولاياتها. وتضخم عدد السكان مع تدفق البدو الرحل من نجد، في شبه الجزيرة العربية. وأصبح من المستحيل كبح غارات البدو على المناطق المستقرة.، وأكثر الهجرات كانت للمناطق الوسطى والجنوبية وخصوصاً المحاذية لنهر الفرات أي من الأنبار إلى البصرة.
خلال الفترة بين عامي 1747–1831 حكم العراق ضباط مماليك من أصل شركسي نجحوا في الحصول على حكم ذاتي من الباب العالي العثماني، وقد قمعوا الثورات القبلية وحدوا من سلطة القوة الإنكشارية واستعادوا النظام وقدموا برنامجاً لتحديث الاقتصاد والنظام العسكري. وفي عام 1831، نجح العثمانيون في الإطاحة بنظام الحكم المملوكي وفرضوا سيطرتهم المباشرة على العراق. وقد بلغ عدد سكان العراق أوائل القرن العشرين أقل من خمسة ملايين نسمة.
وفي أواخر عهد الإمبراطورية العثمانية في العراق، قامت بمذابح عرفت بمذابح سيفو وتعرف كذلك بالمذابح الآشورية أو مذابح السريان، وهي سلسلة من العمليات الحربية التي شنتها قوات نظامية تابعة للدولة العثمانية بمساعدة مجموعات مسلحة شبه نظامية استهدفت مدنيين آشوريين/سريان/كلدان أثناء وبعد الحرب العالمية الأولى. أدت هذه العمليات إلى مقتل الآلاف منهم، كما نزح آخرون من مناطق سكناهم الأصلية بجنوب شرق تركيا الحالية وشمال غرب إيران.، واستقر بعض منهم في العراق.

### الحرب العالمية الأولى والانتداب البريطاني والاتفاقيات

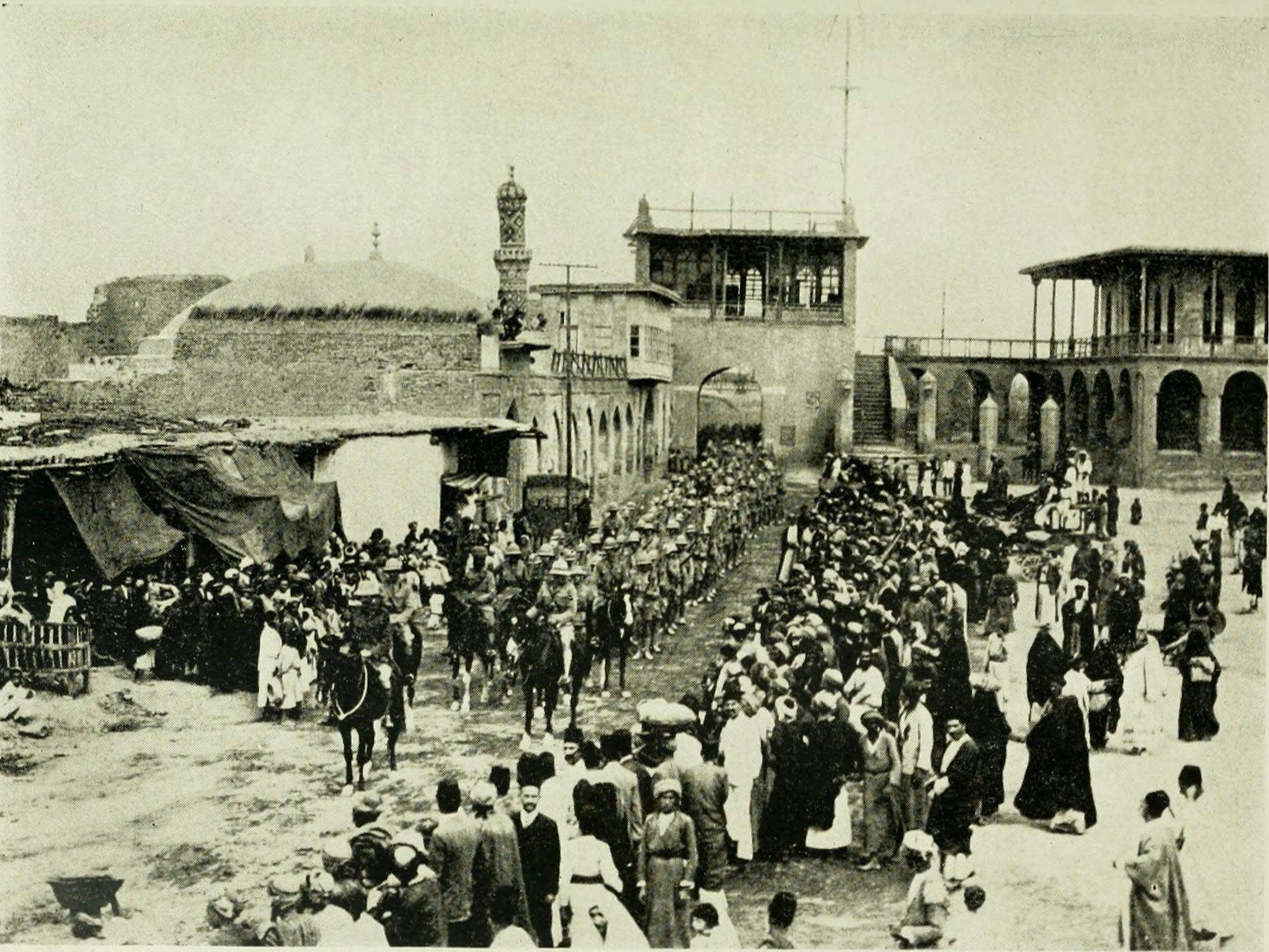
السير فردريك ستانلي مود قائداً الجيش البريطاني (من الهنود) في بغداد في 1917م

تأسس العراق من ثلاثة ولايات هي بغداد والبصرة والموصل التابعة إلى الدولة العثمانية السابقة. واستمر الحكم العثماني على العراق حتى الحرب العالمية الأولى عندما وقف العثمانيون إلى جانب ألمانيا ودول المركز. وبعد إعلان الحرب، خسر البريطانيون 92000 جندي في حملة بلاد الرافدين. وكانت خسائر العثمانيين غير معروفة لكن القوات البريطانية أسرت 45000 أسيراً من الجيش العثماني. وتمكن الجيش البريطاني من الدخول إلى بغداد في 11 آذار/مارس 1917. وبحلول نهاية عام 1918 كان هنالك 410000 جندياً بريطانياً منتشراً في المنطقة،  منها 112000 كقوات مقاتلة.
في عام 1916، قدمت المملكة المتحدة وفرنسة خطة لتقسيم غرب آسيا بعد الحرب العالمية الأولى بموجب اتفاقية سايكس بيكو.
بعد الحرب، منحت عصبة الأمم ولايات بلاد الرافدين (وهي بغداد والبصرة والموصل) للمملكة المتحدة. في 11 نوفمبر 1920، أصبح العراق منتدباً من عصبة الأمم تحت السيطرة البريطانية.، وقد قمعت القوات المسلحة البريطانية الثورات العربية والكردية ضد الاحتلال. ومن أبرز هذه الثورات: ثورة العشرين وثورة دير الزور في سوريا التي امتدت حتى الموصل وتكريت ولواء الدليم وثورة الشيخ محمود الحفيد في المناطق الكردية.

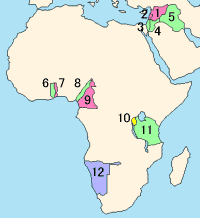
صورة تبين الدول التي كانت تحت انتداب عصبة الأمم في الشرق الأوسط وإفريقية

في آذار/مارس 1921 عقد مؤتمر القاهرة الذي ترأسه تشرتشل لتأمين استقرار الشرق الأوسط. حيث سمي فيصل ملكاً على العراق مع توصية بإجراء استفتاء لتأكيد التنصيب، وتوج فيصل رسمياً ملكاً في 23 أغسطس 1921.
واستغرقت مناقشة مسودة الدستور من قبل الجمعية العامة شهراً وبعد تعديلات طفيفة، اقر في يوليو 1924. وعمل بالقانون العضوي (كما كان يسمى الدستور) بعد توقيعهِ مباشرة من قبل الملك في 21 آذار/مارس 1925. ولقد أقر الدستور الملكية الدستورية وحكومة برلمانية ومجلسين تشريعيين. وكان المجلسان يتألفان من مجلس نيابي منتخب ومجلس أعيان معينين. لقد كان أعضاء المجلس النيابي ينتخبون كل أربع سنوات في انتخابات حرة. اجتمع أول برلمان في عام 1925. ولقد اجريت عشر انتخابات عامة قبل سقوط الملكية في عام 1958. إن تشكيل أكثر من 50 حكومة خلال تلك الفترة يعكس عدم استقرار النظام.
وعقدت معاهدات متوالية بين العراق والمملكة المتحدة خلال عامي 1926 و1927، وفي عام 1929 أعلمت المملكة المتحدة العراق أنها ستمنحه الاستقلال في عام 1932. ووقعت معاهدة جديدة في 30 يونيو 1930. ولقد أقرت المعاهدة تأسيس تحالف قوي بين العراق والمملكة المتحدة مع إقرار «التشاور التام والصريح بين الطرفين في جميع الأمور التي تخص السياسة الخارجية والتي قد تؤثر على مصالحهما المشتركة». للعراق إدارة النظام والأمن الداخلي ويدافع عن نفسه تجاه الاعتداءات الأجنبية، بإسناد المملكة المتحدة. ومنحت المملكة المتحدة مواقع لقواعد عسكرية جوية لقطعاتها قرب البصرة وفي الحبانية قرب الفرات، وكانت مدة صلاحية هذه المعاهدة هي خمسة وعشرون سنة، وتكون نافذة حال دخول العراق إلى عصبة الأمم. وفي 3 تشرين الأول/أكتوبر 1932 دخل العراق في عصبة الأمم كدولة مستقلة.

### المملكة العراقية

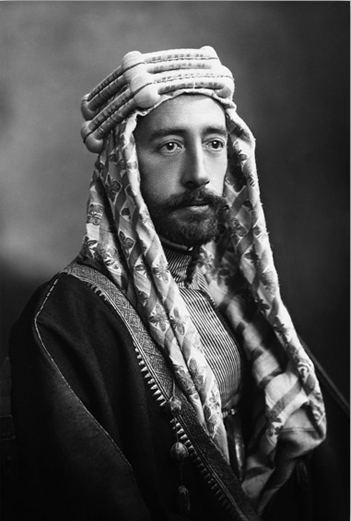
الملك فيصل الأول 

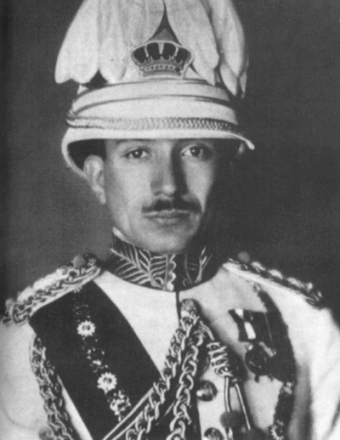
الملك غازي

في يوم 23 آب من عام 1921 توّج الأمير فيصل الأول ملكاً على العراق، ونصب عبد الرحمن الكيلاني النقيب رئيساً للوزراء، ثم خلفه بعد عام عبد المحسن السعدون في تولي هذا المنصب. عرف الملك فيصل الأول بدبلوماسيته وابتعاده عن المواقف الحادة في سياسته الداخلية والخارجية خصوصاً مع الإنجليز، وفي 8 أيلول 1933م، توفي الملك فيصل الأول جراء أزمة قلبية ألمّت به عندما كان متواجداً في بيرن بسويسرا، واعتبر موته غامضا لأنه كان متعباً ويشكو من ألم في المعدة.
الملك غازي الأول 

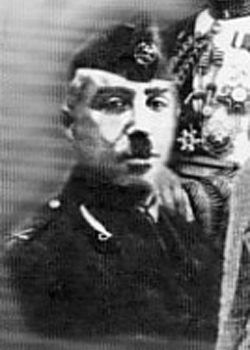
بكر صدقي بزيه العسكري.

ثاني ملوك العراق، امتدت فترة حكمه من 8 سبتمبر 1933م ولغاية وفاته في 4 نيسان/أبريل 1939 (نتيجة لحادث سيارة في الساعة 11:30 من مساء 3 أبريل)، وفي عهده حدث انقلاب بكر صدقي، وهو انقلاب يعد الأول في الشرق الأوسط قاده بكر صدقي ضد رئيس الحكومة ياسين الهاشمي في عهد الملك غازي الأول، وكان ذلك صبيحة يوم 29 أكتوبر 1936م.
سمّي ولياً للعهد عام 1924م فتولى الحكم وهو شاب في عمر 23 عاماً، كان الملك غازي الأول ذا ميول وحدوية عربية؛ ناهض النفوذ البريطاني في العراق واعتبره عقبة لبناء الدولة العراقية الفتية وتنميتها، واعتبره المسؤول عن نهب النفط والآثار المكتشفة حديثاً، وكذلك حاول إعادة الكويت إلى العراق بعد أن اقتطعت من العراق في عام 1895م (حسب وجهة نظر الملك غازي)، ولذلك ظهرت في عهدهِ بوادر التقارب مع حكومة هتلر قبل الحرب العالمية الثانية، والتي كانت معادية للحكومة البريطانية.
توفي في حادث سيارة غامض بتوقيت 12:40 من فجر 4 نيسان/أبريل سنة 1939م، عندما كان يقود سيارته، فاصطدمت بأحد الأعمدة الكهربائية التي سقطت على رأسه، ويوجد اعتقاد بأن الحادث كان عملية مدبرة لاغتياله من قبل نوري السعيد على خلفية مطالبتهِ بإعادة الكويت إلى العراق. أدلت زوجة الملك الملكة عالية بشهادتها أمام مجلس الوزراء، بأنه أوصاها في حالة وفاته بتسمية شقيقها الأمير عبدالإله وصياً على ابنه فيصل الثاني.

الملك فيصل الثاني

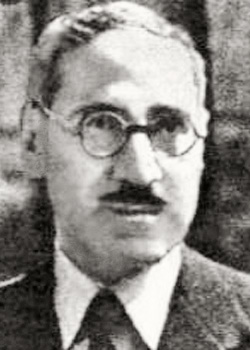
رشيد عالي الكيلاني

وفي شهر شباط/فبراير من عام 1941 بدأت ثورة بقيادة رشيد عالي الكيلاني واستمرت لغاية 2 أيار / مايو من ذات السنة، أقيل عبد الإله، وأنزلت القوات البريطانية قواتها بعملية عسكرية في العراق، وهرب رشيد الكيلاني إلى المملكة العربية السعودية.
تولى الملك فيصل الثاني حكم البلاد في 2 أيار/مايو 1953م، إثر وصوله للسن القانونية، وتسلمه العرش رسمياً من خالهِ الأمير عبد الإله الوصي على العرش. وتميزت الفترة التي قضاها الملك فيصل الثاني، بكثرة مشاريع الإعمار، وذلك بعد تأسيس مجلس الإعمار الذي وضع خططا مستمرة لتطوير العاصمة بغداد وبقية المدن العراقية.
وعلى الصعيد العسكري بدأت آثار حلف بغداد تظهر للوجود، بدخول المعونات العسكرية الأمريكية إلى صفوف الجيش العراقي.
وفي عام 1956م جرت انتفاضة في مدينة الحي بمحافظة واسط (والتي تعرف بانتفاضة مدينة الحي عام 1956) في أعقاب العدوان الثلاثي على مصر، وأخمدت من قبل الحكومة العراقية بالقوة، وعلى الصعيد السياسي شهدت البلاد استقراراً، بسبب عدم وجود منازعات حزبية، أو مشاكل بين السياسيين. وشهد شهر شباط /فبراير من عام 1958 إعلان الاتحاد العربي الذي أصبح بموجبه ملك العراق، هو ملك الاتحاد وأصبحت بغداد وفقا لقرارات الاتحاد العاصمة الدورية للاتحاد، في حين تصبح عمان العاصمة لمدة ستة أشهر أخرى. وشهد أيضاً نفس العام تكوين الحكومة الأولى للاتحاد العربي.
ثم قضي على العائلة المالكة بعد ثورة تموز 1958 وإحاطة الجيش بقصر الرحاب الملكي، فأعلن الملك استسلامه وطلب منه الخروج مع من معه، وخرج مع العائلة وبعض المرافقين، ولكن بعدها فتح النار عليهم وقتلوا، ولم تنج إلا الأميرة هيام.

### العهد الجمهوري
تأسست الجمهورية العراقية على إثر حركة تموز 1958، التي أطاحت بحكم المملكة العراقية حيث كان الملك فيصل الثاني ملكاً على العراق وقد اختلف المؤرخون في تقييم نظام الحكم الملكي كما اختلفوا في تسمية الحركة ما بين الانقلاب والثورة.
أعلن عن قيام الجمهورية العراقية وانتهاء حقبة العهد الملكي من خلال البيان الأول للحركة والذي أذاعه عبد السلام عارف من دار الإذاعة، وذلك بعد نجاحهِ في قلب نظام الحكم بالسيطرة على القيادة العامة للجيش ودار الإذاعة ومجمع بدالة الهاتف المركزي، من خلال قطاعات اللواء العشرين الذي تحت إمرته، وبمساندة من زملائهِ أعضاء تنظيم الضباط الوطنيين أو الضباط الأحرار في صباح يوم الاثنين الموافق 14 تموز 1958.

### الجمهورية الأولى و ثورة 14 تموز 1958

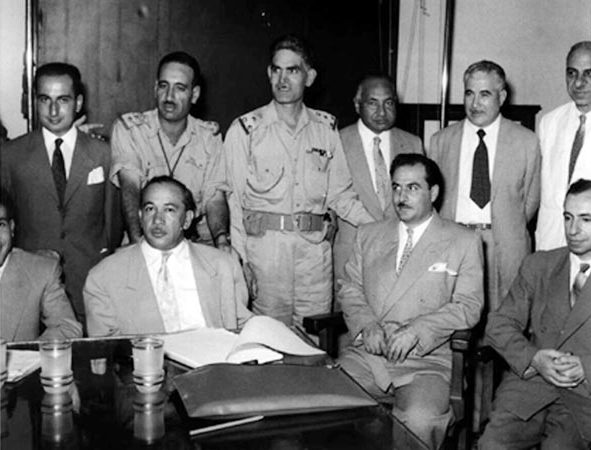
قواد ثورة 14 تموز 1958

جانب من محكمة المهداوي التي حوكم بها المتهمين بحركة الشواف

في ساحة الاعدام ناظم الطبقجلي مع رفعت الحاج سري وبقية أعضاء تنظيم الضباط

ثورة 14 تموز 1958 هي ثورة خطط لها مجموعة من الضباط العسكريين. وعرف هذا التنظيم باسم الضباط الأحرار، والمنفذ الرئيسي لها كان عبد السلام عارف. واختار عبد السلام عارف لنفسه تنفيذ عدد من العمليات وهي السيطرة على مقر قيادة الجيش في وزارة الدفاع، والسيطرة على مركز اتصالات الهاتف المركزي، والسيطرة على دار الإذاعة، إضافةً إلى أهداف أخرى حيوية كالسيطرة على القصر الملكي وقصر نوري السعيد ومعسكري الرشيد والوشاش. ولقد ترأس عبد الكريم قاسم الجنة العليا للتنظيم مما أتاح لعبد السلام عارف الفرصة للعمل المشترك معهُ لتحقيق امالهما في أحداث تغيير في البلد.
ونجحت الثورة ونتج عنها مقتل الملك فيصل الثاني، والوصي عبدالإله ونوري السعيد، وعدد من أفراد العائلة المالكة، وثلاث مواطنين أمريكان وعدد من المسؤولين الأردنيين، ويقدر عدد الضحايا الكلي ما يقرب المائة.
وفي صباح الأحد 8 من مارس 1959م، أقدم العقيد عبد الوهاب الشواف، على إعلان العصيان من مدينة الموصل على بغداد، مطالباً قاسم بالتنحي عن السلطة فأمر عبد الكريم قاسم بضرب الموصل، وذهب ضحية هذه العملية أكثر من (102) مواطناً. وقدم قادة الثورة وعدد من الضباط الأحرار إلى المحكمة العسكرية العليا الخاصة، ومنهم ناظم الطبقجلي، ورفعت الحاج سري، ونافع داود، وأحمد شهاب، ونفذ حكم الإعدام يوم 20 سبتمبر 1959م، في ساحة أم الطبول.
ومن الشخصيات التي اتهمت بالخيانة، رئيس الوزراء السابق رشيد عالي الكيلاني، والوزير أحمد مختار بابان، ثم أخلي سبيلهما، نتيجة الضغوط الكبيرة من الخارج، وسافرا خارج العراق حال إطلاق سراحهما.

### الجمهورية الثانية وحركة 8 شباط و18 تشرين الثاني 1963م

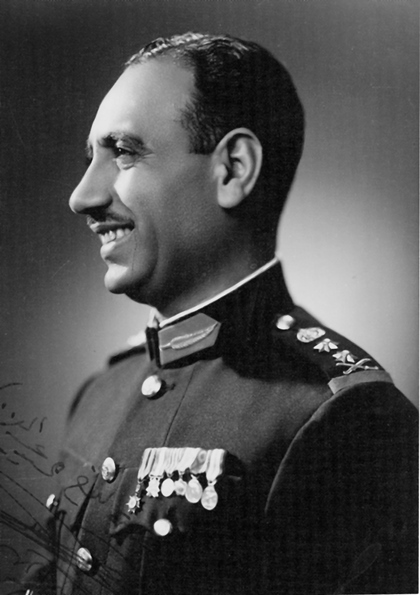
عبد السلام عارف

في عام 1963 تحالف عدد من القوى السياسية والعسكرية من أعضاء التيارات المختلفة لحزب البعث وبعض التنظيمات والشخصيات القومية والمستقلة، مع بعض الشخصيات العسكرية من الأعضاء السابقين لتنظيم الضباط الوطنيين لحركة 14 تموز 1958 والذين أعادوا تفعيل التنظيم مجدداً وقيادات عسكرية أخرى من المعارضين لسياسة عبد الكريم قاسم، وقلبوا نظام الحكم في 8/شباط/فبراير 1963، وأصبح المشير عبد السلام عارف رئيسا رمزياً للجمهورية واللواء أحمد حسن البكر أحد زعماء حزب البعث البارزين رئيساً للوزراء. وشكلت محكمة خاصة عاجلة كان لتيار علي صالح السعدي المتشدد في البعث أثره في إصدار أحكام الإعدام برئيس الوزراء عبد الكريم قاسم ورفاقه.

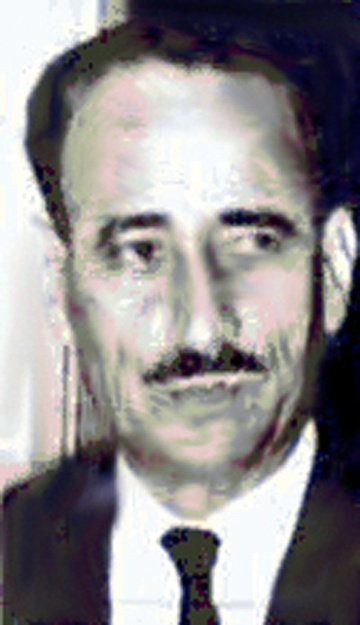
عبد الرحمن عارف

بعد تسعة أشهر من الحكم، بدأت بوادر الاختلاف على الزعامة تلوح في الأفق،  الأمر الذي تطور إلى انقسام بين التيارات، سُمي بالانشقاق. وأصدر عبد السلام عارف مرسوماً باعفاء أحمد حسن البكر من منصبهِ، وحدده بالإقامة الجبرية، ثم أصدر مرسوماً بتعيينه سفيراً في وزارة الخارجية. وأصدر بعد فترة من الزمن مرسوماً آخر بتعيينهِ نائباً لرئيس الجمهورية. كما أعفى الكثير من أعضاء حزب البعث الذين اعتقلوا وحقق معهم، عدا من ارتكب جرائم جنائية بحسب وجهة نظره، وأحالهم للمحاكم المدنية.
توفي الرئيس عبد السلام عارف إثر سقوط طائرة هيلكوبتر كان يستقلها هو وبعض وزرائه ومرافقيه بين مدينتي القرنة، والبصرة مساء يوم 13 أبريل/نيسان 1966، وتسلم الحكم أخوه عبد الرحمن عارف وأصبح الرئيس الثالث للعراق حتى خلع في انقلاب 17 تموز 1968.

### الجمهورية الثالثة و ثورة 17 تموز 1968

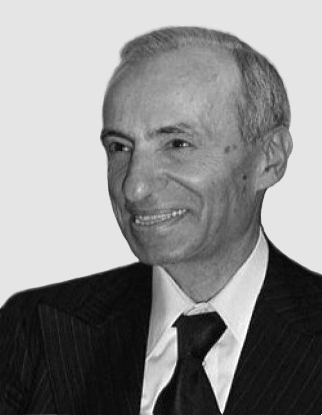
مؤسس حزب البعث العربي الاشتراكي، ميشيل عفلق

صدام حسين مع الرئيس أحمد حسن البكر.

هي انقلاب في يوم 17 تموز 1968، حيث تمت الإطاحة بنظام حكم الرئيس عبد الرحمن عارف ونفيه إلى إسطنبول، وتولى حزب البعث العربي الاشتراكي السلطة بما يعرف بالثورة البيضاء بقيادة أحمد حسن البكر، ونائبه صدام حسين، وعـُيـّن أحمد حسن البكر رئيساً لمجلس قيادة الثورة، ورئيساً للجمهورية، وقائداً عاماً للجيش، وأصبح صدام حسين نائب رئيس مجلس قيادة الثورة.

#### حكم الرئيس السابق صدام حسين

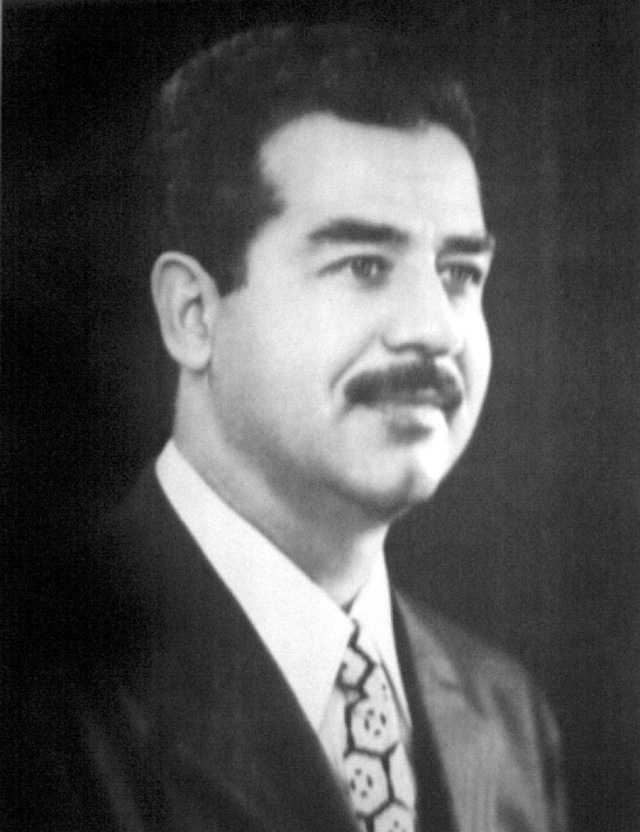
صدام حسين عام 1974

صدام حسين عبد المجيد التكريتي الذي ينتمي إلى عشيرة البيجات (28 أبريل 1937 – 30 ديسمبر 2006) رابع رئيس لجمهورية العراق في الفترة ما بين عام 1979م وحتى 9 نيسان/أبريل عام 2003م ، وخامس حاكم جمهوري للجمهورية العراقية، ونائب رئيس الجمهورية العراقية بين عامي 1975 و1979.
برز اسمه إبّان انقلاب حزب البعث في ثورة 17 تموز 1968 والذي دعى لتبني الأفكار القومية العربية والتحضر الاقتصادي والاشتراكية. أمسك صدام بزمام الأمور في القطاعات الحكومية والقوات المسلحة المتصارعتين في الوقت الذي اعتبرت فيهِ العديد من المنظمات بأنها كانت قادرة على الإطاحة بالحكومة. وقد نمى الاقتصاد العراقي بشكل سريع في عقد السبعينات نتيجة سياسة تطوير ممنهجة للعراق، بالإضافة للموارد الناتجة عن الطفرة الكبيرة في أسعار النفط في ذلك الوقت.
بعد أن تسلم حزب البعث السلطة في العراق عام 1968م، حاول صدام تحقيق الاستقرار ما بين طائفتي السنة والشيعة وبين العرب والأكراد وغيرهم. وكان في رأي صدام أن القيادة الثابتة والمستقرة في دولة تنتشر فيها التحزبية والانقسامات تحتاج إلى سياسة القمع كما تحتاج في نفس الوقت إلى رفع المستوى المعيشي.

اهتم صدام وبتشجيع من البكر بالبنية الأمنية الداخلية لحزب البعث، وكان صدام يسمع كثيراً وهو يردد مقولة ستالين :

استقال البكر من المنصب واستلم الحكم صدام حسين، وحدد إقامة البكر في منزلهِ إلى وفاتهِ في تشرين الأول/أكتوبر عام 1982م. ومن بين أهم منجزاتهِ في بداية توليه السلطة، الإفراج عن المعتقلين، وقال كلمة صاحبت هذا الحدث جاء فيها:
 ليس هذا فحسب، بل عمد صدام إلى التقرب من الشعب العراقي والمواطن البسيط، حتى وصفه أحد المعارضين الكبار بقوله :
بعدما أصبح صدام رئيساً للعراق، وذلك بفترة وجيزة، جمع قيادات حزب البعث في 22 يوليو عام 1979م بقاعة الخلد ببغداد، وخلال الاجتماع الذي أمر بتصويرهِ قال صدام بأنه وجد جواسيس ومتآمرين ضمن حزب البعث، وقرأ أسماء هؤلاء الذين كانوا ارتبطوا سراً مع حافظ الأسد. ووصفهم بالخيانة واقتيدوا واحداً تلو الآخر ليواجهوا الإعدام رمياً بالرصاص خارج قاعة الاجتماع وعلى مسامع الحاضرين.
وفي عام 1980 دخل العراق حرباً مع إيران، وفي 2 أغسطس عام 1990م غزا صدام الكويت. والتي أدت إلى نشوب حرب الخليج الثانية عام 1991م. وحدثت مباشرة بعد حرب الخليج الثانية انتفاضة بجنوب وشمال العراق عرفت بالانتفاضة الشعبانية، وبدأت في الثالث من مارس لعام 1991م
وبدأ الحصار في 6 آب/أغسطس 1990م بعد أربعة أيام من غزو الكويت، وواصل مجلس الأمن فرض عقوبات اقتصادية ضد العراق، واتُهِم العراق بانتهاك التزاماته فترة التسعينات، بما في ذلك اتهامه عام 1993 بتدبير خطة لاغتيال الرئيس الأمريكي السابق جورج بوش الأب
كان لفرض الحصار على العراق نتائج وخيمة، إذ تسبب في تدمير اقتصاد البلد وتراجع المستوى الصحي والتعليمي وتسبب في كارثة إنسانية بسبب نقص الغذاء والدواء. وقد رفض العراق قراري مجلس الأمن رقم 706 و712 اللذين يسمحان للعراق ببيع النفط في مقابل الحصول على مساعدات إنسانية. لكن العراق وافق لاحقاً فتحولت المساعدات الإنسانية إليه بحسب قرار مجلس الأمن رقم 986 الذي أقر برنامج النفط مقابل الغذاء.، وفي 18 شباط/فبراير 1999 وحتى نهاية أيام أبريل من 1999، حدثت انتفاضة في أعقاب مقتل السيد محمد محمد صادق الصدر من قبل الحكومة العراقية برئاسة صدام حسين، وحدثت المواجهات بين قوات الجيش العراقي الموالية للنظام والمقاتلين الشيعة.
ظل العراق بعدها محاصراً دولياً حتى عام 2003 حيث احتلت القوات الأمريكية كامل أراضي الجمهورية العراقية. وقبض على صدام في 13 ديسمبر عام 2003م في عملية سميت بالفجر الأحمر.

### إقليم كردستان

علم إقليم كردستان

خريطة تبين إقليم كردستان باللون الأحمر الغامق، والأراضي التي استولى عليها بالون الأحمر المقلم، والأراضي التي يطالب بها باللون الأحمر المقلم الفاتح (آخر تحديث للخريطة في 4 مايو 2015)

إقليم كردستان أوكردستان العراق أو إقليم كردستان العراق (بالكردية هه‌رێمی کوردستان) هو إقليم بشمال البلاد ويتمتع بحكم ذاتي. ويضم المحافظات الثلاث: دهوك، وأربيل، والسليمانية، إضافًة إلى حلبجة المعترف بها ضمن حدود الإقليم فقط، ويمتد لحوالي 40,000 كيلومتر مربع (15,000 ميل مربع)، ويبلغ عدد سكانه حوالي 4 ملايين نسمة.، عاصمته الإقليمية محافظة أربيل، والمعروفة ب(هولير) بالكردية.
يعود إنشاء إقليم كردستان إلى فترة الحكم الذاتي في آذار/مارس 1970م، بعد حصول اتفاق بين المعارضة الكردية والحكومة العراقية على أثر سنوات من القتال. ثم دمرت الحرب بين إيران والعراق خلال الثمانينات، وحملة الإبادة الجماعية (الأنفال) التي نفذها الجيش العراقي في منطقة الأكراد (كردستان حالياً)، وبعد انتفاضة الشعب العراقي عام 1991م ضد نظام الرئيس صدام حسين، أنشئت في الشمال منطقة حظر للطيران بعد حرب الخليج الثانية، مما شكل ملاذاً آمنًا سهل عودة اللاجئين الأكراد. كما واصل الأكراد محاربة القوات الحكومية، وقد غادرت القوات العراقية منطقة كردستان في نهاية المطاف في تشرين الأول/أكتوبر 1991م، وغدت المنطقة مستقلة ذاتيًا بحكم الواقع، وبعد التصديق على دستور جديد للعراق في عام 2005، أصبحت كردستان ككيان اتحادي ضمن دولة العراق، وتم اعتماد العربية والكردية كلغتين رسميتين في العراق.
يتمتع إقليم كردستان العراق بنظام ديمقراطي برلماني مع التجمع الإقليمي الذي يتكون من 111 مقعدًا. والرئيس الحالي هو نيجيرفان البارزاني، الذي اُنتخبَ في عام 2018 وشَكلَ الحكومة في 10 يونيو 2019.

### الجمهورية الرابعة والإحتلال وحتى الانسحاب الأمريكي

زحف قوات التحالف للسيطرة على بغداد ومن ثم بقية العراق

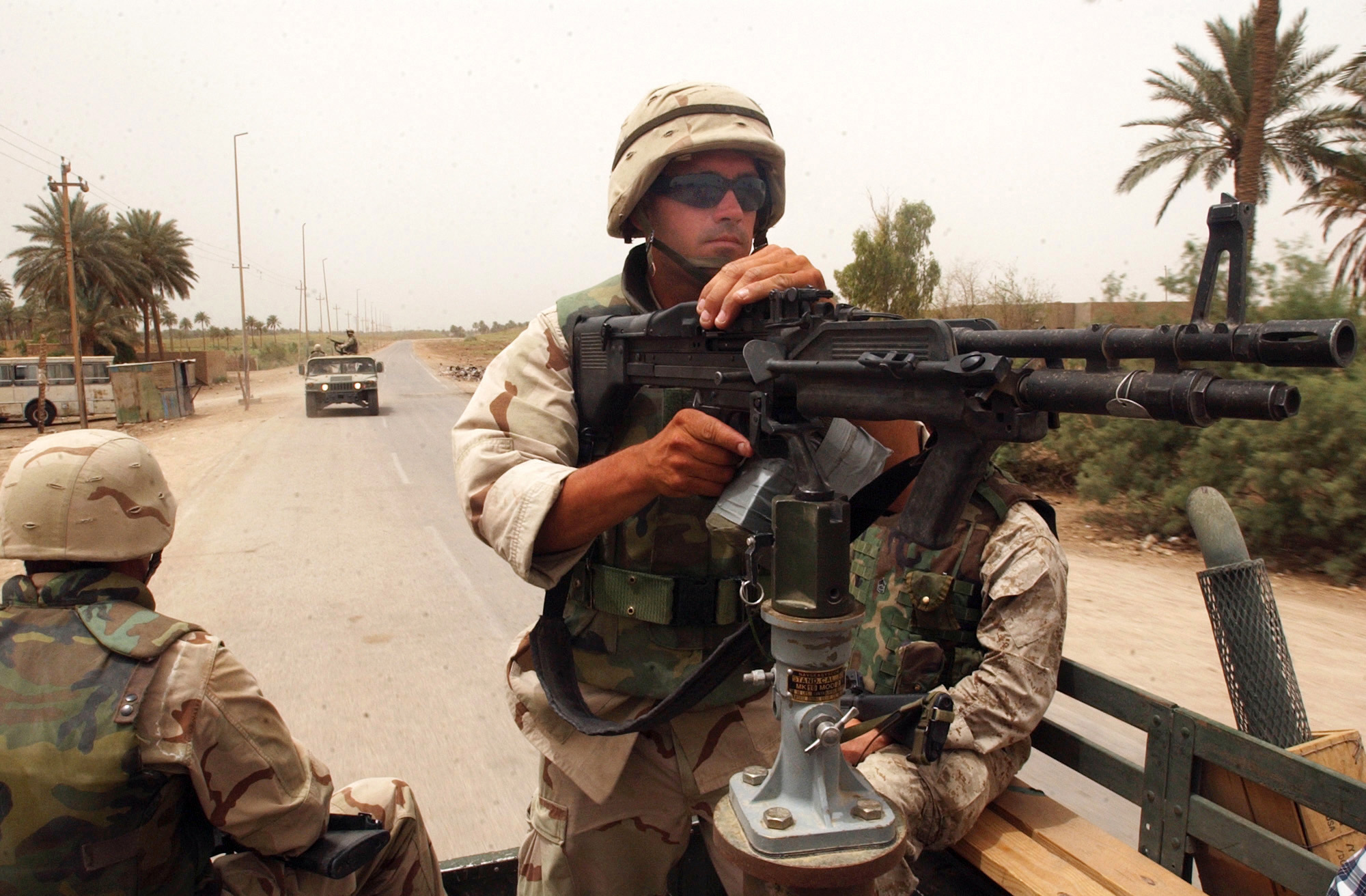
قافلة أمريكية في الحلة بتاريخ 27 أيار/مايو 2003

تفجير مرقدي الإمامين علي الهادي والحسن العسكري في 22 شباط/فبراير 2006

في 20 آذار/مارس 2003م، بدأت الولايات المتحدة غزوها للعراق بدعم من قوات التحالف في العراق، مع أن السبب المعلن أن العراق قد فشل في التخلي عن برنامجه لتطوير الأسلحة النووية والكيميائية، ولكون البرنامج يمثل انتهاكا لقرار الأمم المتحدة رقم 687. اكدت الولايات المتحدة ان العراق كان في حالة خرق مادي للقرار 687. وبررت الولايات المتحدة المضي في الغزو من خلال الزعم بأن العراق كان يمتلك أو كان يطور أسلحة الدمار الشامل، والرغبة في التخلص من دكتاتور ظالم في السلطة و«جلب الديمقراطية إلى العراق».

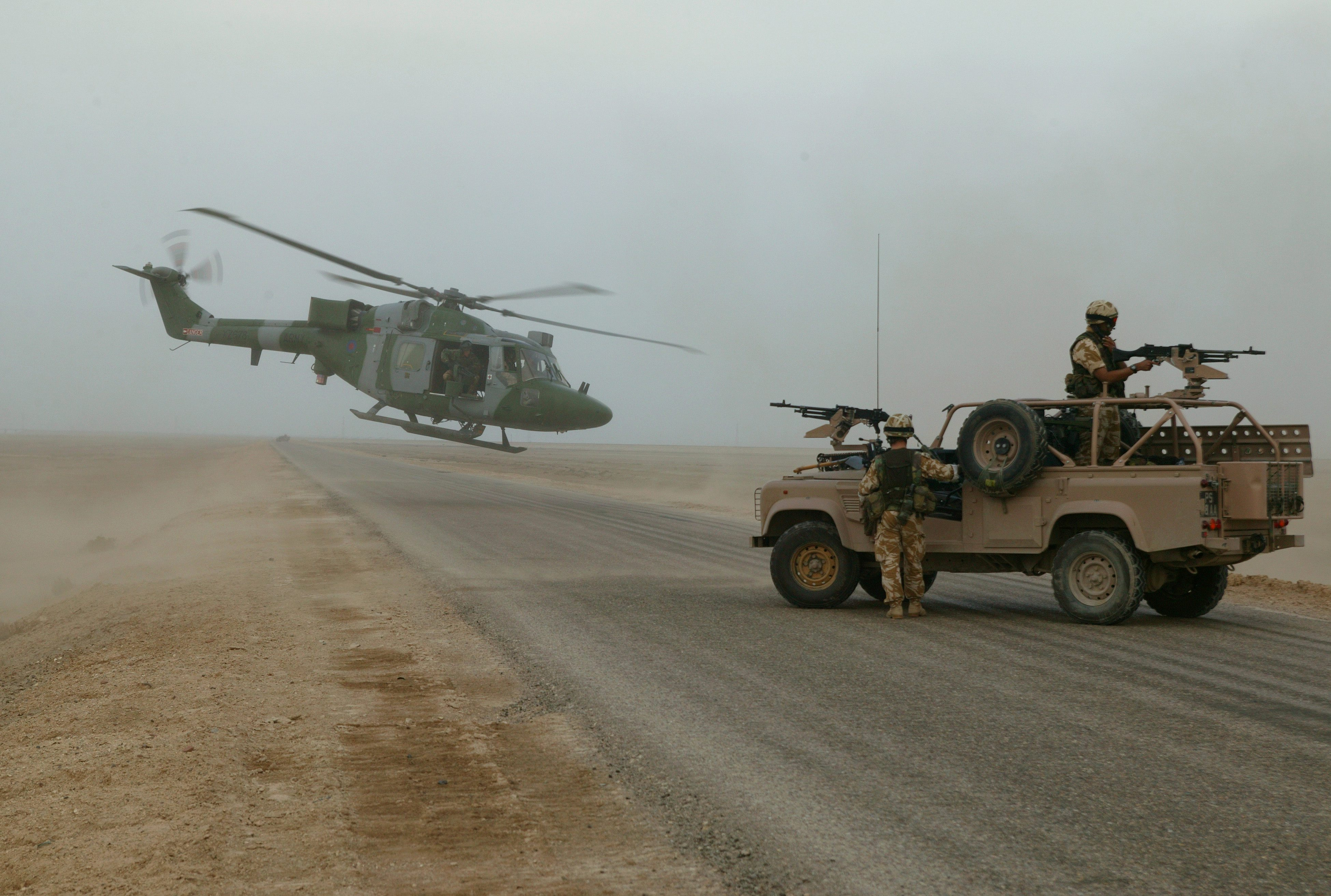
جنود إنكليز مع حوامة من طراز ويستلاند لينكس أثناء دورية جنوب مطار البصرة

ومع ذلك، وفقاً لتقرير شامل لحكومة الولايات المتحدة، لم يُعثَر على أسلحة الدمار الشامل. وهناك ادعاءات من القوات البولندية بالحصول على رؤوس قديمة، يرجع تاريخها لفترة الثمانينات تحتوي على كميات ضئيلة من غاز الأعصاب (السيكلوسارين)، ولكن الولايات المتحدة، بعد إجراء الاختبارات العسكرية، وجدت أنها تالفة وحتى أنها لن يكون لها أي تأثير إذا استخدمها المسلحون ضد قوات التحالف. لكن التقارير لم تناقش التأثير المحتمل على المدنيين".
وبعد الغزو، تولى جاي غارنر السلطة في العراق وصار مدير (أورها) (Office for Reconstruction and Humanitarian Assistance (ORHA) آنذاك، وشكلت في 20 كانون الثاني/يناير 2003م قبل شهرين من بداية الحرب على العراق، ثم أنشأت سلطة الائتلاف المؤقتة في العراق برئاسة بول بريمر (الحاكم المدني في العراق).، بدأت عمليات سلب ونهب واسعة النطاق في بغداد وبعض المدن الأخرى ومن أشهرها المتحف الوطني العراقي، وكذلك سرقة آلاف الأطنان من الذخيرة الحربية من المعسكرات، وسرقة مركز للأبحاث النووية في التويثة والذي كان يحتوي على 100 طن من اليورانيوم. وحمى الجيش الأمريكي مباني وزارتي النفط والداخلية فقط، ومن ضمنها المخابرات العراقية، وبقيت كل المؤسسات الأخرى بدون أي حماية، وعزى قيادات الجيش الأمريكي ذلك إلى عدم توفر العدد الكافي من الجنود.
كما أن المروحيات التي هبطت على مدينة بابل الأثرية أزالت طبقات من التربة الأثرية في الموقع وقد تهدم (حسب زينب بحراني التي زارت الموقع) سقف معبد نابو ونيما اللذان يرجعان إلى 6000 سنة قبل الميلاد نتيجة لحركة الطائرات المروحية.
وقبض على الرئيس الأسبق صدام (بحسب ما ذكرت السلطات الأمريكية) بتاريخ 6 ديسمبر عام 2003م، قرب تكريت بعملية سميت بالفجر الأحمر.
في أوائل 2004م تفجرت فضيحة سجن أبو غريب من قبل الأمريكان، وفي يونيو 2004م انتقلت السلطة إلى الحكومة العراقية المؤقتة ليكون غازي عجيل الياور أول رئيس للعراق بعد الاحتلال، وتنصيب إياد علاوي رئيساً للوزراء، ثم انتخبت حكومة دائمة في أكتوبر عام 2005م، وأصبح إبراهيم الجعفري رئيساً لوزراء العراق.
بعد الغزو، أخذ تنظيم القاعدة بوضع أقدامه في البلاد. وفي صباح يوم الأربعاء 22 شباط/فبراير 2006 قام ارهابيون باقتحام مرقدي الإمامين العسكريين، مما ادى إلى انهيار القبة الخاصة بالضريح التي تعتبر واحدة من أكبر قباب العالم الإسلامي ، وبعدها حدثت أعمال عنف طائفية أدت إلى عمليات تطهير عرقي متبادل (سني – شيعي) في العراق، وكانت هناك العديد من الهجمات على الأقليات العرقية مثل اليزيديين والمندائيين والآشوريين وغيرهم.

تنفيذ حكم الإعدام بصدام حسين.

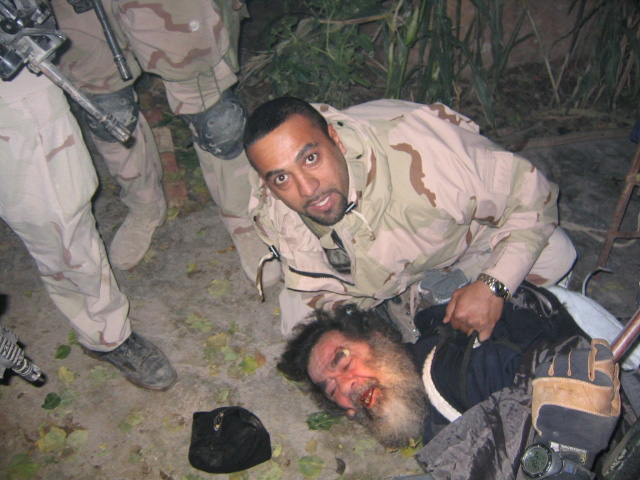
صورة للجندي العراقي الأمريكي "سمير" أثناء عملية الفجر الأحمر وتظهر الصور ألقاء القبض على الرئيس صدام حسين في تكريت.

وفي 30 ديسمبر عام 2006، أعدم الرئيس العراقي السابق صدام حسين وصادف اليوم الأول لعيد الأضحى عند المسلمين بالتقويم الهجري، وفي مقر الشعبة الخامسة في منطقة الكاظمية ببغداد حصلت عملية الإعدام.
وصدر قرار أمريكي بزيادة عدد القوات في أوائل عام 2007، في 28 كانون الثاني/يناير 2007م خاض الجيش العراقي، ولاحقاً مدعوماً بقوات التحالف، معركةً مع تنظيم جند السماء بمنطقة الزرقاء (الزركه باللهجة العراقية) في مدينة النجف، لمحاولتهم السيطرة على النجف، وادعاء قائدهم ضياء عبدالزهراء كاظم المهدوية، وتمت هزيمتهم في اليوم اللاحق في 29 كانون الثاني/يناير.
وفي صباح يوم الأربعاء 13 يونيو 2007م حدث تفجير استهدف مأذنتي المرقد الذهبيتين للإمامين علي الهادي والحسن العسكري ودمرتا بالكامل وبعد لحظات أعلن حظر التجوال في بغداد تفادياً لوقوع أعمال عنف أو تصفية طائفية 
وبدأت أعمال العنف في العراق في الانخفاض في صيف عام 2007.
وفي 29 يونيو 2009، انسحبت القوات الأمريكية رسمياً من شوارع بغداد، وفقاً لاتفاق أمني عرف باسم اتفاقية وضع القوات. وتضمن الاتفاق SOFA، من بين أمور أخرى، أن القوات الأمريكية سوف تنسحب من المدن العراقية بحلول 30 يونيو 2009م، وسيغادرون البلاد يوم 31 ديسمبر، 2011م. ومع ذلك، تصاعدت وتيرة الجريمة والعنف في بداية الأشهر التي تلت الانسحاب من المدن. ووفقا لوكالة أنباء اسوشيتد برس، قال المتحدث باسم الجيش العراقي الجنرال قاسم الموسوي التحقيقات وجدت أن ينفذ 60 إلى 70 بالمئة من النشاط الإجرامي من قبل الجماعات المتمردة السابقة أو من قبل عصابات مرتبطة بها (وشرح جزئيا وحشية بعض من هذه الجرائم).
ومن أهم المعارك خلال فترة الإحتلال الأمريكي هي: معركة الفلوجة الأولى، ومعركة النجف الثانية، ومعركة الفلوجة الثانية، وحصار مدينة الصدر، وصولة الفرسان (معركة البصرة 2008)، وعملية بشائر الخير في ديالى. وعلى الرغم من زيادة أولية في أعمال العنف، في 30 نوفمبر 2009، ذكر مسؤولون بوزارة الداخلية العراقية أن عدد القتلى المدنيين في العراق انخفض إلى أدنى مستوى له في نوفمبر منذ الغزو عام 2003. في 31 أغسطس، 2010، انهت القوات الأمريكية مهامها القتالية في العراق. وأعلنت انتهاء الحرب رسمياً في 15 ديسمبر 2011، وصباح يوم 18 ديسمبر 2011 خرجت القوات الأمريكية عبر الحدود إلى الكويت نهائياً.

### ما بعد الانسحاب الأمريكي 2011م

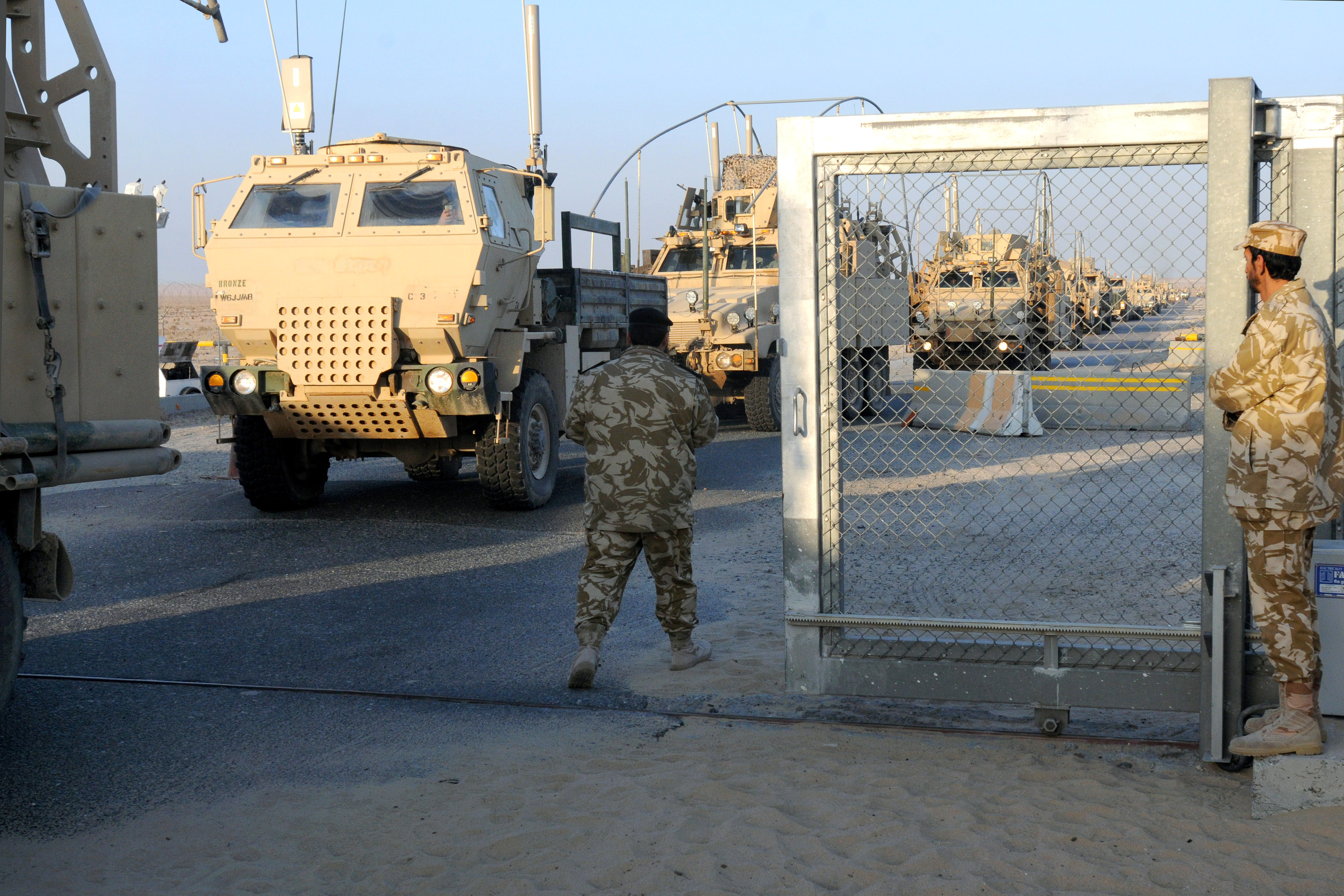
انسحاب آخر قافلة أمريكية من العراق إلى الكويت في 18 ديسمبر 2011

اكتمل انسحاب القوات الأمريكية في صباح يوم 18 ديسمبر من عام 2011، واستمر التمرد السني في العراق بعد هذا التاريخ، ونشأ في سامراء الحراك الشعبي في العراق (لأهل السنة) ضد ما وصفوه بتهميش حكومة نوري المالكي، وامتد إلى محافظات ديالى والموصل والأنبار وجزء من بغداد، وفي أواخر عام 2011 وأوائل عام 2012 قامت الحركة الوطنية العراقية (والتي يقال أنها تمثل غالبية العراقيين السنة) بمقاطعة البرلمان لعدة أسابيع، مدعيةً أن الحكومة التي يهيمن عليها الشيعة تسعى لتهميش السنة.
أما في عامي 2012 و2013 إزدادت مستويات العنف، وازداد التوتر من قبل الجماعات المسلحة داخل العراق بسبب الحرب الأهلية السورية. وكلاً من المسلحين السنة والشيعة عبروا الحدود للقتال في سوريا. وفي ديسمبر 2012، احتج مواطنون غالبيتهم من السنة ضد الحكومة التي ادعوا إنها تهمشهم.

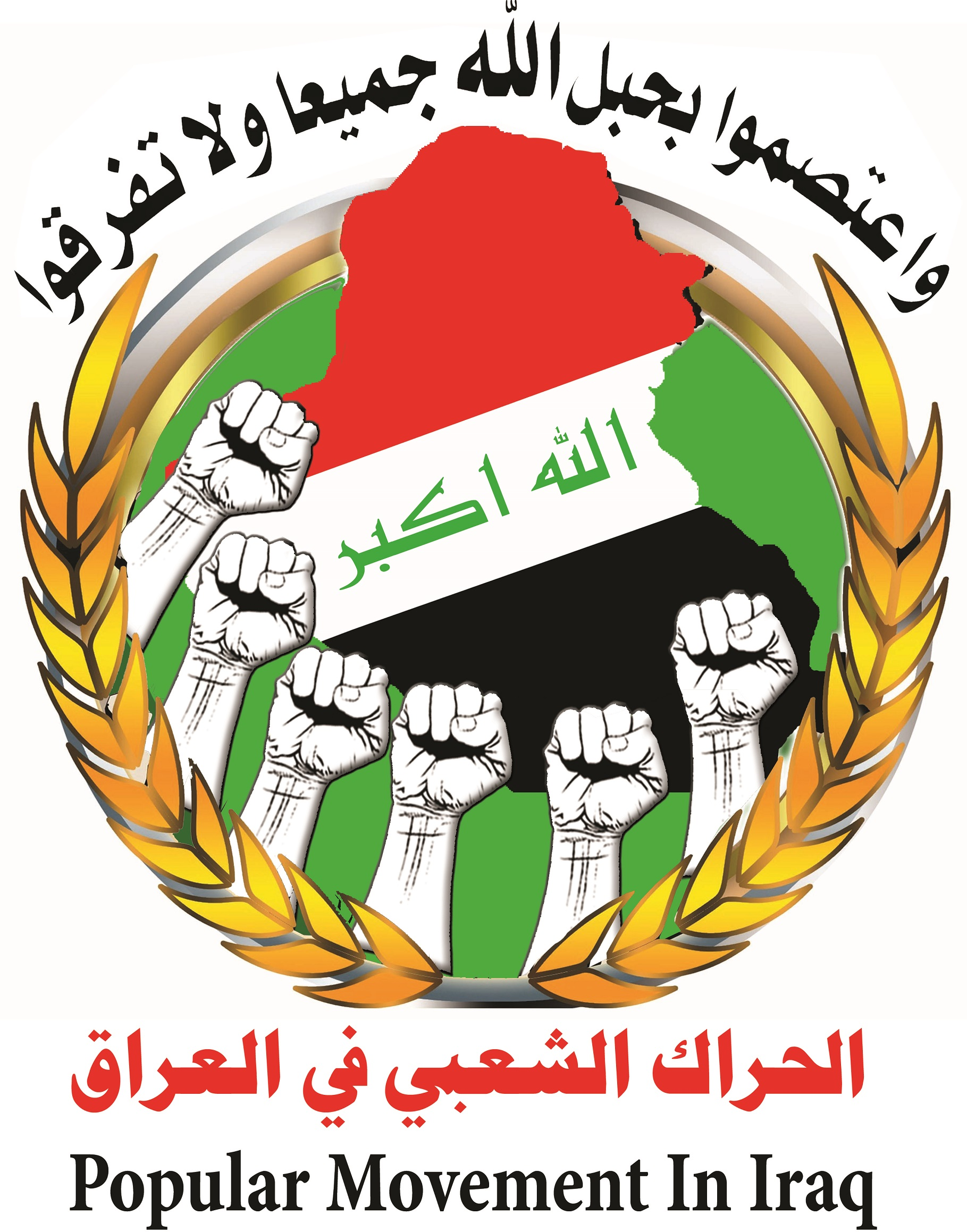
شعار الحراك الشعبي في العراق

وخلال عام 2013 صعدت الجماعات المسلحة السنية من الهجمات التي تستهدف السكان الشيعة في العراق في محاولة لتقويض الثقة في الحكومة التي يقودها نوري المالكي. وبعد انتخابات غير حاسمة أجريت في نيسان/أبريل 2014، خدم نوري المالكي كرئيس حكومة تصريف أعمال ، وفي 4 يونيو من سنة 2014 احتل المتمردون الذين ينتمون إلى تنظيم داعش (ISIL) الإرهابي باحتلال مساحات واسعة من الأراضي العراقية بما في ذلك العديد من المدن العراقية الرئيسية، مثل تكريت والفلوجة والموصل وأدى ذلك إلى نزوح مئات الآلاف داخلياً وسط تقارير عن الفظائع التي ارتكبها التنظيم.
بعد دخول داعش، نفذت الكثير من المذابح ضد أغلب الإثنيات العراقية ومنها جرائم بحق سنة العراق، فقتلت المئات من أفراد عشيرة ألبو نمر من رجال ونساء وأطفال، وذلك لحمل العشيرة وغيرها من العشائر السنية السلاح ضد داعش، وكذلك قتل عدد من علماء السنة في العراق منهم العالم الدكتور أحمد علي صالح القيسي، وكذلك قتل التنظيم 13 مواطن في الموصل بتهمة مشاهدة مباراة كرة قدم على التلفاز، كما قام داعش بإعدام عدد من قيادات جيش رجال الطريقة النقشبندية (التابع لعزة الدوري) بالموصل، وقد أقدم التنظيم على تفجير جامع النبي يونس في تاريخ 24 / 07 / 2014 الموافق لـ26 رمضان 1435 هجرية.، وفي 26 شباط/فبراير 2015م نشرت داعش فيديو يقوم فيه رجالها بتحطيم الآثار الآشورية والكلدانية الموجودة في متحف الموصل التاريخي،  وقد قاموا أيضاً بتجريف مدينة النمرود الأثرية ومدينة الحضر جنوبي الموصل، وكذلك بقتل واضطهاد الإيزيديين وخصوصاً في سنجار، وتفريغ الموصل من المسيحيين، ومجزرة سبايكر.

شعار الحشد الشعبي

فأصدر المرجع الشيعي علي السيستاني فتوى للجهاد الكفائي في 13 من يونيو 2014 للدفاع عن الأراضي العراقية ومقدسات العراق، وفي 15 يونيو 2014 تكون الحشد الشعبي استجابة لنداء المرجع، وفي بداية الأمر تكون الحشد الشعبي من شيعة العراق وبما يسمى بفصائل المقاومة الشيعة وفي الأشهر اللاحقة إنظم للحشد الشعبي مواطنون من السنة والكرد الفيليين والمسيحيين والتركمان.
وفي 13 أغسطس من نفس السنة كلف الرئيس العراقي فؤاد معصوم، حيدر العبادي لأجل تشكيل حكومة جديدة، وفي 14 من أغسطس تنحى نوري المالكي كرئيس للوزراء لصالح حيدر العبادي وذلك ل«حماية المصالح العليا للبلاد». فرحبت الحكومة الأمريكية بذلك عادة إياه «خطوة كبيرة إلى الأمام» في توحيد العراق، وفي 9 سبتمبر 2014، شكل حيدر العبادي حكومة جديدة، وأصبح رئيس الوزراء الجديد.

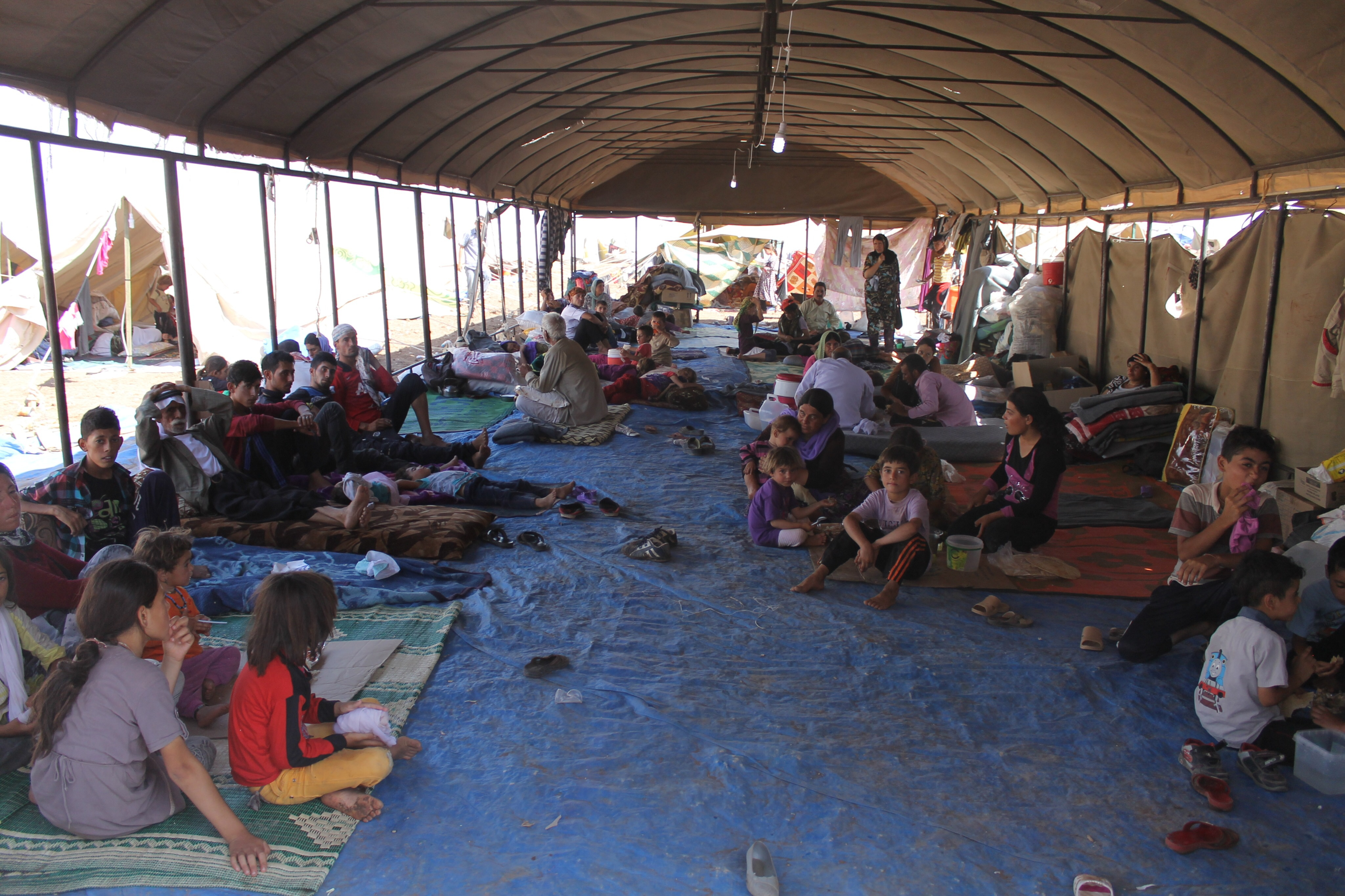
لاجئون إيزديون في الحسكة بسورية، وقد قدمت لهم مساعدات من (لجنة الإنقاذ الدولية).

وجعل رئيس وزراء العراق حيدر العبادي الحشد الشعبي منظومة أمنية ضمن المؤسسة الأمنية العراقية، وحقق الحشد الشعبي نجاحات على أرض العراق، حيث أعاد محافظة ديالى، ومنطقة حزام بغداد (المنطقة التي تحيط بالعاصمة)، وشمال محافظة بابل وأغلب مناطق محافظة صلاح الدين إلى سلطة الحكومة العراقية. وتم نشر 450 جندياً أمريكياً في العراق في 10 يونيو من سنة 2015م بعد دخول داعش بمدة. كما استولى الحشد الشعبي على جرف الصخر، ولم يسمح لأهالي الجرف بالرجوع.
وفي يوم 16 يوليو عام 2015م بعد مقتل شاب وجرح ثلاثة آخرين في قضاء المدينة شمال المحافظة خلال تظاهرات للمطالبة بتحسين واقع التيار الكهربائي. وبعد ذلك امتدت لأغلب المحافظات العراقية الأخرى، وتميز أغلبها بالطابع السلمي، بدأت بالمطالبة بتحسين واقع الخدمات وخصوصاً الكهرباء، ومحاسبة وزير الكهرباء قاسم الفهداوي، ثم تحولت إلى الدعوة بمحاسبة المسؤولين المتهمين بالفساد بالدولة وشملت الاتهامات رئيس الوزراء السابق نوري المالكي، وبعد ذلك تعددت المطالب، ولاقت المظاهرات دعماً من المرجعية الشيعية (ومن أبرز الداعمين علي السيستاني) وتأييداً من رئيس الوزراء حيدر العبادي، وما زالت مستمرةً للوقت الحاضر.
وفي نهاية سبتمبر 2015م تم الإعلان عن إنشاء مركز اتصلات مشترك بين روسيا وسورية وإيران والعراق، مركزه ببغداد وذلك لتنسيق عمليات تلك الدول ضد داعش.
وصرح المكتب الإعلاميّ لحيدر العباديّ في 5 من ديسمبر 2015م بأنه تأكد دخول فوج من القوات التركية مع دبابات ومدافع إلى محافظة نينوى بادعاء تدريب مجموعات عراقية من دون طلب أو اذن من السلطات الاتحادية العراقية، ودعاهم بالانسحاب فوراً من الأراضي العراقية، وفي 14 ديسمبر من نفس العام قام قسم من القوات التركية التي دخلت معسكر بعشيقة بمحافظة نينوى بالتوجه إلى الشمال مصحوبة ب 10 إلى 12 مركبة وعدة دبابات في إعادة لتوزع القوات التركية بشمال العراق.
وفي شهر كانون الثاني/يناير من عام 2016م، دعى مقتدى الصدر لاستبدال السياسين بأشخاص من التكنوقراط ولدمج الحشد الشعبي بوزارتي الدفاع والداخلية، وفي شهر شباط/فبراير دعى أنصاره للتظاهر، ونادى المتظاهرون باصلاح الحكومة وإبعاد المفسدين،  وحمل المتظاهرون الأعلام العراقية ومن دون أي شعارات أخرى، وهتفوا «بالروح بالدم نفديك يا عراق» و«الشعب يريد إصلاح الحكومة».
ردًا على المَكاسب الإقليمية السريعة التي حققها تَنظيم داعش خلال النصف الأول من عام 2014، وعمليات الإعدام المدانة عالميًا وانتهاكات حقوق الإنسان المبلغ عنها، بدأت العديد من الدول في التدخل ضده في حرب العراق. بدأ تنظيم داعش يفقد قوته تَدريجياً في كل من العراق وسوريا. قُتل عشرات الآلاف من المدنيين في العراق في أعمال عنف مرتبطة بداعش. منها الإبادة الجماعية لليزيديين من قبل داعش، والتي أدت إلى نفي وهروب الإيزيديين من أراضي شمال العراق.
أسفر تفجير الكرادة في 2016 عن مقتل قرابة 400 مدني وإصابة مئات آخرين.
في 17 آذار/مارس 2017، قتلت غارة جوية للتحالف بقيادة الولايات المتحدة في الموصل أكثر من 200 مدني فيما عُرف بـ(مجزرة الموصل).
منذ عام 2015، خسر داعش أغلَب أراضيه المُحتَلة في العراق، بما في ذلك تكريت في آذار/مارس ونيسان/أبريل 2015، بيجي في تشرين الأول/أكتوبر 2015، سنجار في نوفمبر 2015 ، الرمادي في ديسمبر 2015، الفلوجة في يونيو 2016،  والموصل في يوليو 2017. بحلول ديسمبر 2017، لم يكن لدى داعش أي أراضي مُتبقية في العراق، في أعقاب حملة غرب العراق عام 2017.
في 9 ديسمبر 2017، أعلن رئيس الوزراء العراقي آنذاك حيدر العبادي النصر على داعش وأعلن التحرير الكامل للحدود العراقية السورية.
في آذار/مارس 2018، شنت تركيا عمليات عسكرية للقضاء على المقاتلين الأكراد الانفصاليين في شمال العراق.
فاز الائتلاف السياسي لرجل الدين مقتدى الصدر بالانتخابات البرلمانية العراقية في أيار/مايو 2018.

### 2019 إلى الوقت الحاضر

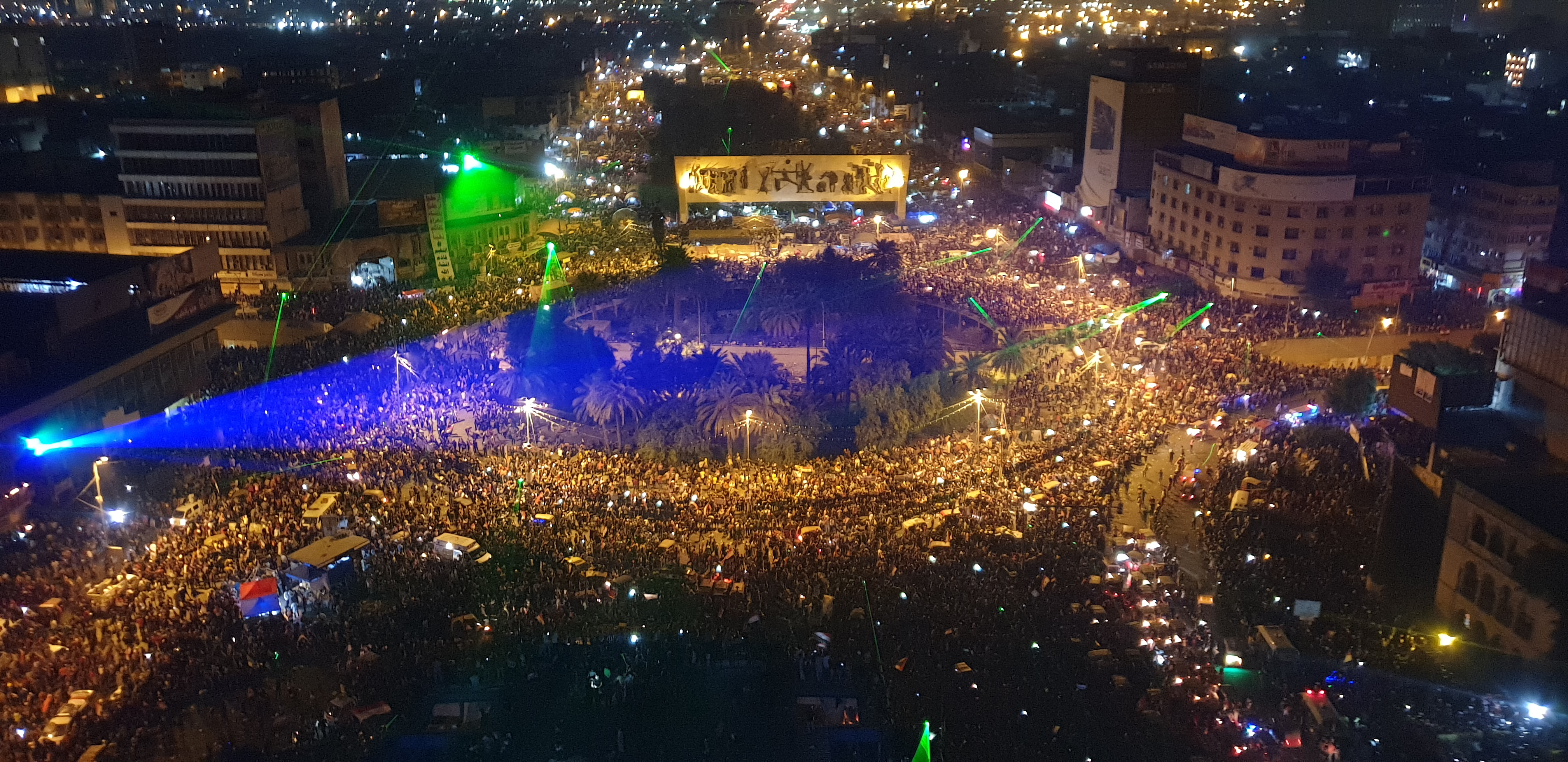
مُظاهرات تشرين في بَغداد 2019.

هزت الاضطرابات المدنية البلاد بداية من بغداد والنجف في يوليو 2018 وامتدت إلى محافظات أخرى في أواخر سبتمبر 2019 حيث تحولت مسيرات احتجاجية على الفساد والبطالة وفشل الخدمة العامة إلى أعمال عنف. بدأت الاحتجاجات والمظاهرات مجددًا في الأول من تشرين الأول 2019، ضد 16 عامًا من الفساد والبطالة وعدم كفاءة الخدمات العامة، قبل أن تتصاعد إلى دعوات لإسقاط الإدارة ووقف التدخل الإيراني في العراق. ردت الحكومة العراقية في بعض المَواقف بالقسوة المُفرطة، مما أسفر عن مقتل أكثر من 500 بحلول 12 ديسمبر 2019.
في 27 ديسمبر 2019، تعرضت قاعدة كي وان في العراق لهجوم بأكثر من 30 صاروخًا، مما أسفر عن مقتل مقاول مدني أمريكي وإصابة آخرين. ألقت الولايات المتحدة اللوم على تَنظيم كتائب حزب الله المَدعومة من إيران. في وقت لاحق من ذلك الشهر، قصفت الولايات المتحدة خمسة مواقع لتَنظيم كتائب حزب الله في العراق وسوريا، ردًا على هجوم الكتائب المُفترض في 27 ديسمبر. وبحسب مصادر عراقية، قُتل ما لا يقل عن 25 من مقاتلي التَنظيم. في 31 ديسمبر 2019، بعد جنازة افراد كتائب حزب الله الذين قُتلوا في الغارات الجوية الأمريكية، سار العشرات من رجال الفصائل الشيعية العراقية وأنصارهم إلى المنطقة الخضراء في بغداد وحاصروا مجمع السفارة الأمريكية. حطم المتظاهرون باب الحاجز، وأشعلوا النار في منطقة الاستقبال، وتركوا مُلصقات مناهضة لأمريكا وكَتبوا شعارات مُناهضة لأمريكا. اتهم الرئيس الأمريكي دونالد ترامب إيران بتدبير الهجوم.
في 3 كانون الثاني/يناير 2020، وسط تصاعد التوترات بين الولايات المتحدة وإيران، شنت الولايات المتحدة غارة بطائرة بدون طيار على قافلة كانت تسير بالقرب من مطار بغداد الدولي، مما أسفر عن مقتل قاسم سليماني، اللواء الإيراني وقائد الحرس الثوري وفيلق القدس. ثاني شخصية من حيث النُفُذ في إيران؛ أبو مهدي المهندس، نائب قائد قوات الحشد الشعبي العراقية، أربعة ضباط إيرانيين كبار، وأربعة ضباط عراقيين.
بعد شهور من الاحتجاجات التي اندلعت في أنحاء العراق في تشرين الأول/أكتوبر 2019 واستقالة رئيس الوزراء عادل عبد المهدي وحكومته، أصبح مصطفى الكاظمي المنافس الرئيسي على رئاسة الوزراء. في 9 نيسان/أبريل 2020، عينه الرئيس برهم صالح رئيسًا للوزراء، وهو الشخص الثالث الذي تم اختياره لقيادة البلاد في غضون 10 أسابيع فقط. أفاد التلفزيون الرسمي أن الكاظمي رشح من قبل الرئيس برهم صالح، بعد وقت قصير من إعلان رئيس الوزراء المعين السابق، عدنان الزرفي، انسحابه بعد أن فشل في تأمين الدعم الكافي لتمرير الحكومة.
في نوفمبر / تشرين الثاني 2021، نجا رئيس الوزراء العراقي مصطفى الكاظمي من مُحاولة اغتيال فاشلة.

مقاعد البرلمان العراقي بعد انتخابات 2021، التيار الصدري (أسود)، حزب تقدم (أزرق)، دولة القانون (أحمر)، الحزب الديمقراطي الكردستاني (أصفر)، ائتلاف الفتح (أخضر)، الاتحاد الوطني الكردستاني (زيتوني)، نواب مُستَقلين (أبيض).

أجريت الانتخابات النيابية في العراق يَوم 10 تشرين الأول/أكتوبر 2021. نشرت المفوضية العليا المستقلة للانتخابات نسبة الإقبال الوطنية للناخبين والتي بلغت 41.05٪، بناءً على 9,077,779 ناخبًا من أصل 22,116,368 مؤهلاً.
في 30 تشرين الثاني 2021، تم تأكيد فوز التيار الصدري، الكتلة السياسية التي يقودها الزعيم الشيعي مقتدى الصدر في الانتخابات البرلمانية في تشرين الأول، بإجمالي 73 مقعدا من أصل 329 مقعدا في البرلمان. وحصل حزب تقدم الذي يقوده رئيس مجلس النواب محمد الحلبوسي، على 37 مقعدا. وحصل حزب دولة القانون بزعامة رئيس الوزراء السابق نوري المالكي على 33 مقعدا في البرلمان. أما تحالف الفتح، الذي تتكون مكوناته الرئيسية من فَصائل مدعومة من إيران، حصل على 17 مقعدًا فقط بعد أن خسر الدعم الشعبي. حصل الحزب الديمقراطي الكردستاني على 31 مقعدًا، وفاز الاتحاد الوطني الكردستاني بـ 18 مقعدًا. حصل تحالف عزم على 12 مقعدًا، حصلت حركة امتداد وحراك الجيل الجديد على تسعة مقاعد لكُل منهما، وحصل النواب المستقلين على 40 مقعد.
أما عن المقاعد المُخصصة للأقليات، فقد حصلت حركة بابلبون على 4 مقاعد من أصل 5 مخصصة للمسيحيين، فيما حصل مرشح مُستقل على مقعد واحد. وفازت الحركة اليزيدية للإصلاح والتقدم بالمقعد اليزيدي الواحد.
أعقب ذلك أزمة سياسية أدت إلى ركود طال أمدُه أحد عشر شهرًا. في يونيو 2022، استقال جميع أعضاء البرلمان البالغ عددهم 73 عضوا من التيار الصدري، أعتُبر هذا الأمر خطوة من جانب الزعيم الشيعي مقتدى الصدر لإثبات رفضه للمُحاصصة (نظام سياسي أسسته الولايات المتحدة بعد غزو العراق عام 2003، هدف إلى تقسيم المناصب السياسية والمكاتب العامة وموارد الدولة على أسس عرقية - طائفية (سني، شيعي، كردي، مسيحي، إلخ).
في 27 يوليو 2022، اقتحم المتظاهرون مبنى البرلمان للمرة الثانية خلال أسبوع. حتى 5 سبتمبر، استمرت المفاوضات حول اختيار رئيس جديد وائتلاف عامل؛ كانت القضايا الصعبة هي الثقة والعروض السياسية بين الأحزاب، في حين سعى رئيس الوزراء الحالي لإجراء انتخابات جديدة. ومع ذلك، في تشرين الأول/أكتوبر 2022، تم انتخاب عبد اللطيف رشيد رئيسًا جديدًا للعراق بعد فوزه في الانتخابات البرلمانية ضد شاغل المنصب برهم صالح، الذي كان قد ترشح إلى ولاية ثانية. وفي 27 تشرين الأول/أكتوبر 2022، تولى محمد شياع السوداني، المنصب خلفًا لمصطفى الكاظمي كرئيس وزراء جديد للعراق.

## الأعلام
فيما يلي أعلام جمهورية العراق بعد استقلالها عن الدولة العثمانية:

علم العراق من (1921–1959)م
علم العراق من (1959–1963)م
علم العراق من (1963–1991)م وهو نفسه علم سورية من (1963–1972)م
علم العراق من (1991–2004)م
علم العراق من (2004–2008)م
علم العراق من (2008م وحتى الآن)

## الجغرافيا

### الموقع
تقع جمهورية العراق في جنوب غرب قارة آسيا، لذا فهي تقع ضمن منطقة الشرق الأوسط. وتشكل القسم الشمالي الشرقي من الوطن العربي. تحدها تركيا من الشمال، وإيران من الشرق، وسوريا والأردن والمملكة العربية السعودية من الغرب، والكويت والمملكة العربية السعودية من الجنوب. وتمتد بين خطي عرض ‘5 29° و22 °37 شمالاً، وبين خطي طول 45 °38 و‘45 °48 شرقاً.
والعراق أساساً بلد صحراوي، ويعد جزءاً من الصحراء العربية وبادية الشام اللتين تتداخلان فيما بينهما، ويمر فيه نهران رئيسيان هما دجلة، والفرات، وتعد المناطق المحيطة بنهري دجلة، والفرات سهولاً غرينية خصبة، وتسمى المنطقة ما بين النهرين بالسهل الرسوبي، ويعد أخصب مناطق العراق، وللنهرين روافد عديدة تأتي من خارج حدود العراق، ما عدا رافد العظيم فهو رافد عراقي، والنهران يحملان حوالي 60،000،000 متر مكعب (78477037 يارد مكعب) من الطمي سنوياً إلى الدلتا، ويلتقي النهران في البصرة عند كرمة علي، مكونين مسطحاً مائيا يعرف بشط العرب، والذي يصب بدوره في الخليج العربي، وأغلب مدن العراق الرئيسية تطل على هذين النهرين كنينوى، وبيجي، وبغداد، والرمادي، والعمارة، والناصرية، والبصرة.
أما شمال العراق فيغلب عليه الجبال، وأعلى نقطة فيه تبلغ 3611 متر (11847 قدم) ارتفاعاً وهي قمة جبل شيخا دار، ومعناه (الخيمة السوداء). وجبال العراق تتكون من سلسلتين هما سلسلة جبال طوروس، مع تركيا، وسلسلة جبال زاكروس، مع إيران. وداخلياً في العراق، توجد تلال وجبال ضمن تلال حمرين، وكذلك توجد هضبة في غرب العراق تعرف بالهضبة الغربية، ولدى العراق ساحل قصير يبلغ طوله 58 كيلومتراً (36 ميل) مطل على الخليج العربي. إضافة إلى ذلك يتوفر العراق على بحيرات صناعية، وأهمها بحيرة الثرثار، وبحيرة الرزازة، وبحيرات طبيعية كبحيرة ساوة، في وسط صحراء السماوة بمحافظة المثنى. كما تحتوي محافظات العراق الجنوبية على عدة أهوار، أهمها هور الحويزة، وهور الحمار، ويمتد قسم من بعض الأهوار شرقاً حتى يدخل دولة إيران، وقد عانت الأهوار العراقية من التجفيف في زمن الرئيس السابق صدام حسين، ثم استعادت عافيتها بعد عام 2003، وهي الآن في حالة تذبذب بالنسبة لكمية المياه بها.
أما بالنسبة لطول حدود العراق، فتبلغ ما مجموعه 3,809 كيلومتر مربع؛ فمع تركيا تبلغ 367 كيلومتر مربع، ومع إيران 1,599 كيلومتر مربع، ومع الكويت 254 كيلومتر مربع، ومع السعودية 811 كيلومتر مربع، ومع الأردن 179 كيلومتر مربع، ومع سورية 599 كيلومتر مربع.

### المساحة

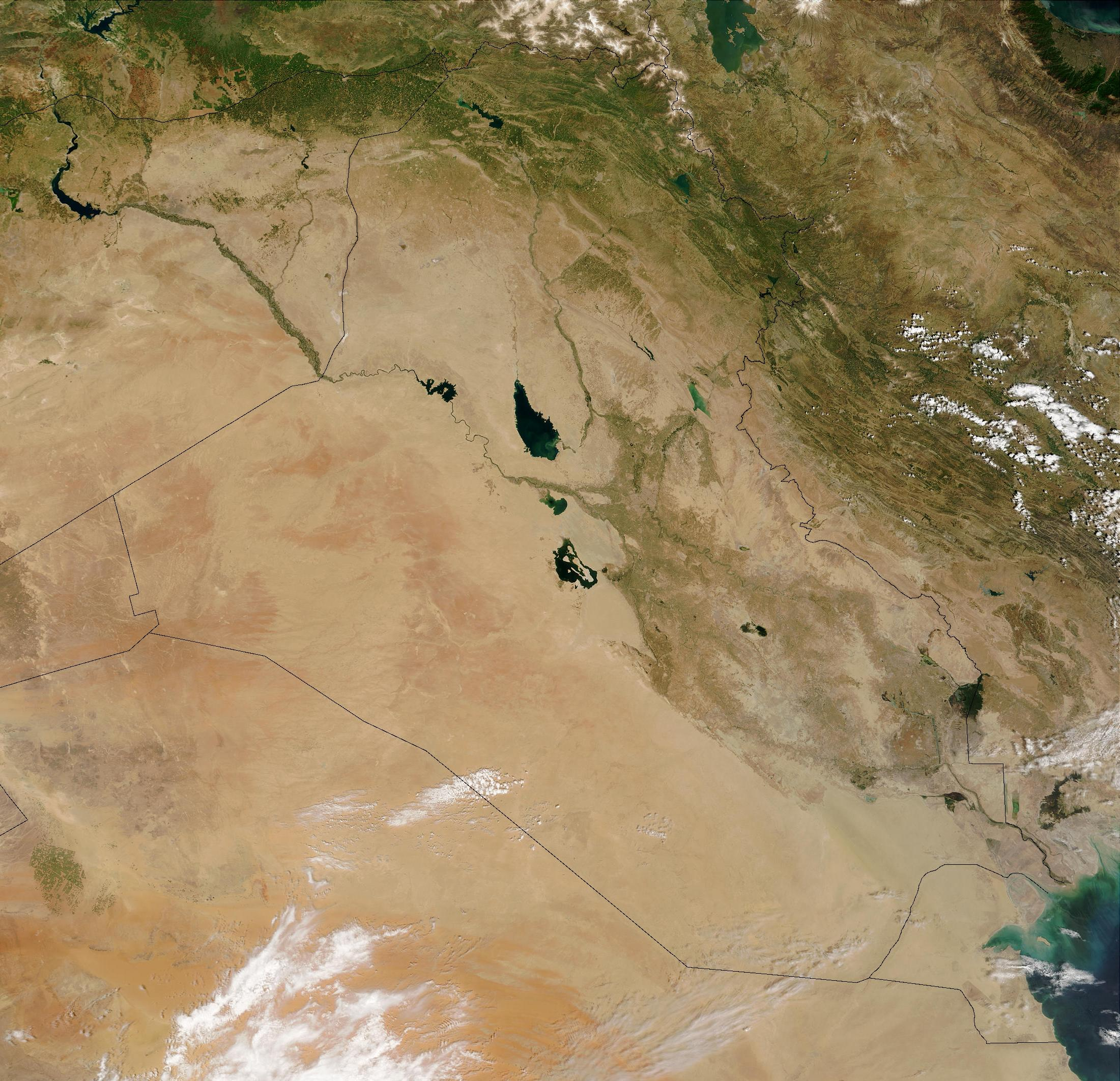
صورة التقطتها وكالية ناسا وتبين خريطة العراق من الفضاء الخارجي

بلغت مساحة العراق الكلية (مع المياه الإقليمية)، وحسب إحصاءات الحكومة العراقية بتاريخ 20 تشرين الأول/أكتوبر 2009م، ما مجموعه 435052 كيلومتر مربع، منها 434128 كيلومتر مربع مساحة الأرض (99.8%)، و924 كيلومتر مربع مساحة المياه الإقليمية (0.2%). أما حسب احصاءات موقع كتاب حقائق العالم فتبلغ مساحة العراق438,317كم2.، إذ تشكّل المياه ما نسبته 0.29% من مساحة اليابسة، أي مساحة المياه 950 كيلومتر2.

### طبوغرافيةالعراق
- السهل الرسوبي:

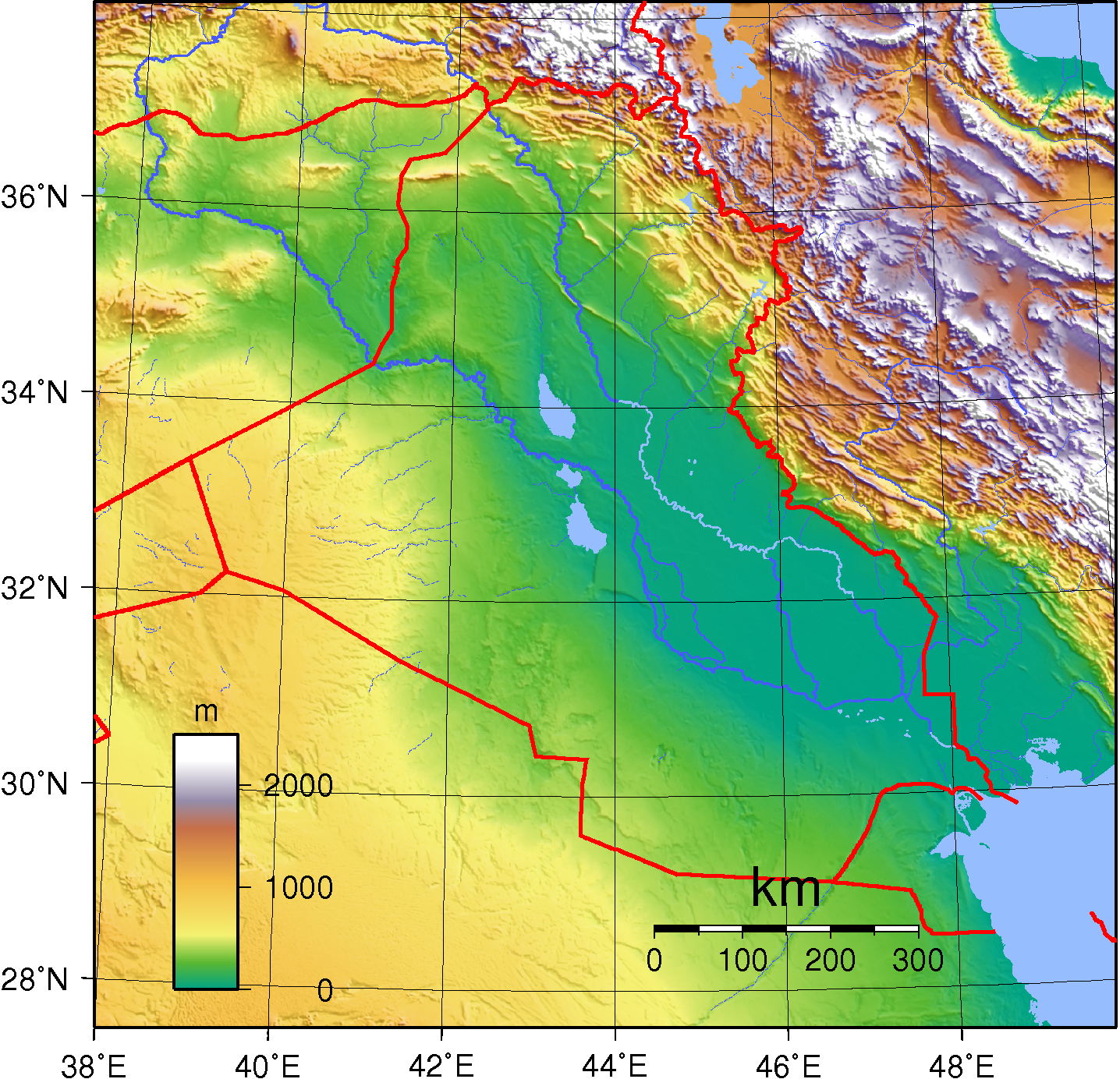
طبوغرافية العراق

يحتل السهل الرسوبي ربع مساحة العراق أو ما يساوي 132,000 كيلومتر2، ويمتد على شكل مستطيل (طوله 650 كيلومتر وعرضه 250 كيلومتر)، ويمتد بين مدينة بلد على نهر دجلة ومدينة الرمادي في منطقة التل الأسود على نهر الفرات من جهة الشمال، والحدود الإيرانية من جهة الشرق، والهضبة الصحراوية من جهة الغرب، وتدخل ضمنها منطقة الأهوار والبحيرات، فالأهوار والبحيرات مع السهول تشكل نسبة 30.5% من مساحة القطر.
- الهضبة الصحراوية:

حدود الجزيرة الفراتية وتعرف بالجزيرة وتاريخياً إقليم أقور

تقع في غرب العراق وتحتل حوالي نصف مساحة القطر أو 198000 كيلومتر2، ويتراوح ارتفاعها بين (100-1000) متراً، وتدخل ضمنها منطقة الجزيرة. وتبلغ صحاري العراق ما نسبته 38.7 % من مساحة القطر.
- المنطقة الجبلية:

تقع المنطقة الجبلية في القسم الشمالي والشمالي الشرقي من العراق، وتمتد إلى حدوده المشتركة مع سوريا تركيا وإيران في الغرب والشمال والشرق، وتحتل هذه المنطقة أقل من ربع مساحة العراق تقريباً وما نسبته 21.1% من مساحة القطر، (92000 كم2).
- المنطقة المتموجة:

وهي منطقة انتقالية بين السهول الواطئة في الجنوب وبين الجبال العالية في أقصى الشمال والشمال الشرقي في العراق، وتحتل أقل من 50% من مساحة المنطقة الجبلية أو (67000 كيلومتر2)، منها (42000 كيلومتر2)خارج المنطقة الجبلية ويتراوح ارتفاعها (100-1200) م، و25000 كيلومتر2 ضمن المنطقة الجبلية ويترواح ارتفاعها من (200-450) م، وتبلغ المنطقة المتموجة ما مقداره 9.7% من مساحة القطر.
- الجزر

توجد في العراق جزر نهرية، أهمها: جزيرتا آلوس وجبة بمحافظة الأنبار، وجزيرة أم الخنازير ببغداد، وجزر أم الرصاص وأم البابي والسندباد بشط العرب بالبصرة، وجزيرة حجام عند مدخل خور الزبير بالبصرة، وجزيرة مجنون وهي جزيرة صناعية تمر عليها أنابيب النفط في القرنة بالبصرة، ومما تجدر الإشارة إليه أنه توجد الكثير من الجزر بنهري دجلة والفرات.

### الإنبات الطبيعي بالنسبة لجغرافية العراق

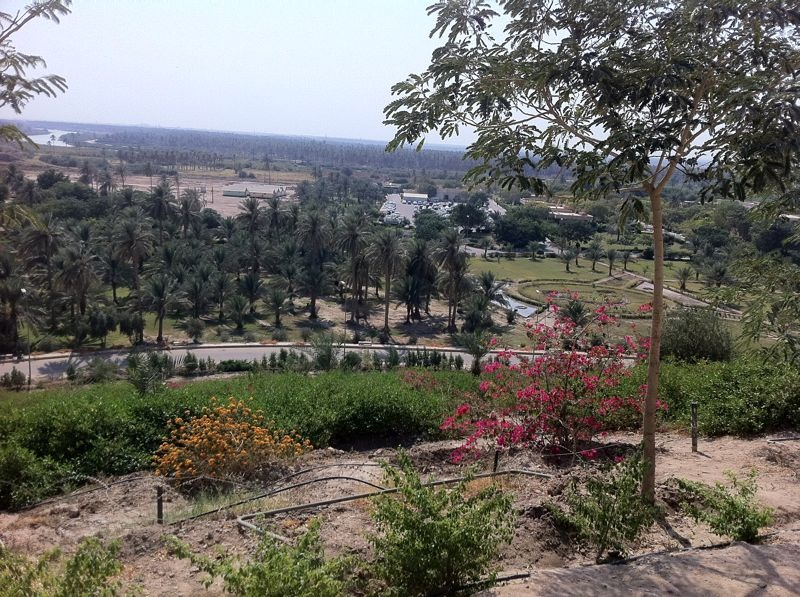
حدائق وبساتين نخيل بجوار مدينة بابل الأثرية في العراق

- منطقة الغابات والأعشاب الجبلية: تقع هذه الغابات في منطقة الجبال العالية، وتعتبر اكثف مناطق العراق إنباتاً وذلك بسبب وفرة الأمطار واعتدال الحرارة، وتغطي النباتات حوالي 70% من مساحة المنطقة أما الثلاثين بالمئة الباقية فتشمل الحشائش والشجيرات. وأهم نباتات هذه المنطقة هي البلوط، واللوز، والجوز والصنوبر وحبة الخضراء. وبلغت مساحة الغابات بالعراق لسنة 2013 م إلى 5462011 دونم (الدونم في العراق يعادل 2500 متر مربع)[285]
- منطقة السهول: تشمل الأراضي الشبه الجبلية (المتموجة) وقسما من الأطراف الشرقية للسهل الرسوبي، وتتكون معظم نباتاتها من الحشائش، وبعض النباتات البصلية والشوكية.
- منطقة ضفاف الأنهار: تشمل ضفاف الأنهار في مختلف جهات العراق، ويتكون نباتها الطبيعي من أشجار وشجيرات وحشائش أهمها الغرب الصفصاف، والأثل، وعرق السوس، والعاقول، والشوك وغيرها من النباتات. وتنمو على ضفاف الأنهار أشجار زرعها الإنسان مثل أشجار الحمضيات، والنخيل.
- منطقة الأهوار والمستنقعات: تقع في جنوب السهل الرسوبي وتكون على شكل مثلث تقع مدن العمارة الناصرية القرنة على رؤوسه وتقع في هذه المنطقة أهم أهوار العراق هي هور الحويزة، وهور الحمار، ومن نباتها الطبيعي هو القيصوب (القصب)، وغاب عملاق (قصب فارسي)، وبوط دمياطي (البردي) والكثير من النباتات المائية الأخرى.[286]
- المنطقة الصحراوية: تشمل هذه المنطقة الهضبة الصحراوية والسهل الرسوبي ما عدا أطرافه الشمالية والشرقية. ونتيجة للتفاوت العظيم للحرارة بين الصيف والشتاء والليل والنهار وكذلك الأمطار القليلة، جعل نباتات هذه المنطقة قليلة ومكيفة نفسها لهذه الظروف القاسية. وأهم النباتات هي الأثل، والقيصوم، والسدر، والأشواك وغيرها من النباتات الصحرواية.

### الحياة الفطرية والمحميّات

#### الغطاء النباتي

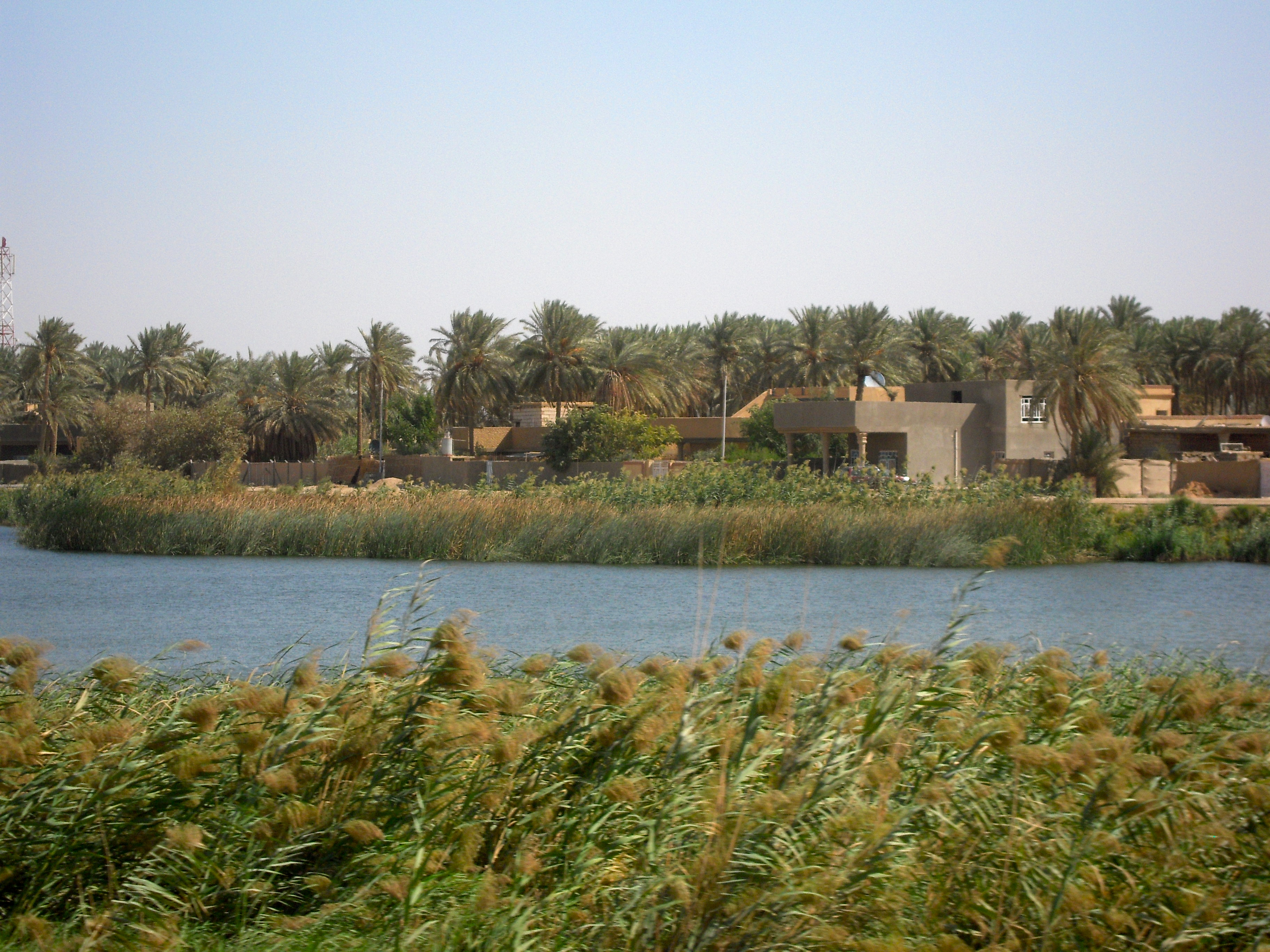
نخل بمدينة الحلة بالعراق

من أشهر وأكثر أشجار العراق هي أشجار النخيل، وتنتشر في محافظات العراق الوسطى والجنوبية، وتقل أعدادها كثيرًا في إقليم كردستان ونينوى وكركوك. وبلغ عدد النخل المثمر في العراق لعام 2013م 15968660 نخلة، أكثرها في ديالى، حيث بلغ تعدادها 2951170 نخلة، وأقلها في كركوك 4836 نخلة.
وفي عام 2015م، وصل تعداد النخل المثمر إلى 21 مليون نخلة
يقتصر تواجد غابات العراق على الشمال الشرقي من البلاد بجبال كردستان (وكذلك توجد غابات في محافظة نينوى)، أما بقية أجزاء العراق فخالية من الغابات ما عدا بساتين النخل. البلوط هو الشجر الأكثر في المناطق الجبلية، متكوناً من النوع الأكثر انتشاراً وهو (Quercus brantii)، مخلوطاً بنوع (Q. infectoria)، أما السنديان اللبناني فيوجد بالغابات الشمالية على ارتفاع أكثر من 1,500 متر، وكذلك تحوي الغابات على أشجار أخرى مختلطة مع البلوط وهي: عرعر شربيني، وبطم من نوع (Pistacia mutica)، وأجاص سوري، وزعرور شائع، وإجاص من نوع (Pyrus monagyna)، وقيقب مونبلييه. ويوجد الصفصاف الأرجواني والصفصاف من نوع (salix medemii) على طول الجداول الجبلية، مع دلب مشرقي، وحور فراتي، ومران رفيع الأوراق، وفي بعض المناطق بساتين برية من جوز شائع. ويوجد الصنوبر بروتي مخلوطاً مع البلوط بمساحة 500 كيلومتر مربع في زاويته وأتروش. وهناك كذلك أنواع أشجار أخرى في غابات العراق.
تحتوي باقي مناطق العراق على التين، والزيتون، والسدر (النبق)، والرمان، والمشمش، والخوخ، والعنب، والموز، والبرتقال، والليمون، والنارنج، والكالبتوس، والسرو، والصفصاف، والسنديان، والصنوبر، والحور، والتوت (الأسود والأبيض والأحمر)، والسيسبان وغيرها من الأشجار، وتشتهر محافظة ديالى بزراعة الحمضيات.
تنتشر في العراق أيضاً شجيرات الدفلى (التي تعتبر سامة)، أما العاقول المغربي، والحلفاء، والشيح (من نوع Artemisia herba-alba) فمنتشرة بكثرة في المناطق السكنية والصحاري، وكذلك توجد الكثير من النباتات العشبية، ومنها ذوات النور (الزهر). أما الأهوار فتحوي على القيصوب (القصب)، وغاب عملاق (قصب فارسي)، وبوط دمياطي (البردي) والكثير من النباتات المائية الأخرى.

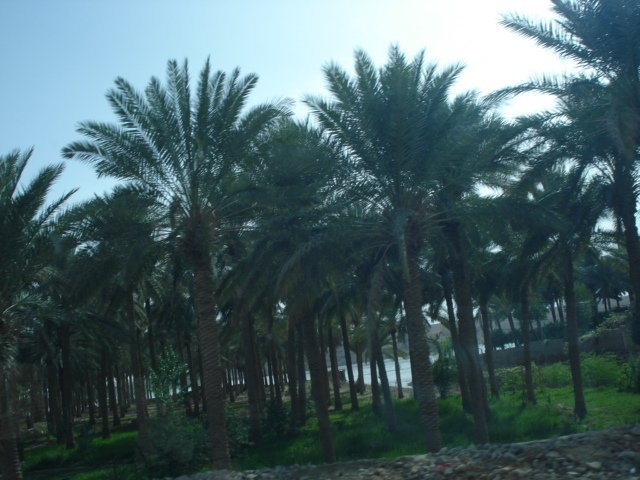
بستان نخيل في البغدادي
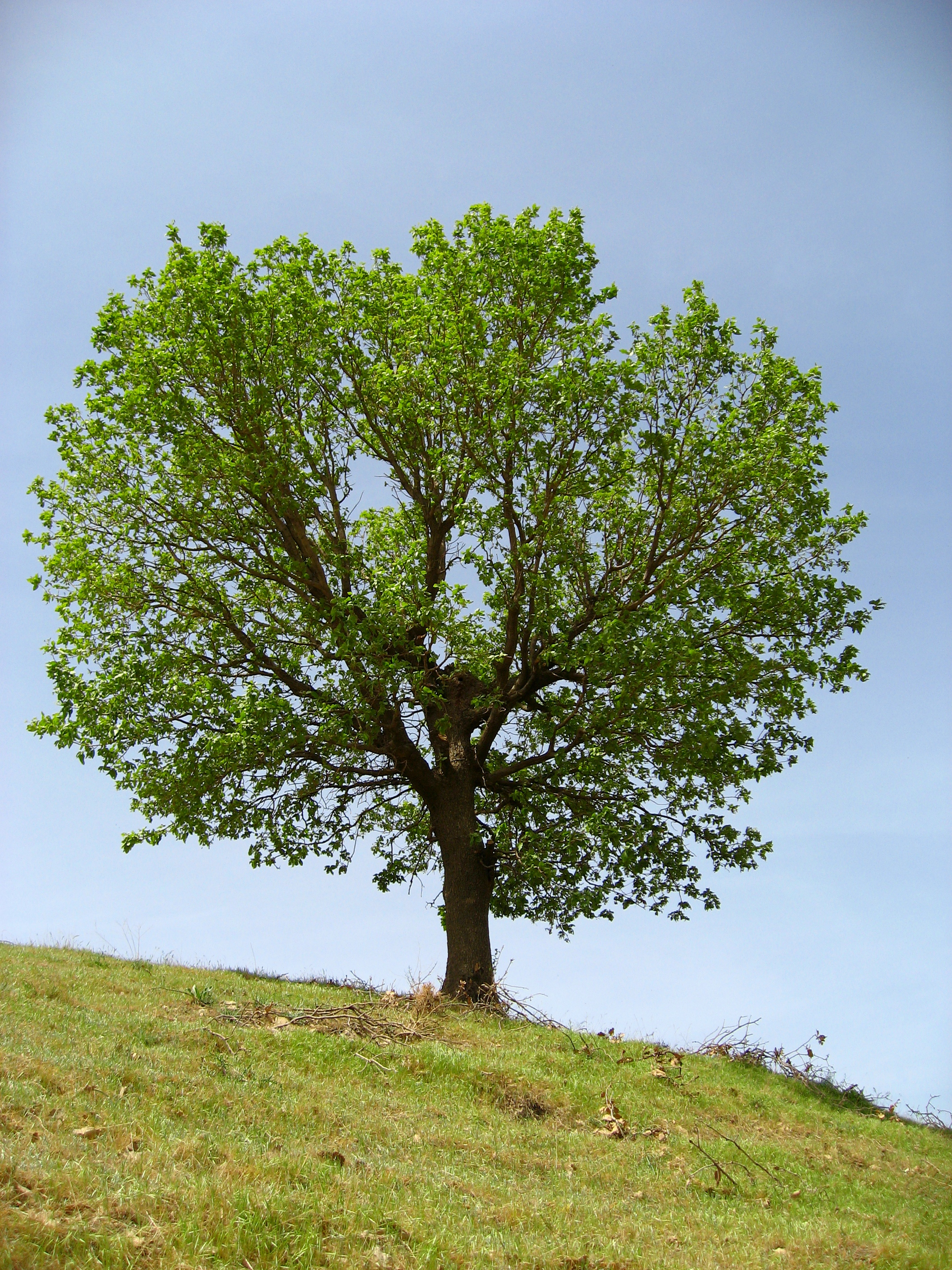
بلوط من نوع Q. brantii (أكثر تواجده بإقليم كردستان)
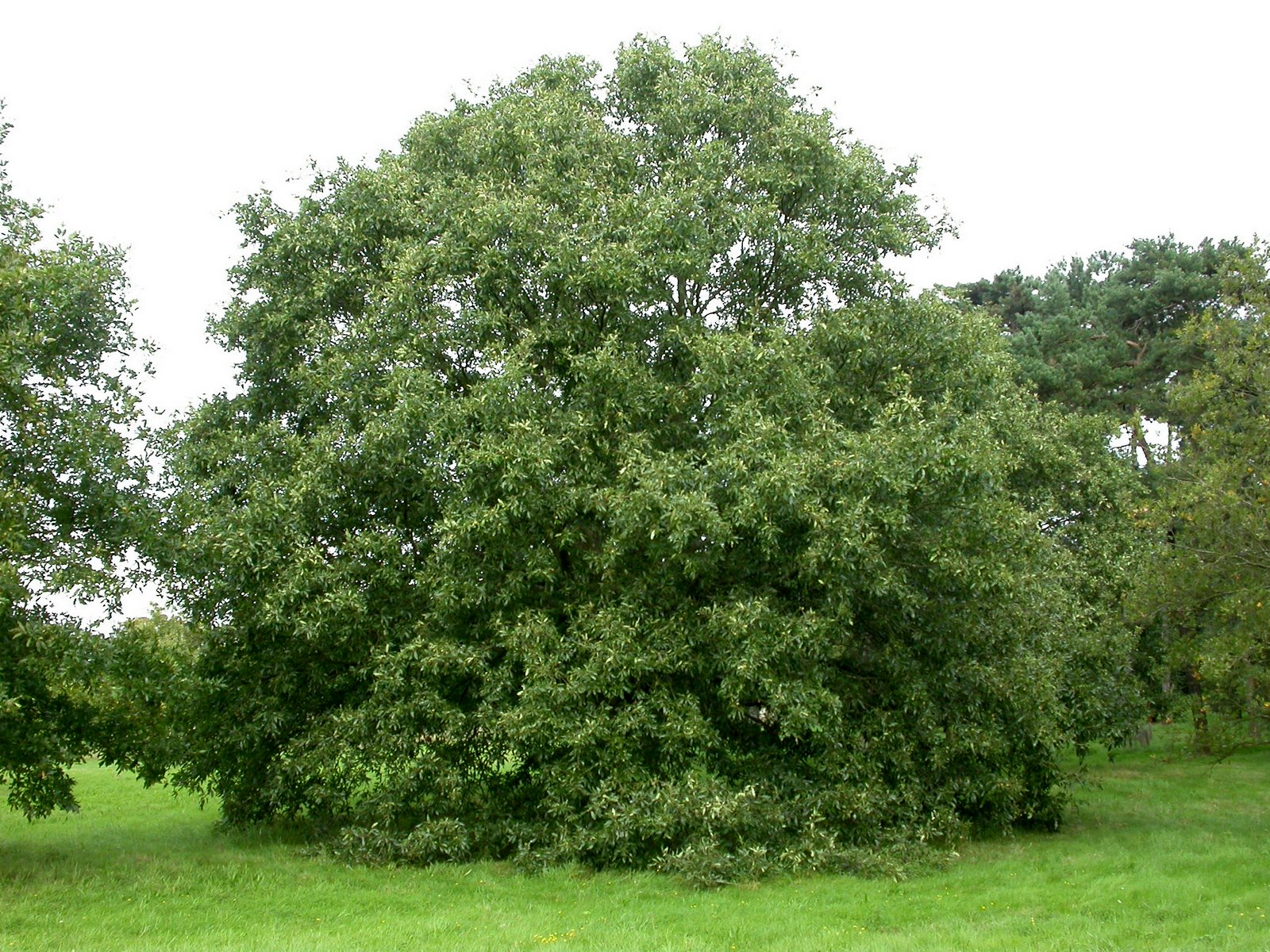
سنديان لبناني
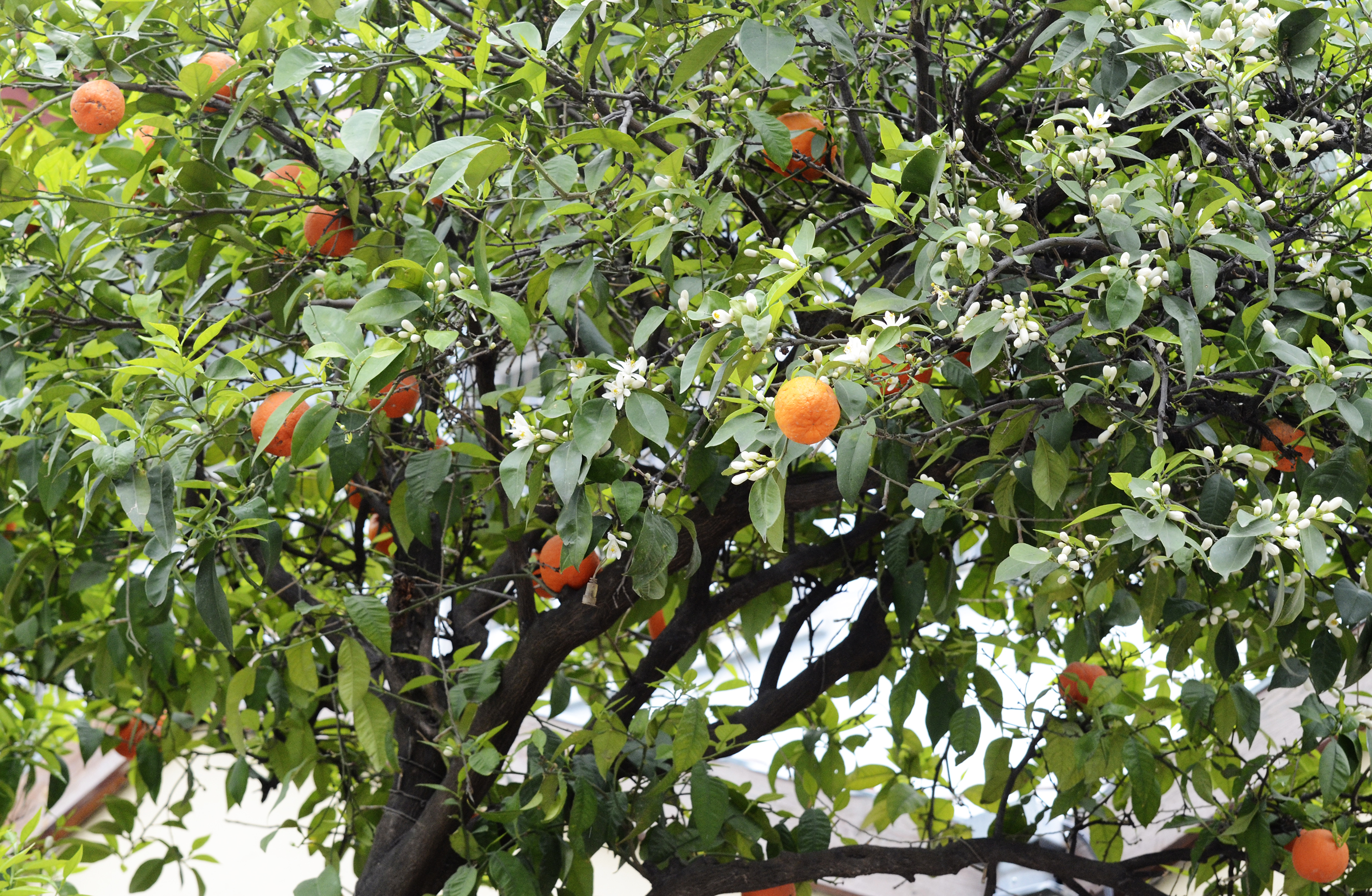
نارنج
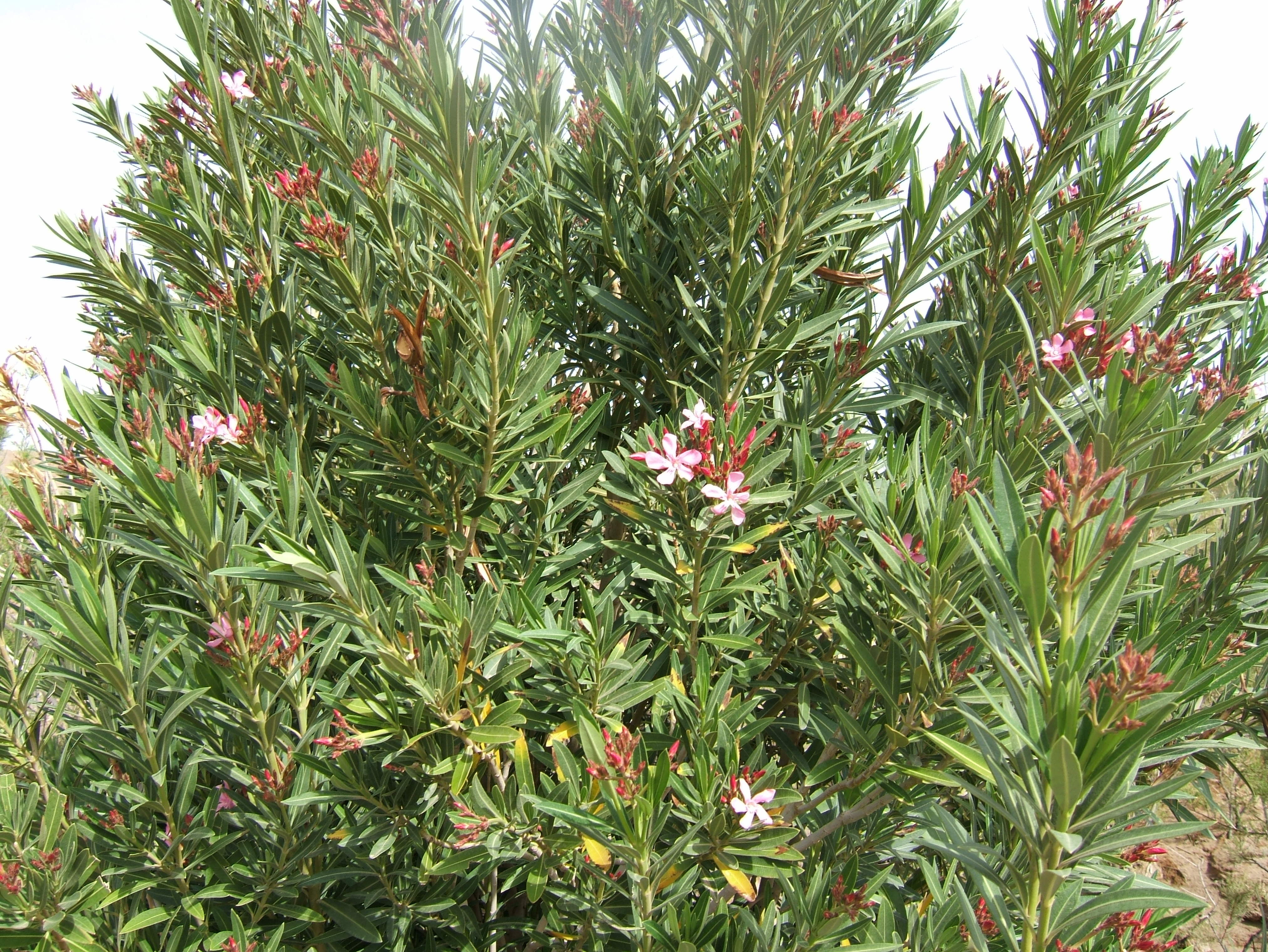
دفلى ويعد منتشراً بالعراق
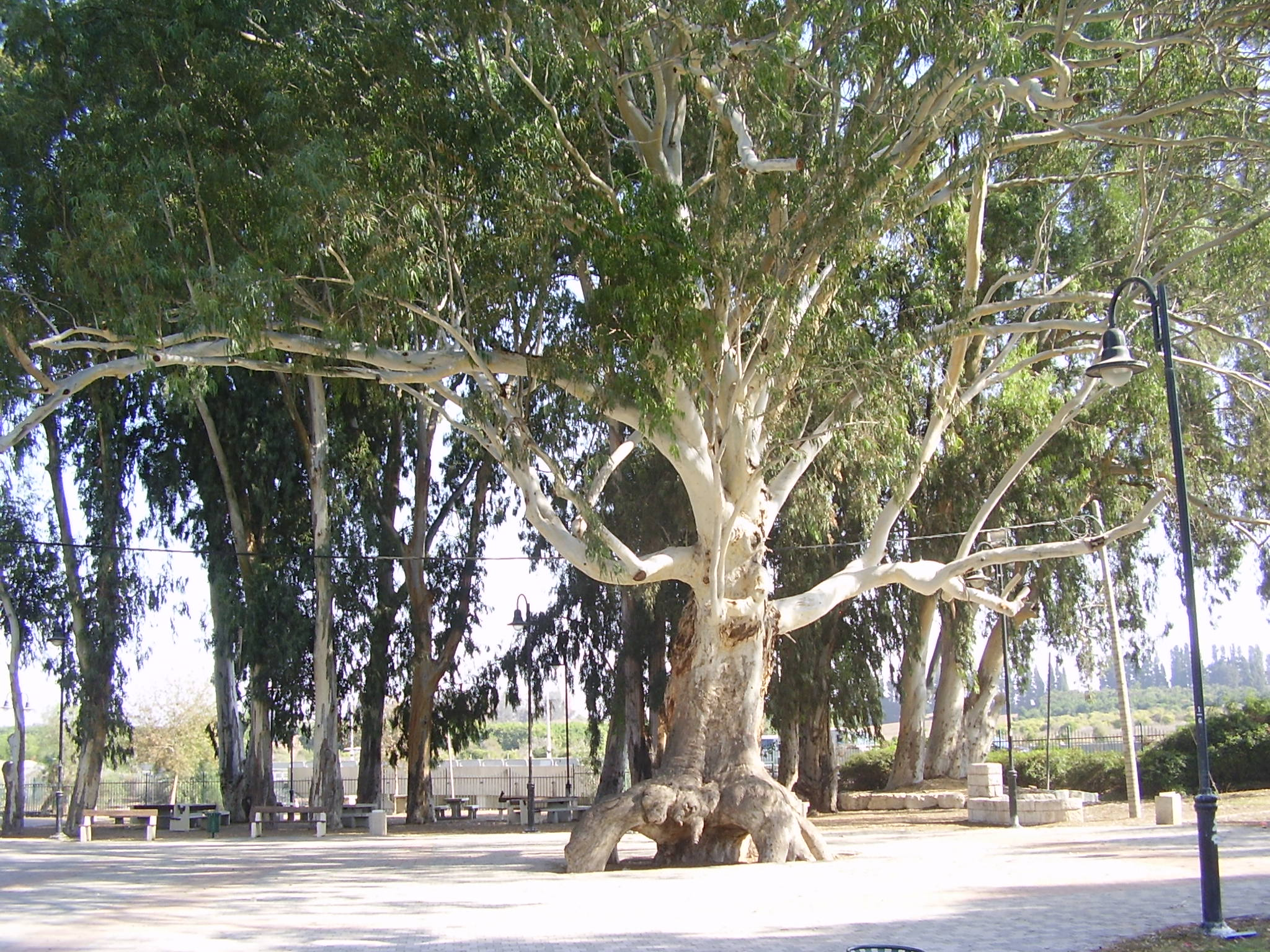
الكالبتوس ويعد منتشراً بالعراق
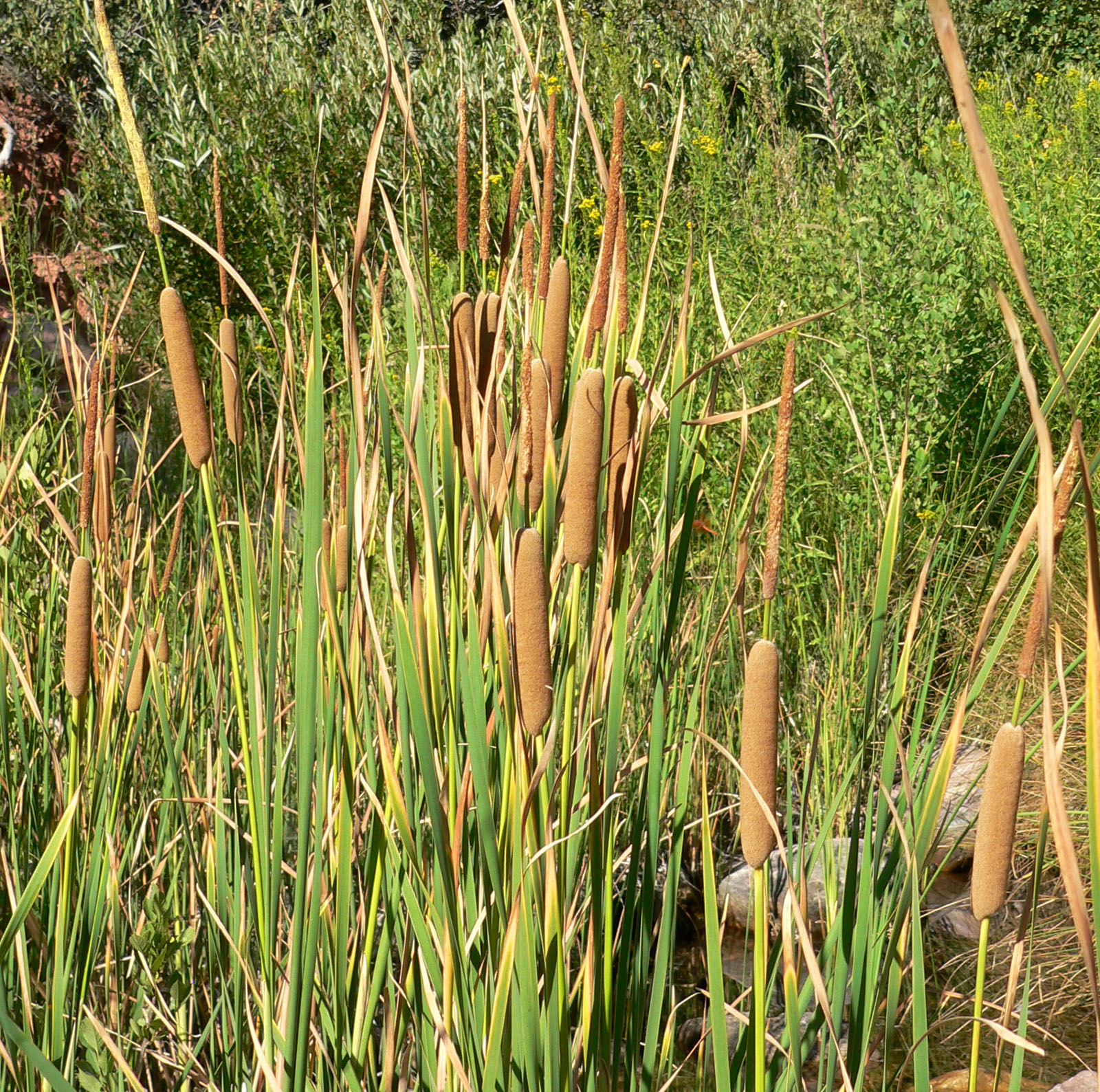
يتواجد البردي (البوط الدمياطي) بأهوار العراق

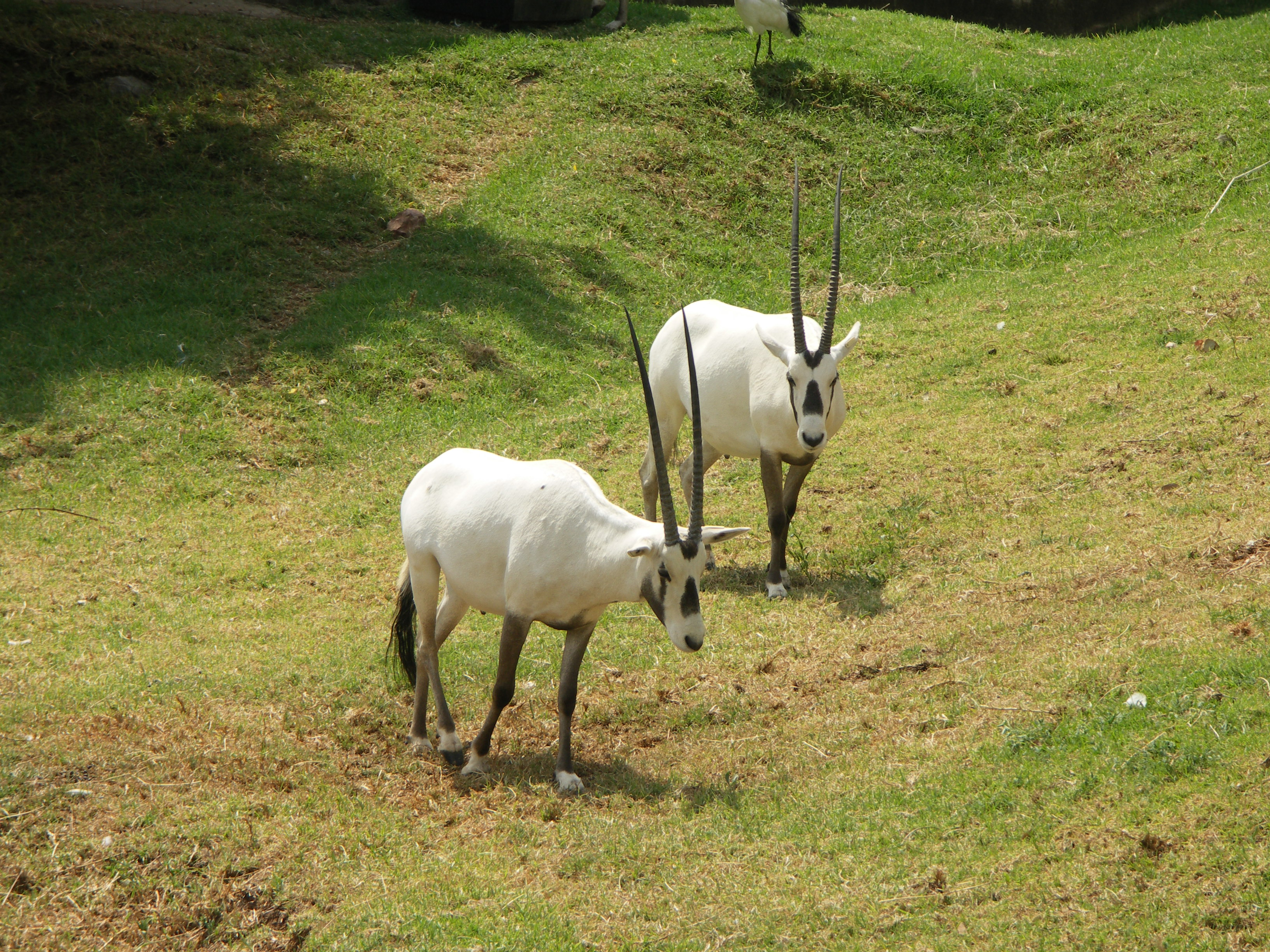
المها العربي والمفرد مهاه

#### الحياة البريّة والمحميّات
من حيوانات العراق: الجمل العربي، والذئب العربي، والأروية، والغزال الدرقي، والأيل الأسمر الأوروبي، والغرير الأوربي، وغرير العسل، والسنجاب الفارسي، والعواسي (غنم)، والماعز، وتمساح المجّار (أدخل لجنوب العراق عن طريق الخطأ، ولا تعرف أعداده ويرجح أن تكون قليلة جداً)، والدب البني السوري (في شمال العراق)، والتفة، والقط البري، وعناق الأرض، والخنزير البري، والضبع المخطط، وابن آوى الذهبي، وجاموس الماء، والمها العربي، والشيهم المتوج الهندي (يسمى بالعراق بالدعلج)، وزبابات (منها زباب أصغر أبيض الأسنان)، والفئران، والجرذ (منها الجرذ البني الذي يتواجد فقط بالعراق)، وكلب الماء (ماكسويل)، والقضاعة، واليربوع المصري الصغير (الواسع الانتشار في الهضبة الغربية وجنوب ووسط العراق) واليربوع الفراتي (في أهوار العراق)، ومن أنواع الأبو بريص (Stenodactylus affinis ويعتبر من الأنواع شبه المتوطنة المقيدة الانتشار)، وهناك صورة ملتقطة للنمر الفارسي بالعراق من قبل منظمة طبيعة العراق، والسلاحف (منها رفش الكرخة، والسلحفاة مهمازية الورك في شمال العراق)، ومن زواحف العراق الحرباء الشائعة (بغرب الأنبار)، والصل الأسود، والأيم، وضب لوريكاتا، والورل الصحراويّ، والأفعى القرناء العنكبوتية الذنب (مرجح وجودها بشرق العراق)، وغيرها من الحيوانات.
أما بالنسبة للطيور فيوجد 415 نوعاً، أكثرها شيوعاً العصفور الدوري، والحمام (على أنواع متعددة)، والفاختة. ومن الطيور الأخرى: أنواع متعددة من الخفافيش والبوم، والنحام (نحام أكبر)، واللقالق، والبط، والإوز، والصقور، والنسور، والعقاب النساري، وهازجة قصب البصرة، وغيرها الكثير.
ومن أسماك العراق الشبوط، والبني، والقطان، والصبور (سمكة إيليش)، والجريث، والزبيدي، وأبو خريزة، والورنك، وقرش الثور (والذي شوهد في أنهار العراق بجنوب البلاد وصولاً إلى بغداد) وغيرها.
ومن حيوانات العراق البحرية: الأطوم، وحوت بريدي، وجمل البحر، ودخس ريسو، والأركة الكاذبة، والسلحفاة البحرية ضخمة الرأس، والسلحفاة الخضراء، ولجأة صقرية المنقار، ولجأة ردلي الزيتونية، وسلحفاة المحيط جلدية الظهر، وغيرها. ومن الطيور المتواجدة على ساحل العراق البحري: الحنكور، والبلشون الثلجي، وقطقاط الرمل الكبير، وغيرها.

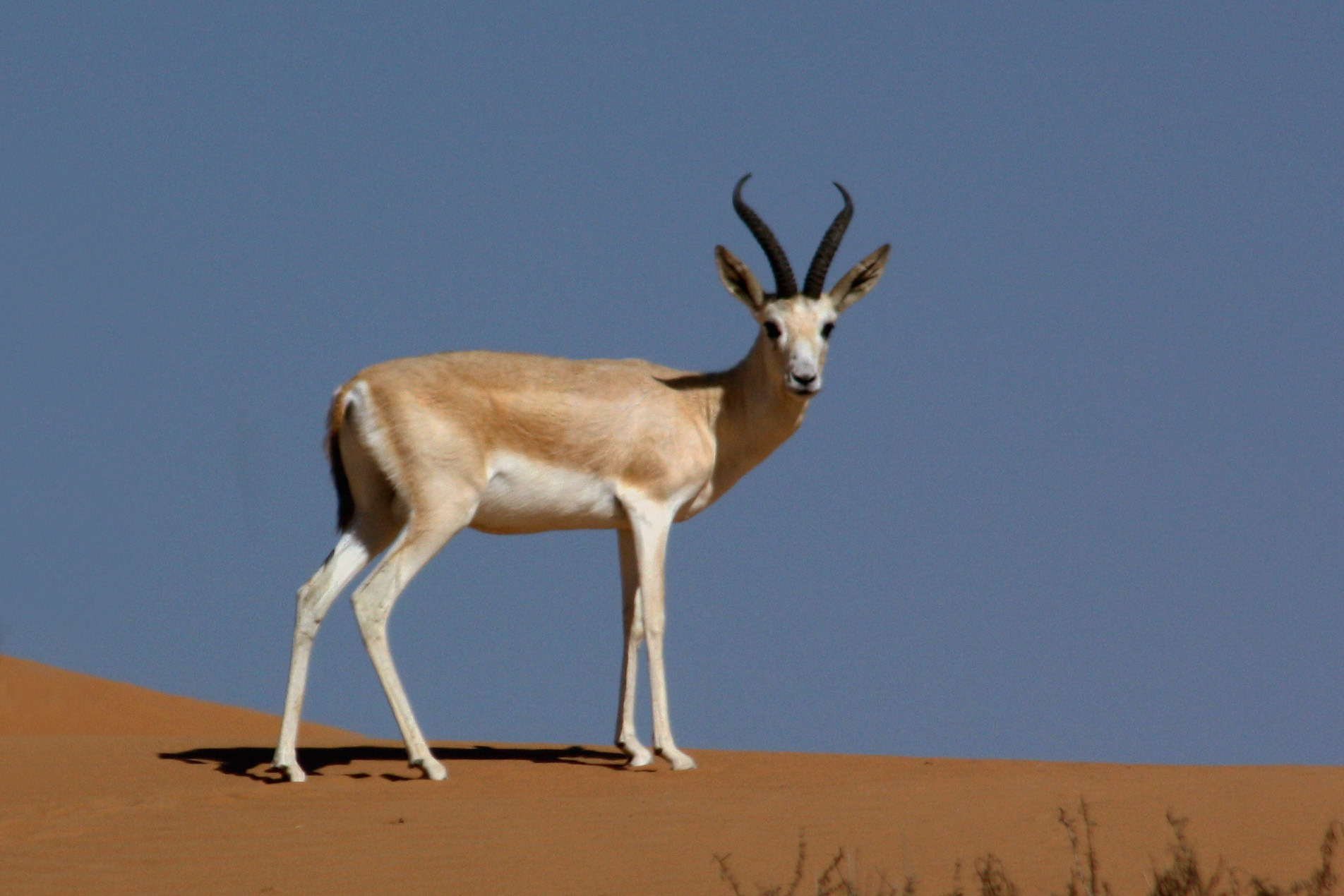
غزال درقي ويتواجد بكثرة بمحمية المساد بالأنبار
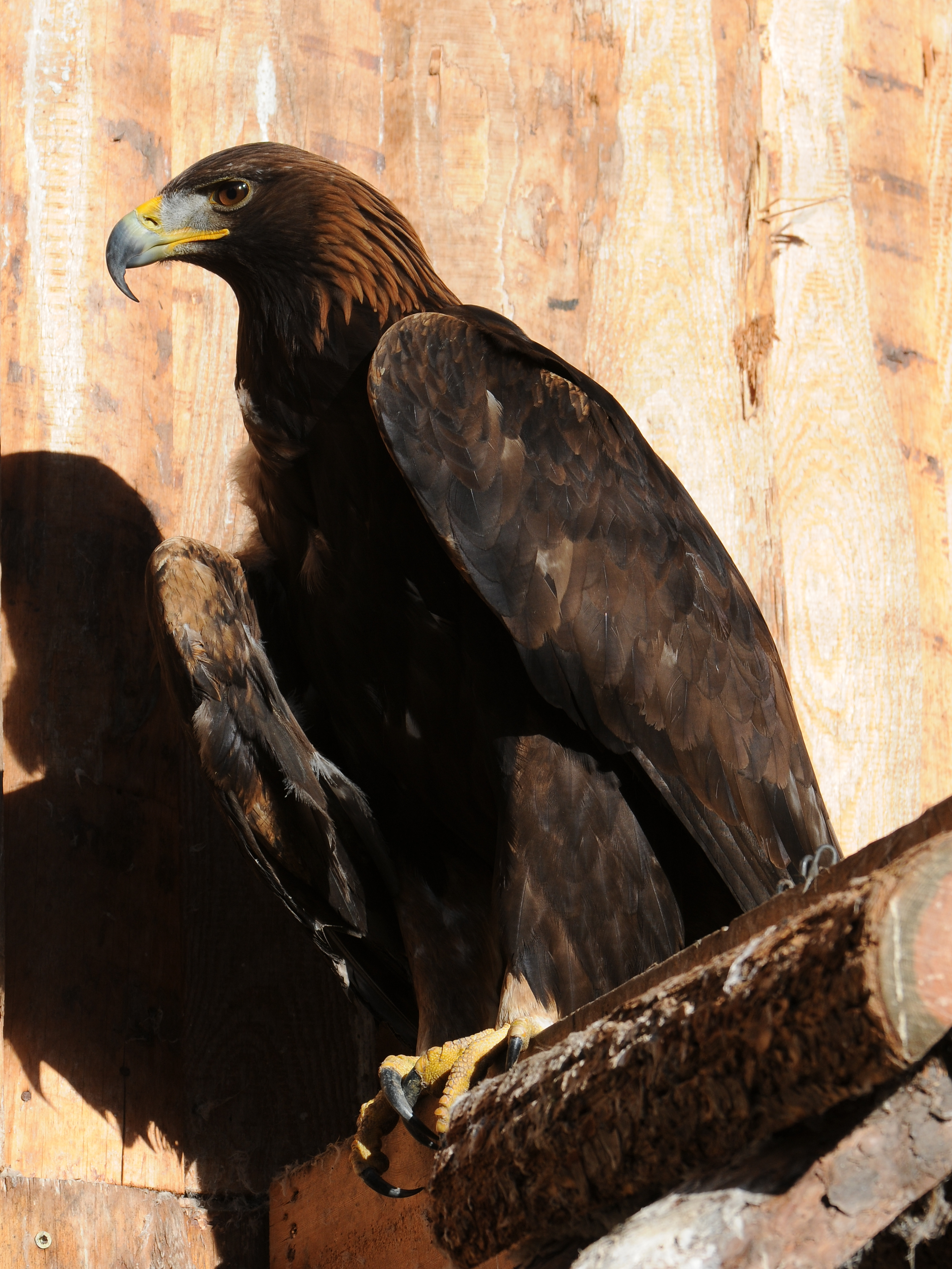
العقاب الذهبية ومنها أخذ شعار العراق
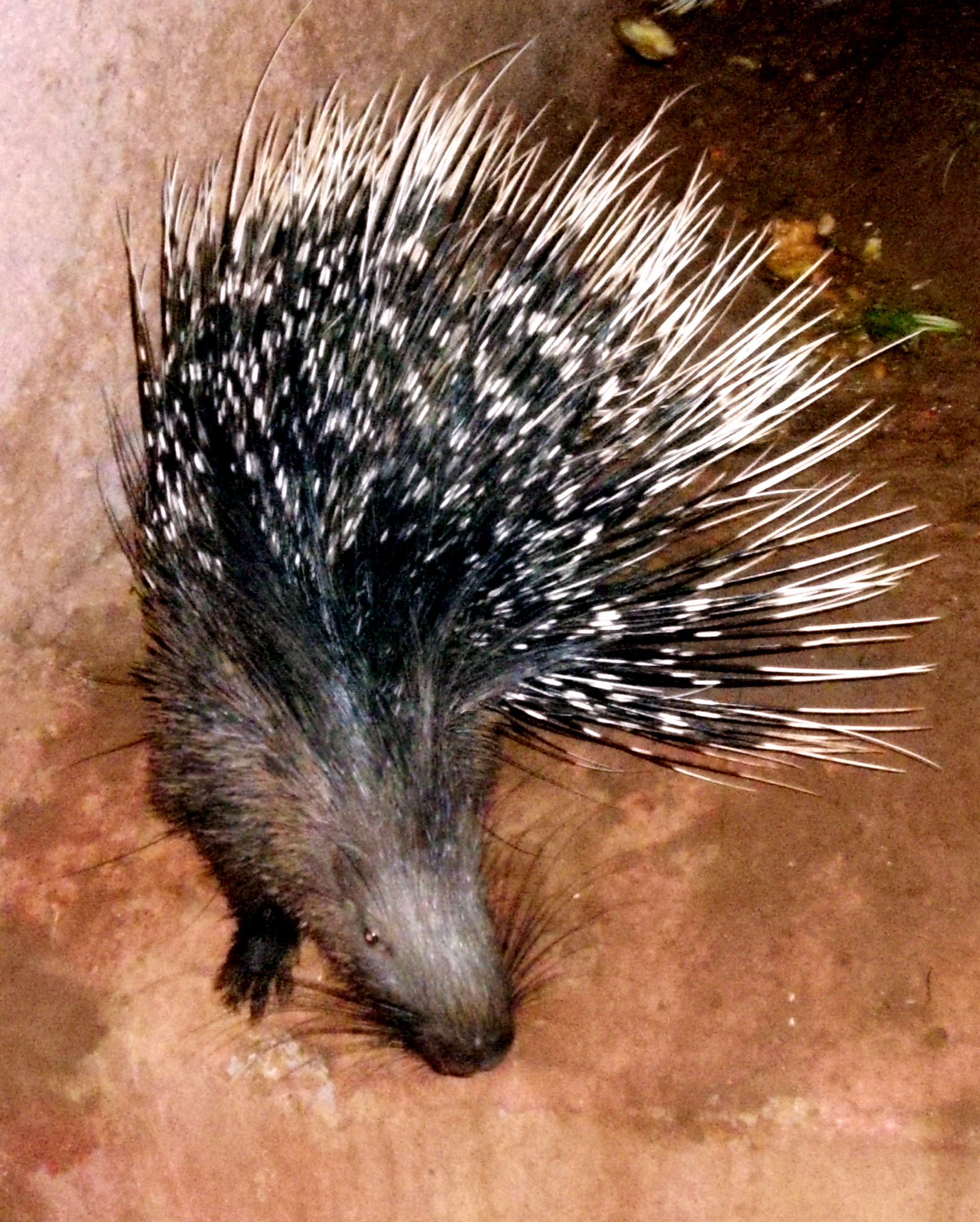
شيهم (دعلج)
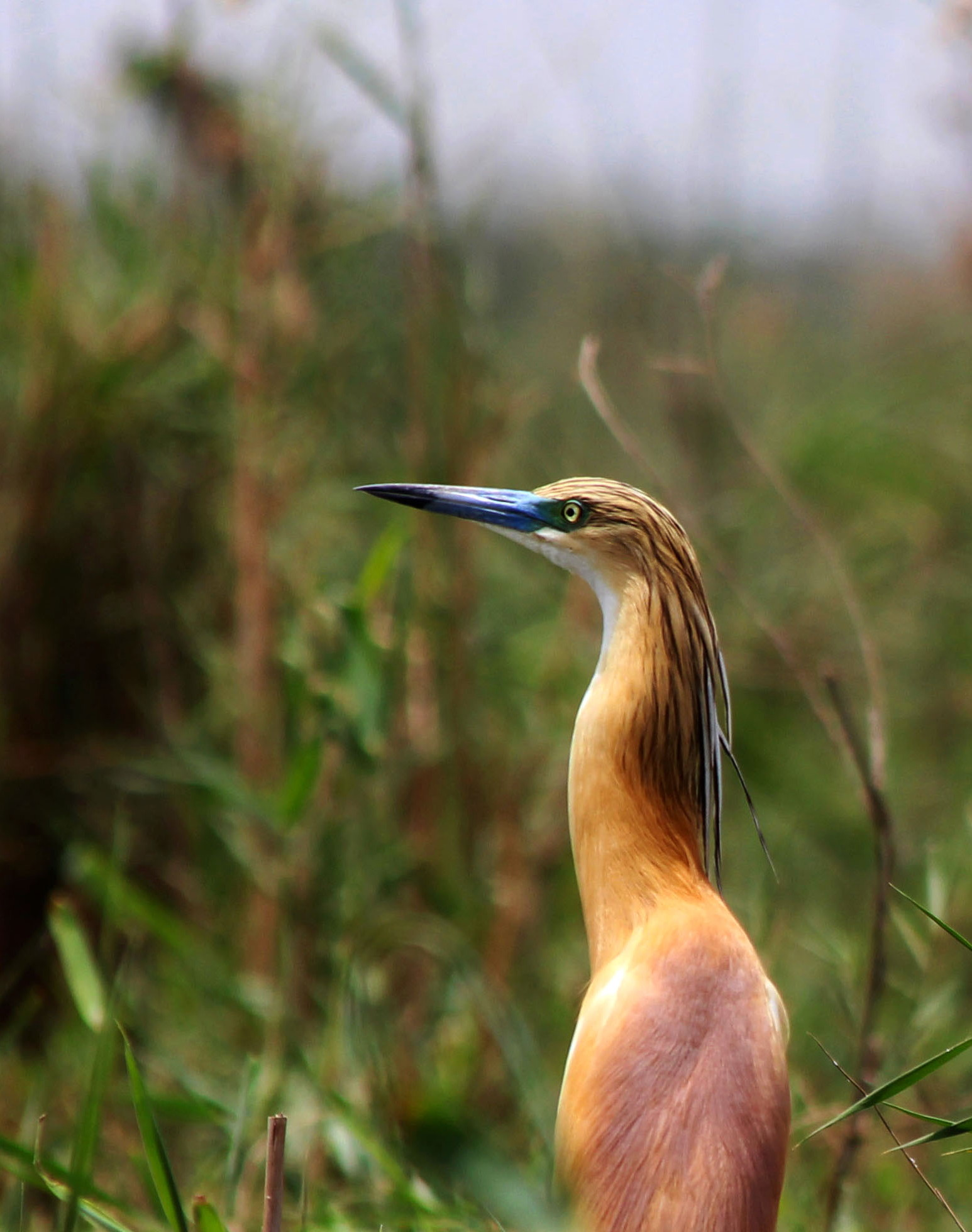
البلشون الذهبي في أهوار العراق
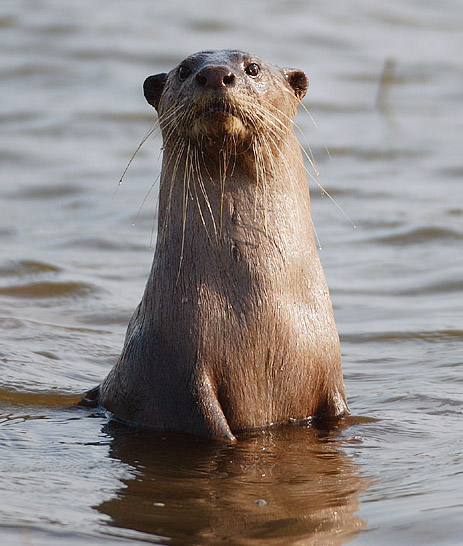
كلب الماء (ماكسويل) ويتواجد بالأهوار العراقية
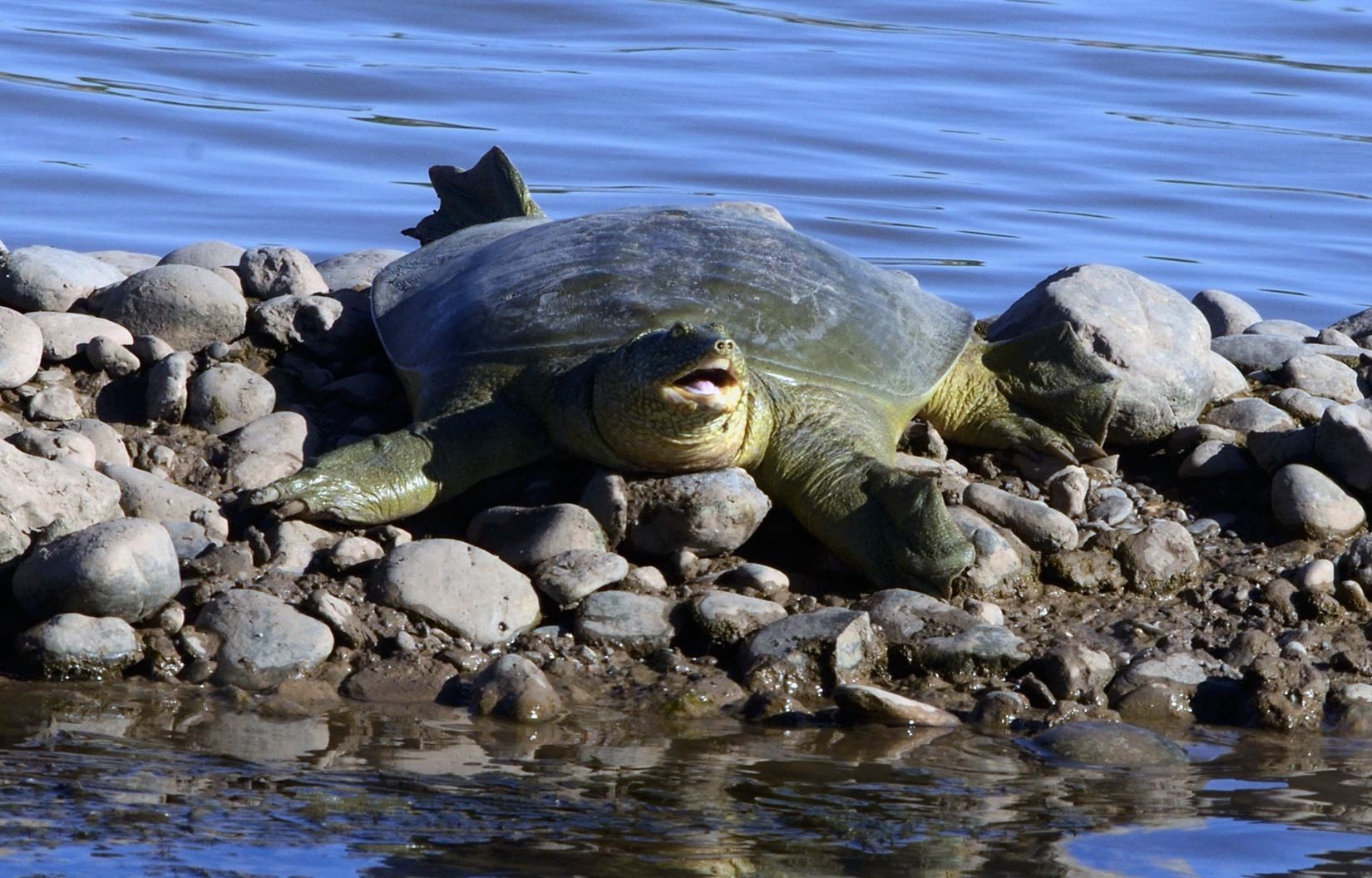
رفش الكرخة
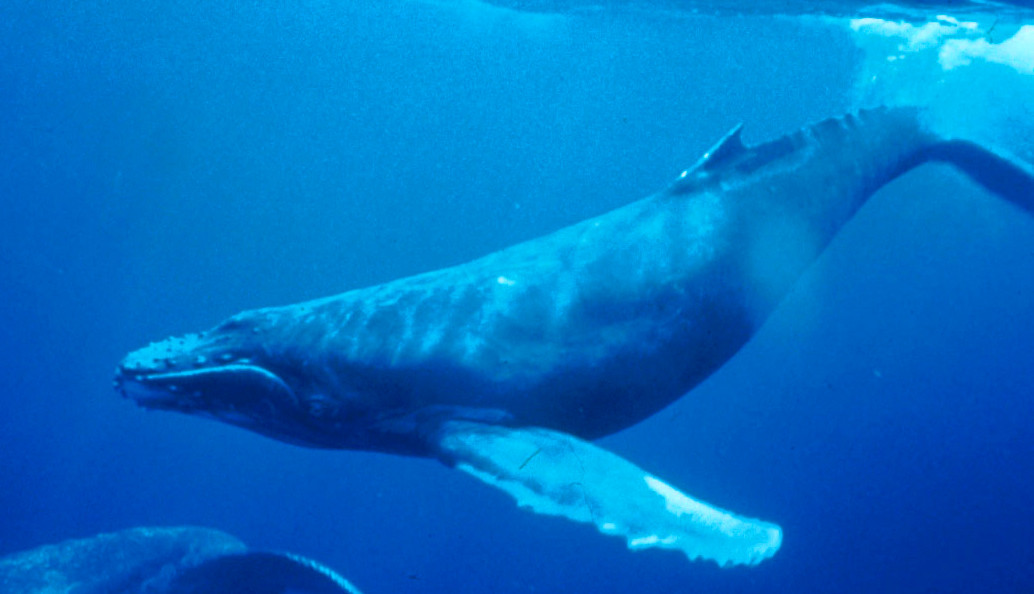
جمل البحر بالخليج

| أهم محميات العراق                   |                                         |
| محمية غزال المساد (الرطبة، الأنبار) | محمية النجف (النجف)                     |
| محمية جبلي هلكورد وسكران (أربيل)    | محمية في حديقة الزوراء (بغداد)          |
| محمية تربية الإبل (المثنى)          | محمية الريم للغزلان (علي الغربي، ميسان) |

#### الحيد المرجانيّ البحريّ
تحتوي المياه الساحلية العراقية على حيد مرجاني حي يغطي مساحة 28 كيلومتر مربع بالخليج العربي، عند مصب شط العرب، حيث تم اكتشافه عن طريق بعثات عراقية ألمانية مشتركة للغواصين (الغوص العلمي)، والتي أجريت في سبتمبر 2012 وفي أيار/مايو 2013، وكشفت عن وجود حيد بحري حي. وقبل اكتشافه، كان يعتقد أن العراق يفتقر لحيد مرجاني (حيث أن المياه العكرة المحلية منعت الكشف عن احتمال وجود حيد مرجاني). وعثر على أن الحيد المرجاني العراقي متكيف مع أكثر البيئات تطرفاً في العالم (من حيث وجود الحيود المرجانية)، حيث أن درجة حرارة مياه البحر في هذه المنطقة تتراوح بين 14 و 34 درجة مئوية، ويحتوي الحيد المرجاني على المرجان الحجري و (octocorals)، و (ophiuroids)، ومحار من ذوات الصدفتين، وهناك أيضاً (demosponges) المحتوية على السيليكا.

### المناخ

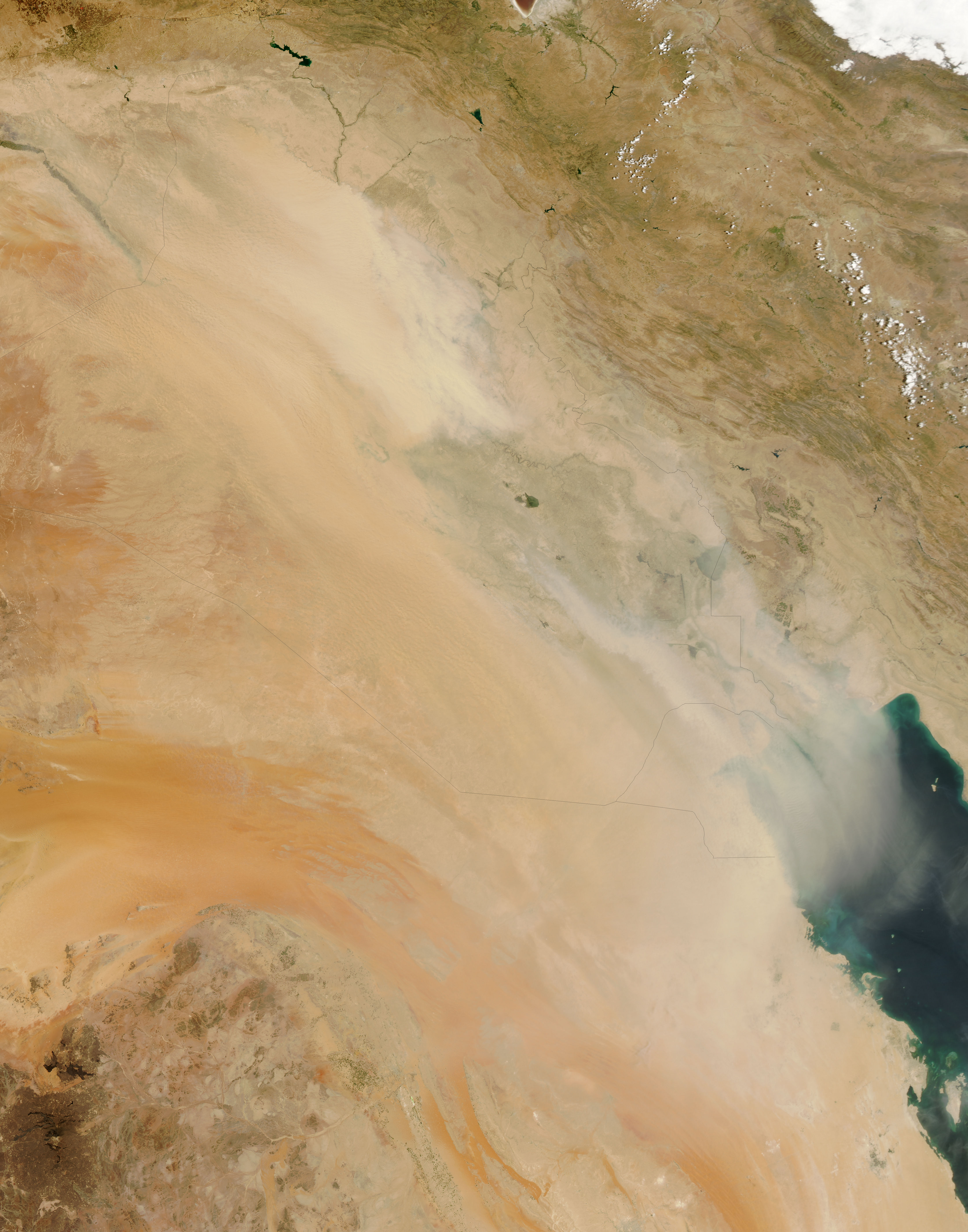
صورة لناسا تظهر عاصفة غبارية تضرب البلاد بتاريخ 30 يوليو عام 2009.

متوسط درجات الحرارة في نطاق العراق تتراوح بين ال 48 درجة مئوية (118.4 درجة فهرنهايت)، في يوليو وأغسطس، وإلى ما دون الصفر في كانون الثاني/يناير كانون الثاني. معظم الأمطار تحدث في الفترة بين ديسمبر وحتى نيسان/أبريل، ويتراوح معدلها ما بين 100 و180 ملم (3.9 و7.1 في) سنويا. المنطقة الجبلية في شمال العراق له نسبة هطول أمطار أكثر من المنطقة الوسطى والجنوبية بصورة ملحوظة.
ما يقرب من 90% من الأمطار السنوية تحدث بين تشرين الثاني/نوفمبر ونيسان/أبريل، وخصوصا بين كانون الأول/ديسمبر وآذار/مارس. أما بقية الأشهر، خصوصا تلك التي ترتفع بها درجات الحرارة مثل حزيران/يونيو، وتموز/يوليو، وآب/أغسطس تكون خالية من الأمطار وجافة إلا نادراً.
درجات الحرارة الدنيا في الشتاء تتراوح بين تجميد القريب (قبل الفجر) في التلال الشمالية، والشمالية الشرقية، والصحراء الغربية، إلى 2 إلى 3 درجات مئوية (35،6-37،4 درجة فهرنهايت)، و4 إلى 5 درجات مئوية (39،2 حتى 41 درجة فهرنهايت)، في السهول الغرينية في جنوب العراق. وترتفع إلى حد أقصى من المتوسط حوالي 16 درجة مئوية (60.8 درجة فهرنهايت) في الصحراء الغربية، والشمال الشرقي، و17 درجة مئوية (62.6 درجة فهرنهايت) في الجنوب.
في فصل الصيف، الحد الأدنى من درجات الحرارة، يتراوح بين حوالي 27 إلى 34 درجة مئوية (80،6-93،2 درجة فهرنهايت) وترتفع إلى القصوى تقريباً بين 42 و 47 درجة مئوية (107.6 و 116.6 درجة فهرنهايت)، وسجلت في بعض الأيام درجات حرارة بمقدار 50 درجة مؤية وأكثر. وتنخفض درجات الحرارة في الليل إلى دون الصفر في بعض الأحيان، وقد سجلت درجات حرارة منخفضة تصل إلى -14 درجة مئوية (6.8 درجة فهرنهايت) في الرطبة في الصحراء الغربية بمحافظة الأنبار. والرطبة أكثر عرضة، أن ترتفع درجات الحرارة فيها لأكثر من 49 درجة مئوية (120.2 درجة فهرنهايت) في أشهر الصيف، ومحطات عدة لديها سجلات لأكثر من 53 درجة مئوية (127.4 درجة فهرنهايت).
وتتميز أشهر الصيف بنوعين من الرياح. الشرقي الجنوبي والجنوب الشرقي، الجافة، والرياح المتربة، مع الرياح من حين لآخر بسرعة 80 كيلومترا في الساعة (50 ميلا في الساعة)، وتحدث من نيسان/أبريل إلى حزيران/يونيو في وقت مبكر، ومرة ثانية، من أواخر أيلول/سبتمبر حتى تشرين الثاني/نوفمبر. قد تستمر ليوم واحد في بداية ونهاية الموسم الحالي أو لعدة أيام. وكثيرا ما ترافق هذه الرياح أتربة، التي قد ترتفع إلى مستويات من عدة آلاف من الأمتار، ومن منتصف حزيران/يونيو، وحتى منتصف سبتمبر الرياح السائدة، هي شمالية (من الشمال والشمال الغربي).
وينقسم مناخ العراق إلى ثلاث أنماط هي:
- مناخ البحر المتوسط: يسود في المنطقة الجبلية في الشمال الشرقي من البلاد، ويمتاز بشتائه البارد حيث تسقط الثلوج فوق قمم الجبال، وتتراوح كمية الأمطار بين 400-1000 ملم سنوياً، يكون صيف المنطقة معتدل ولا تزيد درجات الحرارة عن 35 درجة مؤية في معظم أجزائها، لذا اشتهرت بالمصايف العديدة مثل صلاح الدين وشقلاوة وحاج عمران وسرسنك وغيرها.
- مناخ السهوب: مناخ انتقالي بين المنطقة الشمالية الجبلية والمناخ الصحراوي الحار في الجنوب، ويقع في الغالب ضمن حدود المنطقة المتموجة، وتتراوح أمطاره السنوية بين 200-400 ملم، وتكفي هذه الكمية لحاجة المراعي الفصلية.
- المناخ الصحراوي الحار: يسود في السهل الرسوبي والهضبة الغربية، ويشمل 70% من أراضي العراق، وتتراوح أمطاره السنوية بين 50-200 ملم، ويمتاز بالمدى الحراري الكبير بين الليل والنهار، والصيف والشتاء وبالجو الدافئ، وتبقى درجات حرارته فوق درجة الإنجماد إلا لبضع ليالٍ.

### الموارد الطبيعية

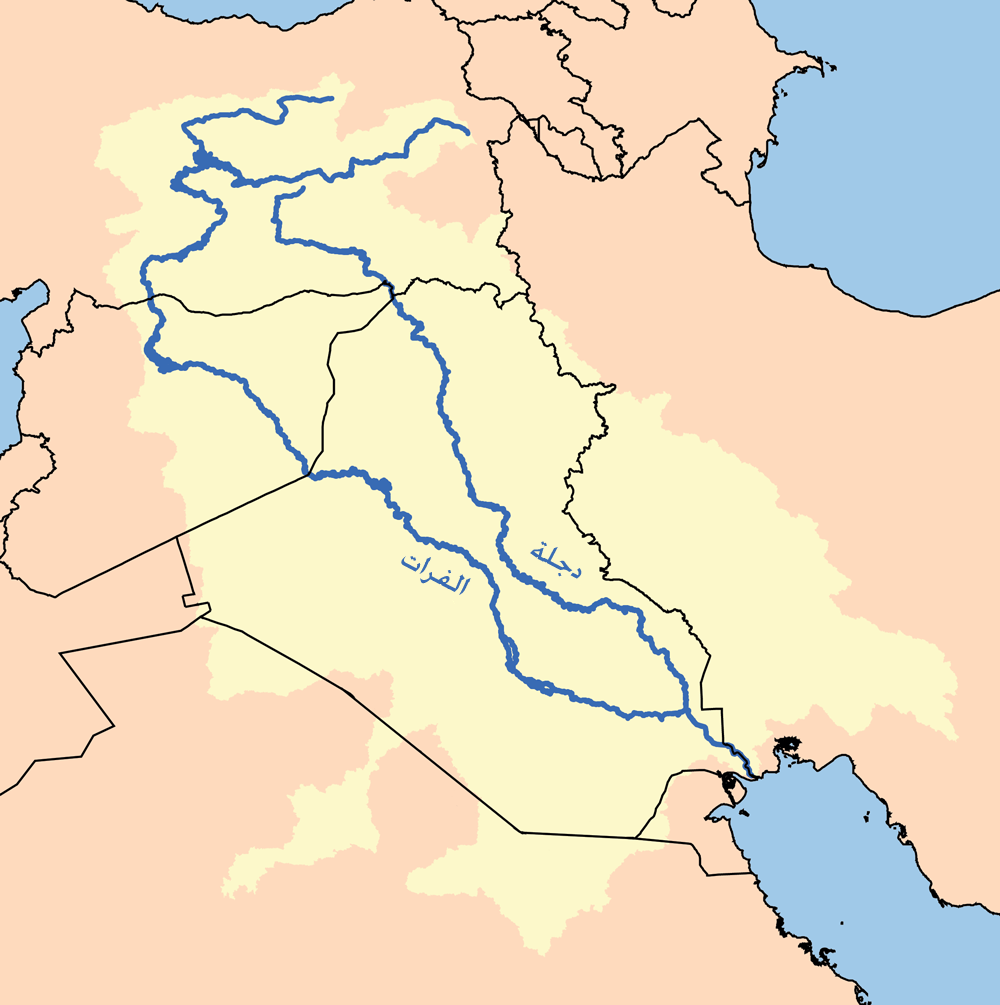
نهرا دجلة والفرات

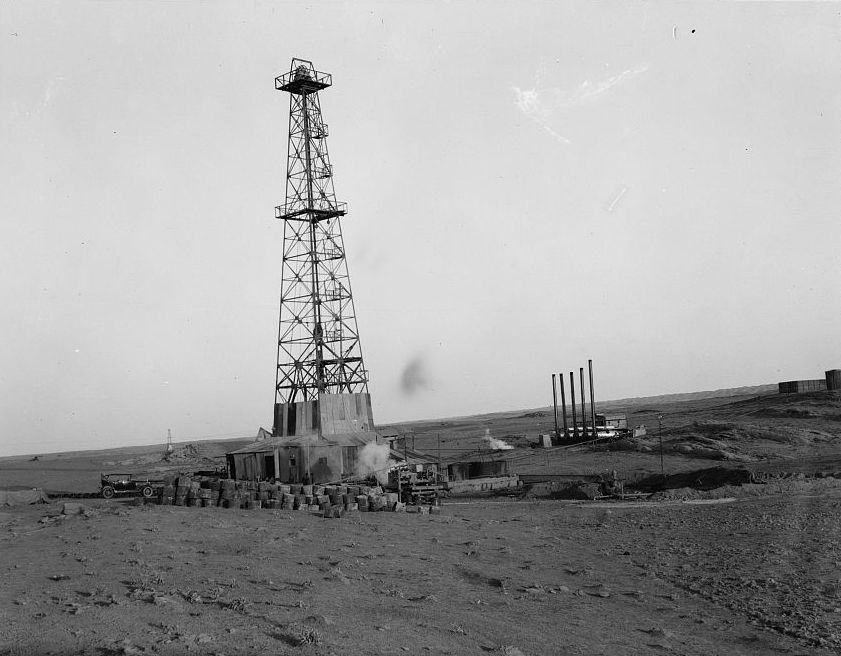
بئر نفط في كركوك (الصورة مأخوذة من مكتبة الكونغرس الأمريكي)

موارد الطبيعية أخرى: كالفوسفات والكبريت والحديد والزئبق الأحمر.
- نهرا دجلة والفرات: يعد نهري دجلة والفرات وروافدهما من الموارد المائية العذبة الأساسية لجمهورية العراق، وينبع النهران من جبال طوروس بشرقي تركيا ويمران عبر سورية فالعراق، وتعد أهمية هذا النظام المائي بتوفير الماء العذب للسكان والزراعة وتربية الحيوانات.

عانى العراق من مشاكل مائية في بداية ستينات القرن الماضي عندما قامت تركيا بتنفيذ مشروع جنوب شرق الأناضول بهدف بناء 22 سد على دجلة والفرات، واستمرت الأزمات حتى تفاقمت في جفاف 2008م، وفي 19 سبتمبر من عام 2009م، تم توقيع مذكرة تفاهم بين كل من تركيا وسورية والعراق تخص الاتصالات المائية في حوض دجلة والفرات، وإنشاء محطات مراقبة مشتركة لمنسوب المياه، كما زادت تركيا حصة نهر الفرات إلى 450 إلى 500 سنتيمتر مكعب، ووافق العراق بعد أشهر على المتاجرة بالنفط مع تركيا والمساعدة في احتواء عمل المليشيات الكردية على الحدود مع تركيا بالمقابل، ويمثل سد إليسو المتوقع بداية إشتغاله في 2015م على دجلة بتركيا مسألة صراع سياسي بين العراق وتركيا، ولدى العراق أيضاً مخزون كبير من المياه الجوفية.
- النفط: يملك العراق وخصوصاً في محافظتي البصرة وكركوك منطقة غنية بالنفط، إذ ينتج العراق حسب تقديرات عام 2015 حوالي ثلاثة ملايين برميل يوميّاً، وبلغت الكمية المصدرة لشهر أغسطس من عام 2015 93700000 برميل[301]، ويحتل المرتبة الثامنة بين دول العالم من حيث إنتاج النفط بتاريخ 31 ديسمبر 2014.[302]
- الغاز الطبيعي: ينتج العراق حسب تقديرات عام 2008 حوالي 15 مليار م3، وهو بهذه الكمية يحتل المرتبة الثانية والثلاثين بين دول العالم من حيث إنتاج الغاز الطبيعي. ويبلغ احتياطي العراق من الغاز الطبيعي حسب تقديرات عام 2008 حوالي 3000 مليار م3، وهو بهذه الكمية يحتل المرتبة العاشرة بين دول العالم من حيث احتياطي الغاز الطبيعي المؤكّد.[303]
- الثروة الحيوانية: يمتلك العراق حسب إحصائات وزارة الزراعة العراقية لعام 2008م، ما مجموعه (2552113) رأس بقر، و(7722375) رأس غنم، و(1474845) رأس ماعز، و(285537) رأس جاموس، و(58293) رأس ابل (جمل)[304]
- الثروة الزراعية: في 2013م بالعراق، بلغت الأراضي المزروعة بالعراق 19794742 دونم، أما الأراضي الصالحة للزراعة فبلغت 51616179 دونم (الدونم في العراق يعادل 2500 متر مربع) [285]، وبلغت مساحة البساتين العراقية فيما عدا محافظات إقليم كردستان الثلاث ولعام 2013م ما مجموعه (1043489) دونم (الدونم العراقي يعادل 2500 متر مربع)، وانتاج الحنطة (4178379) طن، وانتاج الشعير (1003198) طن، وانتاج الذرة الصفراء (831345) طن، وبلغ عدد النخيل (ما عدا محافظات كردستان الثلاث، والموصل) (15968660) نخلة، وإنتاجها (676111) طن[305]

### المشاكل البيئية

#### الأهوار

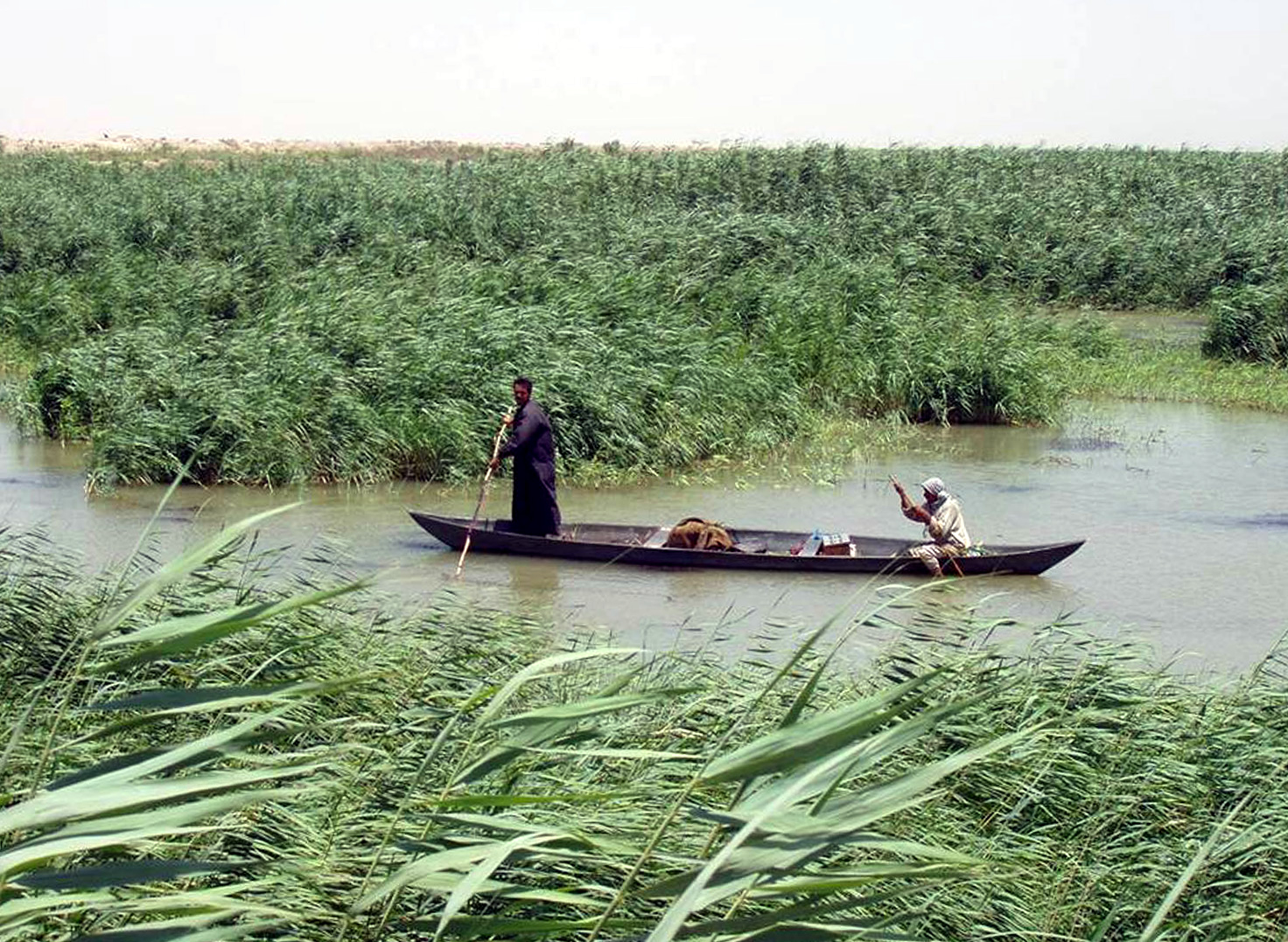
مشحوف (زورق الأهوار) في هور بجنوب العراق في عام 2003

تعرضت الأهوار إلى الضرر منذ عقد السبعينيات، نظراً لاقامة السدود ومن بعدها عمليات التجفيف من قبل نظام صدام حسين. لذلك اضطر سكان هذه المناطق من عرب الأهوار إلى الانتقال إلى مناطق أخرى للسكن، كما أن تدمير الحياة الطبيعية يهدد الحياة البرية هناك بالخطر. وقد أطلق برنامج الأمم المتحدة للبيئة والبنك الدولي مشروعاً لتقييم الاحتياجات لإعادة إعمار العراق واعتبار مسألة الأهوار إحدى الكوارث البيئية التي يعانيها العراق.
نبه برنامج الأمم المتحدة للبيئة عام 2001 المجتمع الدولي حول تدمير الأهوار عندما نشر صور الاقمار الصناعية التي توضح فقدان 90% من مساحة منطقة الأهوار. وأشار الخبراء إلى أن الأهوار قد تختفي نهائياً من العراق في غضون 3–5 سنوات ما لم يتم اتخاذ إجراءات عاجلة بهذا الشأن.
بعد احتلال العراق، حطم المواطنون السدود من جهة الأهوار، وهنا ظهرت أول عملية إعادة إغمار ولكن ليس في جميع مناطق الأهوار . وتوضح صور الأقمار الصناعية التي تم تحليلها من قبل القائمين على برنامج الأمم المتحدة للبيئة أن عمليات إعادة الإغمار مستمرة مع ملاحظة تغيرات موسمية في مستوى الإغمار.
تعاني المنطقة من رداءة نوعية المياه لأسباب متعددة منها التلوث بمياه الصرف الصحي وارتفاع نسبة الملوحة والتلوث بالمبيدات الحشرية والتلوث بالمخلفات الصناعية القادمة من أعالي الأنهار. سبب هذه المشاكل قلة كميات المياه الداخلة للأهوار إضافة إلى سوء نوعية المياه ومعالجة مياه الصرف.
وبيّنت إحصائات وزارة حقوق الإنسان العراقية إن الضرر من تجفيف الأهوار ولغاية 2013م، بلغ 8350 كيلو مربع من تجفيف المسطحات المائية، وتهجير 398000 من السكان الأصليين.

#### تلوث شط العرب

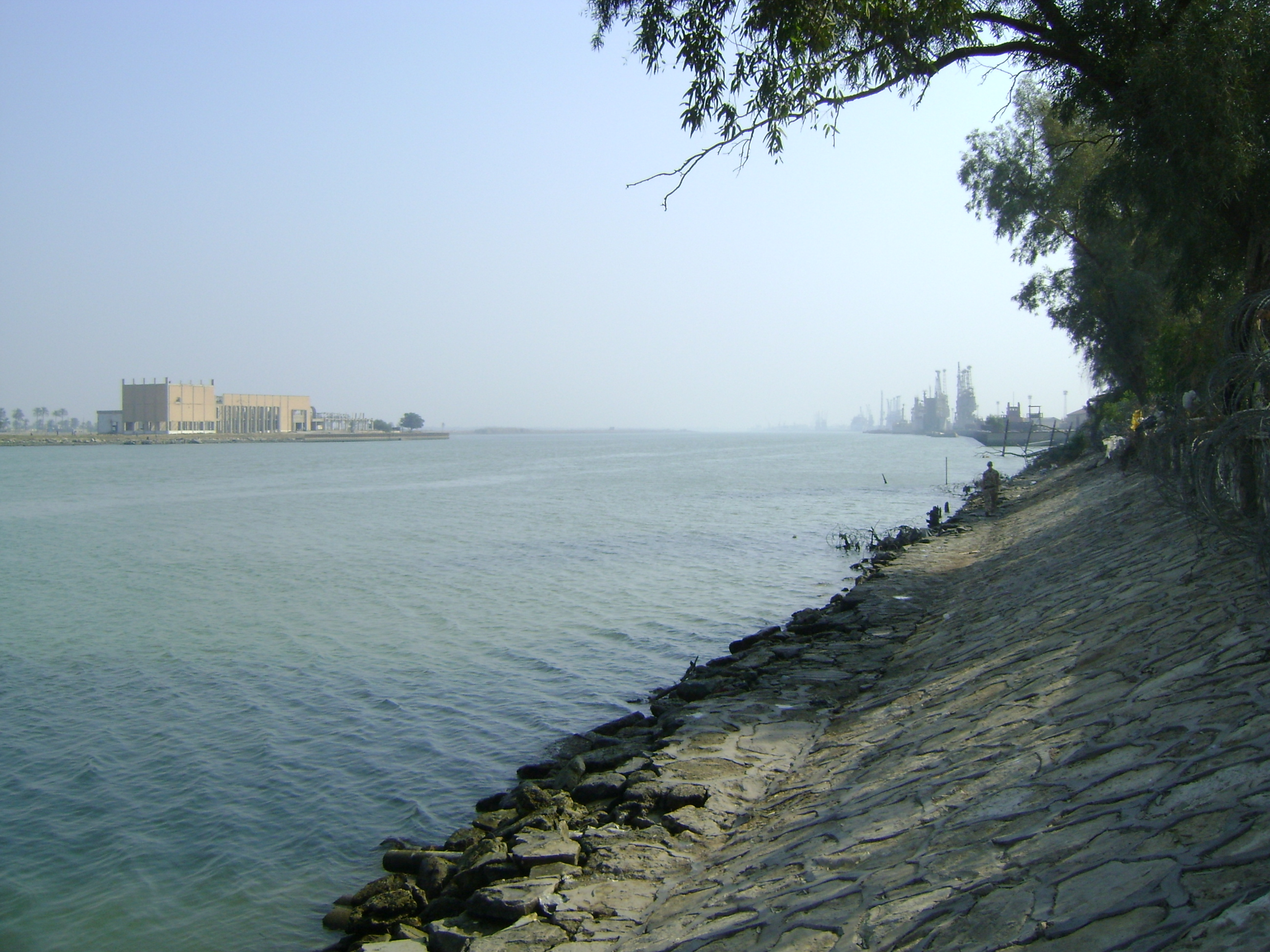
شط العرب بالبصرة

تعاني مياه شط العرب من شدة الملوحة بسبب السياسات المائية الجائرة لدول أعالي النهرين، التي أدت إلى قلة الواردات المائية في عمودي نهري دجلة والفرات وسياسة بناء السدود، وتحويل مجاري الأنهر المشتركة من قبل الدولة الجارة إيران إلى داخل الأراضي الإيرانية، مما أدى إلى تدهور الوضع البيئي في محافظة البصرة وخاصة مناطق (مركز محافظة البصرة، قضاء الفاو، قضاء أبو الخصيب، ناحية البحار ومنطقة السيبة) نتيجة ارتفاع تراكيز الأملاح الصلبة الذائبة الكلية (T.D.S)، والملوحة إلى أضعاف ما كانت عليه سابقاً، والشحة المائية التي أدت إلى جفاف الأراضي الزراعية والبساتين (خاصة بساتين النخيل ومزارع الحناء)، إضافة إلى نفوق الحيوانات الداجنة التي تقتات على هذه المصادر المائية فضلا عن تدمير أكثر من (35) حوضا لتربية الأسماك. وأدت التغيرات إلى حصول خلل في النظم البيئية الطبيعية للمنطقة حيث لوحظ تواجد أحياء بحرية في مياه شط العرب الداخلية (ميناء المعقل) بصورة لم تحدث سابقا، بالإضافة إلى تردي نوعية مياه الشرب المجهزة بسبب ارتفاع الأملاح لبعض مشاريع الإسالة مثل (البراضعية، الجبيلة، الرباط ومجمع الأرصفة).
وكذلك توجد في شط العرب مشاكل عديدة، منها كثرة الغوارق (السفن الغارقة)، ومياه المجاري، ومياه المعامل، وتلوث المياه بالنفط المتسرب من ناقلات النفط، إضافة لتأثير الحروب المستمرة، واستعمال الأسلحة المحرمة الذي أدى إلى تدمير كبير للبساتين والقنوات والأنهار الصغيرة في المنطقة، إضافة إلى هجرة السكان وتأثر النشاط الإقتصادي لهذه المنطقة.

#### التلوث الإشعاعي
توجد مخلفات عسكرية كالدبابات والمدرعات ومخلفات أعتدة بعضها ملوث بالإشعاع النووي وذلك بسبب استهدافها بحرب الخليج الثانية بمقذوفات تحوي اليورانيوم المنضب من قبل الجيش الأمريكي، ولا تعلم كميتها، أما بالنسبة للحكومة فتقوم بعزلها بمحاجر بعيدة عن تواجد المواطنين لحين النظر بكيفية التخلص منها، ويشير مركز الوقاية من الإشعاع العراقي أنه يوجد 46 موقعاً ملوثاً بالإشعاع، وقسم منها قريب من مكان سكنى المواطنين كموقع المنطقة الصناعية في طويريج.

#### الاحتباس الحراري
العراق مثل بلدان المنطقة العربية، التي تعتبر كغيرها من بلدان العالم النامي، لا تتحمل سوى قدر قليل من المسؤولية التاريخية في ظهور مشكلة تغير المناخ (حوالي 5% فقط من انبعاث غازات الدفيئة بالنسبة للمنطقة العربية وحوالي 0,21% بالنسبة للعراق فقط إلا أن هذه النسبة آخذة بالتزايد في ظل التنمية الصناعية والاقتصادية وبغياب استخدام التقنيات النظيفة ووسائل الإنتاج الأنظف ومصادر الطاقة المتجددة)، ولعل الأثر الأكبر لتغير المناخ في المنطقة العربية، يتمثل في تهديده للأمن الغذائي، نتيجة تراجع الموارد المائية، وتقلص الإنتاج الزراعي، وتدهور الغطاء النباتي، وفقدان التنوع البايولوجي، كما يشكل تغير المناخ تهديداً لاستثمارات اقتصادية حيوية في المناطق المختلفة، وخاصةً في المناطق الساحلية، فضلاً عن التداعيات الاجتماعية والصحية وانتشار الأمراض وتفاقم الأوبئة.

#### التصحر

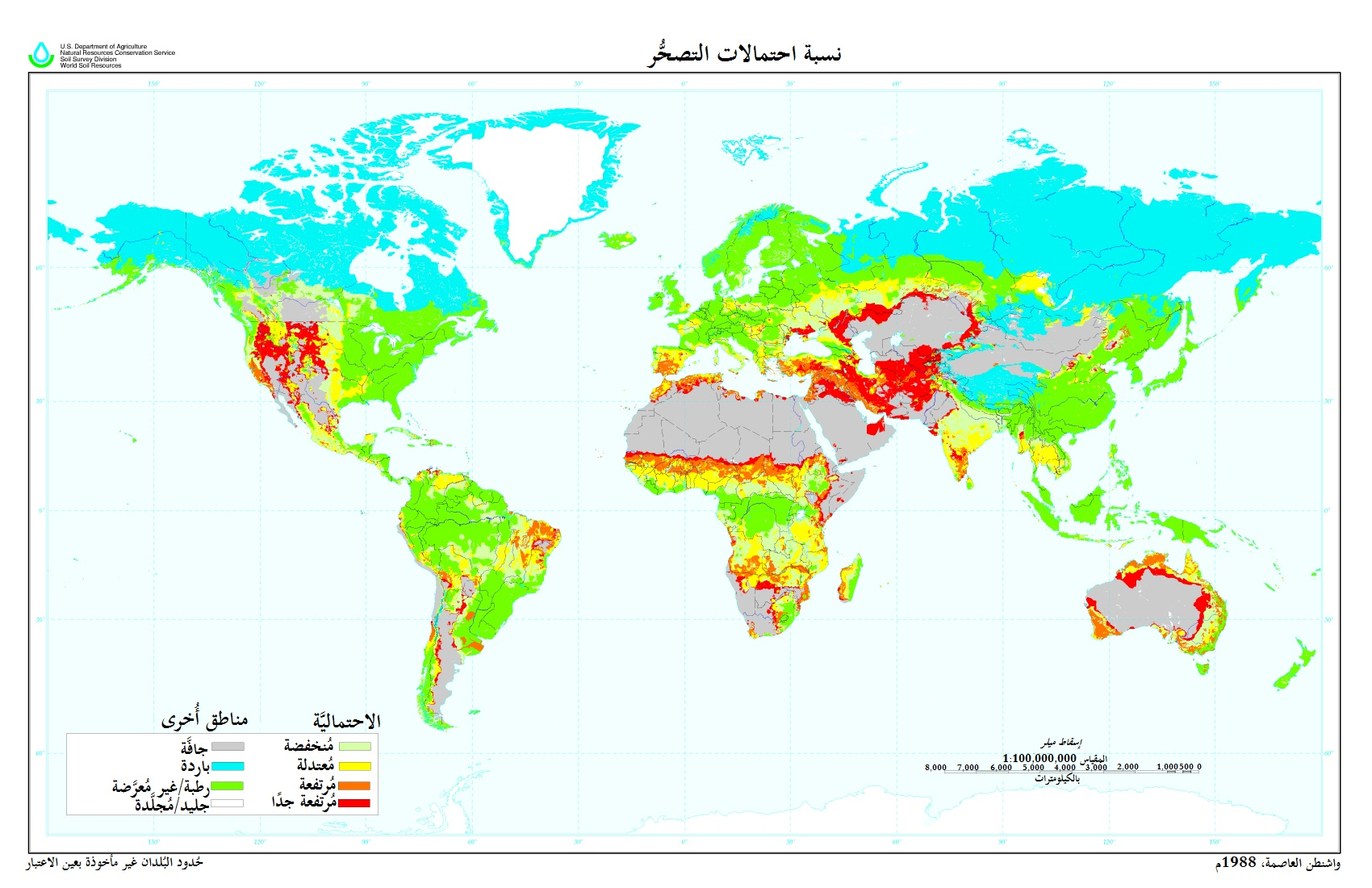
خريطة التصحر في العالم، والتي أعدت في سنة 1998م، وتبين أن مناطق شاسعة من العراق في خطر مرتفع جداً أو مرتفع بالنسبة للتصحر

من أهم الأمور التي تشكل ضغطاً كبيراً على البيئة العراقية، هي إتساع رقعة التصحر، والمناطق الجافة، والمهددة بالتصحر، ووصلت نسبة التصحر حوالي 70% للأراضي الزراعية المروية، وما يقارب الـ 72% للأراضي الزراعية المطرية، و 90% في المراعي، نتيجة لشحة المياه بسبب تغير المناخ، ولسوء الإدارة في قطاع المياه، مما يعتبر عاملاً مهدداً بشكل واضح على الأمن الغذائي في البلد، تزامناً مع الزيادة المستمرة لأعداد السكان، حيث انخفضت إنتاجية الدونم (الدونم في العراق يعادل 2500 متر مربع) الواحد من الأراضي في العراق إلى مستويات متدنية مقارنة بالدول المجاورة، بسبب سوء إدارة الأراضي وتدهورها حيث أشارت التقارير لعام 1993 إن القطاع الزراعي يساهم بـ18% من الناتج القومي الإجمالي، ويمثل 24% من قوة العمل، وكمعدل كانت الأراضي الصالحة للزراعة مساوية إلى 0,3 هكتار لكل فرد.

#### شح المياه
يمثل السهل الرسوبي سلة الغذاء العراقي، ولكن 80% من مساحته تعاني من درجات مختلفة من التملح، والتغدق، نتيجة لعوامل عديدة، منها تغير المناخ، وسوء الإدارة، كما أن كون منابع النهرين الرئيسيين هي من دول مجاورة، يعتبر تهديداً كبيراً لضمان إمكانية الحصول على موارد المياه بشكل مستمر حيث أوضح تقرير المنتدى العربي للبيئة والتنمية لعام 2008، إن توافر المياه العذبة في العراق قد تناقص بشكل واضح منذ عام 1955، الذي كان خلاله كمية ما متوفر من مياه عذبة سنوياً ولكل فرد مساوي هي (18,441 م³ / فرد/ سنة)، بينما وصلت هذه القيمة إلى (2,400 م³/ فرد/ سنة) في عام 2010، ومن المتوقع أن تصل إلى (1,700 م3/فرد/سنة) في عام 2025. كما أن التأثيرات المسقبلية المتوقعة للتغيرات المناخية تشير إلى إمكانية حصول نقصان وتذبذب مستقبلي واضح في كميات المتساقطات، وزيادة بدرجات الحرارة.
وقد بيّنت بعض المعادلات الرياضية الخاصة بالتنبؤات المستقبلية لحالة مياه الشرب في العراق، إنه مستقبلاً سيصل النقصان في تصريف مياه نهر الفرات إلى نحو 29- 73%.

## السياسة

### النظام السياسي
كان العراق تحت حكم نظام حزب البعث العربي الاشتراكي من سنة 1968م-2003م، وفي سنة 1979م صعد صدام حسين إلى منصب الرئيس وبقي رئيساً حتى عام 2003 بعد الإطاحة به نتيجة الغزو الذي قادته الولايات المتحدة.
في 15 تشرين الأول/أكتوبر 2005، صوت أكثر من 63٪ من العراقيين الذين يحق لهم التصويت على ما إذا كان في قبول أو رفض الدستور الجديد. وفي 25 تشرين الأول/أكتوبر، اُعتمد الاستفتاء وأقر الدستور بأغلبية 78٪، مع نسبة تأييد متفاوتة بين المناطق في البلاد. وكان الدستور الجديد قد حظي بتأييد ساحق بين الشيعة والأكراد ، ولكن رفض بأغلبية ساحقة من قبل العرب السنة. ورفضت الدستور ثلاثة محافظات ذات أغلبية عربية سنية هي: (صلاح الدين مع 82٪ ضد ونينوى مع 55٪ ضد، والأنبار مع 97٪ ضد).
وفقا لأحكام الدستور، أجريت في البلاد انتخابات برلمانية جديدة على الصعيد الوطني في 15 ديسمبر لانتخاب حكومة جديدة. صوتت الغالبية الساحقة من المجموعات العرقية والدينية الرئيسية الثلاث في العراق على أسس عرقية، وتحول هذا التصويت إلى تعداد عرقي، أكثر من انتخابات تنافسية، ومهد الطريق لتقسيم البلاد على أسس عرقية.
العراق يحتوي على مزيج من الأقليات العرقية كالأكراد والآشوريين والمندائيين والتركمان العراقيين والشبك والغجر. هذه المجموعات لم تتمتع بوضع متساوٍ مع السكان الأغلبية العربية على مر التاريخ في العراق. ومنذ إنشاء «مناطق حظر الطيران» في أعقاب حرب الخليج في 1990-1991، تغير الوضع للأكراد لأنهم حصلوا على إقليم يتمتع بالاستقلال الذاتي. وكان هذا مصدرا للتوتر خاصة مع تركيا.
وعانى العراق من الفساد السياسي والمالي، وفي عام 2008 ذكرت قناة الجزيرة التلفزيونية أن 13 مليار دولار أمريكي من عائدات النفط العراقي في رعاية الولايات المتحدة، منها 2.6 مليار دولار مفقودة تماماً ولا أثر لها.
وفي 17 نوفمبر 2008، اتفقت الولايات المتحدة والعراق على اتفاقية وضع القوات،  كجزء من اتفاق استراتيجي أوسع نطاقاً. وهذا الاتفاق ينص على أن «حكومة العراق تطلب» القوات الأمريكية بالبقاء مؤقتاً في العراق إلى «الحفاظ على الأمن والاستقرار»، وأن العراق لديه الولاية القضائية على المتعاقدين العسكريين والعاملين الأمريكان عندما لا يكونون في القواعد الأمريكية أو في الخدمة.
بتاريخ 12 شباط/فبراير 2009 أصبح العراق رسمياً من الدولة ذات التسلسل 186 الموقعة على اتفاقية حظر الأسلحة الكيميائية. وفقا لأحكام هذه المعاهدة، يعتبر العراق طرفاً فيها ويجب أن يعلن عن مخزوناته من الأسلحة الكيميائية. وبسبب انضمامه في وقت متأخر، فإن العراق هو الطرف الوحيد المعفى من التحديد الزمني لتدمير الأسلحة الكيميائية، كما أن له معايير محددة في التنمية لمعالجة الطبيعة الفريدة للانضمام العراقي.

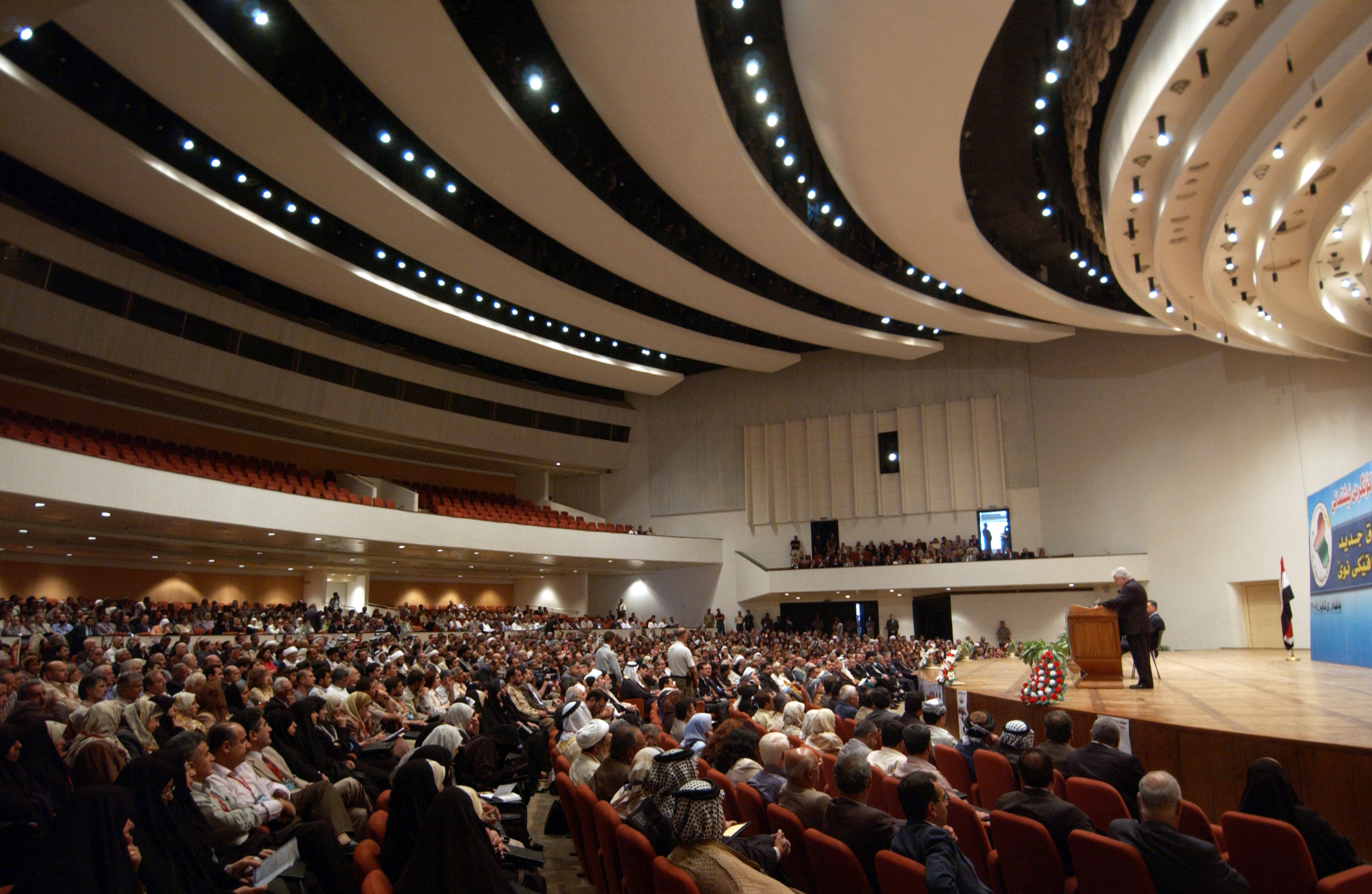
مجلس النواب العراقي.

وفي 31 أغسطس، 2010، أنهت القوات الأمريكية مهامها القتالية في العراق. وأعلنت انتهاء الحرب رسمياً في 15 ديسمبر 2011، وصباح يوم 18 ديسمبر 2011 خرجت القوات الأمريكية عبر الحدود إلى الكويت.
وفي أغسطس 2014م عين حيدر العبادي رئيساً لوزراء العراق خلفاً لنوري المالكي، الذي كان يسعى لولاية ثالثة لرئاسة الوزراء العراقية، وبعد توليه، قام حيدر العبادي بالإعلان حالات فساد كانت في الحكومة السابقة، منها اكتشاف أربع فرق وهمية (بما يسمى بالفضائيين) في وزارة الدفاع، وكذلك اكتشاف حالات مماثلة في وزارة الداخلية ووزارات أخرى، وقام حيدر العبادي بالإعلان عن ما أطلق عليه «حزم إصلاح» للدولة العراقية واشتملت أول حزمة في 9 أغسطس 2014م على الفقرات الآتية:
- اولاً: محور الإصلاح الإداري
- ثانياً: محور الإصلاح المالي
- ثالثاً: محور الإصلاح الاقتصادي
- رابعاً : محور الخدمات
- خامساً: محور مكافحة الفساد

والإعلان عن حزم إصلاحات أخرى لازال مستمراً، وكذلك قام حيدر العبادي بفتح المنطقة الخضراء جزئياً أمام حركة المواطنين في 4 تشرين الأول/أكتوبر 2015.

### الحكومة
يعرف الدستور الحالي العراق على أن جمهورية العراق، دولةٌ، إتحاديةٌ، واحدةٌ، مستقلةٌ ذات سيادة كاملة، نظام الحكم فيها جمهوريٌ، نيابيٌ (برلماني)، ديمقراطيٌ، وإن الإسلام دين الدولة الرسمي، وهو أحد مصادر التشريع. وتتألف الحكومة الاتحادية من السلطة التنفيذية، والسلطة التشريعية، والسلطة القضائية، فضلا عن العديد من اللجان المستقلة.

### التقسميات الإدارية
يتكون العراق من 19 محافظة (الكردية: پاریزگه Pârizgah) رسمياً، وإقليم واحد هو إقليم كردستان العراق، الذي يشتمل على محافظات أربيل، ودهوك، والسليمانية، وحلبجة. وتقسم المحافظات إلى أقضية، ويوجد في العراق 118 قضاء، التي تنقسم إلى نواحي، وفي العراق 393 ناحية. وإقليم كردستان هو المنطقة الوحيدة المحددة قانوناً داخل العراق ولها حكومتها الخاصة وقواتها الخاصة الرسمية. ويوجد اقتراح على تحويل تلعفر، وسهل نينوى، والفلوجة، وطوزخرماتو من أقضية إلى محافظات.
| 1                    | محافظة بغداد      | 7,665,300                            |
| 2                    | محافظة ديالى      | 1,548,500                            |
| 3                    | محافظة الأنبار    | 1,675,600                            |
| 4                    | محافظة كركوك      | 1,508,900                            |
| 5                    | محافظة صلاح الدين | 1,509,200                            |
| 6                    | محافظة نينوى      | 3,524,300                            |
| 7                    | محافظة السليمانية | 2,039,800 (مع عدد سكان محافظة حلبجة) |
| 8                    | محافظة أربيل      | 1,749,900                            |
| 9                    | محافظة دهوك       | 1,220,400                            |
| 10                   | محافظة واسط       | 1,303,100                            |
| 11                   | محافظة بابل       | 1,953,200                            |
| 12                   | محافظة كربلاء     | 1,151,200                            |
| 13                   | محافظة النجف      | 1,389,500                            |
| 14                   | محافظة ميسان      | 1,050,600                            |
| 15                   | محافظة ذي قار     | 1,979,600                            |
| 16                   | محافظة القادسية   | 1,220,300                            |
| 17                   | محافظة المثنى     | 770,500                              |
| 18                   | محافظة البصرة     | 2,774,600                            |
| 19 (قرار من الإقليم) | محافظة حلبجة      | 337,000 (تقدير سنة 2013)             |

### العلاقات الخارجية

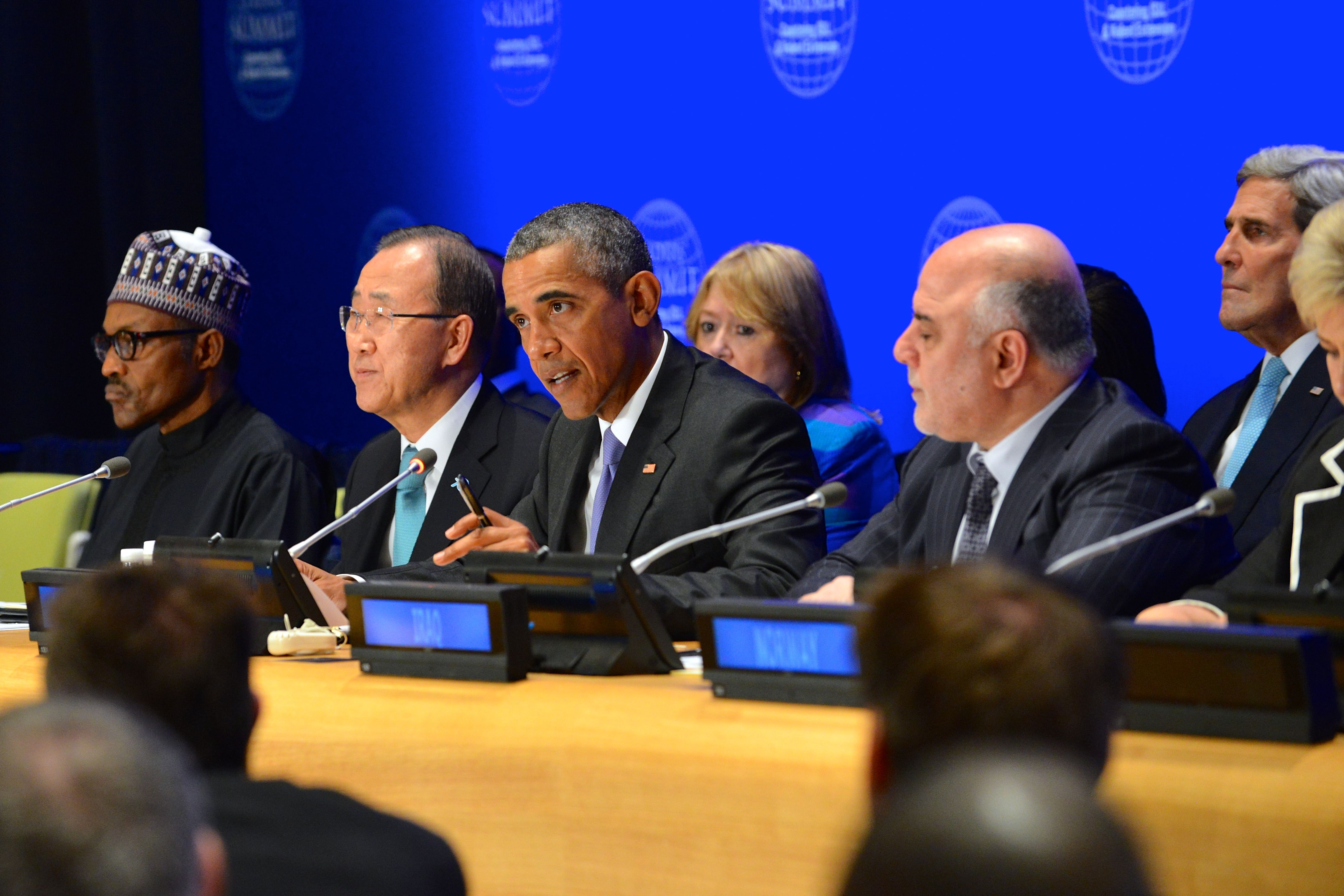
حيدر العبادي مع باراك أوباما في قمة بنيويورك في 29 سبتمبر 2015م.

في 17 نوفمبر 2008، وافقت الولايات المتحدة والعراق على اتفاقية وضع القوات،  كجزء من اتفاقية الإطار الاستراتيجي الأوسع. وهذه الاتفاقية تنص على «تطلب حكومة العراق» من القوات الأمريكية البقاء مؤقتا في العراق «للحفاظ على الأمن والاستقرار»، وأن العراق لديه ولاية قضائية على المتعاقدين العسكريين، والعاملين في الولايات المتحدة عندما لا يكونون في القواعد الأمريكية أو في واجب.
في 12 فبراير 2009، أصبح العراق رسميا الدولة رقم 186 في اتفاقية الأسلحة الكيميائية. وفقا لأحكام هذه المعاهدة، يعتبر العراق طرفا معلناً عن مخزونات الأسلحة الكيميائية لديه. وبسبب انضمامه المتأخر، يعتبر العراق الدولة الطرف الوحيدة المعفية من جدول زمني حالي لتدمير الأسلحة الكيميائية. ويجري تحديد معايير محددة بخصوص وضع إنضمام العراق الفريد (بالنسبة للدول الأعضاء الأخرى).
ازدهرت العلاقات بين إيران والعراق منذ عام 2005 عن طريق تبادل الزيارات رفيعة المستوى، حيث قام رئيس الوزراء العراقي نوري المالكي بزيارات متكررة، وكذلك قام جلال الطالباني بزيارات مرات عديدة، للمساعدة في تعزيز التعاون الثنائي في كافة المجالات. وقد حدث صراع سياسي مع إيران في ديسمبر 2009، عندما اتهم العراق إيران بالاستيلاء على بئر نفط على الحدود.
العلاقات مع تركيا متوترة إلى حد كبير بسبب حكومة إقليم كردستان، مع استمرار الاشتباكات بين تركيا وحزب العمال الكردستاني. وفي تشرين الأول/أكتوبر 2011، جدد البرلمان التركي قانونا يمنح القوات التركية القدرة على متابعة المتمردين عبر الحدود في العراق."

### حقوق الإنسان
على الرغم من سوء العلاقات تاريخياً بين العرب والأكراد، فبعد الغزو الأمريكي للعراق أحرز بعض التقدم، وإنتخب أول رئيس كردي للعراق، وهو جلال طالباني في عام 2005. علاوة على ذلك، اللغة الكردية الآن هي لغة رسمية إلى جانب اللغة العربية، طبقاً للمادة 4 من الدستور. ولكن كان هناك انتهاكات لحقوق الأنسان العراقي، حيث تم فضح سجون لتعذيب العراقيين بأبشع الطرق من قبل سجاني، ومحققي الولايات المتحدة الأمريكية، مثل سجن أبوغريب، وحتى الآن اعداد انتهاكات حقوق الإنسان العراقي تتزايد، خصوصاً بعد دخول مايعرف بتنظيم داعش إلى العراق، وقتل السنة بدواعي الإرتداد عن الدين في حال عدم تعاملهم مع داعش، وتهجير وقتل المسيحيين، والأيزيديين، والأقليات الأخرى، وقتل الشيعة بدواعي طائفية، وأيضاً جرائم تنسب لميليشيات شيعية ضد السنة، واغتيالات، وخطف، من قبل مسلحين غير معروفي الإنتماء.
وتوجد في العراق حالات لقتل الصحفيين من قبل جهات مجهولة، وإهمال وسوء معاملة للسجناء في بعض السجون العراقية، وتبقى حقوق المثليين وما شاكلهم في العراق محدودة. على الرغم من التجريم، يظل الشذوذ الجنسي وصمة عار في المجتمع العراقي. واستهداف الناس بسبب جنسهم أو التوجه الجنسي مألوفاً، وعادة ما تتم باسم شرف العائلة (جريمة الشرف). والمواطنون الذين نمط لباسهم هو الإيمو يظن أنهم بطريق الخطأ شاذين جنسياً، وربما يعانون من نفس المصير. مقال بي بي سي نشرت في عام 2009، وفي مقالة نشرت في البي بي سي والتي تضمنت مقابلات مع مثلي الجنس والمخنثين العراقيين، تشير إلى أن الناس من هذه الفئات المجتمعية كانوا أقل عرضة للعنف في ظل نظام صدام حسين.

### القانون

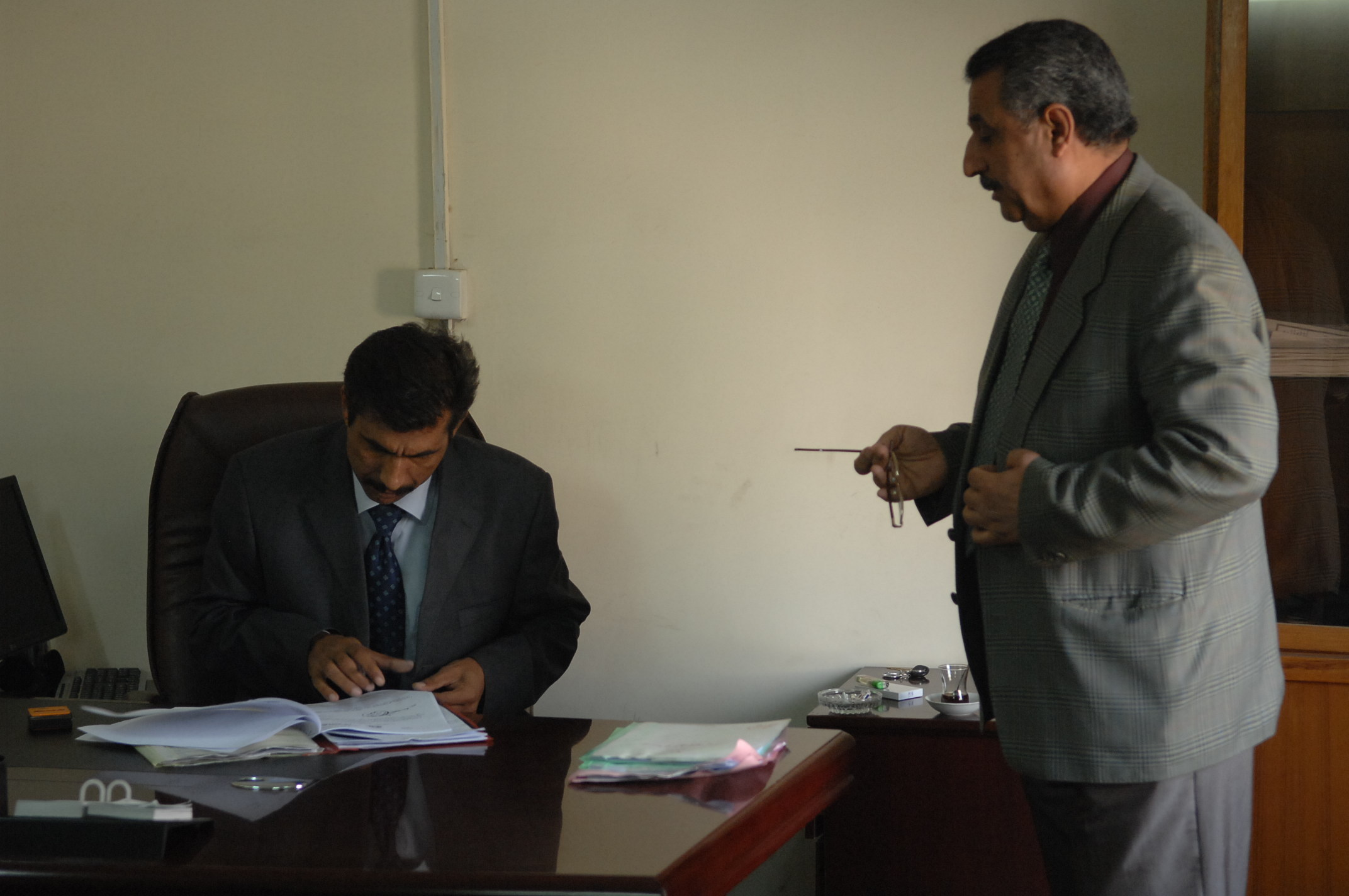
قاضي عراقي يلقي نظرة على مستندات

في تشرين الأول/أكتوبر 2005، تمت الموافقة على الدستور الجديد للعراق في استفتاء بأغلبية العام 78 ٪، على الرغم من أن نسبة التأييد متفاوتة على نطاق واسع بين المناطق في البلاد. وأيد الدستور الجديد من قبل المجتمعات الشيعية والكردية، ورفض من قبل العرب السنة. ووفقا لأحكام الدستور، أجرت البلاد انتخابات برلمانية وطنية جديدة في 15 ديسمبر 2005. صوتت جميع المجموعات العرقية الرئيسية الثلاث في العراق على أسس عرقية.
فالقانون رقم 188 لسنة 1959 (قانون الأحوال الشخصية) جعل تعدد الزوجات أمراً في غاية الصعوبة، ومنح حضانة الأطفال للأم في حالة الطلاق، الا ان قراراً صدر من مجلس القضاء الأعلى(السلطة القضائية العراقية) في أيار/مايو 2018عدل فيه على المادة 57 من قانون الاحوال الشخصية النافذ، إذ حددالقرار العمر الذي يحق للطفل ان يتمتع بالحضانة بكنف والدته بخمسة عشر عام الطلاق والزواج ممنوع دون سن 16. وتحدد المادة 1 من القانون المدني أيضاً أن القانون الإسلامي (الشريعة الإسلامية) كمصدر رسمي للقانون. ولم يكن للعراق محاكم شرعية ولكن محاكم مدنية تستخدم الشريعة لقضايا الأحوال الشخصية بما في ذلك الزواج والطلاق. وفي عام 1995 قدم العراق العقوبة الشرعية لأنواع معينة من الجرائم الجنائية. ويستند ميثاق القانون على القانون المدني الفرنسي وكذلك على تفسيرات السنة والجعفرية (الشيعية) بالنسبة للشريعة الإسلامية.
وفي عام 2004م، قال الرئيس التنفيذي لسلطة الائتلاف المؤقتة في العراق بول بريمر أنه سيستخدم حق النقض ضد أي مشروع الدستور ينص على أن الشريعة الإسلامية هي المصدر الرئيسي للقانون. الإعلان غضب العديد من رجال الدين الشيعة المحليين،  وبحلول عام 2005 كانت الولايات المتحدة قد رضخت، وسمحت لدور للشريعة الإسلامية في الدستور للمساعدة في انهاء الجمود بشأن مشروع الدستور.
قانون العقوبات العراقي هو القانون الوضعي في العراق.

### تجارة المخدرات
كان العراق من الدول شبه الخالية من المخدرات، وذلك لأن عقوبات التهريب كانت شديدة يبلغ بعضها حد الإعدام، ولأن حكومة العراق قد خاضت عدة معارك إقليمية فكان ذلك سبباً في انعزال المجتمع العراقي عن الدول المحيطة، ثم بعد سنة 2003، أصبحت تجارة المخدرات رائجة، وصار تناولها ظاهرة جديدة على المجتمع بسبب الانفلات الأمني وضعف ضبط الحدود.
| السنة | عدد الجرائم |
| ----- | ----------- |
| 1974  | 32          |
| 1976  | 6           |
| 1993  | 1           |
| 1994  | 3           |

| السنة | قضايا الحبوب | قضيايا المخدرات |
| ----- | ------------ | --------------- |
| 2012  | 1084         | 72              |
| 2013  | 831          | 59              |
| 2014  | 641          | 187             |
| 2015  | 573          | 329             |
| 2016  | 623          | 554             |

## السكان
| 1971                                                          | 9.7  |
| 1980                                                          | 13.2 |
| 1990                                                          | 18.1 |
| 2000                                                          | 22.7 |
| 2009                                                          | 28.9 |
| 2014                                                          | 34.8 |
| 2019                                                          | 41.2 |
| 2024                                                          | 46.1 |
| المصدر: منظمة التعاون والتنمية / البنك الدولي، ووزارة التخطيط |      |

سهل نينوى، وهي أكثف منطقة لتواجد المسيحيين في العراق قبل دخول داعش

بلغ مجموع سكان العراق في سنة 2024م، حسب التعداد السكاني 46,118,793 نسمة، وكان عدد سكان العراق في 1867م لا يتجاوز المليون والربع إلا قليلاً. وقد أعلنت الحكومة أن سكان العراق بلغوا 35 مليون، بعد الطفرة السكانية بعد حرب 2003.
ووفقاً لوكالة الاستخبارات المركزية الأمريكية، يشكل العرب 75٪ -80٪ من السكان. والأكراد فتقدر نسبتهم ب 15٪ - 20٪. أما التركمان، والآشوريين/سريان/كلدان، والأقليات الأخرى من المندائيين، والأرمن، والشركس، وإيرانيين، وشبك، وأيزيديين، والكاولية يشكلون ما تبقى 5% من السكان. ويوجد حوالي 20،000 مواطن من عرب الأهوار في جنوب العراق. وفي العراق أيضا ما تعداده 2،500 مواطن من الشيشان. وكذلك يوجد في جنوب العراق مجتمع من الزنوج العراقيين المنحدرين من أصل إفريقي، نتيجة شراء العبيد، ولدور ميناء البصرة كميناء رئيسي.، فالعبودية كانت تمارس في أيام الدولة العباسية، والدولة العثمانية، وقد قام المواطنون الزنج بثورة، وتمردوا على سكان البصرة، وعرفت في التاريخ بثورة الزنج في القرن التاسع.
بلغت نسبة سكان الحضر لسنة 2024م بالعراق حسب بيانات التعداد 70.17%، ونسبة سكان الريف 29.83%. وبعد احتلال العراق، حدثت ظاهرة السكن اللارسمي العشوائي، وما زالت تتعاظم حتى بلغت المستوطنات اللارسمية في العراق 1552 منطقة لارسمية، يسكن فيها مليونان وخمسمئة ألف شخص، وفقاً لإعلان وزارة التخطيط سنة 2015.

### اللغات واللهجات
اللغة العربية هي لغة الأغلبية، ويتحدث الكردية حوالي 10٪ - 15٪، ويتحدث بالتركمانية، وهي لغة تركية بلهجة محلية والآرامية الجديدة للآشوريين والآخرين نحو 5٪  من الناس. أما لغات الأقليات الصغيرة فتشمل المندائية، والكرمنجي، والشبكية، والأرمنية، والشركسية، والفارسية ويتحدث بهذه اللهجات واللغات حوالي بين 25،000 و 100،000 لكل منهما. وقد يكون هناك لغات أخرى تابعة إلى الشيشان والجورجيون، والناطقين باللغات القوقازية الأخرى أيضاً.
تكتب اللغة العربية، والكردية، والفارسية، والأذرية الجنوبية بصيغ مختلفة من الأبجدية العربية، أما الآرامية الجديدة فتكتب بالأبجدية السريانية، والأرمنية تكتب بالأبجدية الأرمنية.
وقبل الغزو في عام 2003، كانت اللغة العربية هي اللغة الرسمية الوحيدة. ولكن الدستور الجديد للعراق وافق في حزيران/يونيو 2004م، على اللغتين اللغة العربية واللغة الكردية كلغتان رسميتان،  في حين يعترف الدستور العراقي باللغة السريانية واللغة التركمانية كلغات إقليمية حسب الموقع  وبالإضافة إلى ذلك، يجوز لأي منطقة أو محافظة أن تعلن عن لغات رسمية أخرى إذا وافق غالبية السكان في استفتاء عام.

### الهجرة واللاجئون السوريون

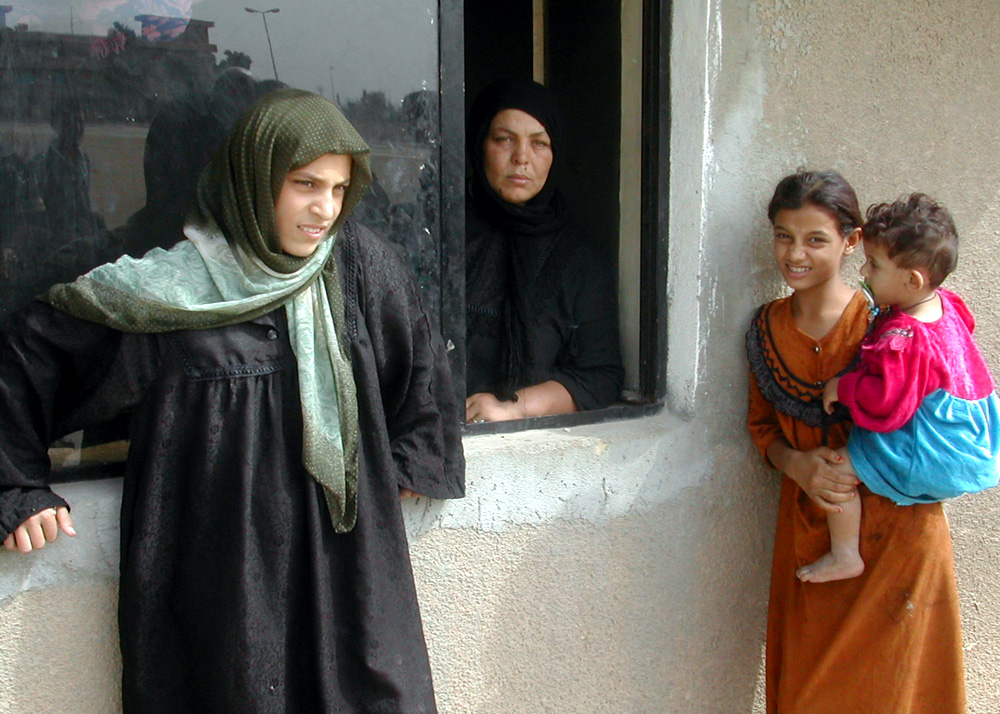
اللاجئون العراقيون بدمشق، سورية

حدثت العديد من موجات الهجرة في تاريخ العراق الحديث، إبتدأت في وقت مبكر من نظام صدام حسين، ومازالت مستمرة حتى عام 2015م، خصوصا بعد أحداث معارك محافظات الموصل وصلاح الدين والأنبار.
ولقد قدرت المفوضية العليا للأمم المتحدة لشئون اللاجئين، أن ما يقرب من مليوني عراقي فروا من البلاد بعد غزو العراق في عام 2003، ومعظمهم إلى سوريا والأردن.، أما مركز رصد النزوح الداخلي يقدر عدد النازحين حالياً ب 1.1 مليون شخص إضافي داخل البلاد.

تعداد اللاجئين السوريين في العراق في 5 سبتمبر 2015م

في عام 2007، أعربت الامم المتحدة أنه يعتقد أن حوالي 40٪ من الطبقة الوسطى في العراق قد فروا، وأن معظم العوائل يفرون من اضطهاد منهجي وليس لديهم الرغبة في العودة.، وأن اللاجئين العراقيين إلى البلدان الأخرى يُعَدُّون غارقين في الفقر لأنهم بالغالب يمنعون من العمل في هذه البلدان المضيفة. وزعم تقرير (MSNBC) المنشور في 12 تموز سنة 2007 عن اللاجئين في سورية أن بنات كثيرات أُجبرن على ممارسة البغاء من أجل العيش.
في السنوات الأخيرة حصلت عودة لبعض اللاجئين العراقيين مع تحسن الأمن، وادّعت الحكومة العراقية أن 46000 لاجئ قد عادوا إلى ديارهم في تشرين الأول/أكتوبرعام 2007 وحده.
اعتباراً من عام 2011م، تشرد ما يقرب من 3 ملايين عراقي، 1.3 مليون منهم داخل العراق و 1.6 مليون في دول الجوار، وخاصة الأردن وسوريا
وقد فرَّ أكثر من نصف المسيحيين العراقيين إلى الدول المجاورة منذ بداية الحرب، وخطط القليل منهم للعودة. وفقاً للإحصاءات الرسمية لخدمات المواطنة والهجرة بالولايات المتحدة الأمريكية، تم منح 58811 مواطن عراقي الجنسية كلاجئ اعتبارا من 25 أيار/مايو 2011، هرباً من الحرب الأهلية، فرَّ أكثر من 160،000 لاجئ سوري من أعراق مختلفة إلى العراق منذ عام 2012.، ووصل عدد اللاجئين السوريين في 5 سبتمبر 2015م إلى 249,463 لاجئ سوري، ونتيجة لزيادة العنف خلال الحرب الأهلية السورية، تزايدت أعداد العراقيين العائدين إلى بلدهم الأصلي.
وبعد دخول داعش إلى العراق في حزيران/يونيو 2014م، تم قتل وتهجير اليزيديين والمسيحيين والشيعة، وقتل أعداد بالمئات من مواطني قبائل سنية في الأنبار وصلاح الدين والموصل، وابتزاز وفرض قوانين قاسية بحق المناطق التي تحت سيطرتهم.
وحدثت في الآونة الأخير هجرة للشباب العراقي إلى أوروبا، بعد دخول داعش للعراق في حزيران/يونيو من سنة 2014م.

### الديانة

المجموعات العرقية والدينية الرئيسية في العراق، والخريطة بتاريخ 6 حزيران/يونيو 2011م
سنة عرب
شيعة عرب
أكراد
كلدان/سريان/آشوريون
يزيديون
تركمان

هناك «جدل» حول نسبة الشيعة والسنة في العراق حيث تدعي كلتا الطائفتين أنها الأغلبية دون الاستناد إلى تعداد عام للسكان تشارك فيه جهات مستقلة، والعراق ذو غالبية مسلمة حوالي 97% من السكان. وحسب مصادر فإن 60-65% من السكان من الشيعة و 32-37% من السنّة، وهناك مصادر أخرى تؤكد أن نسبة الشيعة 51.4، وأخرى تؤكد أن نسبة أهل السنة والجماعة بلغت 58.8%. مع الكرد، وهناك مصادر تذكر أن عدد السنة والشيعة في العراق متقارب ومتوازن. ويشكل المسيحيون والصابئة واليزيديين حوالي 3% مع وجود طفيف لمعتنقي الديانة البهائية، واليارسانية، ويذكر أن اليهود في العراق كانوا يشكلون ما يزيد عن 4% من السكان بعد الحرب العالمية الثانية لكن أحداث الفرهود عقب قيام إسرائيل، والهجرة القسرية التي تعرضوا لها من قبل النظام الملكي قلصت أعدادهم إلى ما يقارب حوالي 100,00 نسمة، في عام 2018 قدرت أعداد اليهود في العراق بعشرة أشخاص،  منهم قد  قام بتغيير ديانته في بطاقته الشخصية إلى ديانة أخرى مثل طائفة الديانة الكاكيه تجنّباً للمشاكل.

### الأعياد والعطلات الرسمية
يُعد يوما الجمعة والسبت من كل أسبوع عطلة رسمية في الدوائر الحكومية. بالإضافة لذلك للبلاد 12 عطلة رسمية أخرى، وهي:
| التاريخ              | المناسبة             | الملاحظات      |
| -------------------- | -------------------- | -------------- |
| 1 كانون الثاني/يناير | رأس السنة الميلادية  | -              |
| 6 كانون الثاني/يناير | عيد الجيش            | -              |
| 21 آذار/مارس         | عيد نوروز            | -              |
| 1 أيار/مايو          | عيد العمال العالمي   | -              |
| 14 تموز/يوليو        | تأسيس الجمهورية      | -              |
| 3 تشرين الأول/أكتوبر | اليوم الوطني العراقي | -              |
| حسب التقويم الهجري   | رأس السنة الهجرية    | 1 محرم         |
| حسب التقويم الهجري   | يوم عاشوراء          | 10 محرم        |
| حسب التقويم الهجري   | المولد النبوي الشريف | 12 ربيع الأول  |
| حسب التقويم الهجري   | عيد الفطر (3 أيام)   | 1-3 شوال       |
| حسب التقويم الهجري   | عيد الأضحى (4 أيام)  | 10-13 ذو الحجة |
| حسب التقويم الهجري   | يوم الغدير           | 18 ذو الحجة    |

## الأمن

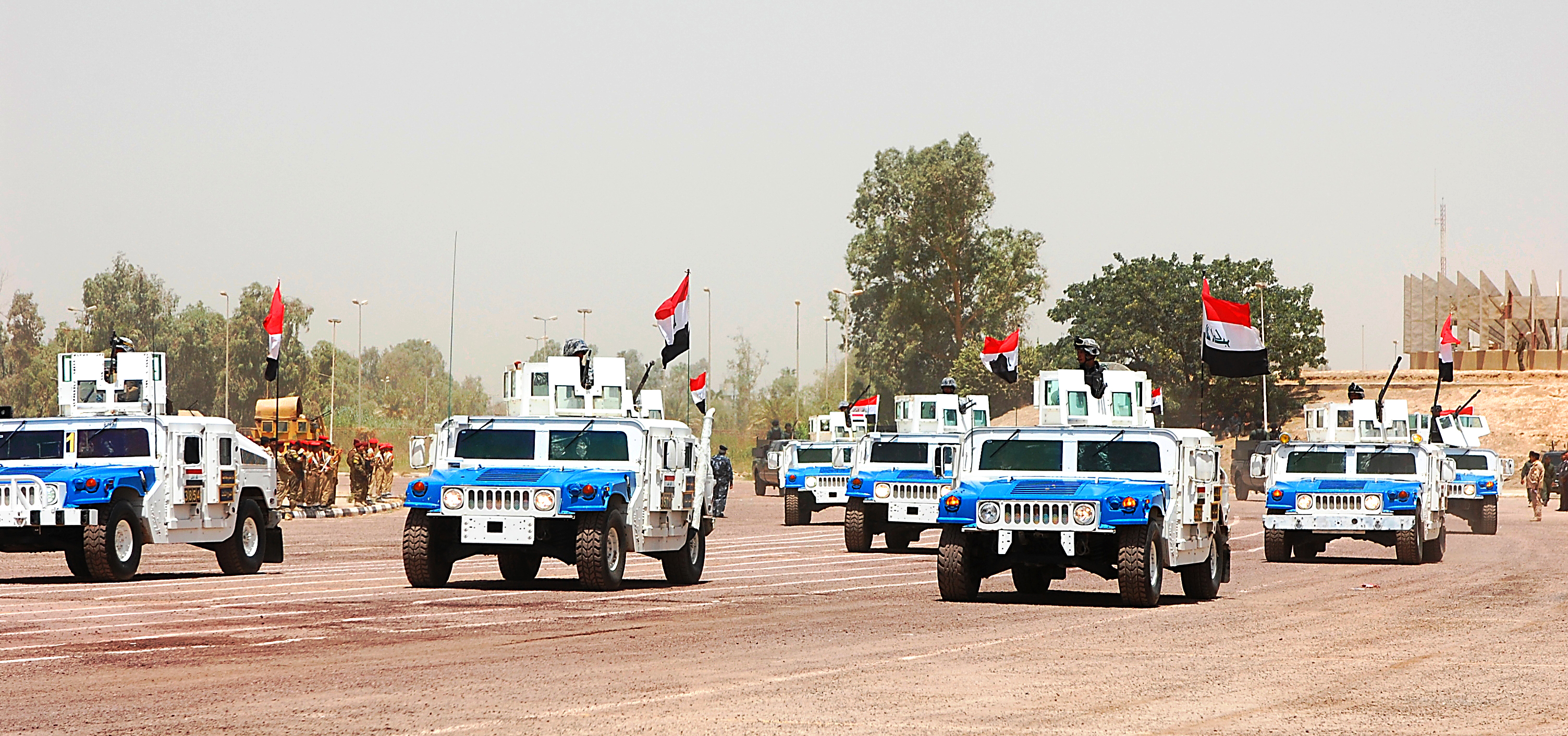
همرات الشرطة العراقية باستعراض في بغداد

وزارة الداخلية مسؤولة عن حفظ الأمن الداخلي، «وإن الواجبات المحددة لوزارة الداخلية من خلال قوانينها تهدف عمومًا إلى تنفيذ السياسة العامة للدولة في حفظ الأمن الداخلي لجمهورية العراق، وتوطيد النظام العام وحماية الحقوق الدستورية، وبشكل خاص إلى حماية أرواح الناس وحرياتهم والأموال العامة والخاصة وضمان سلامتها من أي خطر يهددها، ومنع ارتكاب الجرائم، واتخاذ الإجراءات القانونية بحق مرتكبيها، والسعي لانجاز التشريعات من اجل تأطير الأداء بالنص القانوني».
وتتكون الوزارة من عدة مديريات وتشكيلات منها: الشرطة والشرطة الإتحادية والشرطة المجتمعية، ومديرية حماية المنشآت والشخصيات، ومديرية مكافحة إجرام محافظة بغداد، وقوات المغاوير العراقية، وفرقة الرد السريع، ومديرية المرور العامة ومديرية النجدة العامة، ووكالة الوزارة لشؤون الأمن الاتحادي (وتشكيلاتها هي قيادة قوات حرس الحدود وقيادة قوات شرطة الطاقة ومديرية الدفاع المدني العامة والمديرية العامة للمنافذ الحدودية)، ووكالة الإستخبارات والتحقيقات الإتحادية، والمديرية العامة للإستخبارات، والمديرية العامة للتخطيط والمتابعة وغيرها من التشكيلات
ويعتبر الحشد الشعبي تابعاً لمكتب القائد العام للقوات المسلحة (وهو رئيس الوزراء محمد شياع السوداني). وله ميزانية تقدر ب (60 مليون دولار أمريكي) من الميزانية العراقية المخصصة لسنة 2015م وموّل ب (11 مليون دولار أمريكي) من موازنة العراق لعام 2023.

## الجيش

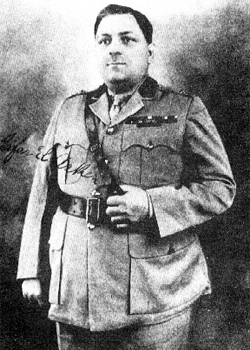
جعفر العسكري أول وزير دفاع عراقي

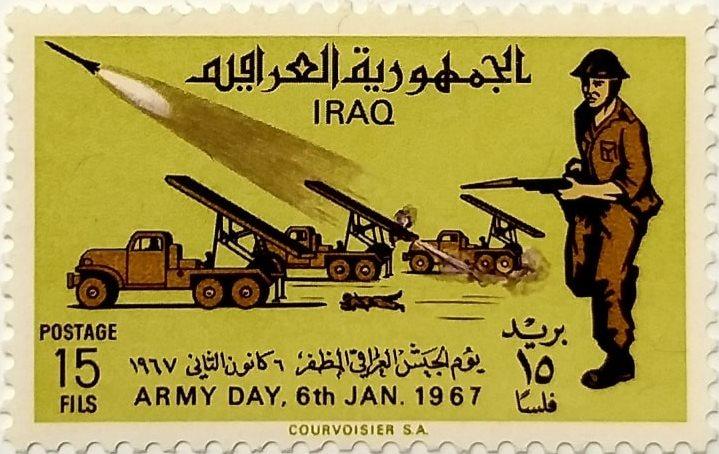
طابع بريدي عراقي فئة 15 فلسا صدر عام 1967 بمناسبة يوم الجيش العراقي المظفر 6 كانون الثاني

الجيش هو القوة النظامية لجمهورية العراق، وتتألف فُروعه من القوة البرية والقوة البحرية والقوة الجوية. ويَرجع تاريخ الجيش العراقي إلى العام 1921، حيت تأسَست أولى وحَدات القوات المسلحة خلال الإنتداب البريطاني للعراق، حَيثُ شُكل فوج الامام موسى الكاظم واتخذت قيادة القوات المسلحة مَقرها العام في بغداد، تبع ذلك تشكيل القوة الجوية العراقية عام 1931م ثم القوة البحرية العراقية عام 1937م، ووَصل تعداد الجيش إلى ذروته مع نهاية الحرب العراقية الإيرانية ليبلغ عدد أفراده 1.000.0000 فرد. بحلول عام 1990م نمت القوة العراقية إلى 56 فرقة مما جعل الجيش العراقي في المرتبة الأولى عربياً والخامسة بين جيوش العالم. وبعد غزو الكويت تقلصت القوة البرية إلى 23 فرقة بالإضافة إلى قوات الحرس الجمهوري.

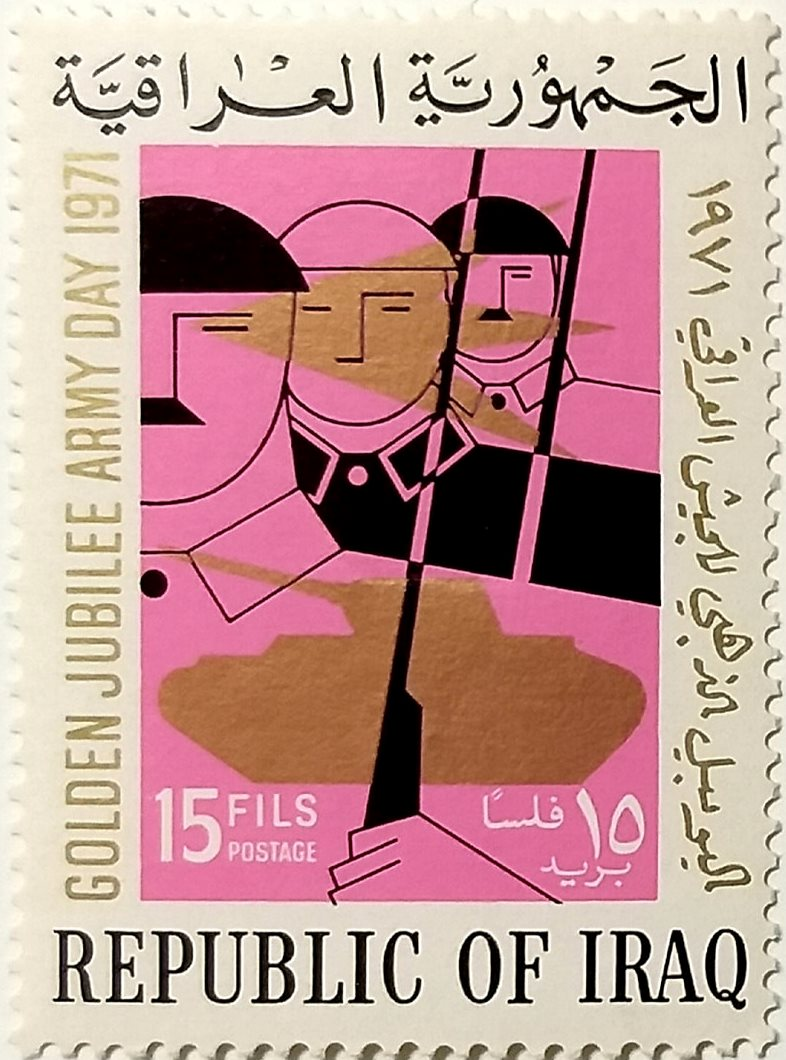
طابع بريدي عراقي فئة 15 فلساً صدر عام 1971 بمناسبة اليوبيل الذهبي للجيش العراقي

وبعد الغزو الأمريكي للعراق عام 2003 أصدر الحاكم المدني للعراق بول بريمر قراراً بَحل الجيش العراقي
وأعيد تشكيل الجيش وتسليحهُ من جديد. وخُطط للجيش العراقي الجديد أن يتألف من ثلاث فرق فقط، بعد ذلك ارتفع العدد إلى أربعة عشر فرقة ومن المتوقع أن يبلغ 20 فرقة. ويحتل الجيش العراقي المرتبة 45 عالميا بحسب موقع (globalfirepower) بتاريخ 2024م. تَخضع جميع افرع القوات المسلحة العراقية لسلطة وزارة الدفاع العراقية والتي تدار من قبَل وزير الدفاع خالد العبيدي، والقائد العام للقوات المسلحة هو رئيس الوزراء العراقي محمد شياع السوداني، وأما رئيس أركان الجيش فهو عثمان الغانمي.
وشارك الجيش العراقي بحروب عديدة منها: الحرب الأنجلو-عراقية وحرب 1948، والحرب الكردية العراقية الأولى وحرب 1967 وحرب تشرين/أكتوبر عام 1973م، والحرب العراقية الإيرانية، وغزو الكويت ومعركة أم المعارك/حرب الخليج الثانية، ومعركة الحواسم/غزو العراق، وكذلك شارك الجيش مع كل القوات المسلحة العراقية الأخرى بعد 2003م بمعارك عديدة داخل العراق، منها التمرد العراقي واشتباكات الأنبار، ومعركة الموصل 2014م، وفي الوقت الحاضر الحرب الدائرة ضد تنظيم داعش.
صنوف الجيش العراقي:
القوة البرية
يتألف الجيش العراقي من قيادة عمليات عدة، وتدار القطعات العراقية من قبل (قيادة العمليات المشتركة)، بينما لا تدير قيادة القوة البرية فرق الجيش مباشرة.
وينقسم الجيش العراقي إلى 14 فرقة، وبدورها تنقسم إلى 56 لواء، أو إلى 185 كتيبة قتالية، وفي عام 2010م أصبح عدد الكتائب القتالية 197 كتيبة.
كل فرقة تنقسم إلى أربع ألوية، وفوج هندسي وفوج مدفعية.
القوة البحرية
تملك البحرية على ما يقرب من 5000 بحار ومشاة البحرية، والذين يتبعون إلى مقر عمليات، متكون من 5 أسراب، وكتيبتين بحريتين، وذلك إعتباراً من شباط/فبراير 2011م.
القوة الجوية
تمتلك القوة الجوية حالياً على أربع طائرات إف-16 فايتنج فالكون، و12 سوخوي سو-25، و2 إيرو ل-159 ألكا، و13 حوامة من نوع ميل مي-35، و23 حوامة من نوع ميل مي-28، و60 حوامة من نوع ميل مي-17، والعشرات من الطائرات، وحوامات مخصصة للنقل والتدريب.

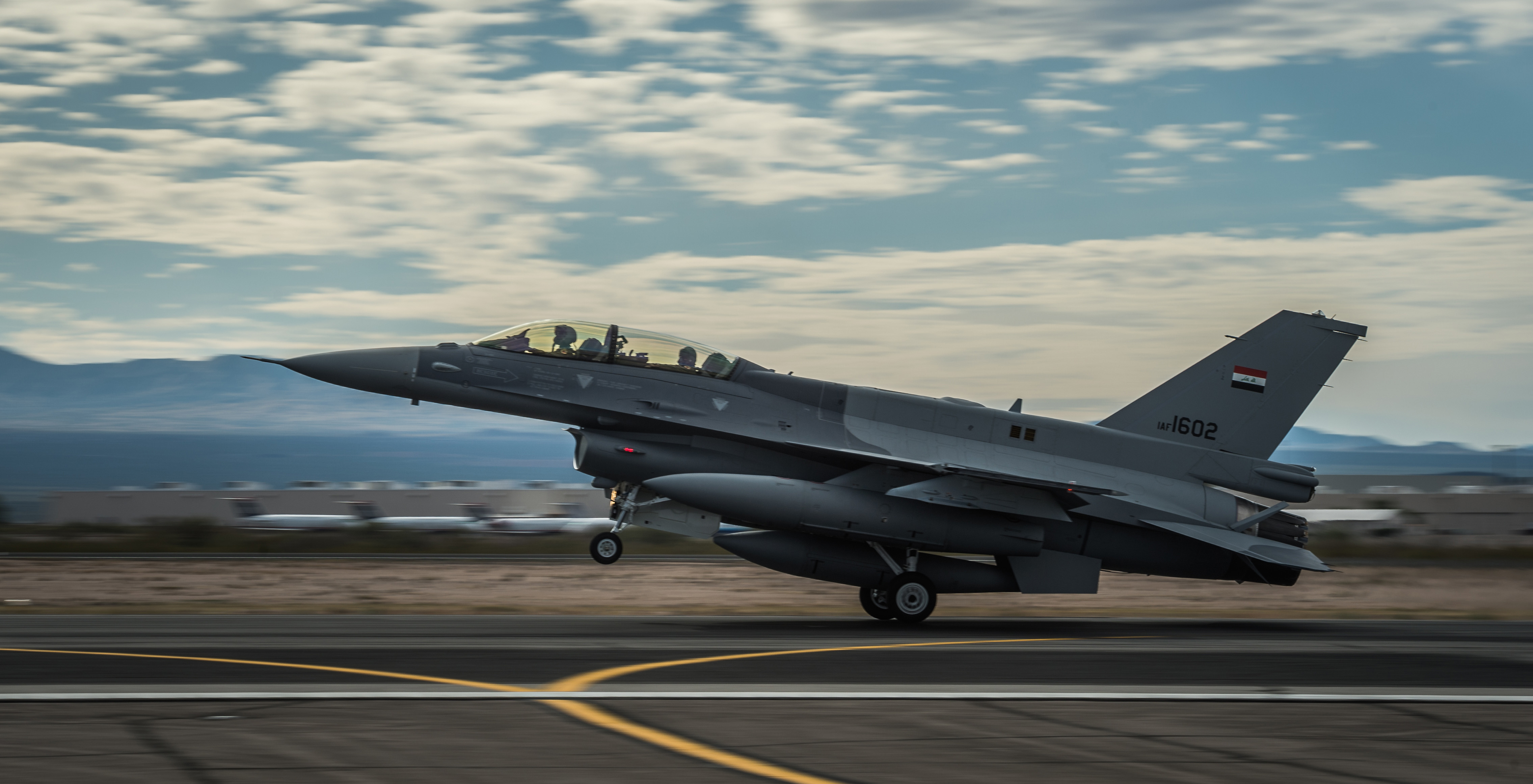
مقاتلة إف-16 فايتنج فالكون عراقية
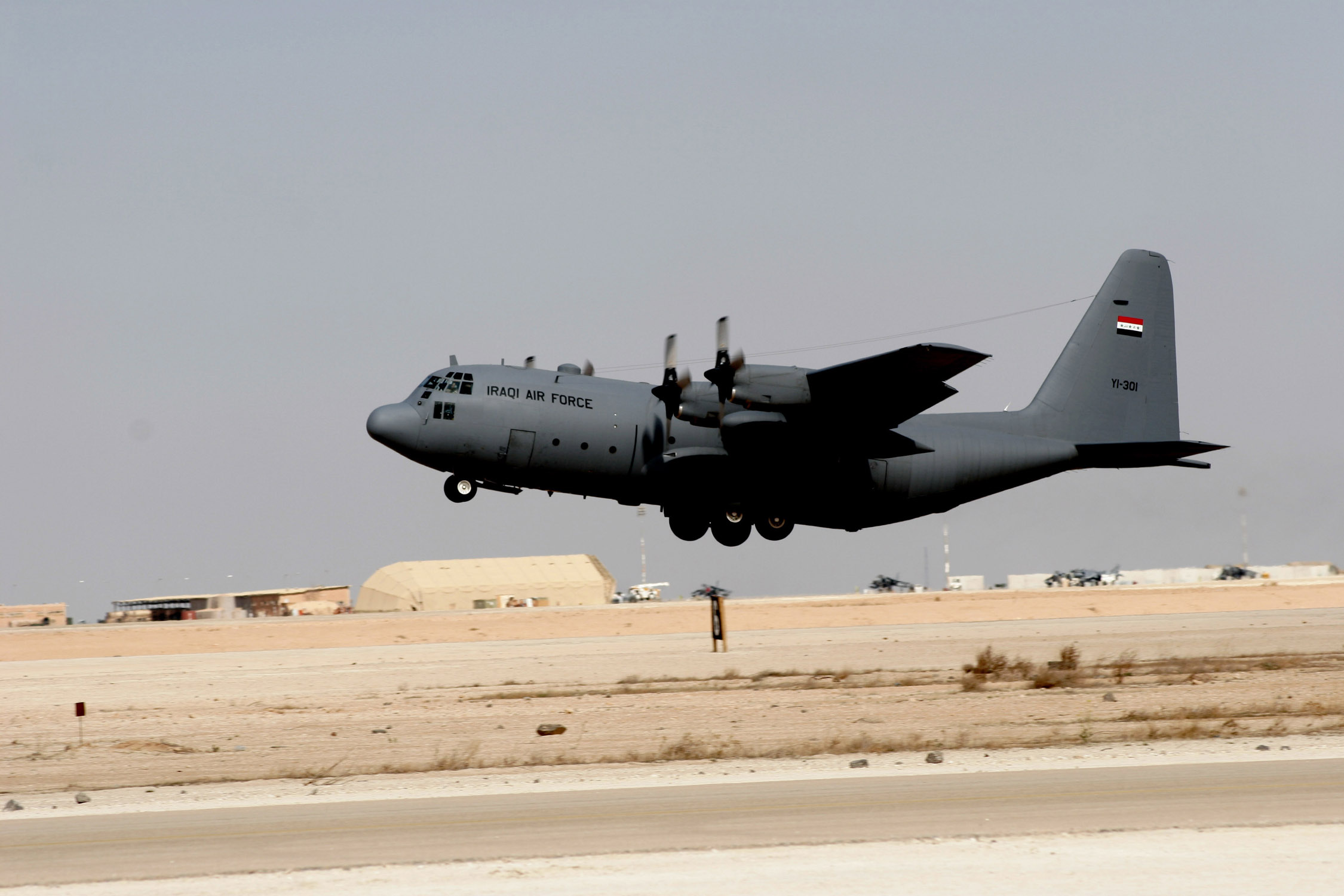
طائرة لوكهيد سي-130 هيركوليز عراقية
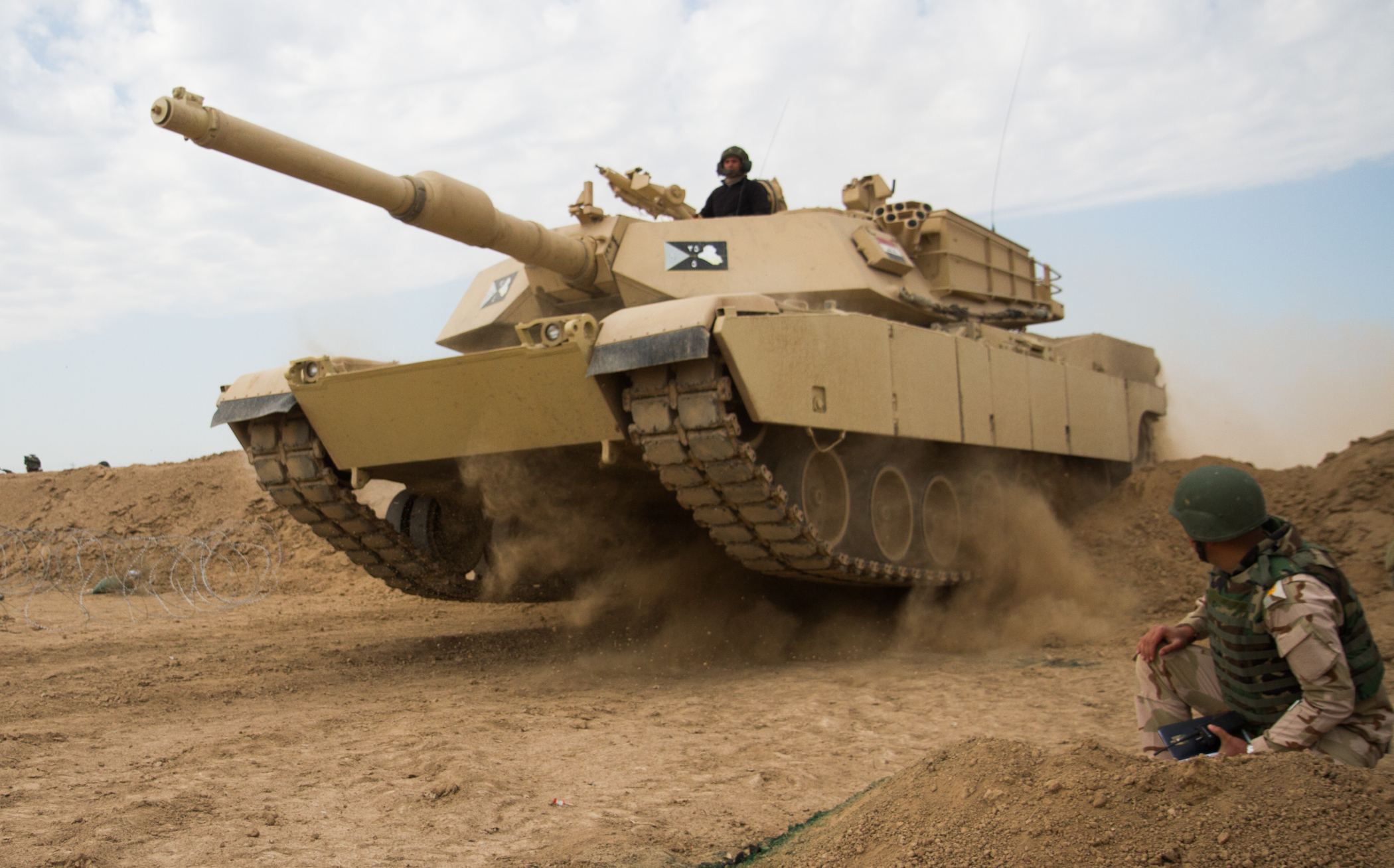
دبابة إم1 أبرامز عراقية في 2015م
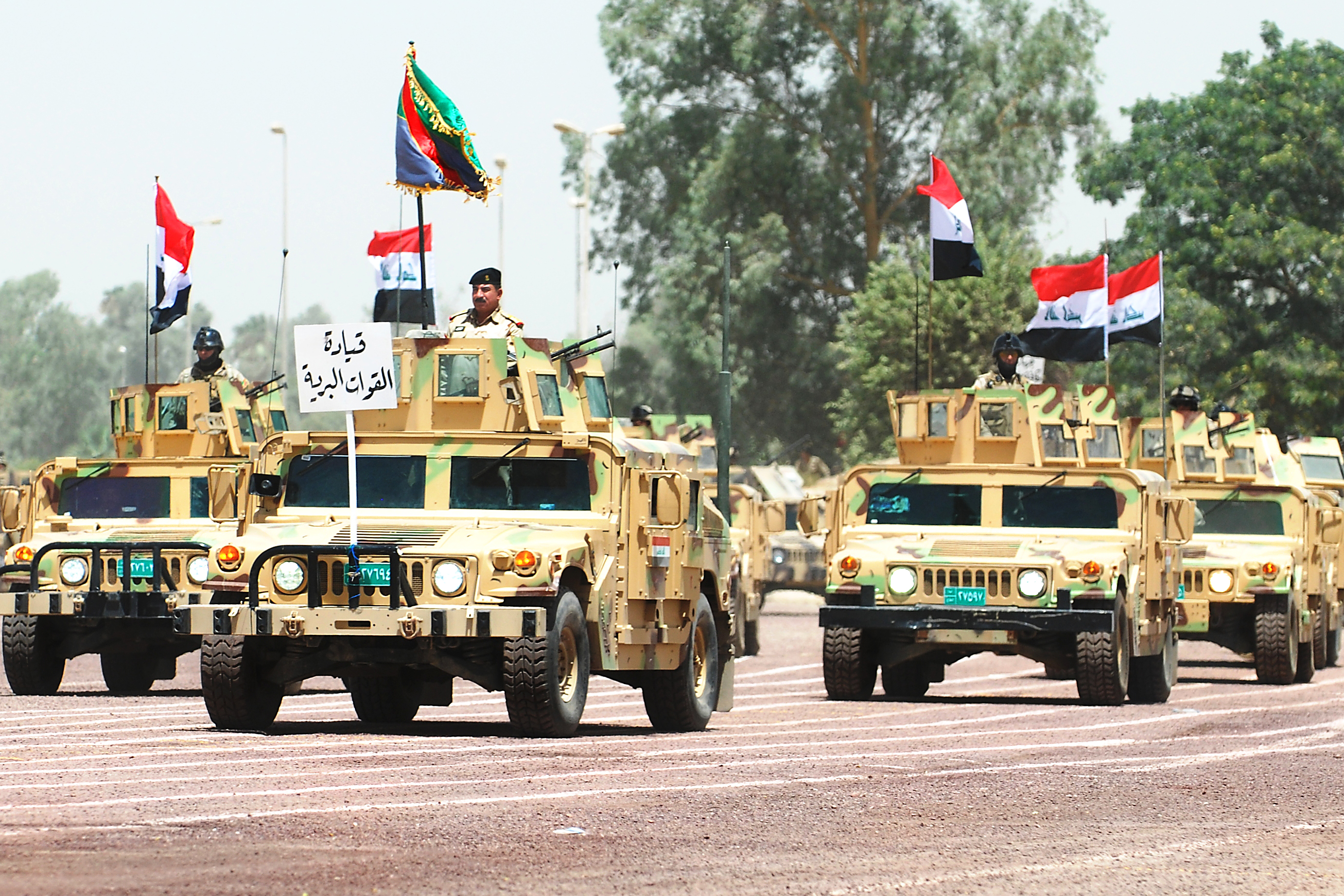
همرات الجيش العراقي باستعراض في بغداد
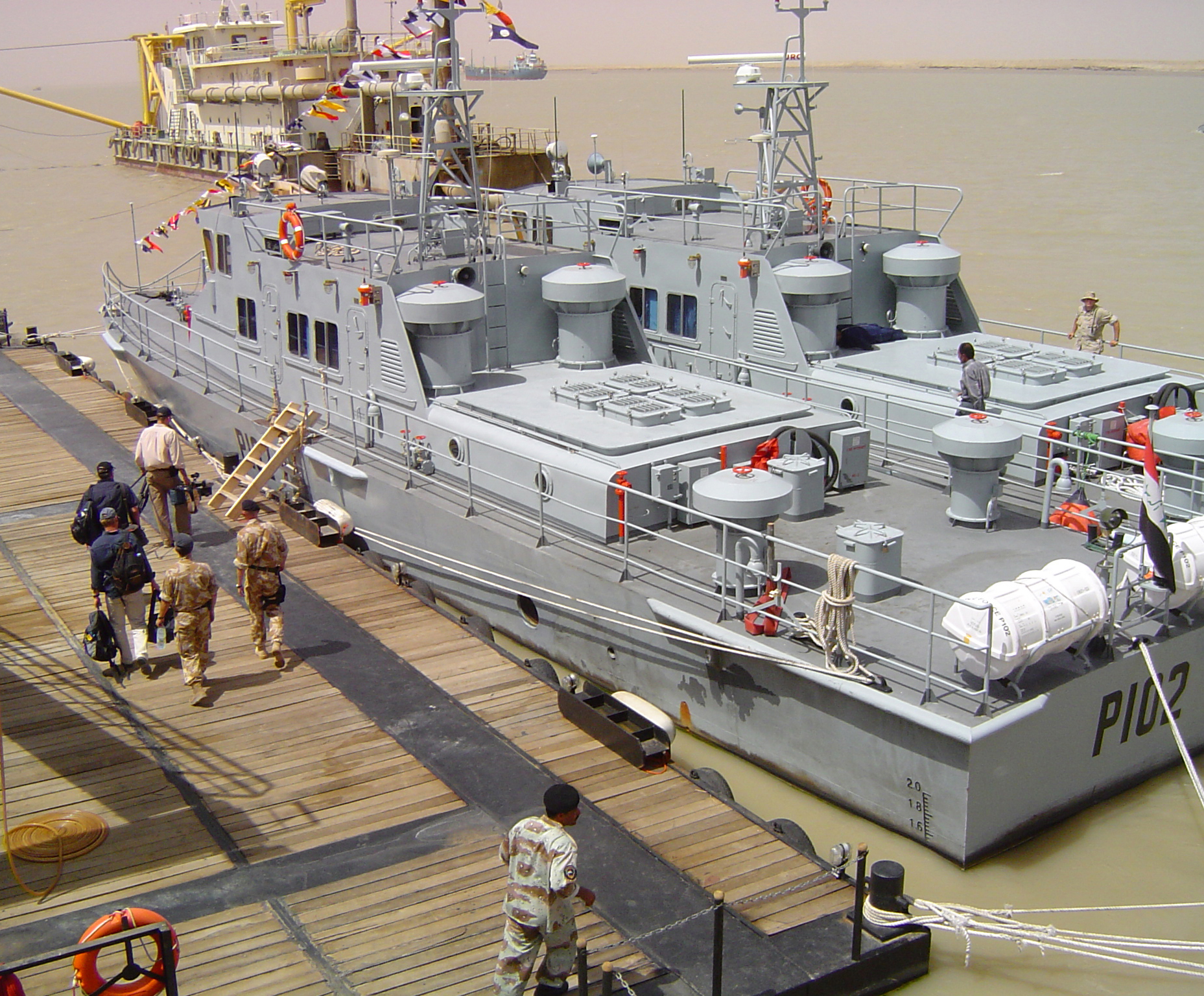
قارب دورية عراقي عن قرب

## الاتصالات

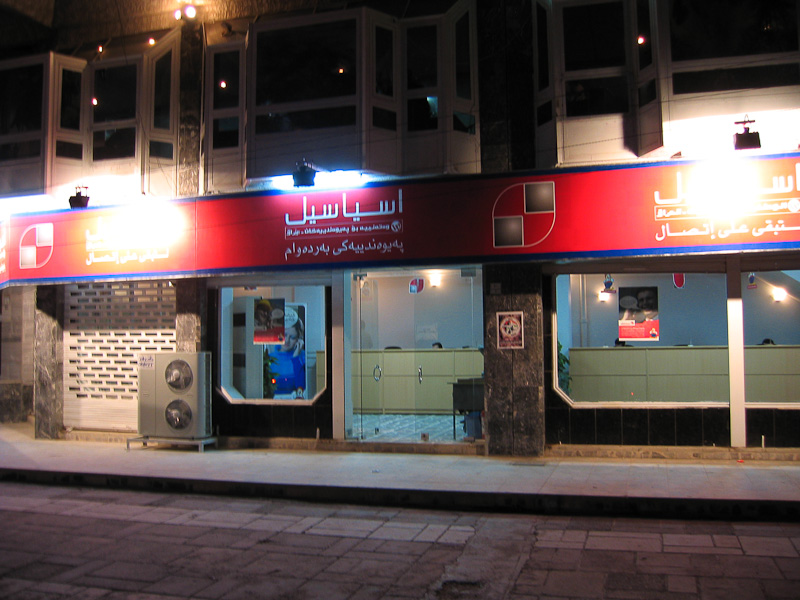
مركز خدمة عملاء تابع لشركة آسياسيل

توفرت خدمات الاتصال بشبكة الإنترنت في العراق في فترة متاخرة جداً، حيث أن شبكة الإنترنت في عهد صدام حسين كانت متوفرة عن طريق مراكز محدودة أو عن طريق مودم الهاتف. أما الاتصالات اللاسلكية فقد كانت موجودة أيضاً ولكن لم يسمح باستخدامها إلا في نطاق ضيق في مجال القيادات فقط ومستخدماً هواتف الثريا المرتبطة بالأقمار الصناعية.

### الهواتف المحمولة
على الرغم من وجود الهواتف المحمولة في الشرق الأوسط منذ عام 1995، ولكن لم يتمكن العراقيون من استخدام الهواتف المحمولة إلا بعد عام 2003 حيث تم حظر الهواتف المحمولة تحت حكم صدام حسين. في عام 2013، أفيد أن 78٪ من العراقيين يمتلكون هاتفاً محمولاً.

### شبكات الإنترنت
في ظل حكومة صدام حسين تمت السيطرة بإحكام على شبكة الإنترنت، لذلك استفاد عدد قليل من العراقيين من خدمات الإنترنت، في عام 2000م، كانت التقديرات تشير إلى 12500 مستخدم لشبكة الإنترنت في العراق، وفي عام 2002 أشارت التقديرات إلى أن 25000 عراقي فقط استخدم الإنترنت. بعد الاحتلال، أصبح استخدام الإنترنت أمرا شائعا. ومنذ عام 2006 ظهرت عدة شركات لتوفير خدمات الإنترنت للعراقيين والتي جعلت من الوصول إلى شبكة الإنترنت أكثر سهولة وبأسعار معقولة، ولكن مع أقل عرض للنطاق الترددي.
وفي عام 2011م، قدر عدد العراقيين الذين يستخدمون الإنترنت 1,303,760 مستخدم، لكن عدد المستخدمين الفعلين قد يكون أكثر من ذلك لكون الكثير من العراقيين لا يستخدم الإنترنت بصورة منتظمة وأن تقديرات موقع فيسبوك تعطي الرقم ذاته لعدد العراقيين الذين لهم عضويات في الموقع.
رمز مجال المستوى الأعلى في العراق.iq.
ورُبط العراق في 18 كانون الثاني/يناير 2012م بكابل اتصالات بحري لأول مرة بتاريخه، مما زاد من سرعة وتوفر واستعمال الإنترنت، وأمر وزير الاتصالات بتاريخ 2 أكتوبر 2013م بانقاص الثلث من سعر استخدام الإنترنت وذلك لترويج الاستعمال في ظل تحسن البنية التحتية للإنترنت بالبلاد.

### شبكات الهواتف والأقمار الإصطناعية
أدت حرب الخليج الثانية إلى إلحاق اضرار فادحة بشبكات الهواتف في جميع أنحاء العراق وحاولت الحكومة العراقية بعد الحرب إصلاح مايمكن إصلاحه وبحسب إحصاءات 1995 كان في العراق 670,000 خطا للهاتف وحسب إحصاءات 2002 كان هناك 20,000 هاتفا نقالاً. ولقد تعرضت خطوط الاتصالات مرة أخرى إلى اضرار إبان غزو العراق 2003م، وبعد الغزو نتيجة للعمليات التي استهدفت البنية التحتية للمؤسسات في العراق، وتتمحور اتصالات العراق بالعالم في الوقت الحاضر حول المحطات التالية:
- محطة القمر الإصطناعي انتلسات Intelsat satellite earth stations.
- محطة القمر الإصطناعي انترسبوتنك Intersputnik satellite earth station.
- محطة القمر الإصطناعي (عربسات).(غير فعال)
- كابل متعدد المحاور (Coaxial cable) ومحول أشعة الراديو (microwave radio relay) إلى الأردن والكويت وسوريا وتركيا.
- القمر الإصطناعي دجلة (تم بنائه من قبل طلبة عراقيين في جامعة لاسابينزا الايطالية)، وأطلق في 19 حزيران/يونيو 2014م من جنوب روسيا الإتحادية، ويستخدم في مراقبة العواصف الترابية بالعراق.[419][420][421]

## الإعلام
كان الإعلام في عهد صدام حسين مداراً من قبل الدولة، فكل الصحف، والإذاعات، والقنوات التلفازية، كانت تابعة لها، وفي ذلك العهد كانت الصحون اللاقطة محظورة، بالرغم من ذلك امتلك عدد قليل من العراقيين صحون لاقطة من السوق السوداء، وكان العراق في بادئ الأمر يمتلك قناتين تلفازيتين، القناة الأولى بالعربية، والقناة الثانية بالإنكليزية، حتى يوم 1 تموز من عام 1993م، حين بدأ إرسال قناة جديدة مملوكة من عدي صدام نجل صدام حسين، وهي تلفزيون الشباب (تي في الشباب)، وفي 17 يوليو من نفس السنة بدأ البث الرسمي لها، لم تقدم قناتا العراق أي رؤى مغايرة لرؤى الحكومة البعثية، لكن تلفزيون الشباب تميز بالحداثة، ببثة الكثير من الأغاني العربية، والأجنبية الحديثة، وكذلك بالأفلام الأمريكية، وببرنامج كان يستقدم المسؤولين العراقيين للمسائلة، لكن البرنامج توقف بعد مدة لتجوازه الخطوط الحمراء في ذلك العهد.

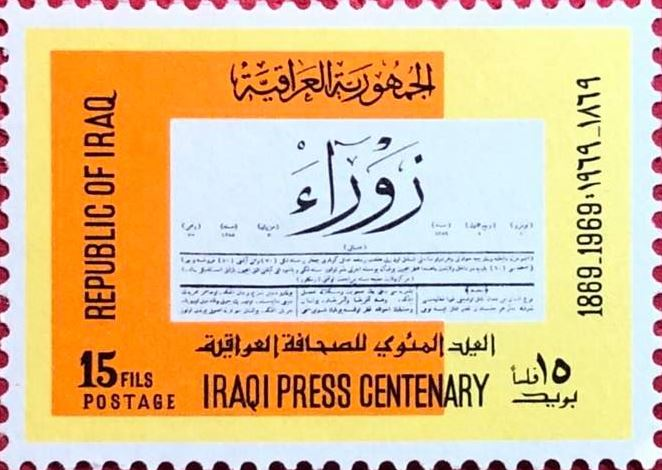
طابع بريدي عراقي فئة 15 فلساً صدر عام 1969 بمناسبة العيد المئوي للصحافة العراقية، وذكرى تأسيس (الزوراء) أول صحيفة عراقية عام 1869

وظل الحال على ما هو عليه حتى حرب الخليج الثالثة، حيث حدثت طفرة في الإعلام والصحافة، فظهرت الكثير من القنوات التلفازية متعددة الرؤى، ومن أشهرها قناة العراقية (شبه رسمية)، وقناة الشرقية، وقناة البغدادية وغيرها من القنوات، وتعددت الصحف العراقية وأصبحت بالمئات (بضمنها الصحف الإلكترونية)، ومن أشهرها المدى، والمؤتمر، والصباح، والزمان. وكذلك تعددت الإذاعات وأصبحت بالعشرات.
في ظل الإضطرابات التي حدثت بالعراق بعد عام 2003م، عانى عدد من المراسلين الإعلاميين، والصحفيين من التهديد، والملاحقة، والإختطاف، والقتل في بعض الأحيان، وكانت الجماعات الخارجة عن سلطة القانون كالقاعدة، وغيرها، من المسؤولين عن الكثير من هذه الأحداث، وفي بعض الأحيان اتهمت الحكومة العراقية بممارسة الضغوط، والتعذيب، وحتى القتل، بحق بعض الصحفيين العراقيين، وقد أعطي العراق المرتبة 156 من أصل 180 دولة في معيار حرية الصحافة العالمية من منظمة مراسلين بلا حدود لعام 2015م
وفي ديسمبر 2014م، قام رئيس الوزراء حيدر العبادي، باصدار قرار بسحب جميع القضايا الحكومية ضد الصحفيين والمنظمات الإعلامية، ولم تمارس الحكومات العراقية بعد 2003م أي تقييد على الإنترنت من حيث حرية الصحافة والتعبير عن الآراء.

## الاقتصاد
يعتمد الاقتصاد العراقي اعتماداً كلياً على القطاع النفطي، حيث يكون 95% من إجمالي دخل العراق من العملة الصعبة. وقد كلفت حرب الخليج الأولى مايقدر بحوالي 100 مليار دولار من الخسائر، وكان العراق مثقلا بالديون بعد انتهاء الحرب، وكانت العوامل الأقتصادية لها الدور الأكبر في خوض العراق حرب الخليج الثانية بعد سنتين من انتهاء حرب الخليج الأولى، وزادت الحرب الثانية من مشاكل العراق الأقتصادية حيث فرض حصار اقتصادي على العراق منذ 6 اغسطس 1990 حتى 21 نيسان/ابريل 2003.
عند مجيئ بول بريمر، وسلطة الائتلاف الموحدة، اتخذت السلطة مجموعة من القرارات نحو تشجيع، وتطبيق القطاع الخاص في العراق، أو مايسمى بالخصخصة، وخاصة في قطاع النفط، وسمح بول بريمر بالامتلاك الكامل لشركات غير عراقية لمصالح في العراق، وفرض على هذه الشركات الأجنبية ضرائب نسبتها 15%، ولكن هذه الخطط والقرارات الأقتصادية لم تطبق من قبل الحكومات التي اتت بعد سلطة الائتلاف الموحدة، وهي على الترتيب مجلس الحكم في العراق، والحكومة العراقية المؤقتة، والحكومة العراقية الانتقالية، ومن المقرر تطبيق قرارات الخصخصة هذه في عام 2006.
ومع تحسن الوضع الأمني، والمرحلة الأولى من الاستثمار الأجنبي، ساعد ذلك في تحفيز النشاط الاقتصادي، لا سيما في قطاعات الطاقة والبناء، وقطاعات التجزئة. إلا أن التحسن الاقتصادي، والمالي على المدى الطويل، وتأمين مستوى معيشة متزايد، يعتمد بشكل رئيسي على تمرير الحكومة لإصلاحات سياسية وعلى تطوير احتياطيات النفط الهائلة في العراق. وعلى الرغم من أن المستثمرين الأجانب ينظرون للعراق باهتمام متزايد منذ عام 2010، فإن معظمهم لا يزالون يواجهون صعوبات في الحصول على الأراضي للمشاريع، وعوائق تنظيمية الأخرى.
وفي عام 2013م بلغ صيد الأسماك للمياه الداخلية ما كميته 105168 طن، أما الأسماك البحرية 5314 طن، وتختلف كمية الصيد إختلافاً ملحوظاً من سنة لأخرى لأسباب تتعلق بكمية وأنواع الأسماك المهاجرة، والتي تدخل للمياه العراقية، والتي تعتمد على التقلبات المناخية في الخليج العربي، وفي عام 2002م حصد ما مجموعه 112،000 متر مكعب من الخشب بكردستان العراق، وما يقرب من نصف الكمية استخدمت كوقود.
واقتصرت صناعة التعدين في العراق على استخراج كميات صغيرة نسبيا من الفوسفات (في عكاشات)، والملح، والكبريت (قرب الموصل). ومن فترة مثمرة في السبعينات، أصاب التعدين معوقات بسبب الحرب العراقية الإيرانية (1980–1988)، وعقوبات الحصار الإقصادي والأزمة الإقتصادية في عام 2003.
وفي سنة 2012م بلغ معدل البطالة في العراق من عمر 15 سنة فما فوق 11.9%.

### العملة الرسمية

1,000 دينار عراقي جديدة.

الدينار هو العملة الرسمية في العراق، ويصدر من قبل البنك المركزي العراقي. ينقسم الدينار إلى 1,000 فلس إلا أن معدلات التضخم العالية في أواخر القرن العشرين تسببت في هجر المسكوكات المعدنية والتي كانت تسك بالفلس حيث أصبحت الآن خارج التدوال، أما فئات العملة العراقية فتبدأ من 250 دينار و500 و1,000 و5,000 و10,000 إلى 25,000 دينار، وبين البنك المركزي العراقي في نوفمبر من سنة 2015 عن نيته بطرح عملة جديدة بقيمة 50,000 ألف دينار (ما يعادل 42 دولار أمريكيّ تقريباً).
- الدينار العراقي الجديد

عقب غزو قوات التحالف في عام 2003، قامت سلطة الائتلاف المؤقتة باصدار دينار عراقي جديد من 15 أكتوبر 2003 إلى 15 كانون الثاني/يناير 2004، حيث كانت العملة الجديدة تطبع في مطابع ديلارو في بريطانيا، وكانت طباعتها ذات مواصفات جيدة يصعب تزويرها، وتم استعمالها في جميع أرجاء العراق بما فيها إقليم كردستان في شمال العراق، وتمت عملية تبديل العملة حيث استبدل كل دينار مطبوع في العراق أو الصين بدينار عراقي جديد أما الدينار العراقي المطبوع في سويسرا فتم تبديله ب 150 دينار حديث.

### النفط والتأميم والطاقة

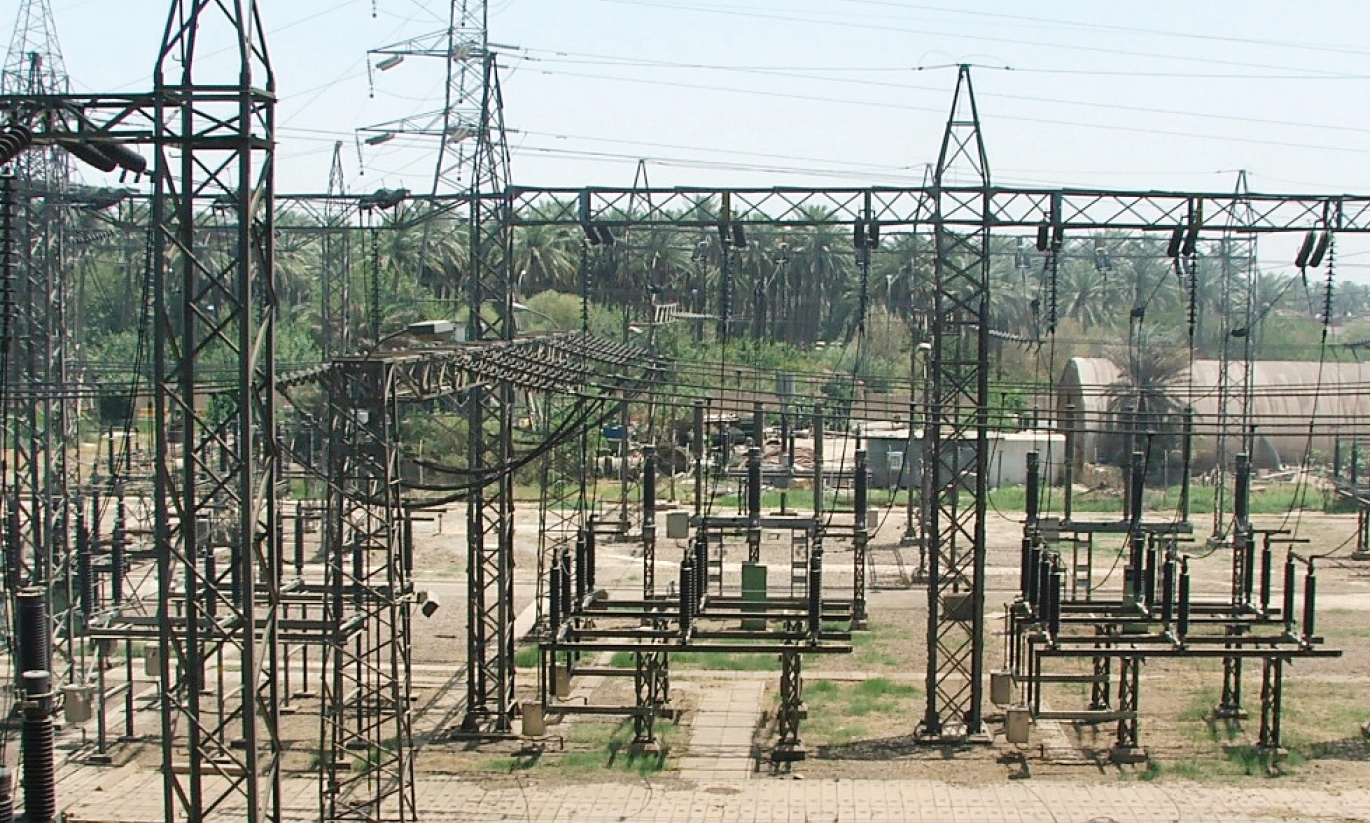
محطة تحويل كهربائية بالعراق في سنة 2007م

يعتمد الاقتصاد العراقي اعتماداً شديداً على النفط. فاقتصاده نفطي في المقام الأول، إلا أن النفط لا يشكل المورد الوحيد كباقي دول الخليج العربي، والعراق من الدول المؤسسة لمنظمة الأوبك، وبدأت صناعته منذ عام 1925. وقد بدأ الإنتاج في حقل بابا گرگر في كركوك، وبعد عامين من ذلك التاريخ، تم تأميم النفط العراقي في عام 1972، بعهد الرئيس العراقيّ أحمد حسن البكر.
وقبل التأميم اتبعت شركات الامتياز النفطي العاملة سياسة معاقبة العراق بالحد من إنتاجه والتقليل من حصته في الأسواق العالمية خاصة بعد ثورة 14 تموز 1958 وسن قانون رقم 80 لعام 1961 والمعروف بقانون الاستثمار المباشر.وقد وصل إجمالي العائدات النفطية العراقية سنة 1989 إلى 14،5 مليار دولار، شكلت 99 بالمئة من دخل الصادرات. ويذكر إحصاء صدر عام 1990 أن قيمة الصادرات العراقية بلغت 10.535 مليار دولار منها 99.5% من النفط ومصادر طاقة، بلغت حصة استيرادات الولايات المتحدة الأمريكية منها (28%). وبالرغم من الحظر الذي كانت يتعرض له العراق منذ عام 1990، وفي عام 1996، شكلت صادرات النفط 269 مليون دولار فقط أي ثلث صادرات العراق البالغة 950 مليون دولار. إلا أن العائدات الإجمالية للصادرات النفطية العراقية (الأبيض + الأسود)، قدرت في عام 2000 بأكثر من 20 مليار دولار، وكان إنتاج النفط حتى قبل الغزو الأمريكي للعراق ما لا يقل عن مليوني برميل يومياً، وطاقته التكريرية فاقت 500 ألف برميل لكل يوم، عن طريق أكبر عدد لمصافي النفط، والتي بلغت (مقارنة بكل دول الوطن العربي) 12 مصفاة في عام 2000.لكنها عادت بحلول عام 2001 ووصلت قيمتها إلى 15،14 مليار دولار من أصل صادرات إجمالية تصل قيمتها إلى 15،94 مليار دولار. وصل الإنتاج إلى أكثر من 3 ملايين برميل في شهر أغسطس من عام 2015
- احتياطي نفط العراق

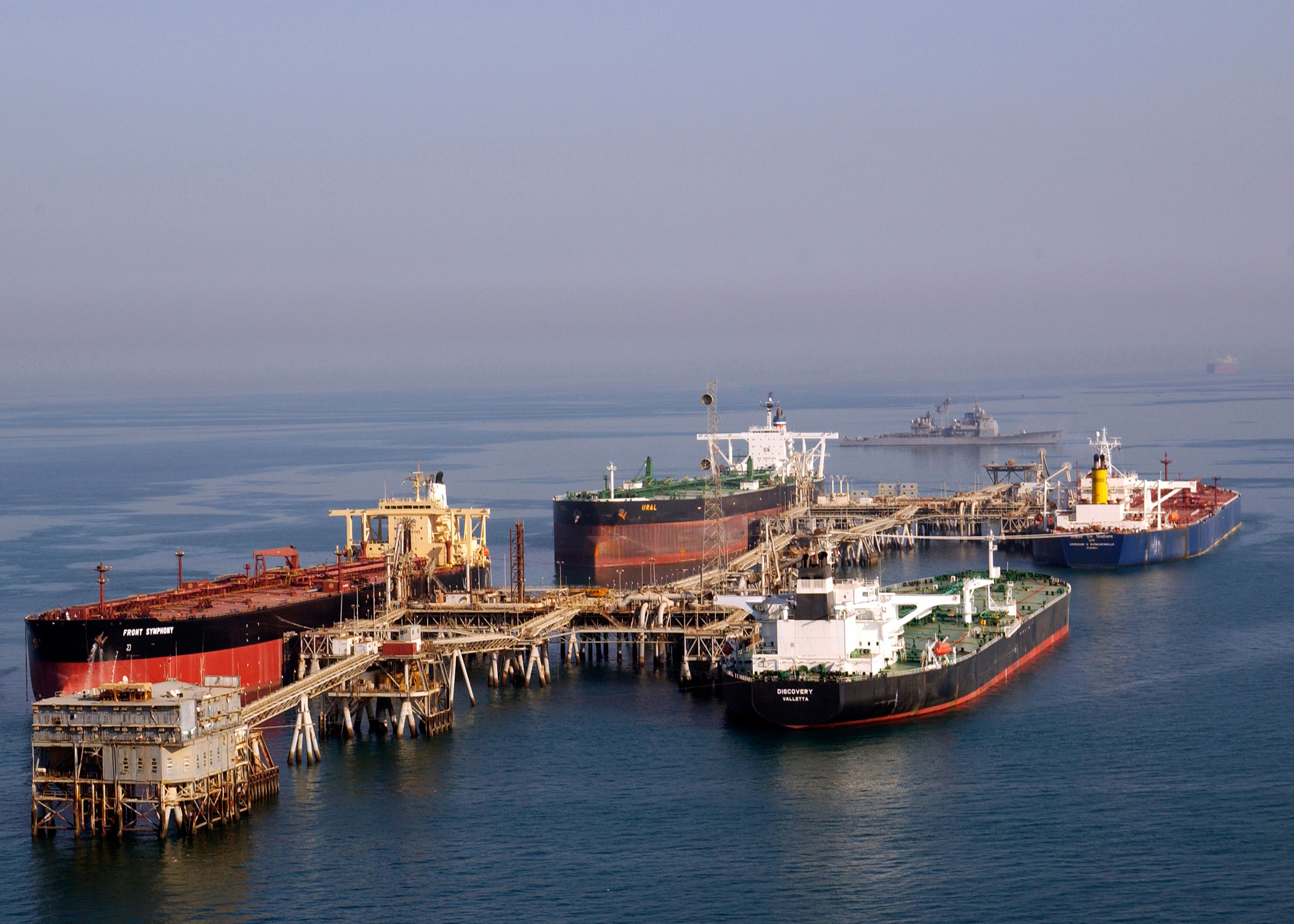
ناقلات نفط في محطة نفط البصرة

يبلغ احتياطي العراق المؤكد للنفط حوالي 140 مليار برميل، إذ يعد احتياطي العراق من النفط الخامس في العالم.، بعد فنزويلا، والمملكة العربية السعودية، وكندا، وإيران.
- مناطق تركز احتياطي النفط العراقي

أن الجزء الأعظم من الاحتياطي النفطي العراقي يتركز في محافظة البصرة، حيث يوجد 15 حقلاً منها عشرة حقول منتجة، وخمسة ما زالت تنتظر التطوير والإنتاج. وتحتوي هذه الحقول احتياطياً نفطياً يقدر بأكثر من 65 مليار برميل، أي نسبة 59% تقريبا من إجمالي الاحتياطي النفطي العراقي. ويشكل الاحتياطي النفطي لمحافظات البصرة وميسان وذي قار مجتمعة حوالي ثمانين مليار برميل، أي نسبة 71% من مجموع الاحتياطي العراقي. أما بالنسبة لوسط وشمال البلاد فيقدر الاحتياطي النفطي الموجود في كركوك بحوالي 13 مليار برميل، أي أنه يشكل حوالي 12% من إجمالي الاحتياطي العراقي من النفط العراقي.

#### البرنامج النووي العراقي

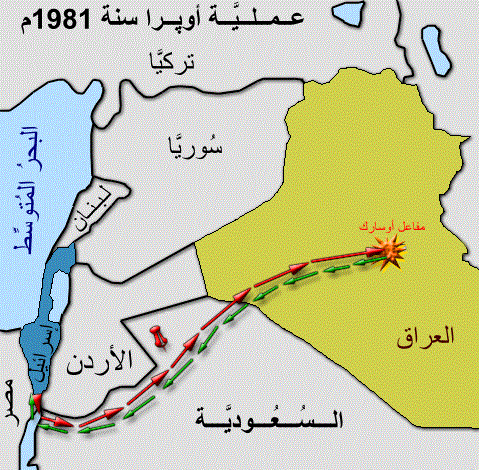
مسار الطائرات التي قصفت المفاعلين تموز 1 وتموز 2 العراقيين بعملية أوبرا والمسماة أيضاً بعملية بلاد بابل

بدأ البرنامج النووي العراقي بتفاهم بين العراق والاتحاد السوفيتي في أغسطس 17 من عام 1959م، لبناء مفاعل نووي وتم وضع برنامج نووي ويعد جزءاً من التفاهم العراقي السوفيتي، وفي 1968م بني مفاعل بحثي من نوع (IRT-2000 معطى من قبل السوفييت) مع عدة منشآت قادرة على إنتاج النظائر المشعة بالقرب من بغداد، وفي سنة 1975م، زار صدام موسكو وطلب بناء محطة نووية متطورة، ولكن السوفييت اشترطوا أن تكون المحطة تحت سيطرة الوكالة الدولية للطاقة الذرية، ولكن العراق رفض، وبعدها في أبريل 15 من نفس السنة، وقعت إتفاقية تعاون بين الطرفين وتعد هذه الإتفاقية تالية لإتفاقية عام 1959م، وبعد ستة أشهر وافقت فرنسا على بيع 72 كيلوغرام من اليورانيوم بدرجة 93%، ووافقت على بناء محطة نووية من دون سيطرة الوكالة الدولية للطاقة الذرية وبتكلفة 3 مليارات دولار.
وفي بداية السبعينات، أمر صدام بإنشاء برنامج أسلحة نووية سرية، وفي سنة 1976م إشترى العراق مفاعل نووي من طراز (Osiris)، وكان المفاعل معد لأغراض نووية بحثية سلمية، وقام الخبراء العراقيون والفرنسيون بإدامته، ولكن إسرائيل شكت بدوافع العراق، وقالت إنه يستخدم لصناعة أسلحة نووية، وفي 7 حزيران/يونيو 1981م، هاجمت إسرائيل المفاعل بشكل مفاجئ بسرب طائرات إف-16 وبمرافقة من قبل طائرات إف-15 إيغل، المنطلقة من قاعدة سيناء (والتي كانت تحت السيطرة الإسرائيلية آنذاك)، وعبر أراضي المملكة السعودية ووصولاً للعراق، ودمرت المفاعل النووي (المسمى بمفاعل تموز 1 وتموز 2) قيد الإنشاء على بعد 17 كيلومتر من جنوب شرق بغداد، وقصفت المنشآت النووية العراقيية بشدة في حرب الخليج الثانية، وتلتها فترة التفتيش على المنشآت النووية من قبل المفتشين الدوليين، ومرت بمراحل منعهم والسماح لهم بالتفتيش، وتعرضت المنشآت النووية لأضرار وسرقة في حرب الخليج الثالثة وبعدها.

## الصحة
تذبذبت الحالة الصحية في العراق خلال تاريخه الحديث المضطرب. خلال العقد الماضي، خفض نظام صدام حسين تمويل الصحة العامة بنسبة 90 في المئة، فتدهورت الرعاية الصحية كثيرًا. وخلال تلك الفترة، ارتفعت وفيات الأمهات بمقدار ثلاثة أضعاف تقريباً، ورواتب العاملين في المجال الطبي انخفضت كثيرًا. المعدات الطبية، والتي في عام 1980 وكان من بين الأفضل في الشرق الأوسط، وتدهورت. وكانت الحالة خطيرة وخصوصاً في الجنوب، حيث سوء التغذية، وشاعت الأمراض المنتقلة بالماء في سنة 1990م. وفي عام 2005م نسبة حدوث التيفوئيد، والكوليرا، والملاريا، والسل، أعلى نسبة بالعراق منها في البلدان المماثلة.
إن الصراع من عام 2003م دمر ما يقدر بنحو 12 بالمئة من المستشفيات واثنين من مختبرات الصحة العراقية. وفي عام 2004م طرأ بعض التحسن. عن طريق التمويل الدولي، اشتغلت نحو 240 مستشفى و1200 مركز للرعاية الصحية الأولية، وقلّ النقص في بعض المواد الطبية، وبدأ تدريب العاملين في المجال الطبي، وتلقيح الأطفال على نطاق واسع. أما اجرائات الوقاية الصحية في المستشفيات العراقية فلا تزال غير مرضية بالمستوى الطبي، ووجود نقص في الموظفين المدربين والأدوية، والرعاية الصحية لا تزال غير متوفرة إلى حد كبير في المناطق التي تعاني من الإرهاب. وفي عام 2005م بلغت 15 سرير مستشفى، و6.3 طبيب و11 ممرضة لكل 10000 مواطن عراقي.، في عام 2006م، وضعت خطط لتخصيص 1.5 مليار دولار أمريكي من الميزانية الوطنية للإنفاق على الرعاية الصحية.

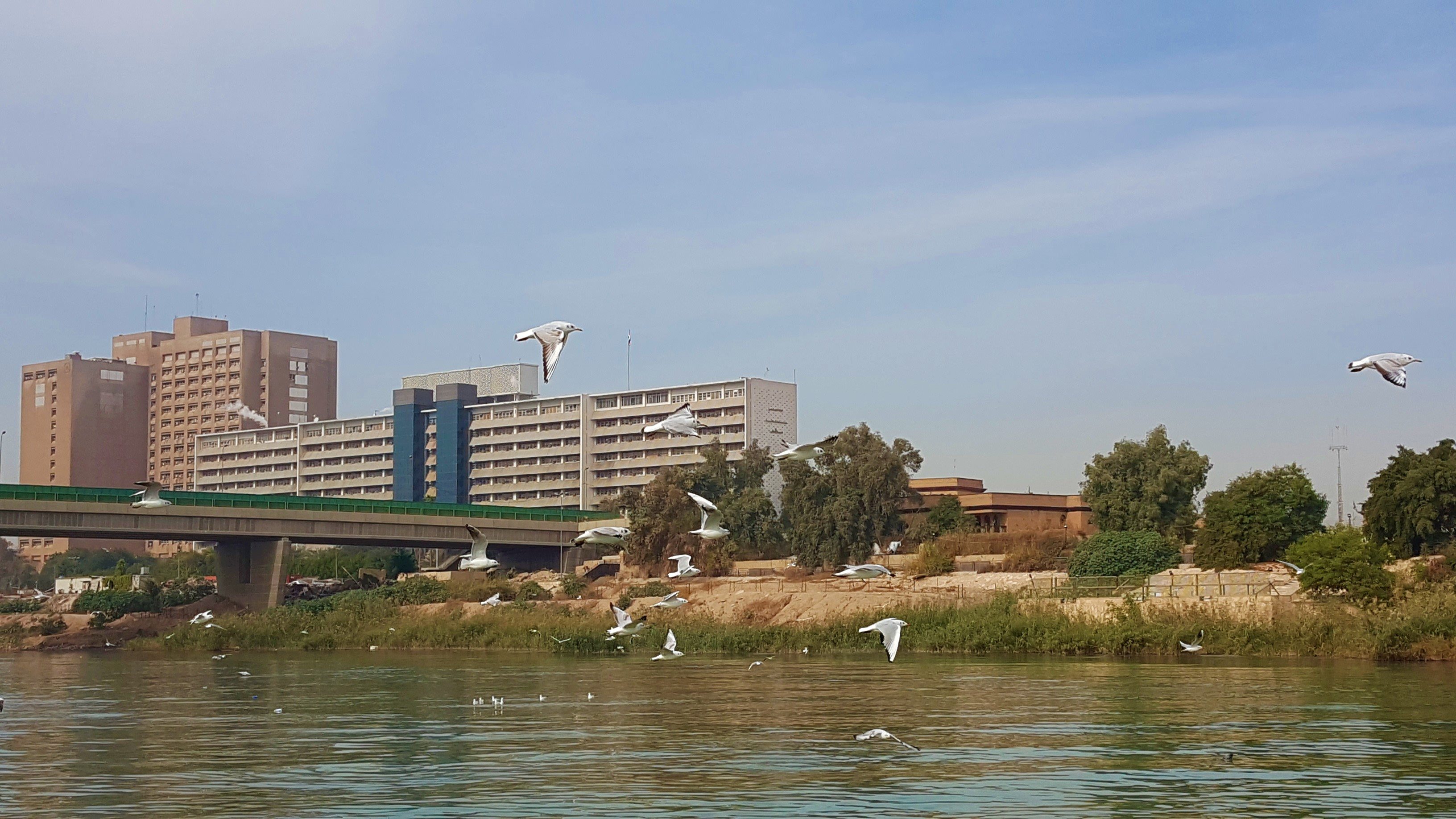
مدينة الطب في بغداد.

وفي أواخر التسعينات، إزدادت معدلات وفيات الرضع إلى أكثر من الضعف. إزدادت معدلات الوفيات والمضاعفات من مرضي السرطان والسكري في أواخر التسعينات وبداية الألفية الجديدة، بسبب إنخفاض في نسبة التشخيص والعلاج لهذين المرضين في التسعينات.
إن انهيار البنية التحتية للمرافق الصحية والصرف الصحي وتعقيم المياه في عام 2003م، أدى إلى زيادة في حدوث وباء الكوليرا، والدوسنتاريا، وحمى التيفوئيد.، واستمر سوء التغذية، وأمراض الطفولة (كالربو، والأيدز، وفقر الدم وغيرها)، -والتي زادت بصورة ملحوظة في أواخر 1990- بالانتشار. وفي سنة 2006م نحو 73 بالمئة من حالات فيروس نقص المناعة البشرية (الإيدز) / متلازمة نقص المناعة المكتسب (الايدز) في العراق نشأت مع عمليات نقل الدم و16 بالمئة من الحالات بسبب ممارسة الجنس. إن مركز أبحاث الإيدز في بغداد، حيث تم تشخيص معظم الحالات، يقدم العلاج المجاني، واختبار إلزامي للأجانب الذين يدخلون العراق. وللفترة ما بين أكتوبر 2005م وكانون الثاني/يناير 2006م، تم تسجيل 26 حالة اصابة جديدة، ليصل المجموع الرسمي إلى 261 حالة أيدز منذ سنة 1986م، وفي سنة 2015 سجلت حالات لمرض الكوليرا في بغداد بمنطقة أبو غريب، ثم أبلغ عن حالات أخرى من الإصابة بالكوليرا في المحافظات العراقية الأخرى. وبلغت عدد الإصابات بالتهاب الكبد الفيروسي في عام 2013م للأنواع (E، D، C، B، A) إلى 29,059 حالة.
وبلغت عدد المستشفيات الحكومية في العراق لعام 2013م (242) مستشفى، أما الأهلية (الخاصة) (111) مستشفى، وعدد العيادات الطبية الشعبية (340)، وعدد مراكز الرعاية الصحية الأولية (2,622) مركز.

## السياحة

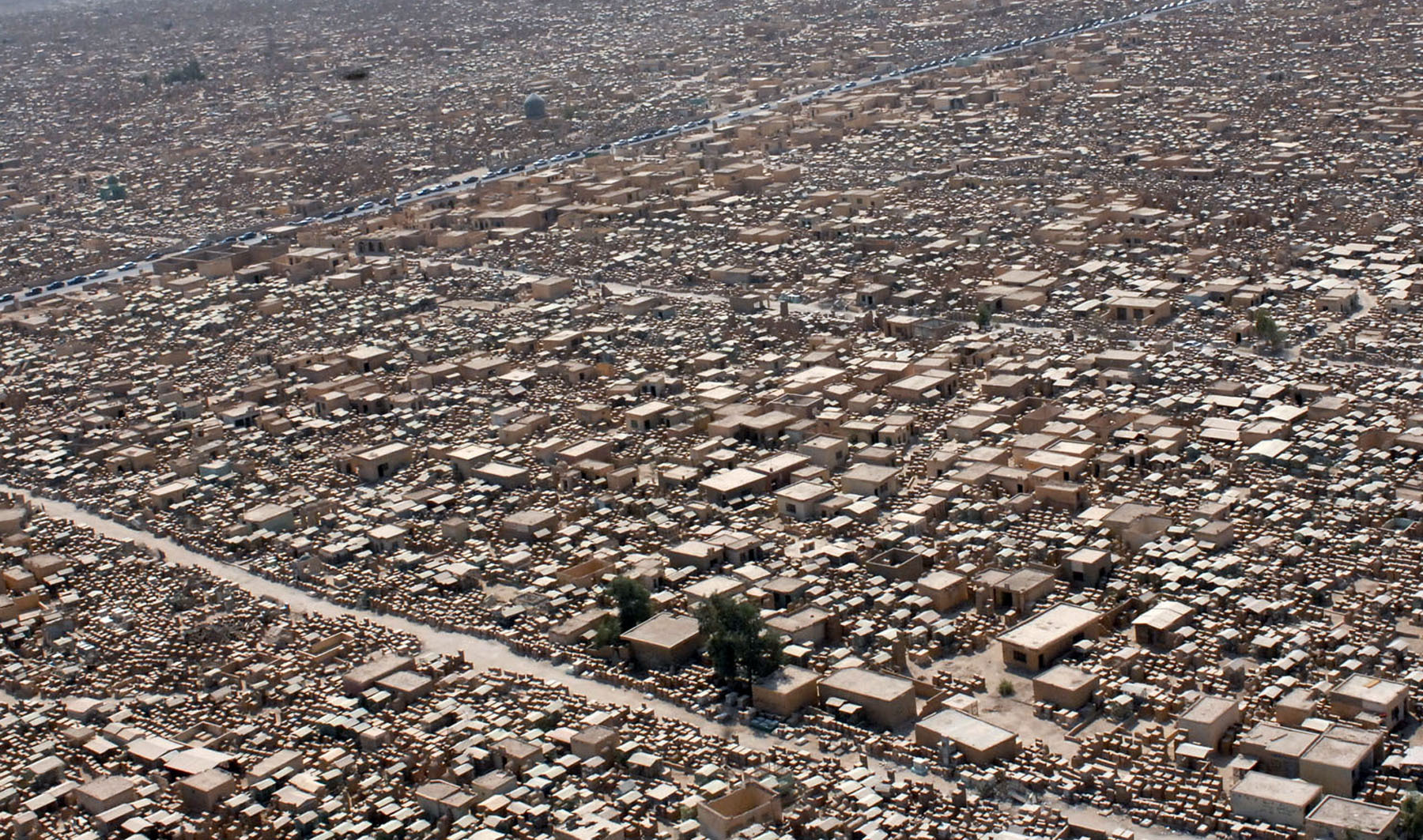
مقبرة وادي السلام واحدة من أكبر المقابر في العالم

تعتبر السياحة من أكثر القطاعات المتأثرة بفترات التوتر في العراق منذ الثمانينات من القرن الماضي. حيث تساهم السياحة بنسبة ضئيلة جدا من الناتج القومي العراقي. أما في المناطق الشمالية في إقليم كردستان فحركة السياحة فيها أفضل بكثير فقد كان مجموع السائحين من الداخل وخلال الستة أشهر الأولى من عام 2011 أكثر من 392،000 سائح ومقارنة بعام 2010 لنفس الفترة هناك نمو مشهود في الحركة السياحية.
وبلغ عدد الفنادق ومجمعات الایواء السیاحي وعدد النزلاء في العراق لسنة 2013م (باسثناء إقليم كردستان) (1267) مرفقاً و(6321105) نزيلاً، أكثرها في كربلاء (577) مرفقاً، وكذلك أكثر محافظة في عدد النزلاء والذي بلغ (3115149) نزيلاً، وأقلها في ميسان (5) مرافق، أما بغداد فتحوي 288 مرفقاً سياحياً و(1494269) نزيلاً، بينما لا تحوي الأنبار على أية فنادق أو مجمعات، وأقل عدد للنزلاء سجل في المثنى بعدد (2927) نزيل.، وبلغ عدد النزلاء لسنة 2013 من العرب بالعراق (من دون إقليم كردستان، وديالى، والأنبار) 171960 نزيل، ومن الأجانب 2487059 نزيل أكثرهم في كربلاء (1194484 نزيل أجنبي)، أما في النجف 801322 نزيل أجنبي، فيما بلغ عدد النزلاء الأجانب في بغداد 482476 نزيل.
- السياحة الدينية

يشتهر العراق بوجود العديد من المواقع والأضرحة المهمة للديانات الإبراهيمية. فمثلاً مدينة أور التي ولد فيها إبراهيم بحسب التوراة، وفيه كذلك أضرحة الأنبياء دانيال وحزقيال ويونان (يونس) بحسب اعتقادات اليهود والمسيحيين والمسلمين.
وتوجد في شمال العراق العديد من الأديرة والكنائس العتيقة التي يتوافد إليها الآلاف سنوياً. مثل دير مار متي ودير مار بهنام ومارت سارة.
كما للمسلمين العديد من المساجد، والأضرحة التي يزورها ملايين العراقيين سنوياً، إضافة إلى مئات الآلاف من غير العراقيين خاصة من دول الخليج العربي، وإيران، والهند، وباكستان. والقوائم التالية تورد أهم الأماكن الدينية وليس جميعها:
الأضرحة والمراقد
من أهمها:
- ضريح الإمام علي بن أبي طالب في النجف.
- ضريحا الإمام الحسين وأخيه العباس في كربلاء.
- ضريح الشهداء داخل الحرم الحسيني وهم الذين استشهدوا مع الأمام الحسين في معركة الطف مع آله واصحابه، وهم مدفونون في ضريح واحد وجعل هذا الضريح علامة لمكان قبورهم وفي التربة التي فيها قبر الامام الحسين(ع). والضريح مصنوع من الفضة وله شباكان الأول يطل على الحرم الداخلي وقد كتبت فوقه أسماؤهم.
- ضريح الإمامين موسى الكاظم ومحمد الجواد في الكاظمية في بغداد.
- ضريح الإمامين علي الهادي والحسن العسكري في سامراء.
- ضريح الإمام أبو حنيفة النعمان في بغداد.
- ضريح الإمام عبد القادر الجيلاني في بغداد.
- ضريح الشيخ معروف الكرخي في بغداد.

المقامات
منها:
- دار الإمام علي المسمى بدار الإمارة وهو خارج مسجد الكوفة بالنجف.
- توجد الكثير من المقامات والأضرحة في كربلاء منها: مقام الزينبية، ومقام الإمام المهدي، مرقد الاخرس بن الكاظم.
- مقام الإمام المهدي في مدينة الكوفة.
- مقامين للخضر في محافظة بابل.
- مقام النبي ذي الكفل في الحلة.
- مقام الإمام علي (مشهد رد الشمس) حسب الإعتقاد الشيعي.

المساجد والجوامع
من أشهرها:
- جامع 14 رمضان وهو من المساجد التاريخية الواقعة في جانب الرصافة من مدينة بغداد، وفي منطقة الكرادة الشرقية.
- جامع أم القرى وهو من المساجد الحديثة والكبيرة التي شيدت في عهد الرئيس السابق صدام حسين في بغداد، وسمي بجامع أم المعارك والذي كان الاسم الرسمي لحرب الخليج الثانية.
- جامع أم الطبول وأسمه جامع ابن تيمية حالياً وكان يسمى جامع أم الطبول وأفتتح عام 1388 هـ/1968م، وهو من مساجد بغداد الحديثة الفخمة، ويقع على أطراف منطقة اليرموك باتجاه مدينة البياع، وهو الجامع الأقرب لشارع الخط السريع المؤدي إلى مطار بغداد الدولي.
- جامع الأحمدية وهو من مساجد بغداد الأثرية القديمة، ويقع في جانب الرصافة شرق ساحة الميدان قرب جامع المرادية، ولقد بناه أحمد باشا الكتخذا نائب سليمان باشا الكبير عام1211 هـ/1796م.
- جامع السراي أو جامع حسن باشا ويسمى أيضاً (جامع الملك)، وهو يعد من مساجد بغداد التاريخية الشهيرة في جانب الرصافة، ولقد شيد عام 692 هـ/1293م.
- مسجد الكوفة بالنجف وفيه منبر الإمام علي والمصلى الذي قتل فيه وهو يصلي صلاة الصبح ويسمى المكان الذي كان يصلي فيه بمقام الامام علي حالياً.
- مسجد خطوة الإمام علي (مسجد البصرة) ويعد المسجد الثاني الذي بني في الإسلام بعد المسجد النبوي، حيث تم بناءه سنة 14هـ.
- مسجد السهلة بالنجف وكان مسجد السهلة يسمى قديماً جامع (البر)، وجامع (عبد القيس)، وجامع (بني ظفر)، ويقع في الجهة الشمالية الغربية من مسجد الكوفة.
- مزار الامام عون الدين (ابن الحسن) ويقع في الجهة الشمالية الشرقية من مدينة الموصل القديمة بني في عهد عمر بن الخطاب عام 16هـ –637م. ولم يبقى من اثاره المهمة سوى صدر المحراب والعقد الذي يعلوه الذي ثبت بالجامع النوري.
- جامع براثا كان ديرا نصارنيا يقع في بغداد.
- مسجد الحنانة وهو مكان وضع فيه رأس الحسين مع عائلته أثناء مرور موكب عائلة الحسين (ع) بعد استشهاده في كربلاء عام (61هـ) ومرورهم بالكوفة وأصبح هذا المكان مسجداً للصلاة.
- جامع الخلفاء ويقع في منتصف شارع الخلفاء بمنطقة الشورجة ببغداد، ولقد تم بناء الجامع المذكور على يد الخليفة العباسي المكتفي بالله عام (289- 295هجري/ 902-908م).
- الجامع النوري (الكبير) ويقع وسط مدينة الموصل وقد أنشئ عام 566م-568م، وأبرز أثر باقٍ من الجامع هو منارته التي يبلغ ارتفاعها من 52-54م.
- جامع النبي دانيال وهو عبارة عن مسجد شيد على قبر يعتقد أنه يضم جسد النبي دانيال، ويقع المسجد ضمن قلعة كركوك في مدينة كركوك بالعراق.
- مقام النبي يونس[461] والنبي شيت[462] ويقع في الجهة الشمالية الشرقية من نهر دجلة فوق تل النبي يونس، وقد عثر عام 767هـ على قبر النبي يونس، ولذا سمي بجامع النبي يونس، وقامت داعش بتدميره بعد احتلالها للموصل.

أشهر مقابر المسلمين
- وادي السلام[463] وهي مقبرة تنسب إليها بعض أضرحة لأنبياء مثل آدم، ونوح، وهود، وصالح.
- مقبرة الأعظمية.
- مقبرة الكاظمية (مقبرة قريش الكبرى).
- مقبرة الشيخ معروف.
- المقبرة الملكية.

كاتدرائيات وكنائس وأديرة
منها:

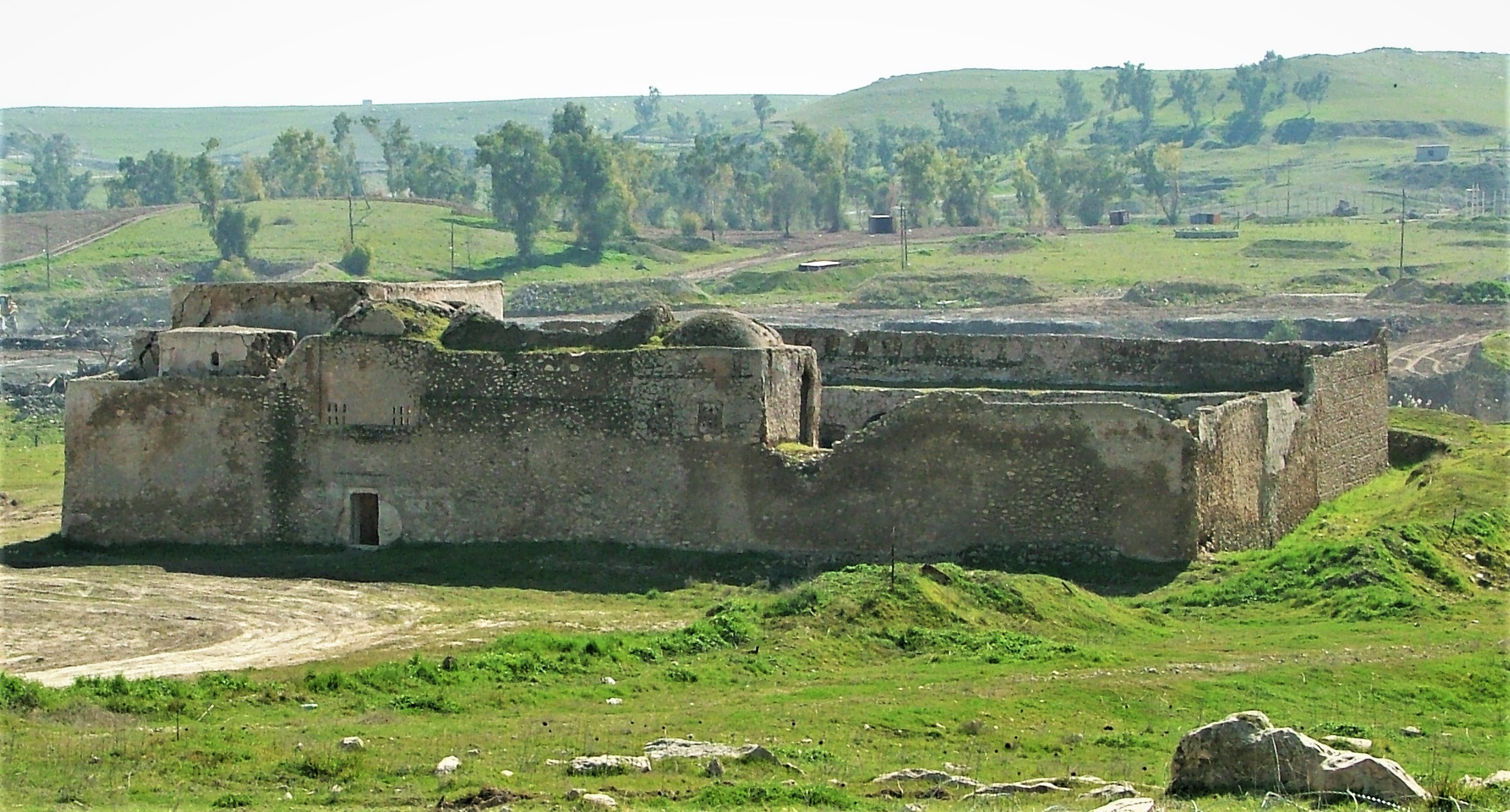
دير مار إيليا بنينوى وهو أقدم دير بالعراق

- دير مار إيليا أقدم دير بالعراق ويعود تاريخة للقرن السادس الميلادي.[464]
- دير مار متي ويقع في محلة الأوس والمعروفة بمنطقة الساعة (نسبة إلى برج الساعة الواقع جنبها) بالموصل.
- دير مار بهنام ويقع شمال شرقي الموصل بمسافة خمسة أميال عنها.
- دير الربان هرمز شمال شرقي بلده ألقوش في الموصل مركز محافظة نينوى.
- دير مار أوراها ويقع في بلده باطنايا شمال الموصل في محافظة نينوى.
- كنيسة سيدة النجاة ببغداد.
- كنيسة مار يوسف للكلدان الكاثوليك في مدينة كركوك.
- كنيسة الحمراء للكلدان الكاثوليك في كركوك.
- كنيسة مارتوم وتقع جنوب شرق الموصل.
- كنيسة سيدة الانتقال وتقع في محلة حوش الخان بالموصل.
- كنيسة الشهيدة مسكنتة وتعرف بكنيسة الطاهرة الجديدة، تميّزاً لها عن كاتدرائية الأرثوذكس، وتقع إلى جانبها.

المعابد والمراقد اليهودية
من أهمها:

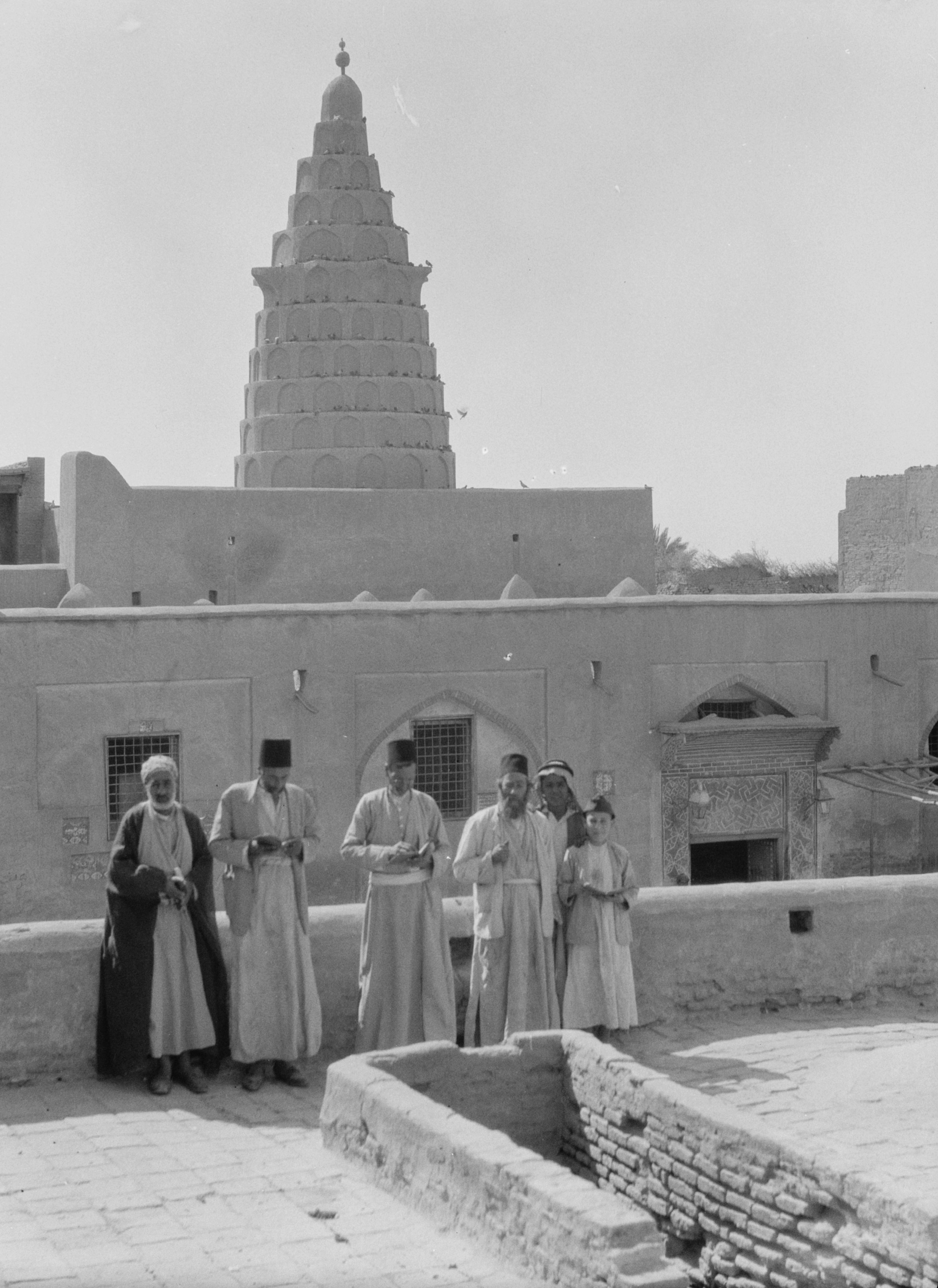
قبر النبي حزقيال، وفي الصورة يهود بقربه

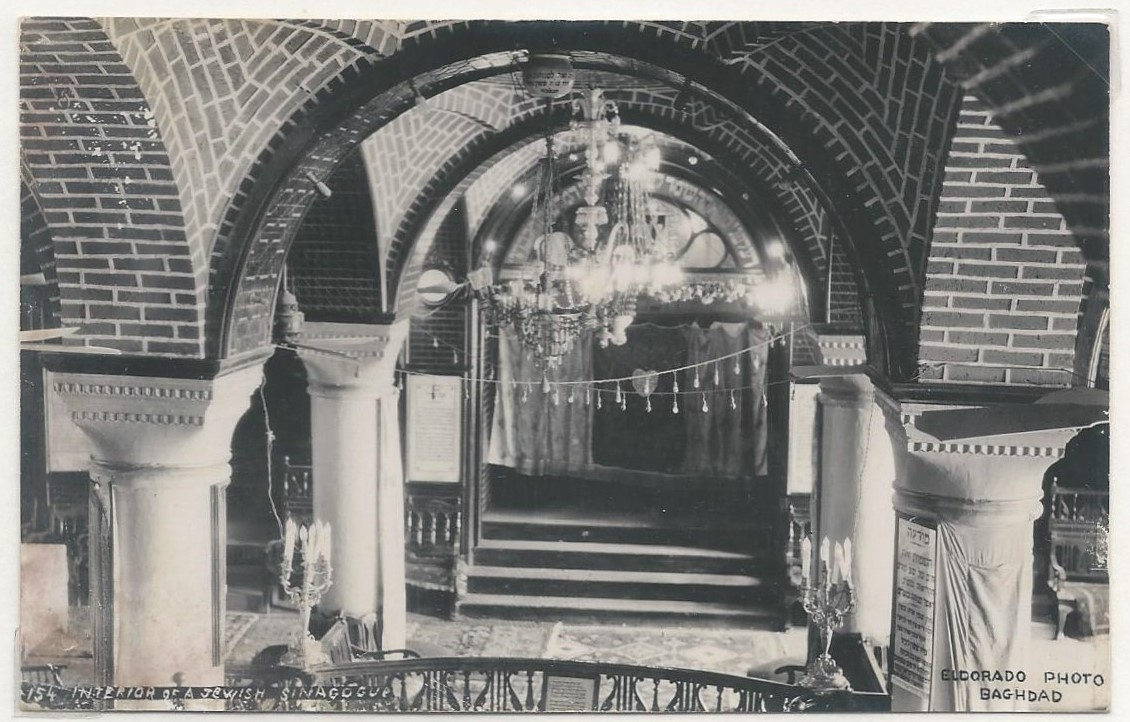
كنيس بغداد العظيم

- كنيس بغداد العظيم (الكنيس الكبير في بغداد) ويقع في بغداد وفي الوقت الحاضر هو متحف (ولاتوجد معلومات كافية عنه).
- معبد مير تويج في بغداد وتضاربت الأنباء عن كونه مغلق أم مفتوح.[465]
- معبد جوبير تود في بابل وهو مغلق.[465]
- مرقد النبي ناحوم في القوش بالموصل.

وكذلك توجد معابد في المحافظات العراقية الأخرى إلا إنها إما مغلقة أو مهجورة. أما في كردستان فالأمر مختلف، حيث يقدر عدد اليهود الأكراد من 400 إلى 730 عائلة يهودية في كردستان، وتوجد عمليات لترميم المعابد اليهودية هناك، وقد عين ممثل لليهود في وزارة الأوقاف والشوؤن الدينية بكردستان.
بيوت المعرفة للصابئة
توجد أماكن عبادة الصابئة والتي تسمى (المندي أو بيت المعرفة) في بغداد والكوت والحلة والديوانية وكركوك والسليمانية والموصل وغيرها، ومن أهمها:
- بيت المعرفة المندائية (مقر رئيسي) في بغداد بحي القادسية بجانب الكرخ، وافتتح في شباط/فبراير 2014 م.[467][468]
- مندي الصابئة بالقرب من بيت المعرفة المندائية السابق ذكره.

معابد اليزيدية
من أهمها:

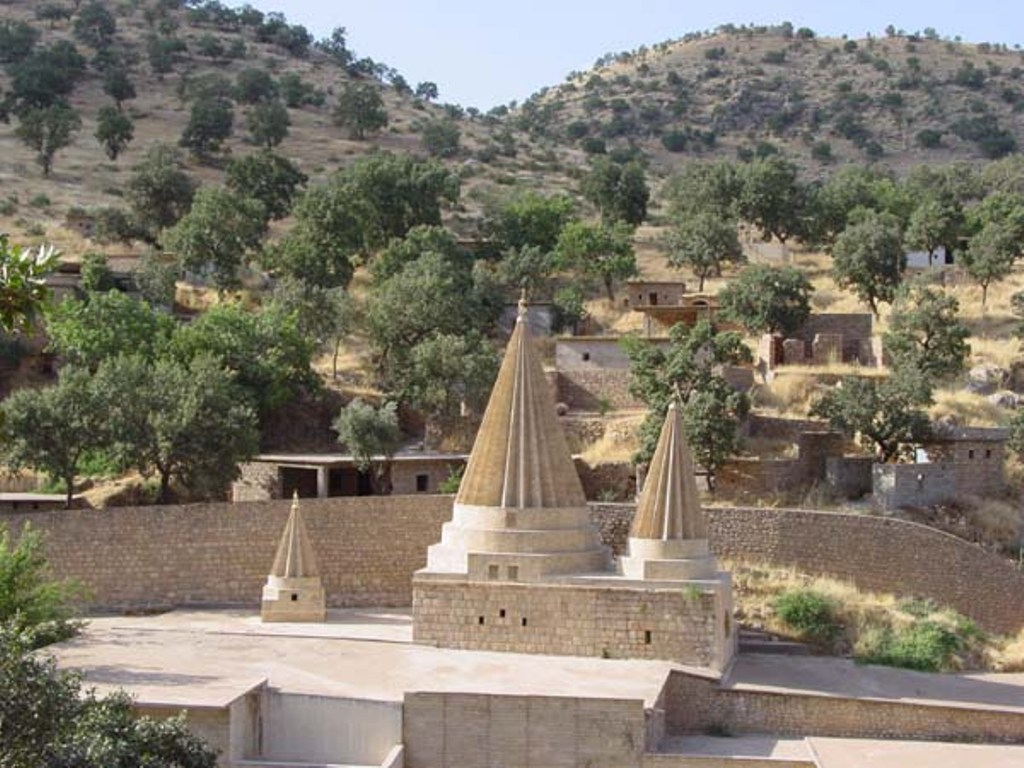
قبر عدي بن مسافر في لالش

معبد لالش النوراني يقع في وادي لالش (والذي يعني وادي الصمت) المعبد الديني الرئيسي للإيزيديين، وهو موجود في منطقة جبلية قرب عين سفني أو شخيان حوالي 60 كم شمال غرب مدينة الموصل حيث معبد لالش النوراني وقبر الشيخ عدي بن مسافر المقدس لدى أتباع الديانة كما أنها مقر المجلس الروحاني للديانة الإيزيدية في العالم.
- السياحة التاريخية

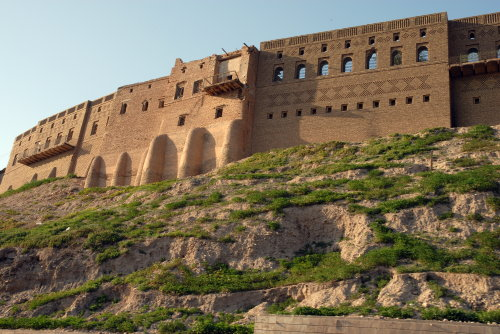
قلعة إربل (وتعرف بقلعة أربيل) بإربل كردستان العراق

من أهم الآثار برج بابل، وبوابة عشتار، والزقورة، ومدينة الحضر، وإيوان كسرى، والملوية، والمدرسة المستنصرية، وقصر شيرين وغيرها الكثير.
يعتبر العراق منشأ أقدم الحضارات البشرية من الألف الرابع قبل الميلاد. حيث لا تزال آثار السومريين والأكديين منتشرة في العراق. كما تحوي محافظة بابل على مع تبقى من آثار وأسوار مدينة بابل التاريخية. ويحتوي المتحف العراقي على مجموعة كبيرة من آثار الحضارات المتعاقبة على العراق وهو يحوي واحدة من أفضل المجموعات الأثرية في العالم، يشار إلى أن المتحف العراقي تعرض للنهب مع بداية الغزو الأميركي لهذا البلد في آذار/مارس 2003. ومنع منذ ذلك الوقت عرض آثاره المتبقية والمستعادة التي تعود إلى الحضارات البابلية والآشورية والسومرية بسبب المخاوف الأمنية ومن أجل ترميمها أيضاً.
كما تشتهر المحافظات الشمالية بوجود العديد من الآثار الآشورية الشاخصة كسور نينوى في الموصل، وقصور الملوك الآشوريين في النمرود، وبلاوات، ومدينة اشور التاريخية بالقرب من الشرقاط.
وقام المسلمون ببناء العديد من الصروح الحضارية والمعمارية كالمدرسة المستنصرية وملوية سامراء،  وغيرها.

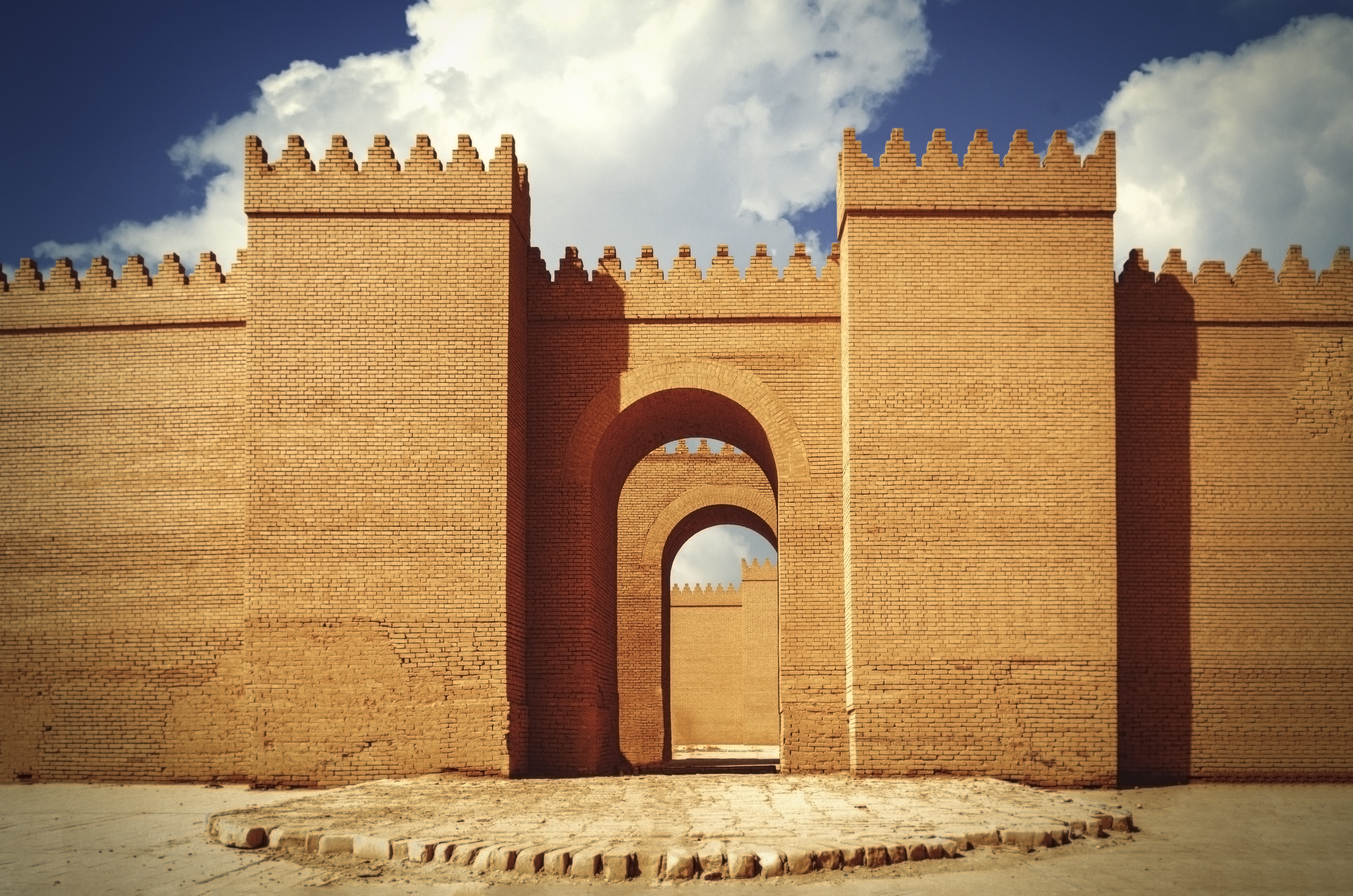
إحدى بوابات المدينة الأثرية في بابل

ويوجد في العراق كذلك عدد من القلاع التاريخية مثل قلعة أربيل،  وقلعة كركوك وقلعة العمادية،  وقلعة زاخو.
- السياحة البيئية والترفيهية

يشتهر العراق ببيئة سياحية متنوعة، حيث تشكل السياحة البيئية جزءاً كبيراً من السياحة العامة في العراق، فحتى وقت قريب وقبل اندلاع حرب الخليج الثالثة، كان العراق محط أنظار سياح البيئة الذين كانوا يأتون من مختلف دول العالم، وخاصة الدول المجاورة، لممارسة هواياتهم في صيد الطيور، وخاصة صيد الصقور، هذه الهواية التي بدأت في العراق أوائل القرن العشرين على أيدي الصيادين العراقيين في المناطق الوسطى والجنوبية من البلاد، ومن المناطق الترفيهية ببغداد: حديقة الزوراء، وجزيرة بغداد السياحية، وتوجد عدة بحيرات وأهوار في العراق، حيث تعد معلماً سياحياً منها: بحيرة الحبانية، وبحيرة دوكان، وبحيرة دربندخان، وبحيرة الثرثار، وبحيرة ساوة، وهور الحمار، وهور الحويزة، وهور الجبايش. كما يعد شمال العراق منطقة زاخرة بطبيعتها المتنوعة، والمصائف ومنها مصيف صلاح الدين، ومصيف شقلاوة، ومصيف حاج عمران، ومصيف زاويتة، ومصيف سولاف، ومصيف سواره توكا، ومصيف سرسنك، ومصيف ارادن، ومصيف العمادية، ومصيف سرنجار، ومصيف أحمد آوه، وشلالاتها مثل شلال كلي علي بك، وشلالات بيخال وغيرها.

### صور لأماكن سياحية وبيئية

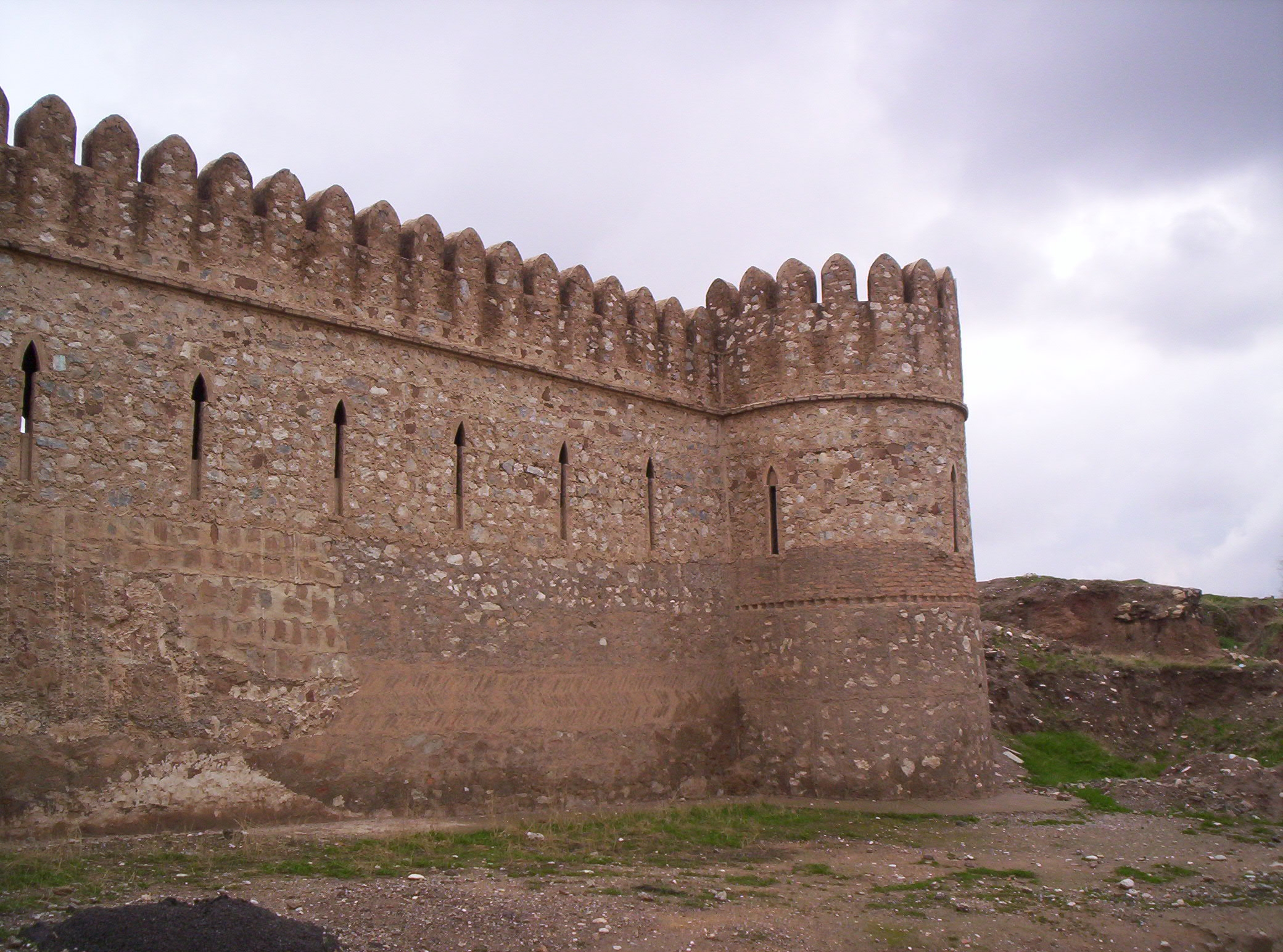
قلعة كركوك في كركوك
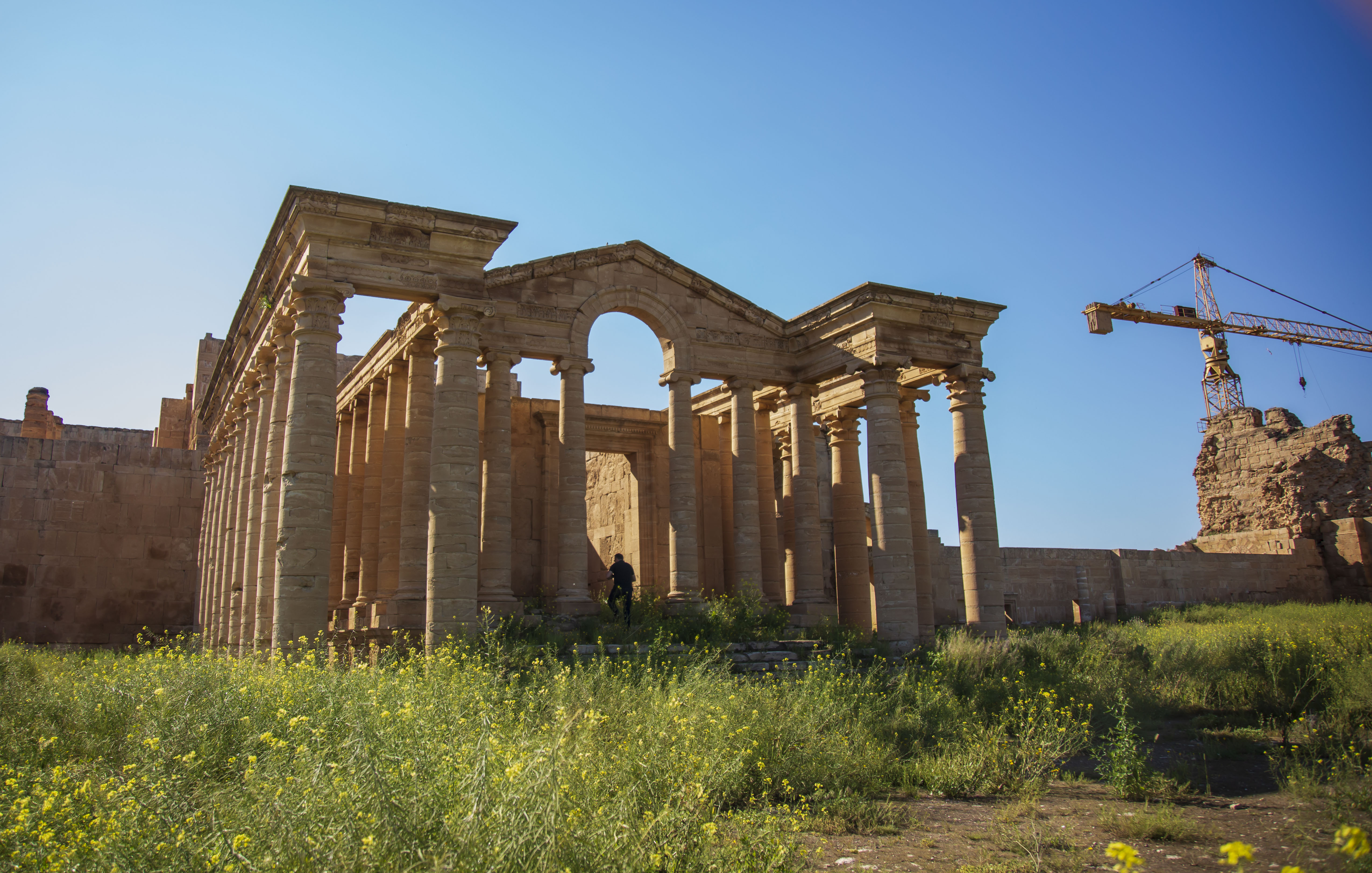
إحدى بوابات مدينة الحضر
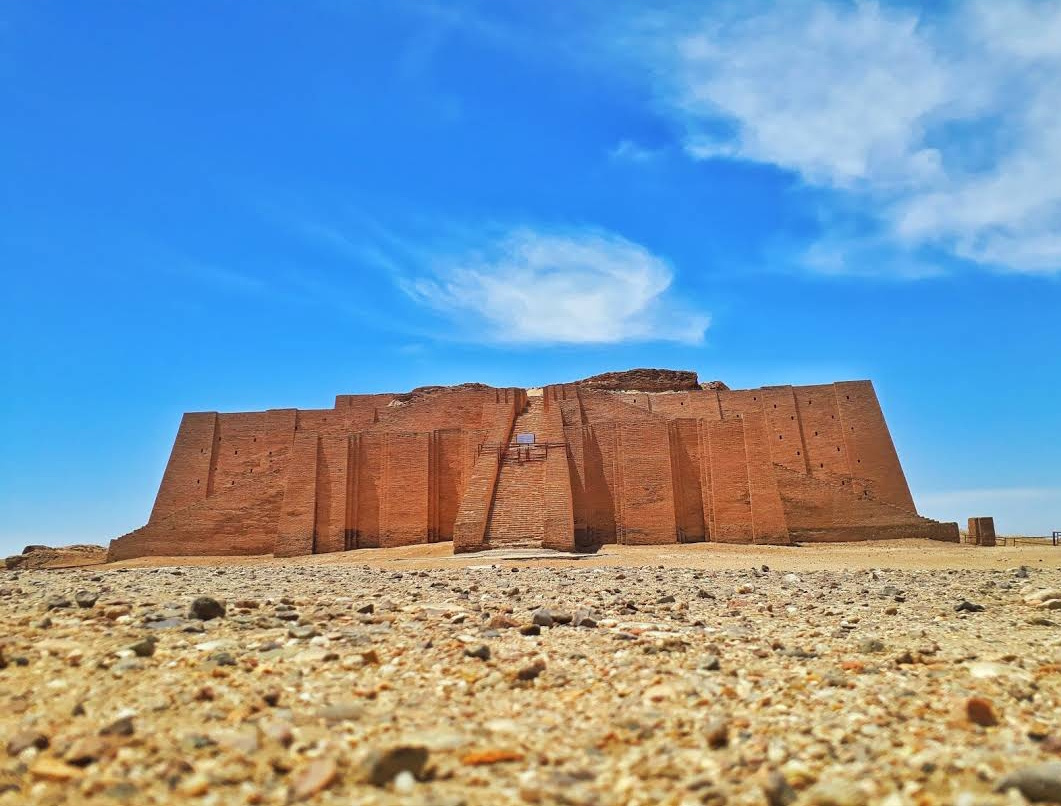
زقورة أور في ذي قار
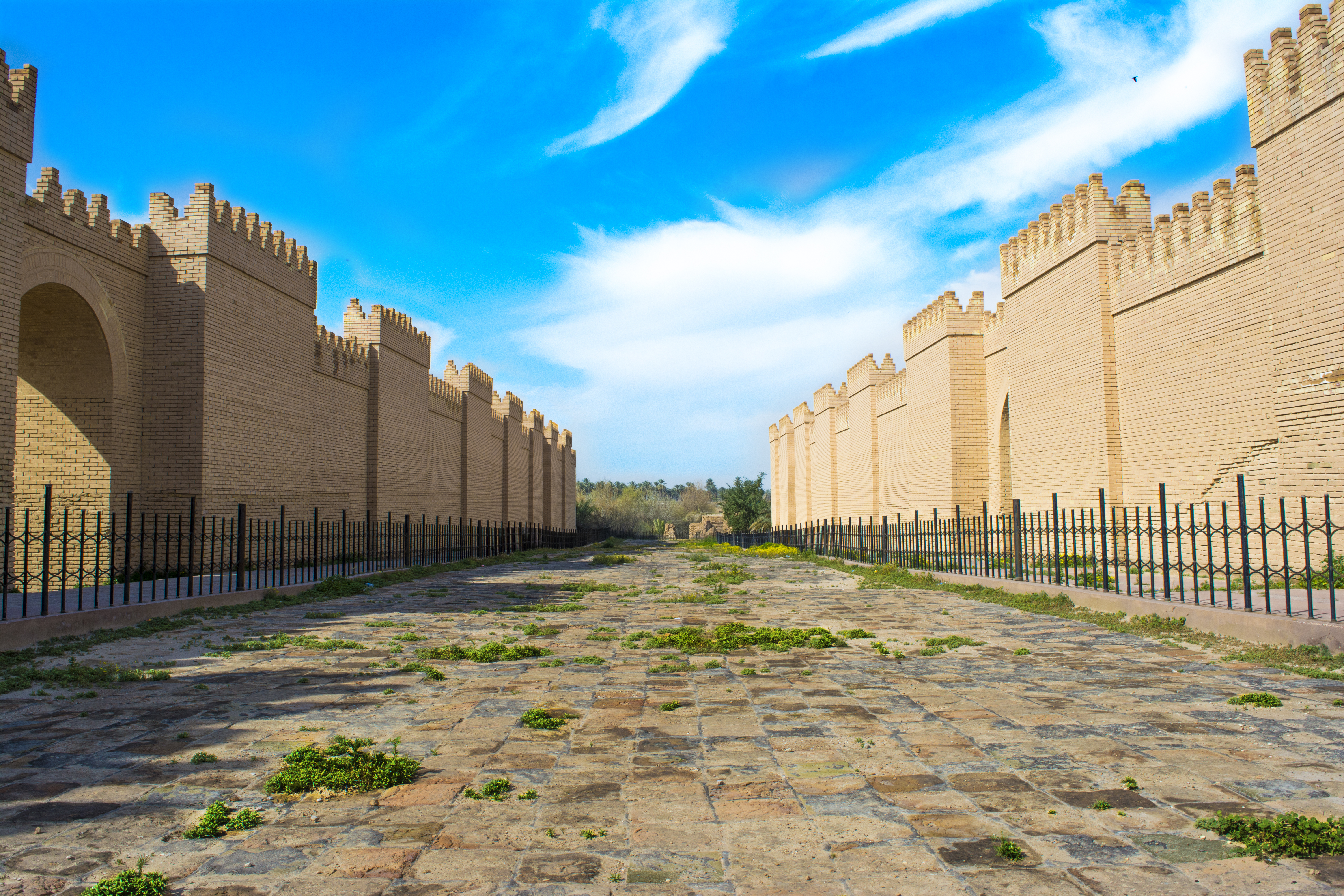
أسوار بابل في بابل
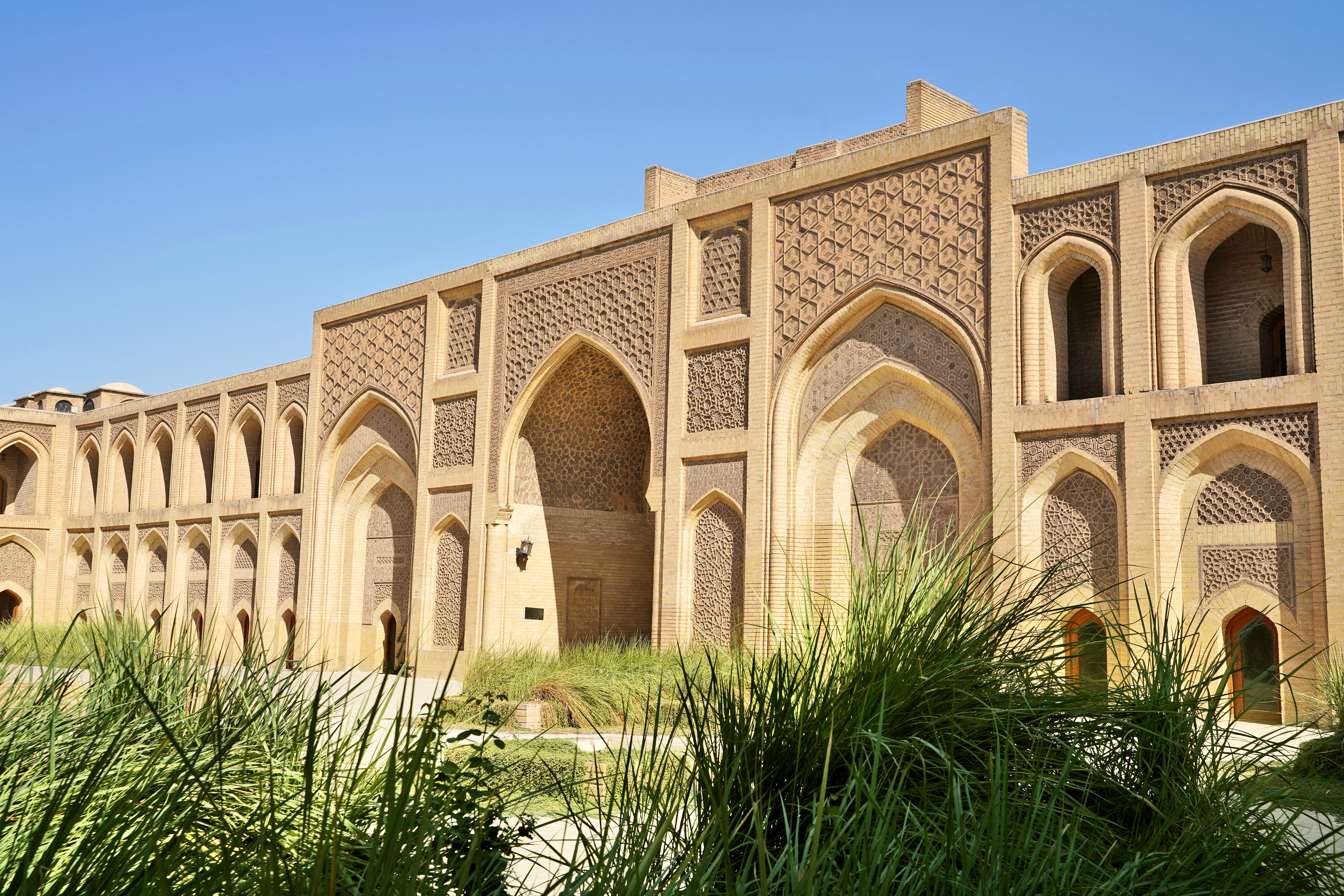
مبنى المدرسة المستنصرية في بغداد
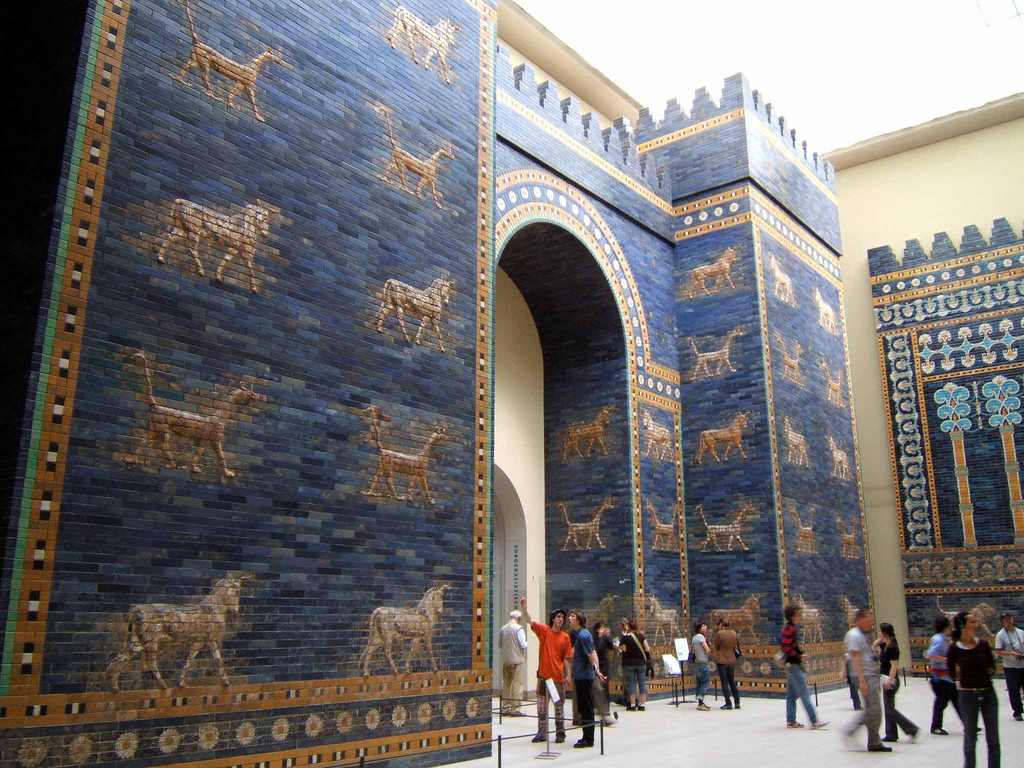
بوابة عشتار الأصلية في متحف برلين
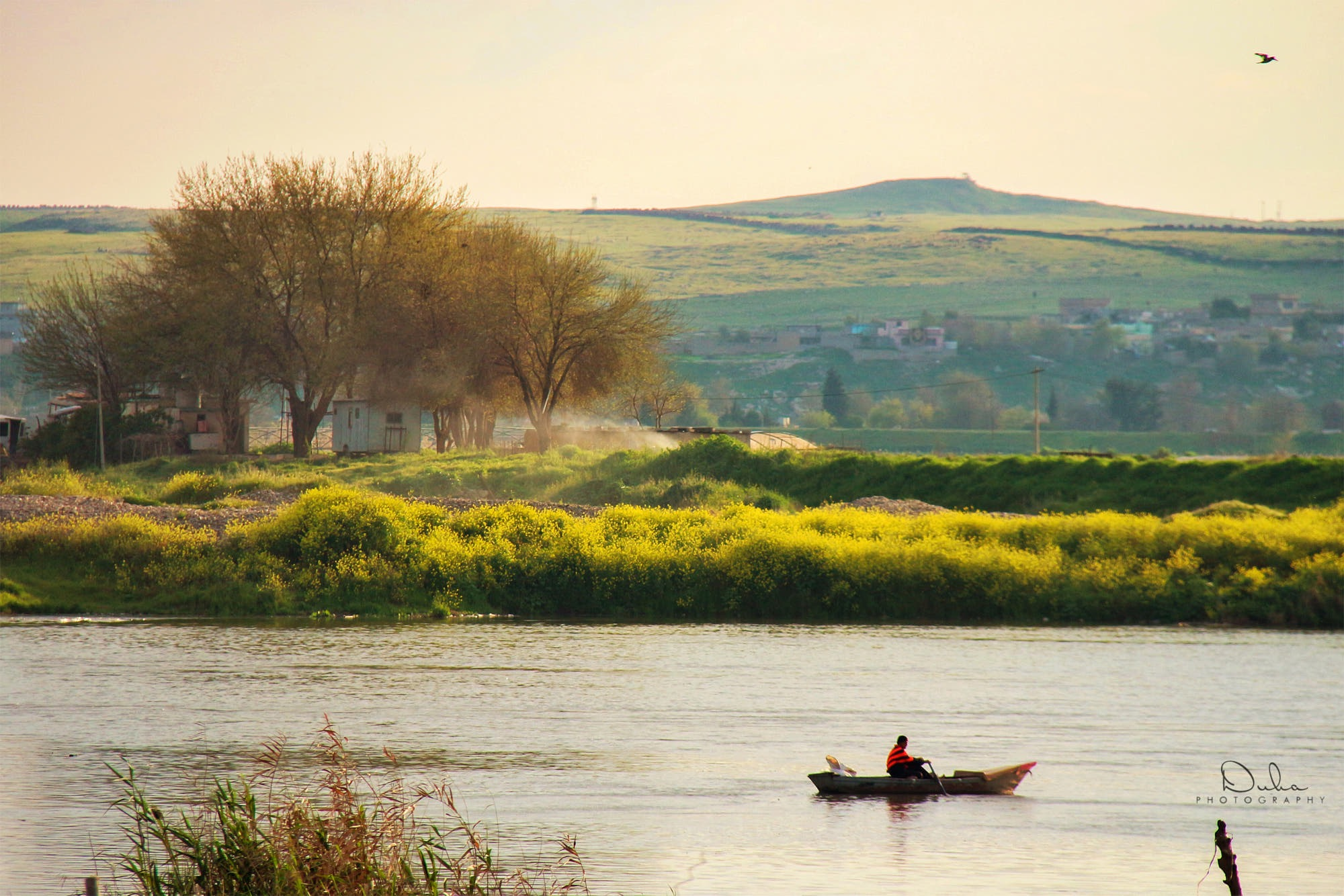
نهر دجلة في ريف الموصل
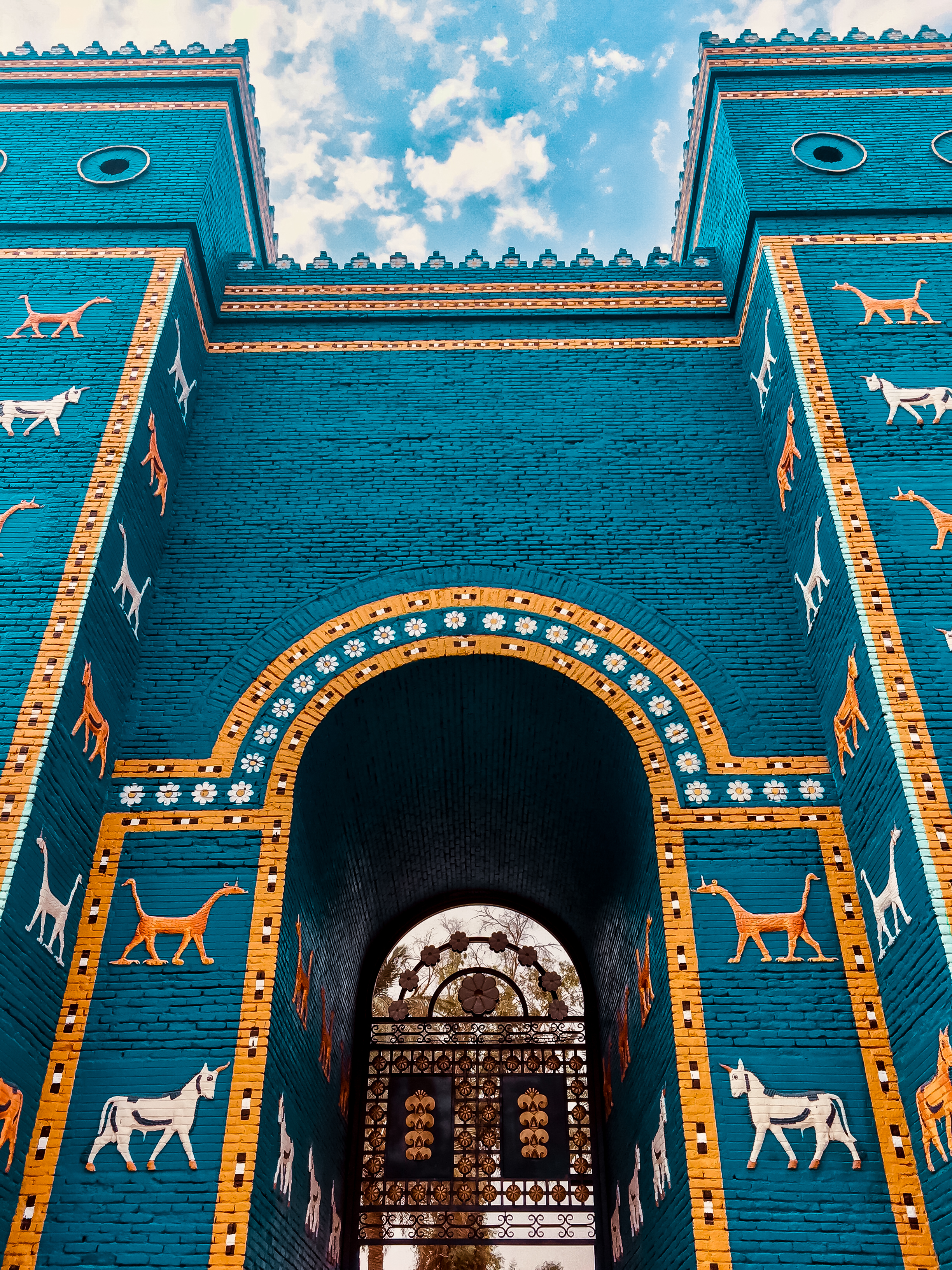
نموذج لبوابة عشتار في بابل في عام 2018م
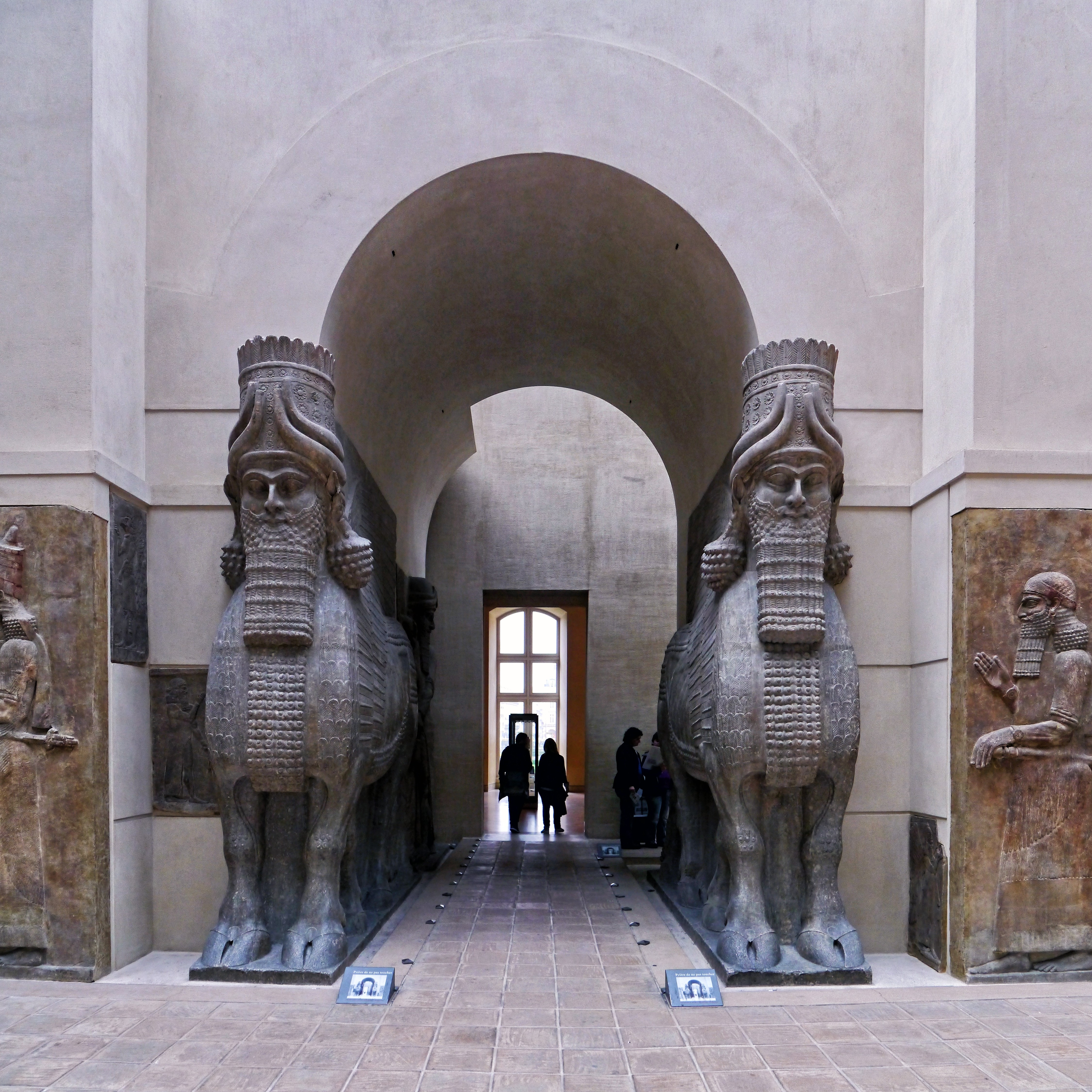
ثوران مجنحان في متحف اللوفر
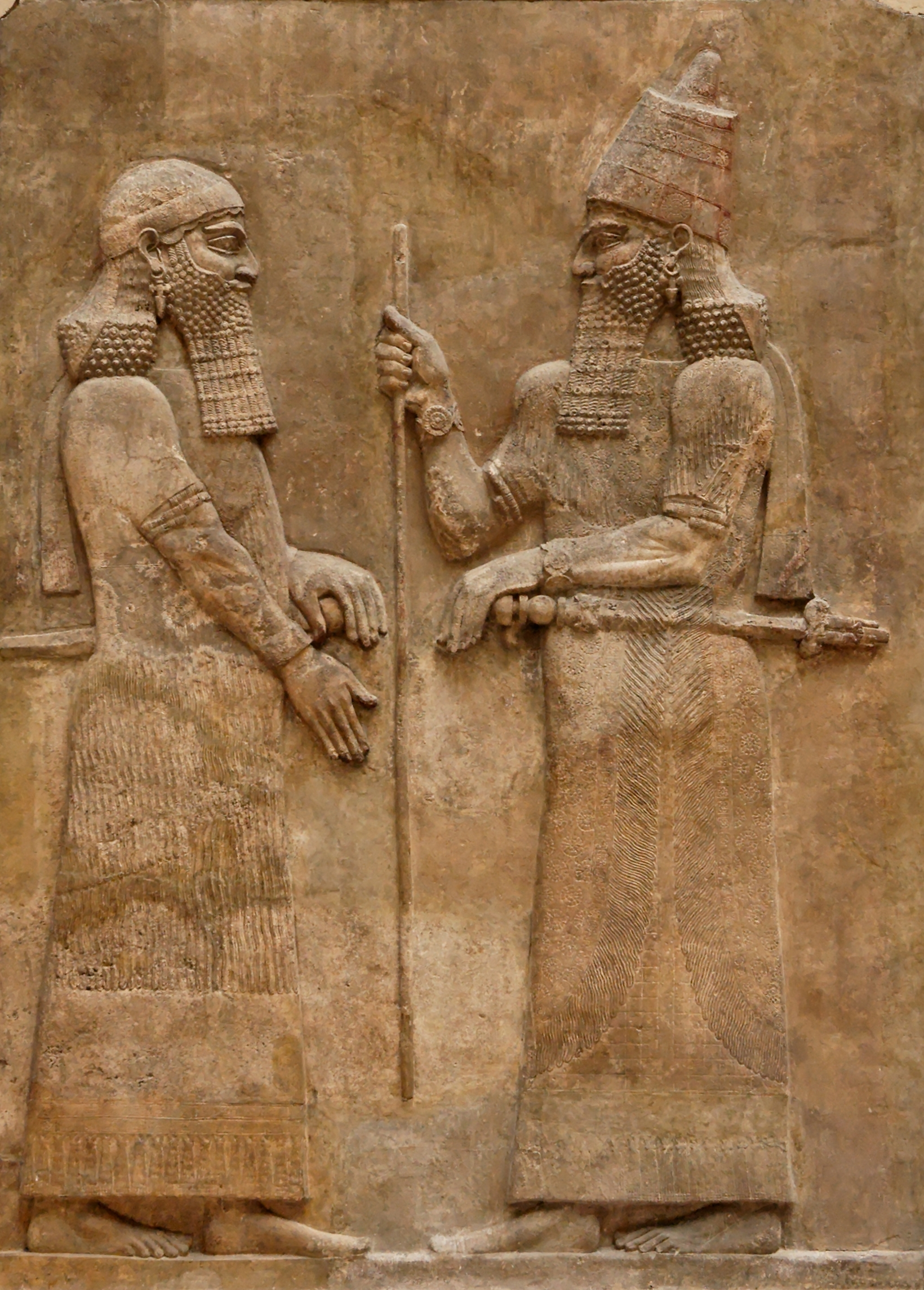
جدارية تمثل سرجون الثاني في دور شروكين
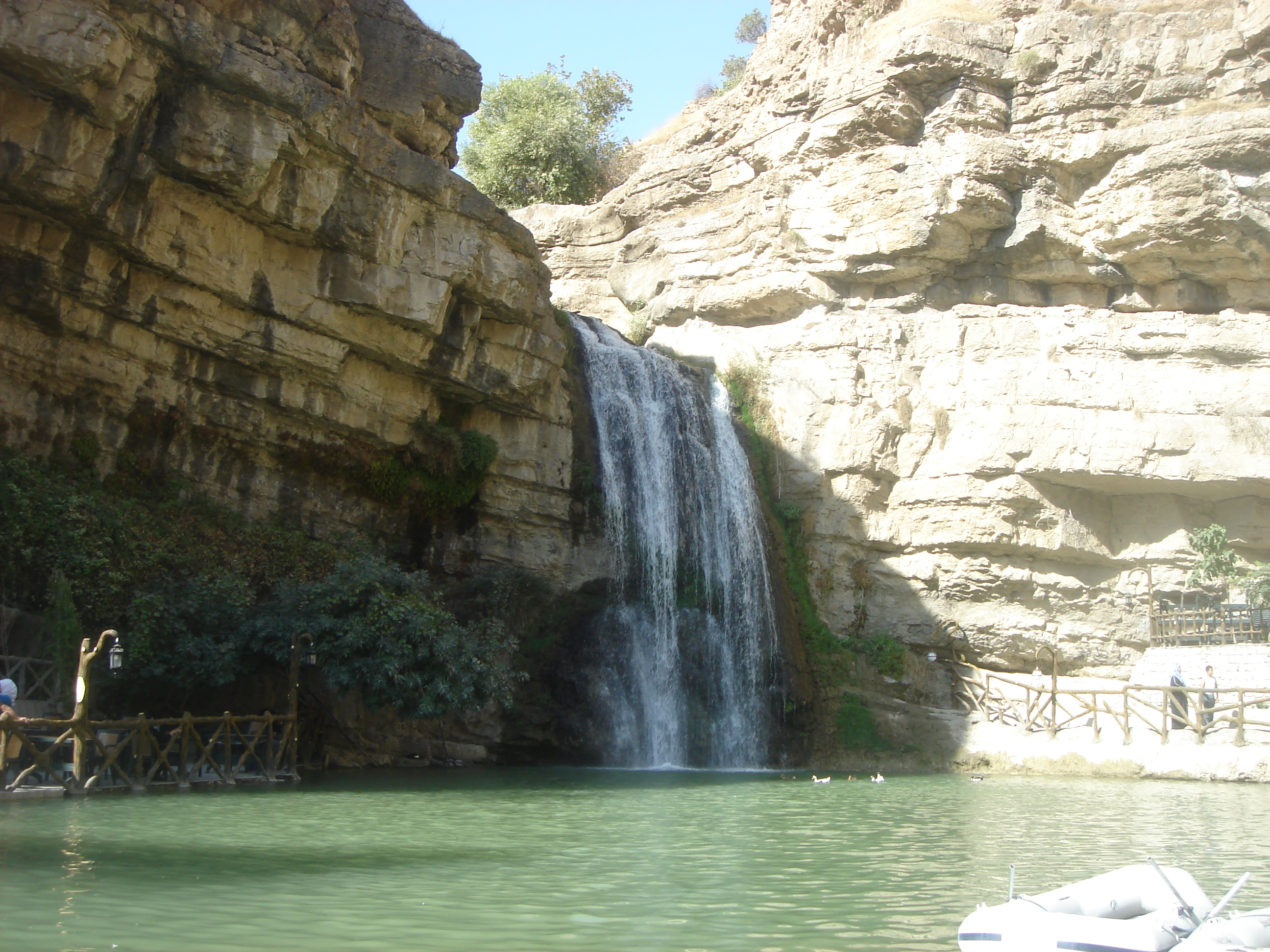
شلال كلي علي بك في إربل (أربيل)
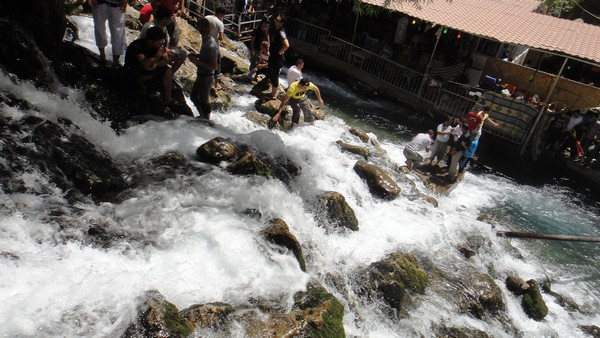
شلالات بيخال في إربل (أربيل)
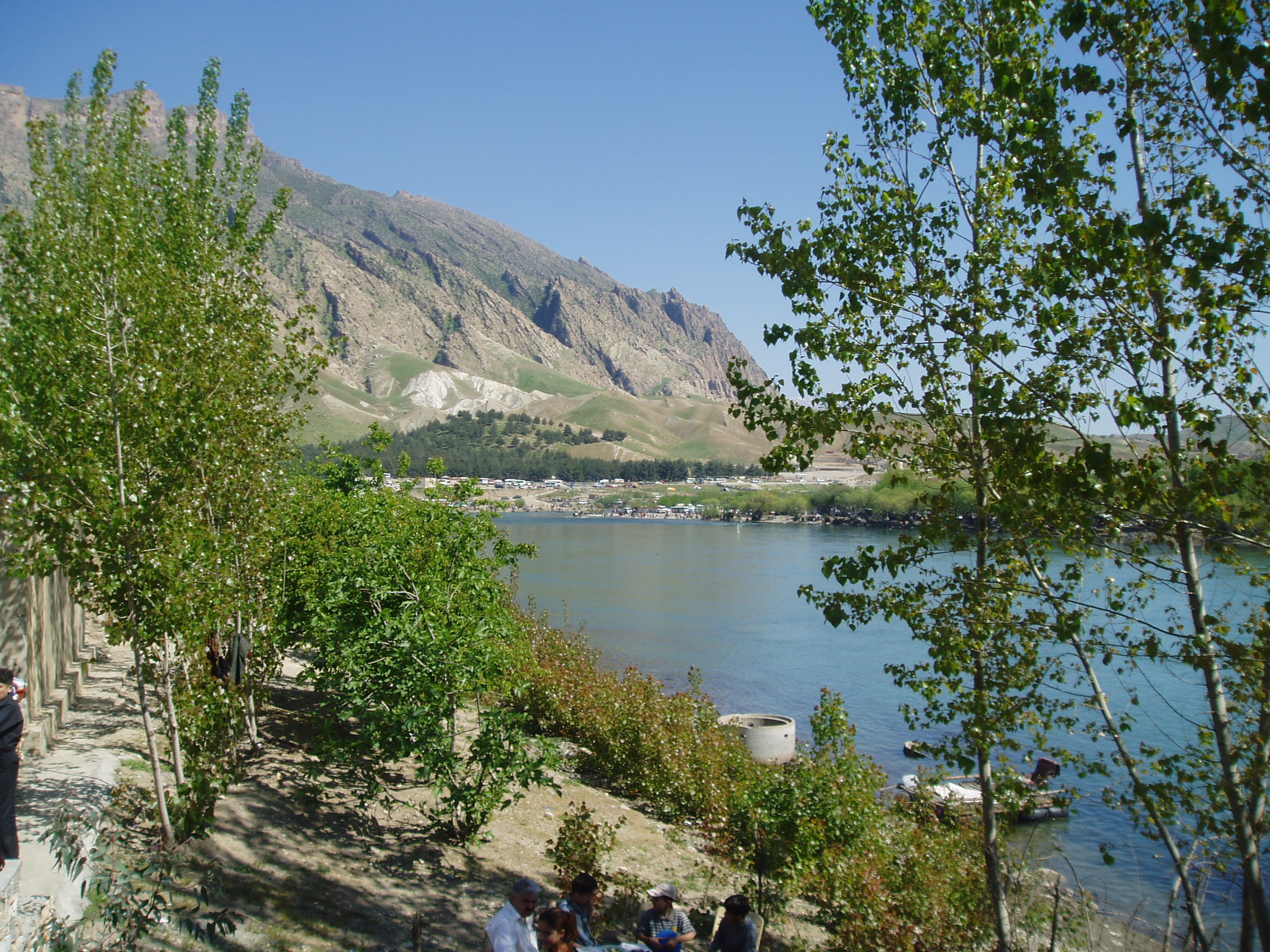
بحيرة دوكان في السليمانية
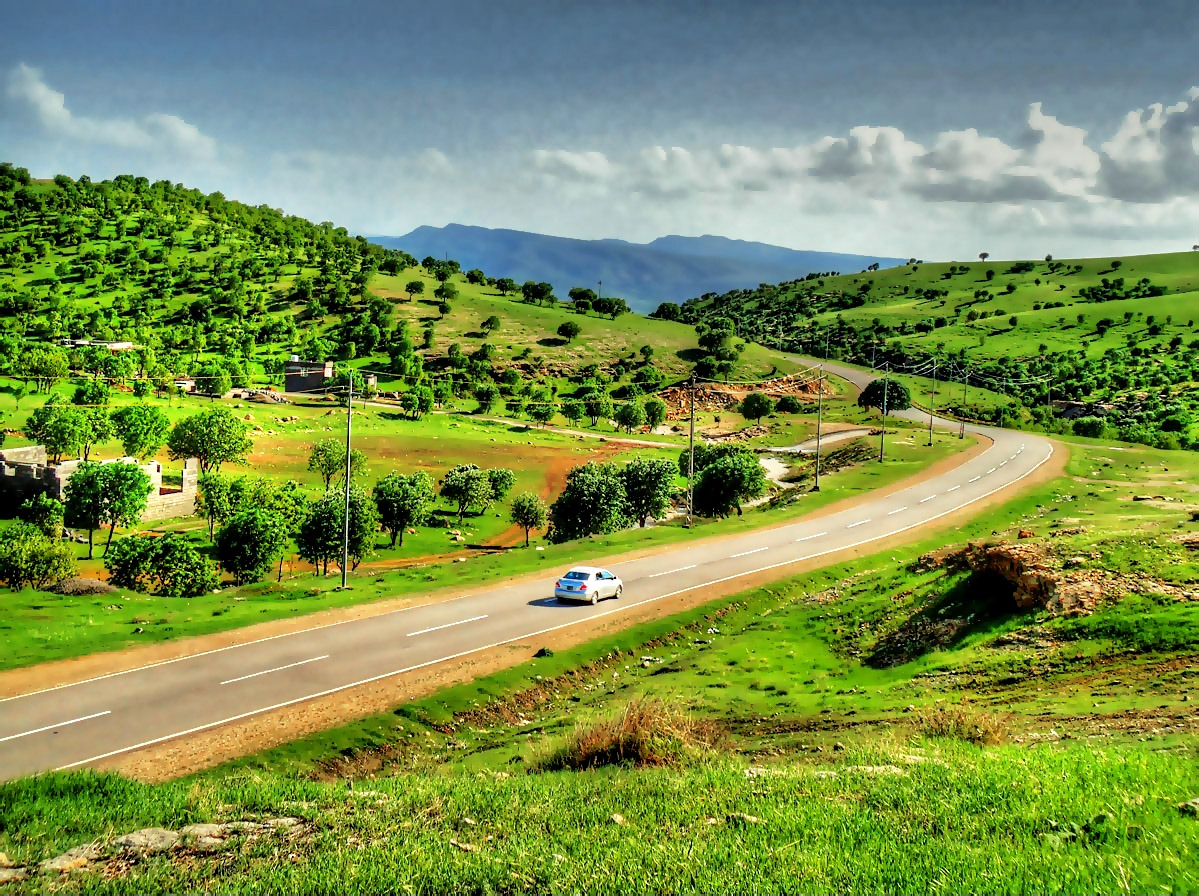
طبيعة بانوكا في إربل (أربيل)
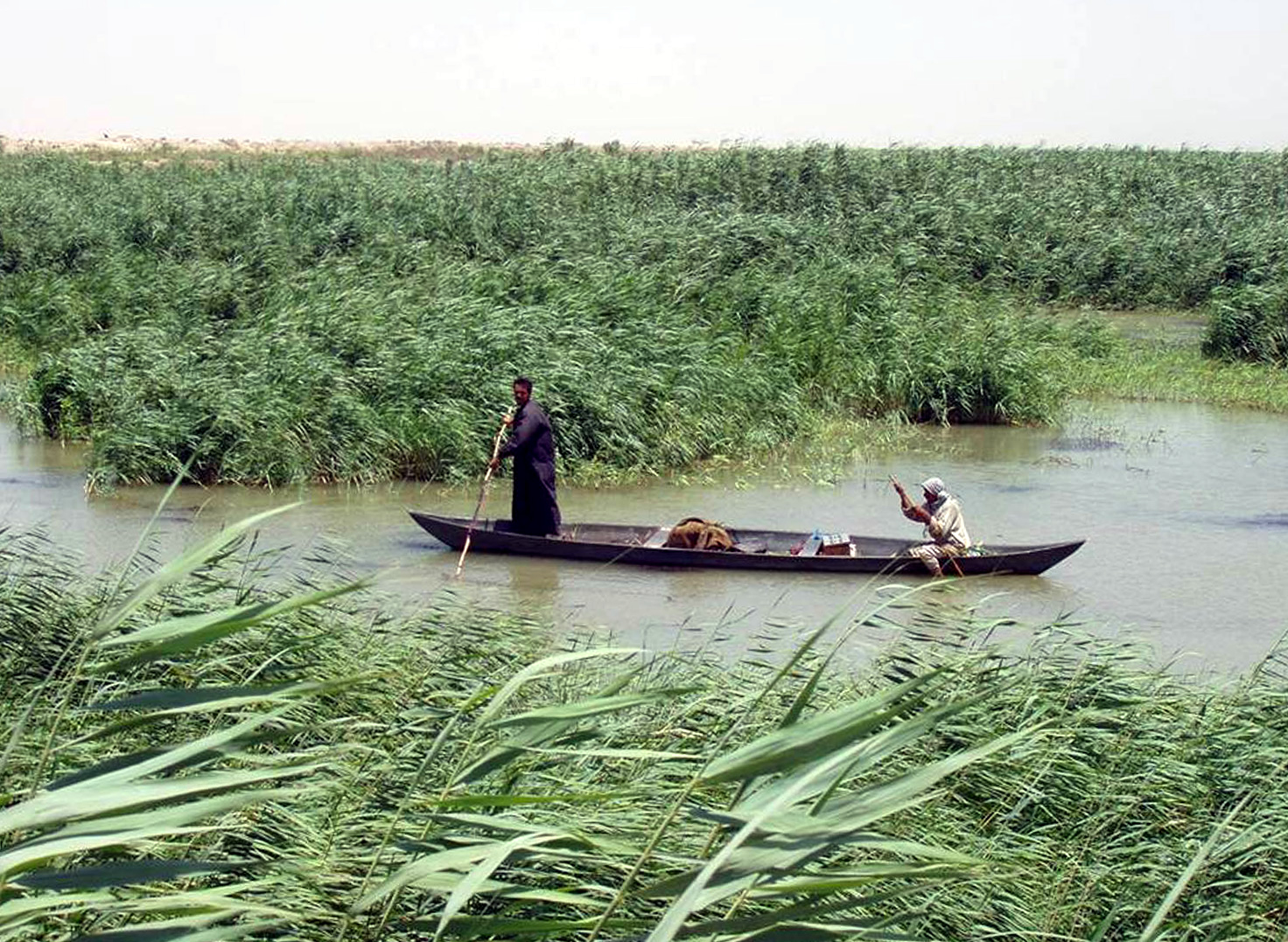
أحد الأهوار بجنوب العراق
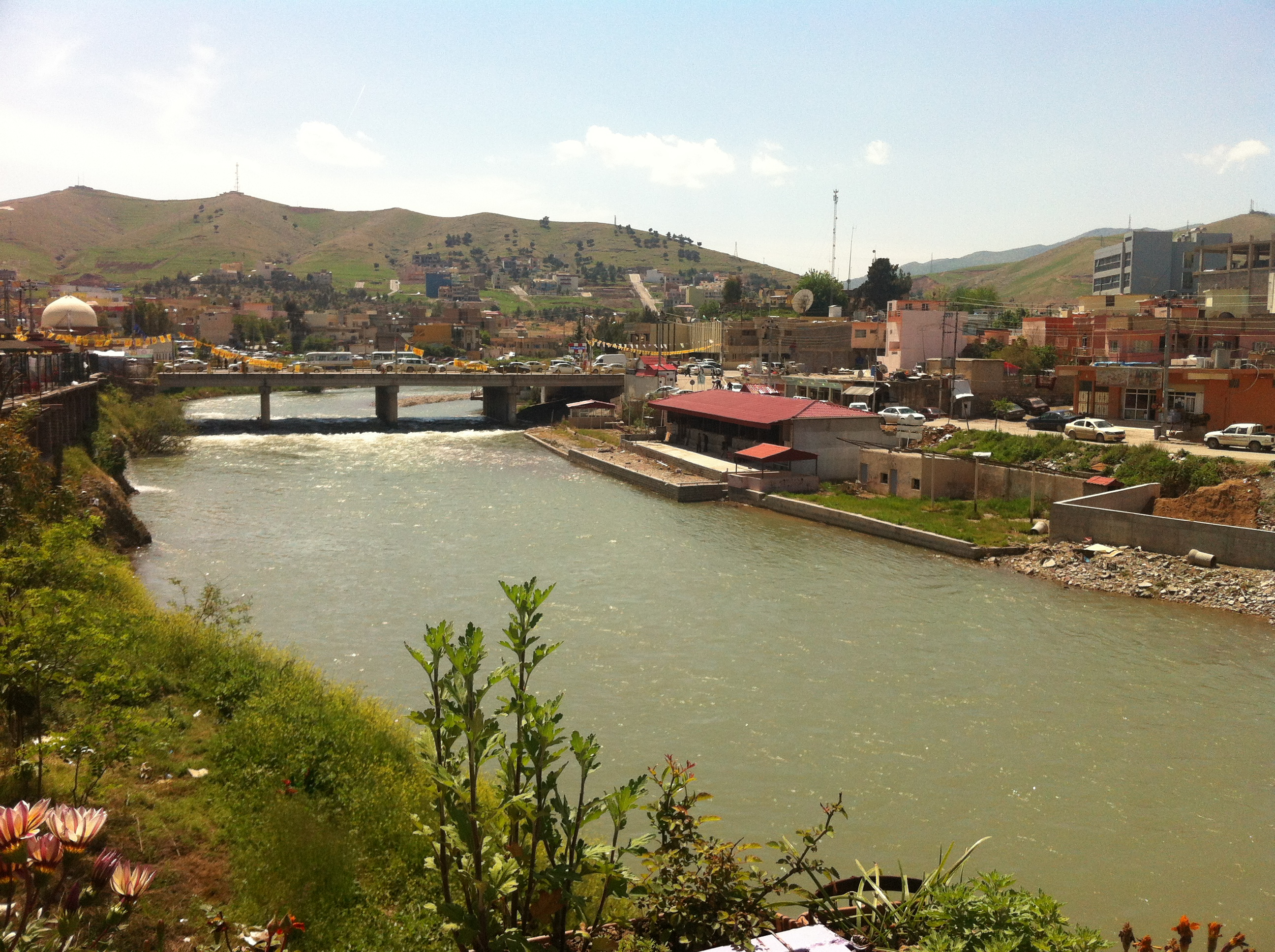
نهر الخابور في زاخو
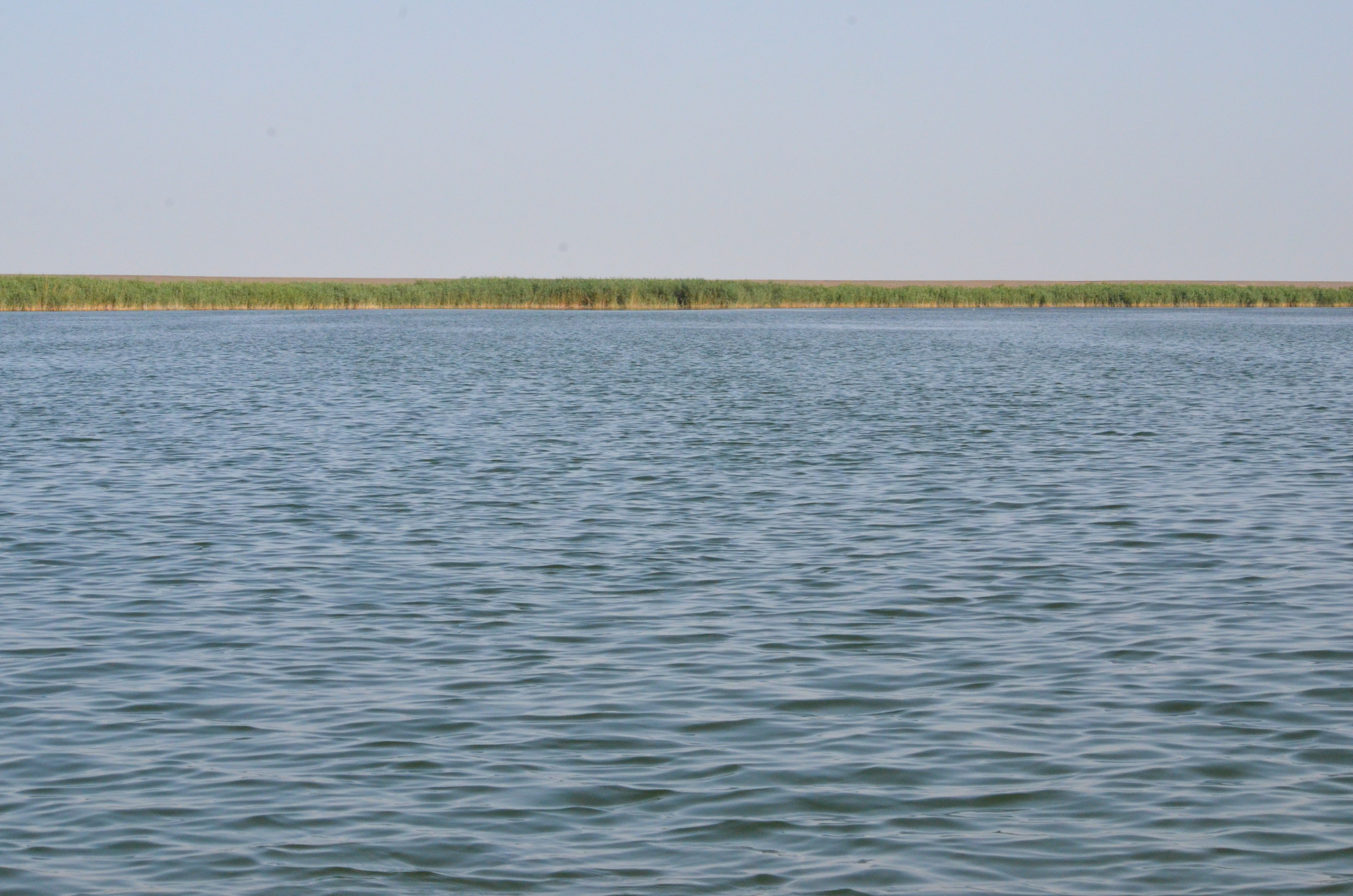
هور الدلمج في قضاء عفك

## النقل والمواصلات
يشمل النقل في العراق خطوط السكك الحديدية، والطرق السريعة، والممرات المائية (البحرية والنهرية)، وخطوط الأنابيب، والموانئ والمرافئ، والمطارات.
- النقل الجوي

حسب إحصاءات 1999، يوجد في العراق ما مجموعه 113 مطاراً بين صغير ومتوسط وكبير الحجم، بعضها مطارات عسكرية والبعض الآخر مطارات مدنية وبعض هذه المطارات ذو ممرات غير مرصوفة وبعضها صالحة فقط للطائرات المروحية.
- مطار بغداد الدولي
- مطار البصرة الدولي
- مطار الموصل الدولي
- مطار أربيل الدولي
- مطار السليمانية الدولي
- مطار النجف الدولي
- مطار الناصرية الدولي
- النقل البري

دخلت السكك الحديدية للعراق منذ مطلع القرن الماضي، أثناء التواجد البريطاني في العراق، وتمتد خطوط شبكة السكك الحديدية من جنوب العراق إلى شماله. وقد بدأ العراق بإعادة تجديد، وتطوير، واستحداث العديد من خطوط الشبكة، وقاطرات الركاب، والبضائع، ويبلغ طول شبكة السكك الحديدية في العراق 2272 كيلومتراً، وبدأ العراق بتوسيع شبكة السكك الحديد مؤخراً لربطها ببعض دول الجوار وعلى رأسها تركيا، بالإضافة إلى مشروع مترو بغداد، وهو الأول من نوعه في العراق.
يصل إجمالي طول الطرق الرئيسية في العراق إلى ما يقارب 45،550 كيلومتر، منها 38،400 كيلومتر عبارة عن طرق مبلطة، و7،150 كم لا تزال غير مبلطة حسب تقديرات 1996. وأكبر شارع في العالم في العراق هو الطريق من بغداد إلى سورية (الوليد).
- الشركة العامة لسكك الحديد العراقية
- مترو بغداد
- محطة بغداد المركزية
- محطة قطارات المعقل
- النقل البحري

يعتبر شط العرب من أهم الطرق المائية في العراق، ولكن بعض أجزاء الشط غير صالحة للملاحة بسبب عدم عمقها الكافي في بعض الأجزاء، ويعتبر ما يقارب 1000 كيلومتر من شط العرب صالحاً للملاحة باستعمال البواخر العملاقة، ولعدم توفر منفذ كاف للعراق على البحر أحد أهم الأسباب التي أدت إلى حرب الخليج الأولى، ويعتبر ميناء البصرة، وميناء أم قصر، من أهم موانئ العراق، وهناك موانئ أخرى أصغر حجماً مثل ميناء خور الزبير، وميناء خور العمية. حسب إحصاءات 1999م كان العراق يمتلك 13 ناقلة نفط عملاقة، و14 سفينة نقل بضائع، وسفينة نقل ركاب واحدة.
حتى الآن يستخدم النقل النهري في العراق للمسافات القصيرة جداً وعلى نطاق شخصي. وتعد البصرة محافظة العراق الوحيد على الخليج العربي، ومن موانئها:
- ميناء أبو الفلوس
- ميناء ام قصر
- ميناء الفاو الكبير
- ميناء خور الزبير
- ميناء البصرة النفطي
- ميناء المعقل
- ميناء خور العمية النفطي
- ميناء البصرة النفطي

## الثقافة

### الموسيقى والغناء

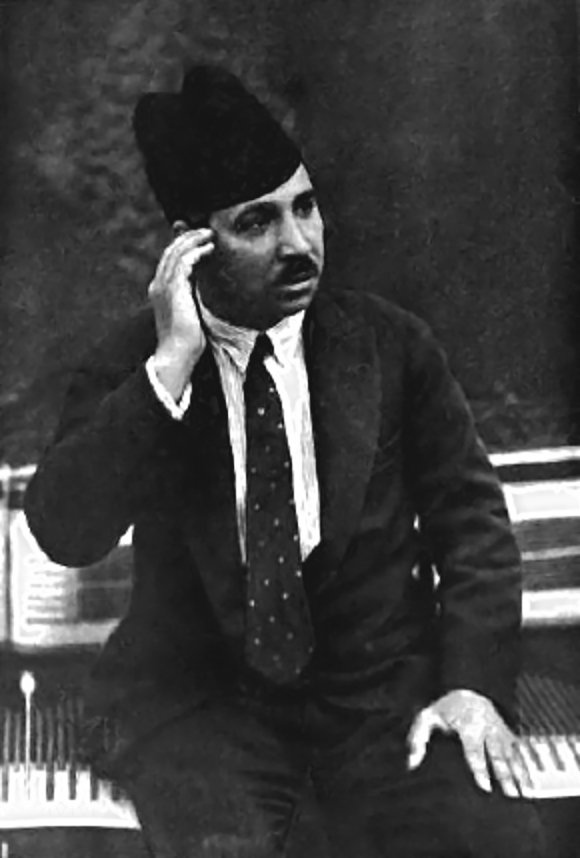
المقام العراقي يؤديه محمد القبانجي

يعود تاريخ الموسيقى في العراق إلى عهود قديمة بقدم العراق نفسه، وتطورت الموسيقى عبر الحقب المتعددة، فمن أقدم قيثارة في العالم (القيثارة السومرية)، إلى اختراع العود، ومن إضافة الوتر الخامس له، إلى الايقاعات والمقامات العراقية المختلفة. وتطورت الموسيقى العراقية بصورة ملحوظة بداية القرن العشرين على يد الأخوين صالح الكويتي وداود الكويتي، ووصل عدد المطربات في أربعينيات القرن إلى ما يقارب الأربعين مطربة، ثم عرفت الموسيقى العراقية بعد ذلك العديد من الملحنين الذي رفدوا الأغنية العراقية، مثل: عباس جميل، ناظم نعيم، محمد نوشي، رضا علي، كمال السيد، كوكب حمزة، طالب غالي، حميد البصري، طارق الشبلي، مفيد الناصح، جعفر الخفاف وطالب القرغولي وغيرهم.

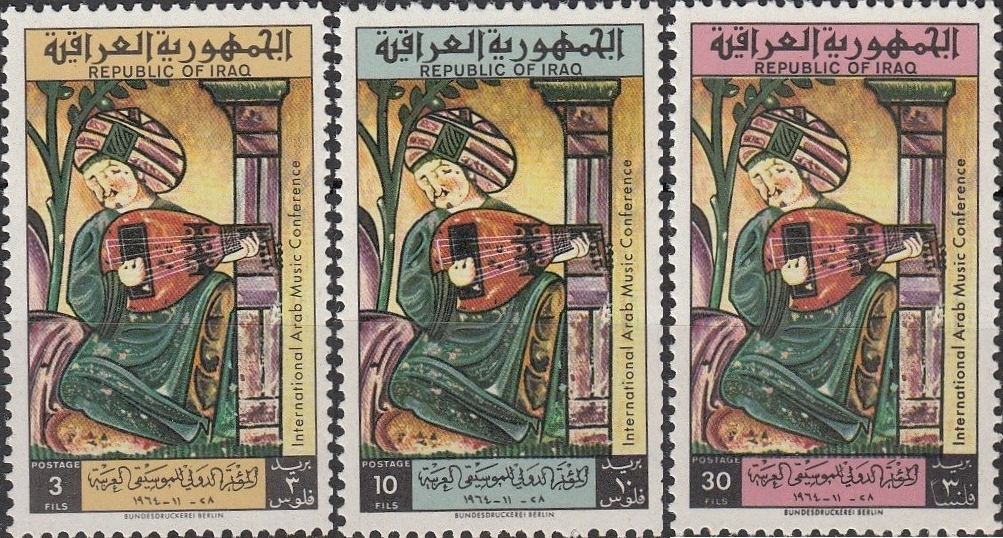
طابع بريدي عراقي صدر عام 1964 بمناسبة إقامة المؤتمر الدولي للموسيقى العربية في بغداد

وكذلك يزخر العراق بالعديد من الأصوات التي تعد كبيرة في مجال الغناء العراقيّ، فمن القرن المنصرم: ناظم الغزالي، وداخل حسن، وزهور حسين، وفؤاد سالم، وحسين نعمة، ورياض أحمد، وقحطان العطار، ومائدة نزهت، وأنوار عبد الوهاب، وستار جبار، ومن الفنانين المشهورين الحاليين: كاظم الساهر، وحاتم العراقي وحسام الرسام وغيرهم.

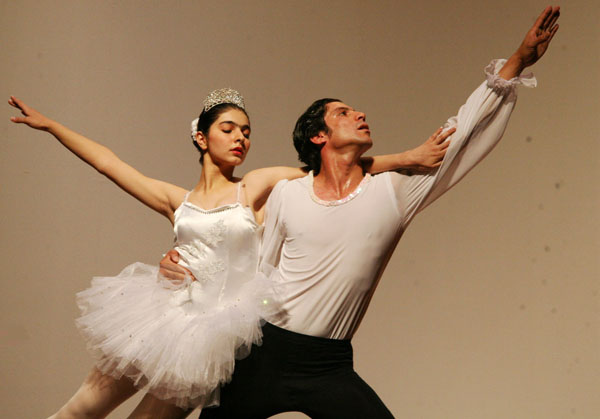
اثنين من راقصي الباليه، من فرقة الباليه الوطنية العراقية في عام 2007م
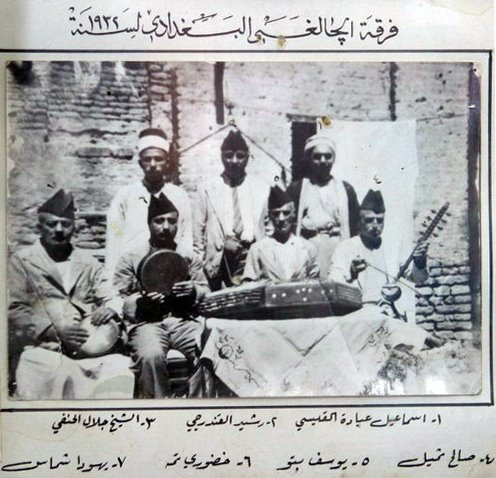
فرقة الجالغي ببغداد عام 1932م
الفنان ناظم الغزالي
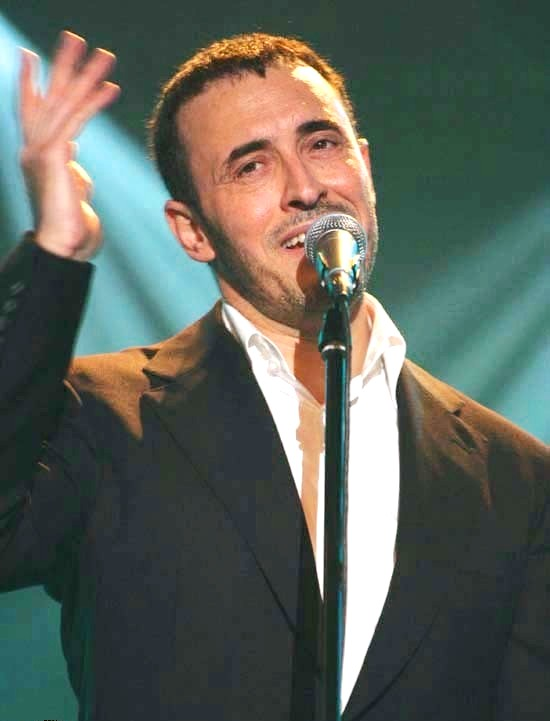
الفنان كاظم الساهر

### الأدب والشعر والفن
تأثر الأدب العراقي الحديث بشدة بالتاريخ السياسي للعراق. ففي أواخر السبعينات، قدمت حكومة صدام حسين للكتاب البارزين في العراق، شقة وسيارة وضمان نشر منشور واحد سنوياً. في المقابل، كان من المتوقع من الأديب أن يدعم حزب البعث الحاكم. والدعاية لالحرب العراقية الإيرانية، ولكن أيضاً دفعت عدداً من الأدباء والكتاب إلى اختيار المنفى. ووفقاً للكاتب نجم والي، أنه خلال هذه الفترة، «حتى أولئك الذين اختاروا التوقف عن الكتابة، اضطروا لكتابة شيء ما لم يكن يثير غضب الدكتاتور، لأن الصمت كان يعتبر جريمة».ومن كتاب نهاية القرن العشرين: سعدي يوسف، وفاضل العزاوي، وموشين آل الرملي، وصلاح الحمداني، وفتح شيركو، في القرى الواحد و العشرين أحمد سعداوى لطفية الدليمي، عالية ممدوح، سنان أنطون، سارة الصراف 
يلقب العراق «بلد الشعر والشعراء» أو «بلد الشعراء» عند الأدباء العرب لكثرة عدد الشعراء فيها،  ويزخر العراق بالعديد من الأسماء الكبيرة في مجالات الفن والأدب، فمن الشعراء أبو الطيب المتنبي في العصر العباسي، وكذلك الفرزدق أما في العصر الحديث فعبد الوهاب البياتي، ومحمد مهدي الجواهري، ونازك الملائكة، وأحمد مطر، وبدر شاكر السياب، وجميل صدقي الزهاوي، ومعروف الرصافي، وعبد الرزاق عبد الواحد، ومن جملة الفنانين التشكيليين والرسامين والنحاتين: رفعت الجادرجي، وزها حديد، ومحمد مكية، وفائق حسن، وإسماعيل فتاح الترك، وخالد عبد العزيز القصاب، وليلى العطار، ومحمود صبري، وجواد سليم، وشاكر حسن آل سعيد، ونهى الراضي، وفيصل لعيبي وغسان فيضي، وعباس الكاظم، ونزيهة سليم، ومحمد غني حكمت.

### التراث القصصي العراقي

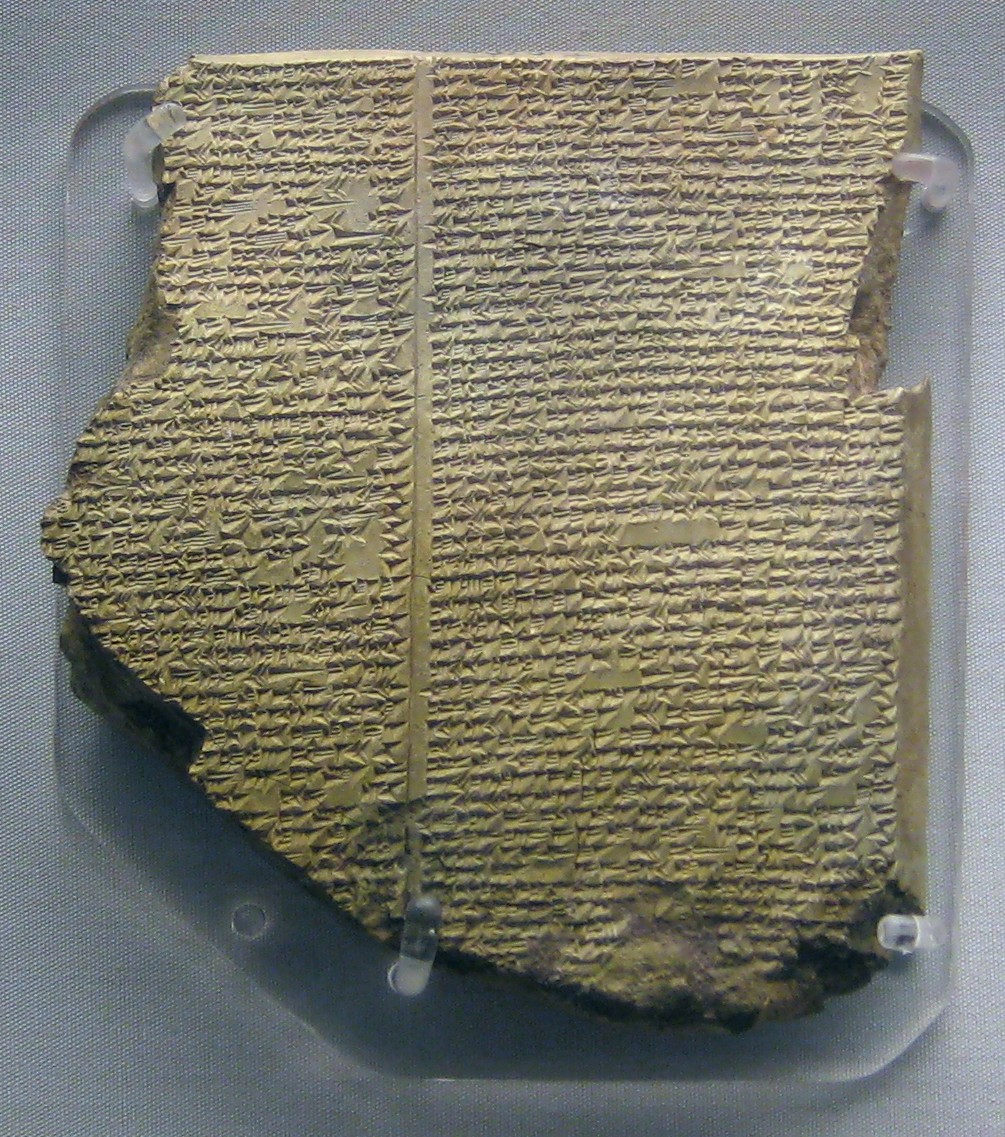
لوح لملحمة جلجامش في المتحف البريطاني بلندن (قصة الطوفان)

العراق غني بتراثه القصصي، حيث يعتبر الأرض الخصبة للروايات التي ذاع صيتها في جميع أرجاء المعمورة، وتُرجمت هذه الحكايات إلى لغات عالمية عديدة، وعرفتها الشعوب الأخرى، ومن أهم هذه الحكايات التراثية:

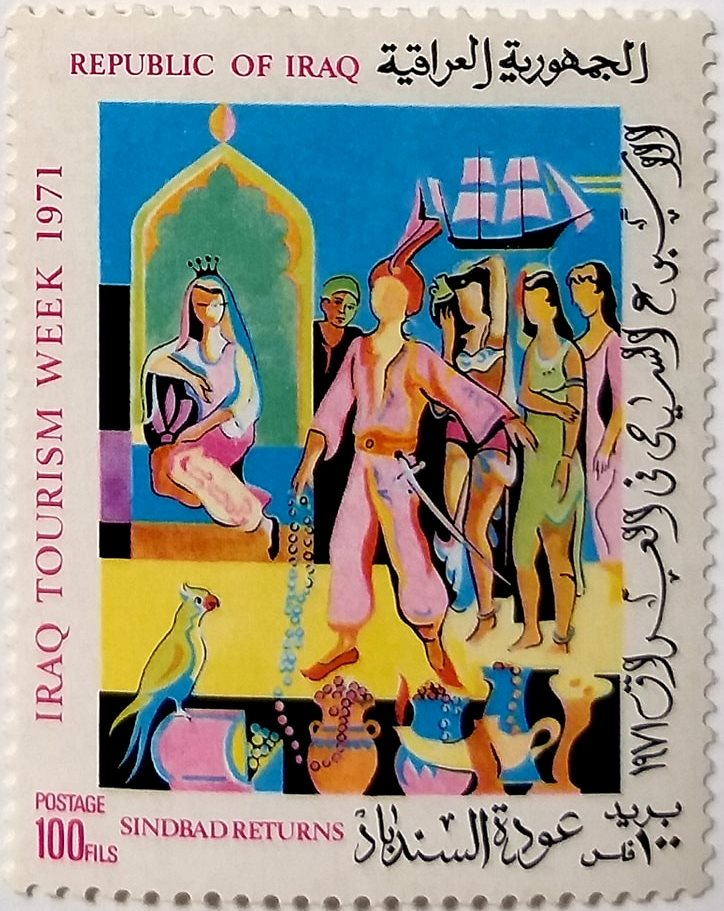
طابع بريدي عراقي فئة 100 فلس صدر عام 1971 يصور لحظة "عودة سندباد"، صدر للترويج للأسبوع السياحي في العراق

- ملحمة جلجامش
- ألف ليلة وليلة
- سندباد
- علاء الدين
- علي بابا

### الرياضة
تتنوع الرياضات في العراق، وتبدي الحكومة العراقية اهتماماً كبيراً في هذا المجال وخصوصاً في مجال كرة القدم والتايكواندو وخماسي الكرة وكرة السلة وألعاب القوى والشطرنج والملاكمة. ولكل هذه الرياضات انتشار جيد في الوسط الشعبي بالإضافة إلى الصيد والتزلج الذي يكون عمومًا موسمياً ومحصورا في المناطق الجبلية في شمال العراق. كذلك تبدي الدولة العراقية اهتماماً كبيراً برياضة المعاقين، وقد حققت فرق ذوي الاحتياجات الخاصة الرياضية العديد من البطولات والميداليات المحلية والعربية والعالمية.
- اتحاد العراق لكرة القدم
- نادي الجادرية للفروسية
- نادي الصيد العراقي
- مدينة البصرة الرياضية

#### كرة القدم
تعتبر كرة القدم الرياضة الأكثر شعبية في العراق. تأسيس اتحاد العراق لكرة القدم رسميا كان عام 1948، لتتم بعدها بعامين فقط عملية انضمامه إلى الاتحاد الدولي الفيفا عام 1950، أما انضمامه إلى الاتحاد الآسيوي لكرة القدم فقد احتاج حتى عام 1971.
للكرة العراقية العديد من الإنجازات الكروية على مختلف الصعد. فعلى المستوى القاري، استطاع منتخب العراق الفوز بلقب كأس الأمم الآسيوية لكرة القدم مرة واحدة لعام 2007. أما إقليمياً فاستطاع العراق الفوز عبر منتخبه الأول ببطولة كأس العرب 4 مرات كانت على التوالي أعوام : 1964 – 1966 –1985 – 1988 إضافة إلى الفوز ببطولة كأس الخليج 3 مرات أعوام 1979 – 1984 -1988.
كما حقق منتخب العراق تحت عمر 19 سنة الفوز ببطولة كأس آسيا للشباب 5 مرات في تاريخه كانت أعوام: 1975–1977 – 1978–1988 –2000.
أما الإنجاز الأكبر في تاريخ الكرة العراقية فقد كان الوصول إلى نهائيات كأس العالم عام 1986 بالمكسيك وفوزه ببطولة كأس الأمم الآسيوية عام 2007، إضافة إلى فوزه بالمركز الرابع بدورة الألعاب الأوليمبية الصيفية عام 2004 كأفضل إنجاز محقق بتاريخ الكرة الآسيوية إلى جانب فوزه بالميدالية الذهبية لدورة الألعاب الآسيوية والتي أقيمت بالهند عام 1982، واحتلاله المركز الرابع في كأس العالم للشباب تحت 20 عامًا بتركيا في عام 2013م.
يضاف لذلك تأهله للعب في بطولة كأس القارات عام 2009 بجنوب أفريقيا، بصفته بطل آخر دورة لبطولة أمم آسيا.
وكاد فريق الشرطة العراقي أن يحقق للكرة العراقية دوري أبطال آسيا للأندية عام 1971، لكنه حل بالمركز الثاني بعد أن انسحب لأسباب سياسية بالمباراة النهائية ضد فريق مكابي تل أبيب الإسرائيلي.
وبالعودة إلى انطلاقة الكرة العراقية، يظهر عملياً أنها انطلقت قبل فترة طويلة من تأسيس الاتحاد العراقي لكرة القدم، ففي عام 1931م أُسس أول ناد عراقي، وهو نادي القوة الجوية ثم كان تأسيس نادي النقل عام 1937م، لتزداد عدد الفرق العراقية بعدها، وإن كانت العديد من الفرق الموجودة حالياً لم تبصر النور حتى مرحلة الستينات من القرن العشرين.
وكانت انطلاقة الدوري الرسمي العراقي في عام 1962، وظل منذ ذلك التاريخ وحتى عام 1973 محصوراً في أندية بغداد، إلى أن توسع إلى باقي المدن والمحافظات العراقية، وتواصلت حتى الآن، وتخللتها فترات من الإيقاف المفاجئ بسبب الأوضاع التي سادت العراق بمختلف المراحل من أواخر القرن الفائت وأوائل القرن الحالي.

#### أندية كرة القدم العراقية
يوجد في العراق 110 نادٍ مسجل، ويعتبر نادي القوة الجوية من أقدم الأندية، والذي تأسس عام 1931م، ونادي الميناء الذي تأسس في العام ذاته،  ونادي الشرطة، الذي تأسس عام 1932، ونادي السكك عام 1937، والذي تغير اسمه لاحقاً إلى نادي المواصلات، ثم إلى نادي الزوراء.
وتختلف هذه الأندية من كونها مخصصة لرياضة كرة القدم فقط، أو أندية رياضية متنوعة.

### فن العمارة
يشمل فن العمارة في وادي الرافدين عدة ثقافات مختلفة، ويمتد على فترة من الألفية العاشرة قبل الميلاد، عندما تم بناء الهياكل الدائمة الأولى، إلى القرن الثامن قبل الميلاد. ومن بين الإنجازات المعمارية العراقية هي تطوير التخطيط العمراني، وتصميم الدار ذات الفناء، وبناء الزقورة. وتأثر فن العمارة العراقي كذلك بجميع الحضارات التي أعقبت ذلك التاريخ من الحضارات الرومانية، والإيرانية، وغيرها. وعندما فتح العراق في عهد الخلفاء الراشدين بدأ فن العمارة الإسلامية في العراق، وتميزت عناصر العمارة الإسلامية بالمئذنة، والقبة، والصحن، والجامع، والأقواس، وغيرها.
ويعد مسجد سامراء، الذي أنشئ بالعهد العباسي وملويته، ملوية سامراء، نماذج من العمارة الإسلامية في العراق، وكذلك اتسمت العمارة العراقية بالشناشيل، والتي استمرت حتى بداية القرن العشرين، وكذلك تميز العراق بالعمارة الموصلية، وبعد ذلك تأثر العراق بفن العمارة المعاصر الذي انتشر في العالم، على الرغم من وجود مميزات العمارة العراقية في قسم من الأعمال المعاصرة، كبرج بغداد

#### أمثلة عن فن العمارة

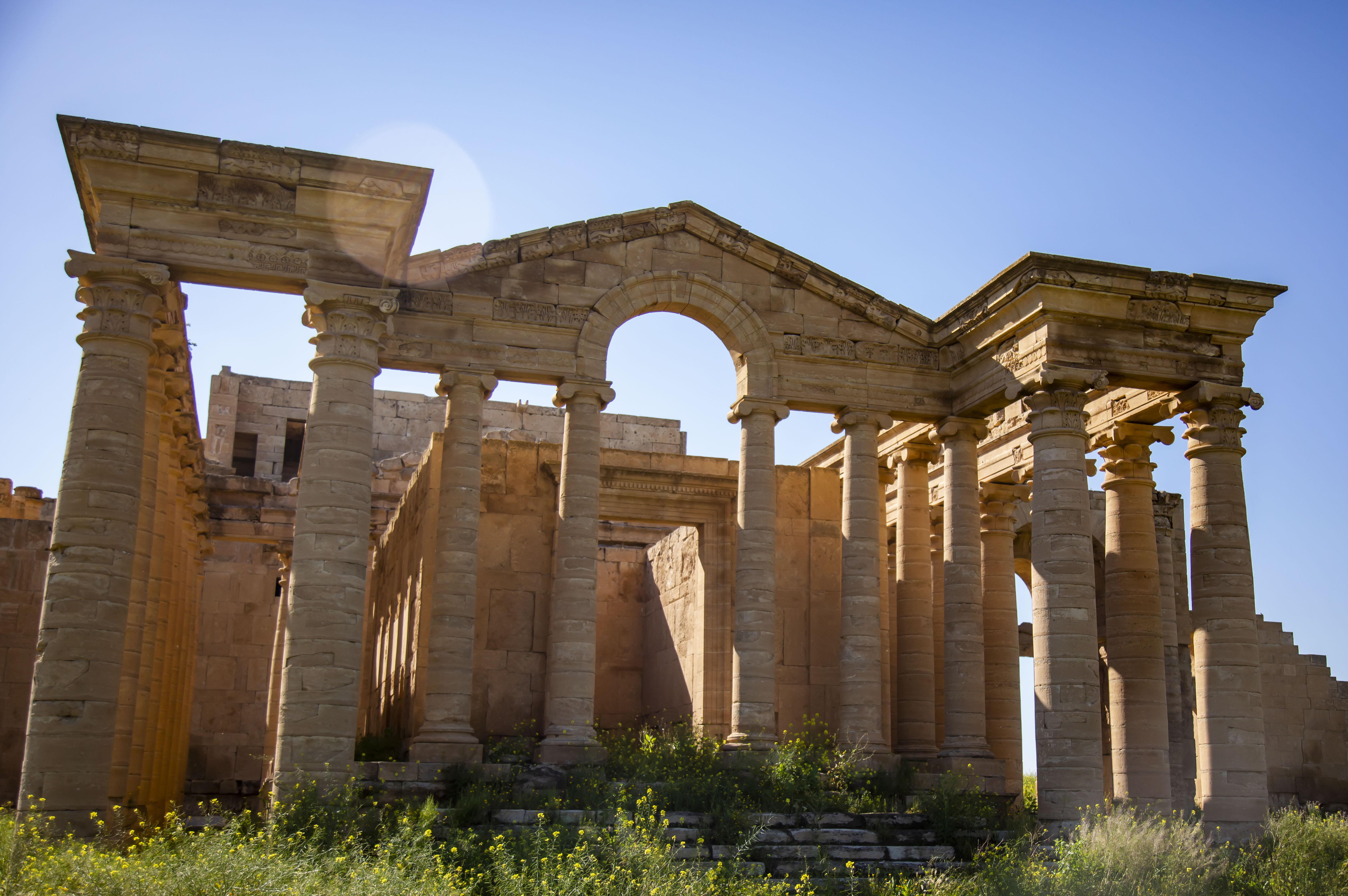
مملكة الحضر في الموصل
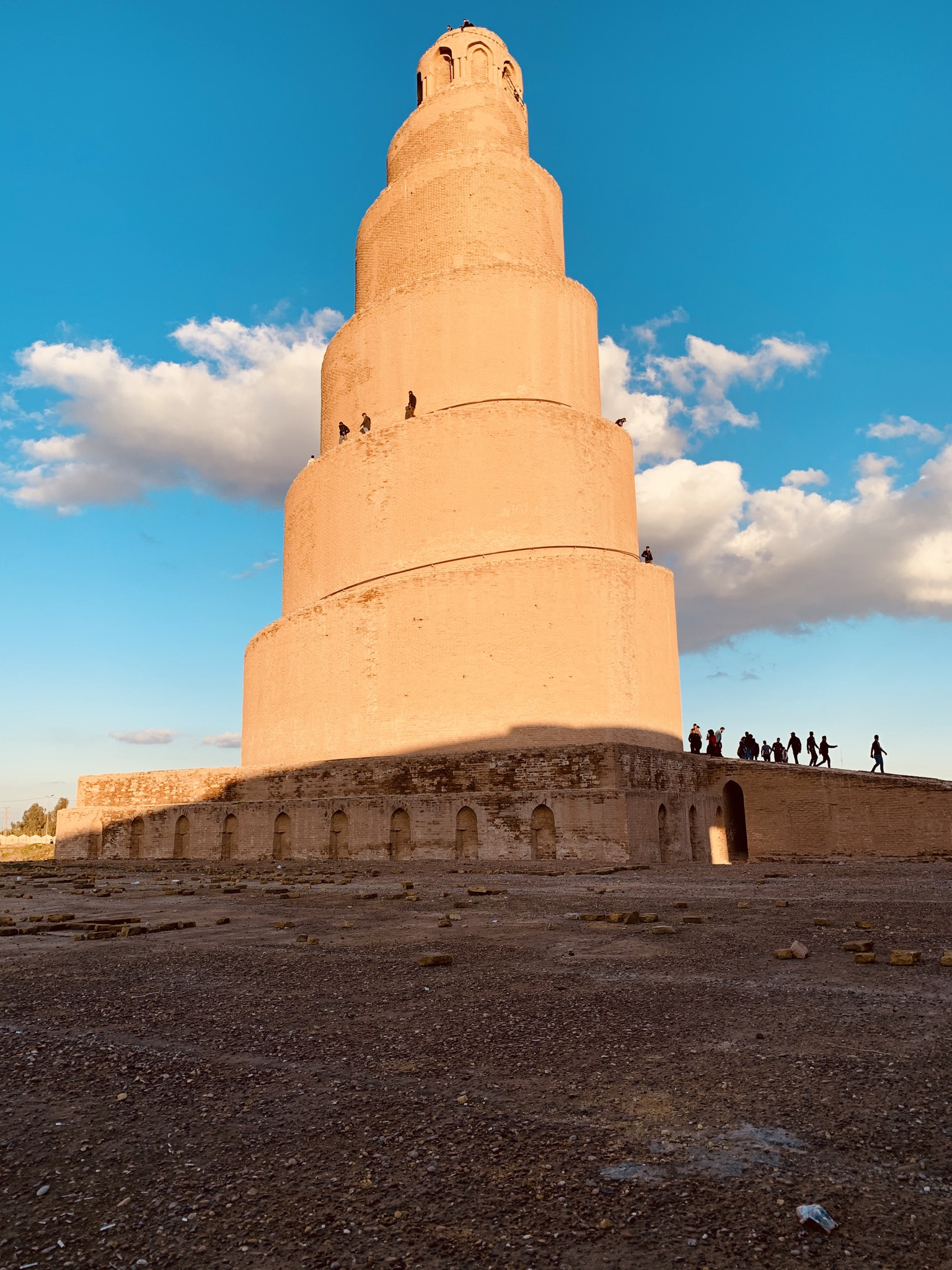
الملوية وهي مئذنة المسجد الجامع في سامراء
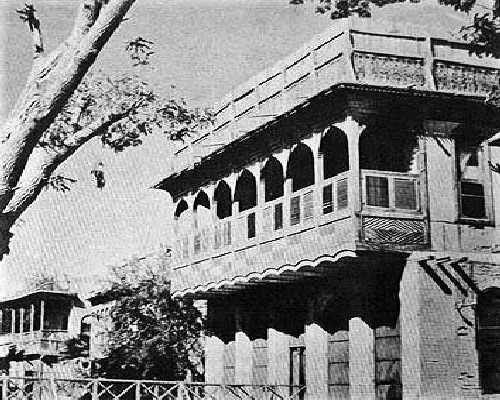
شناشيل البصرة في عام 1954م
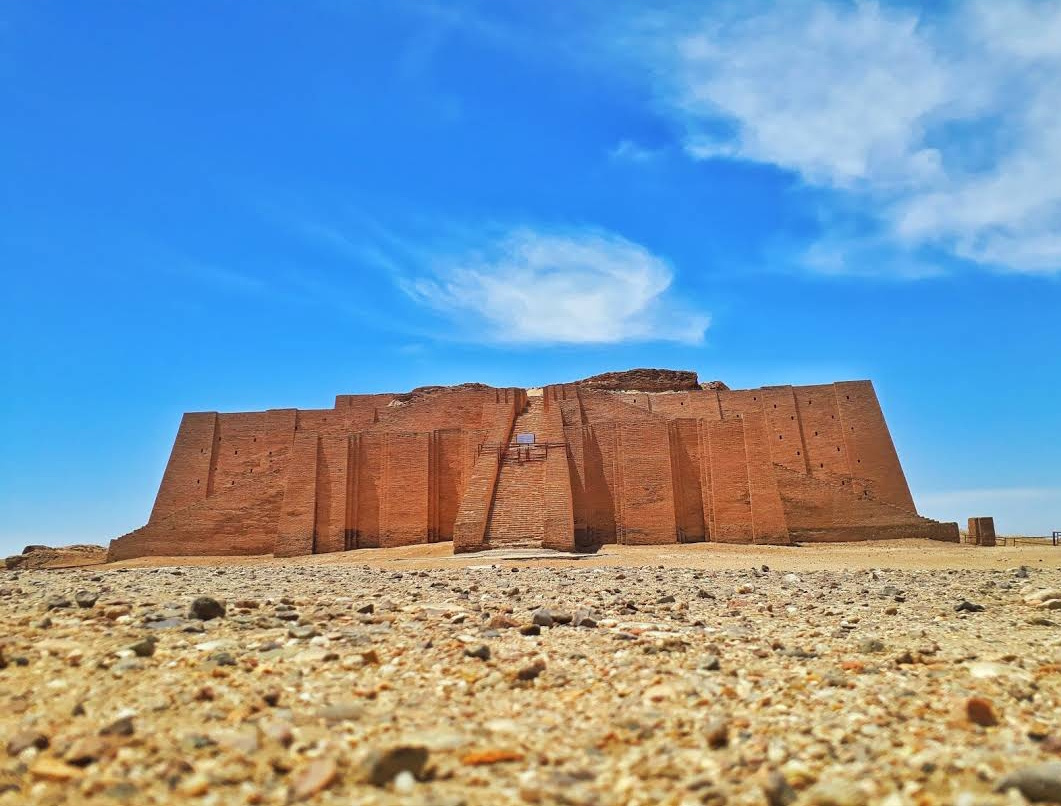
الزقورة في ذي قار
برج المأمونبرج المأمون
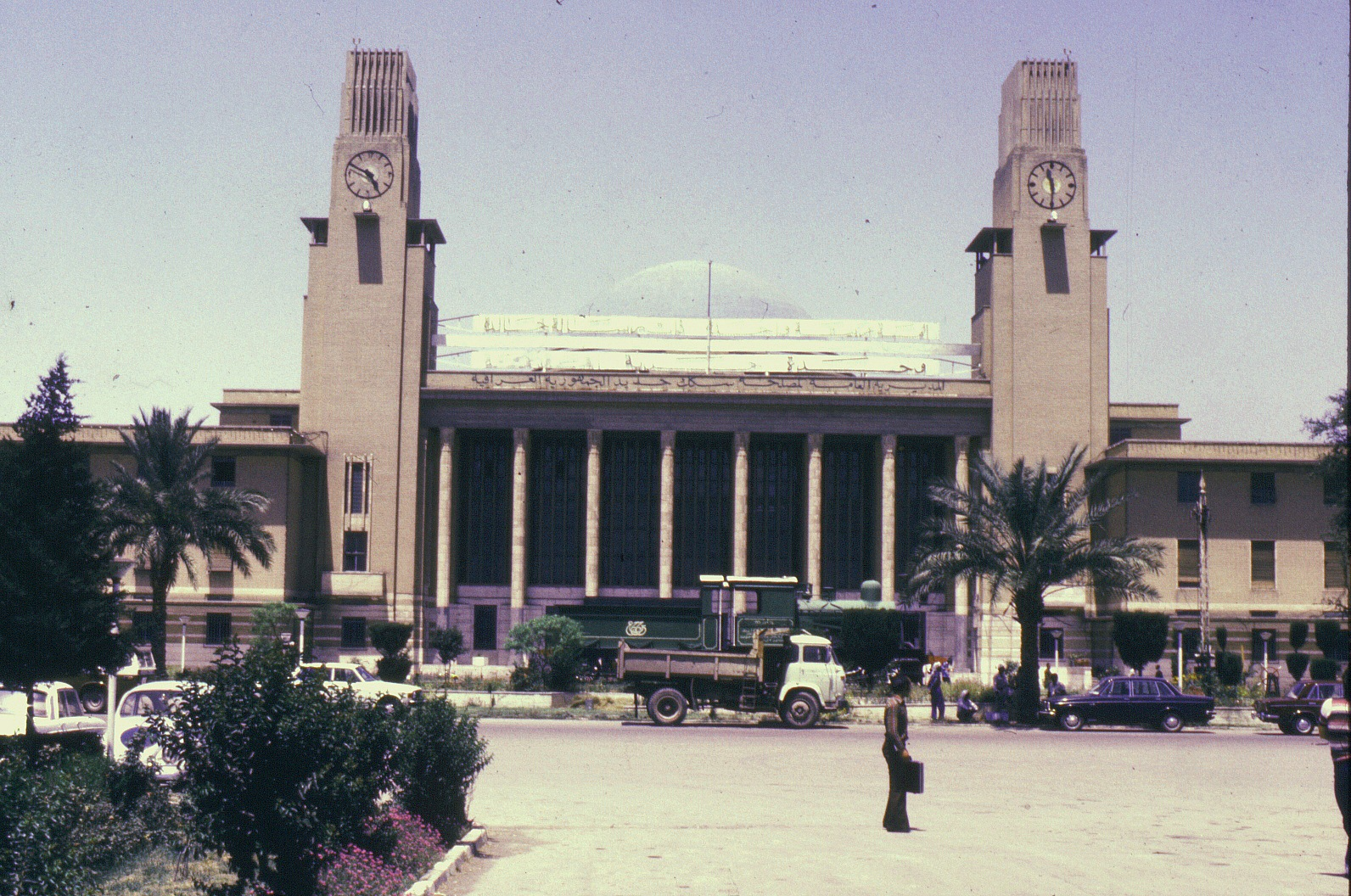
محطة قطار بغداد في 1976م
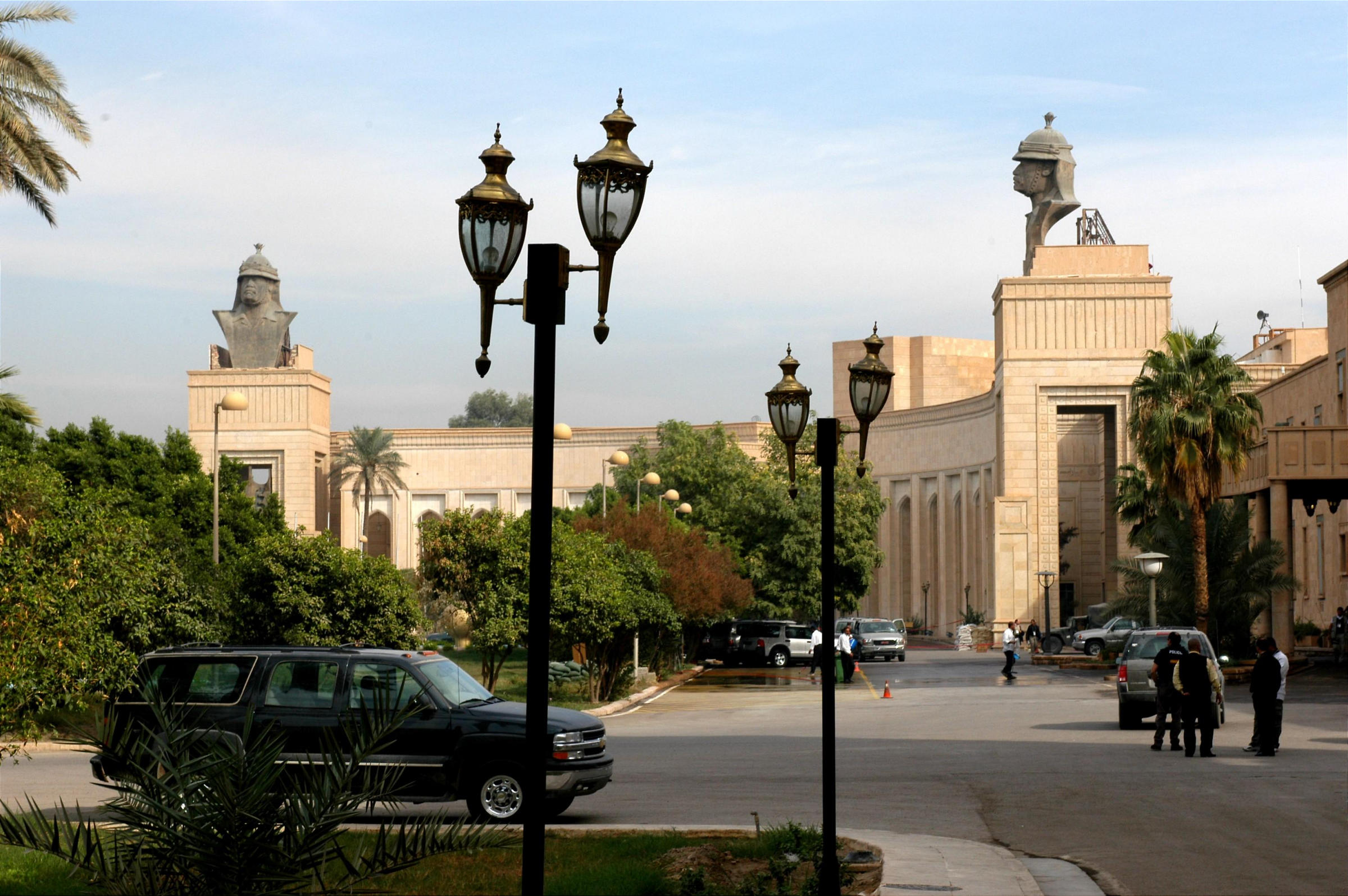
القصر الجمهوري في 2010م
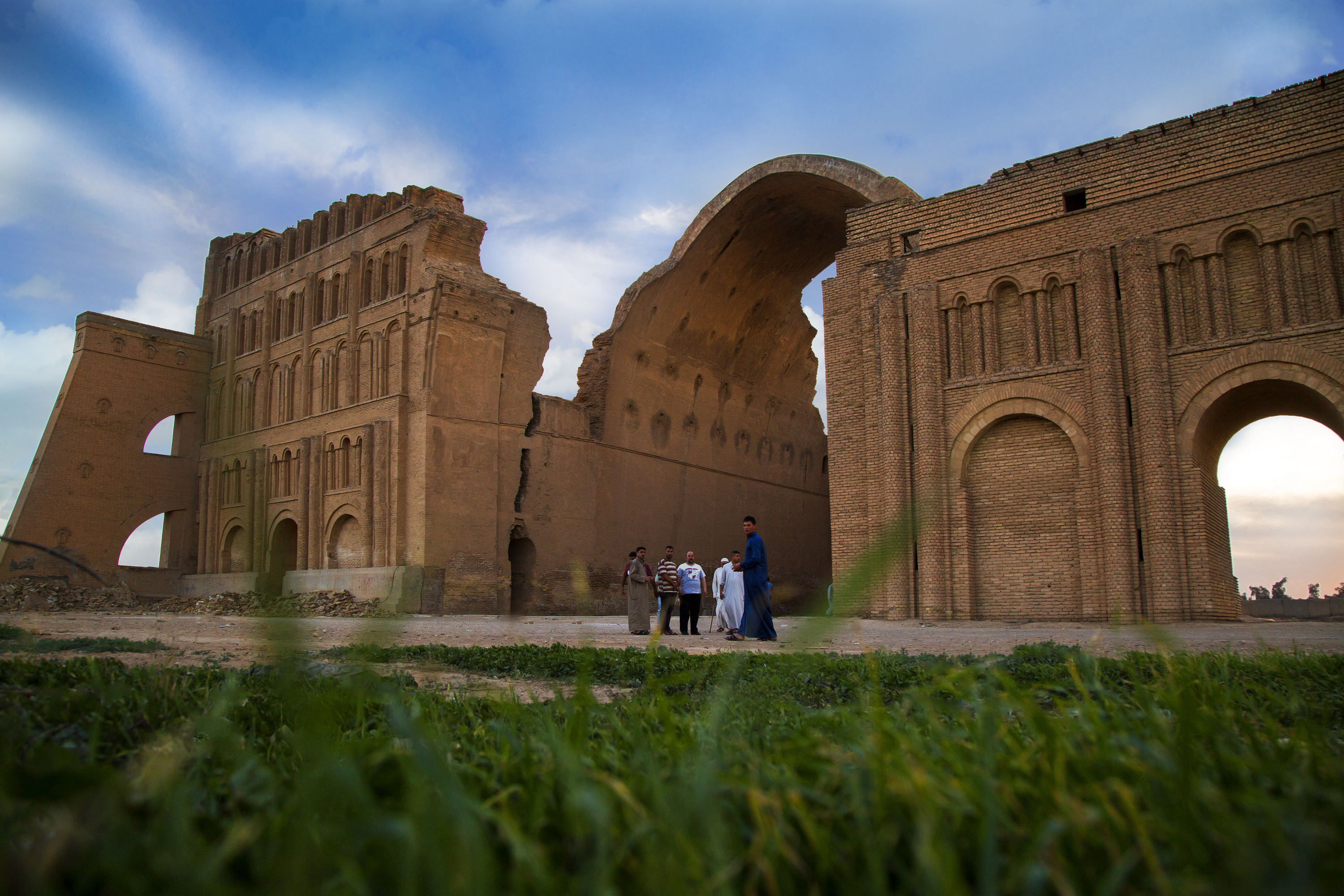
طاق كسرى بالمدائن
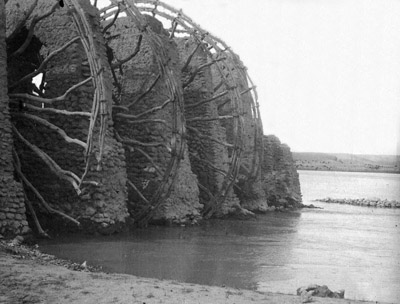
نواعير بقرية العجمية في الأنبار 1911م
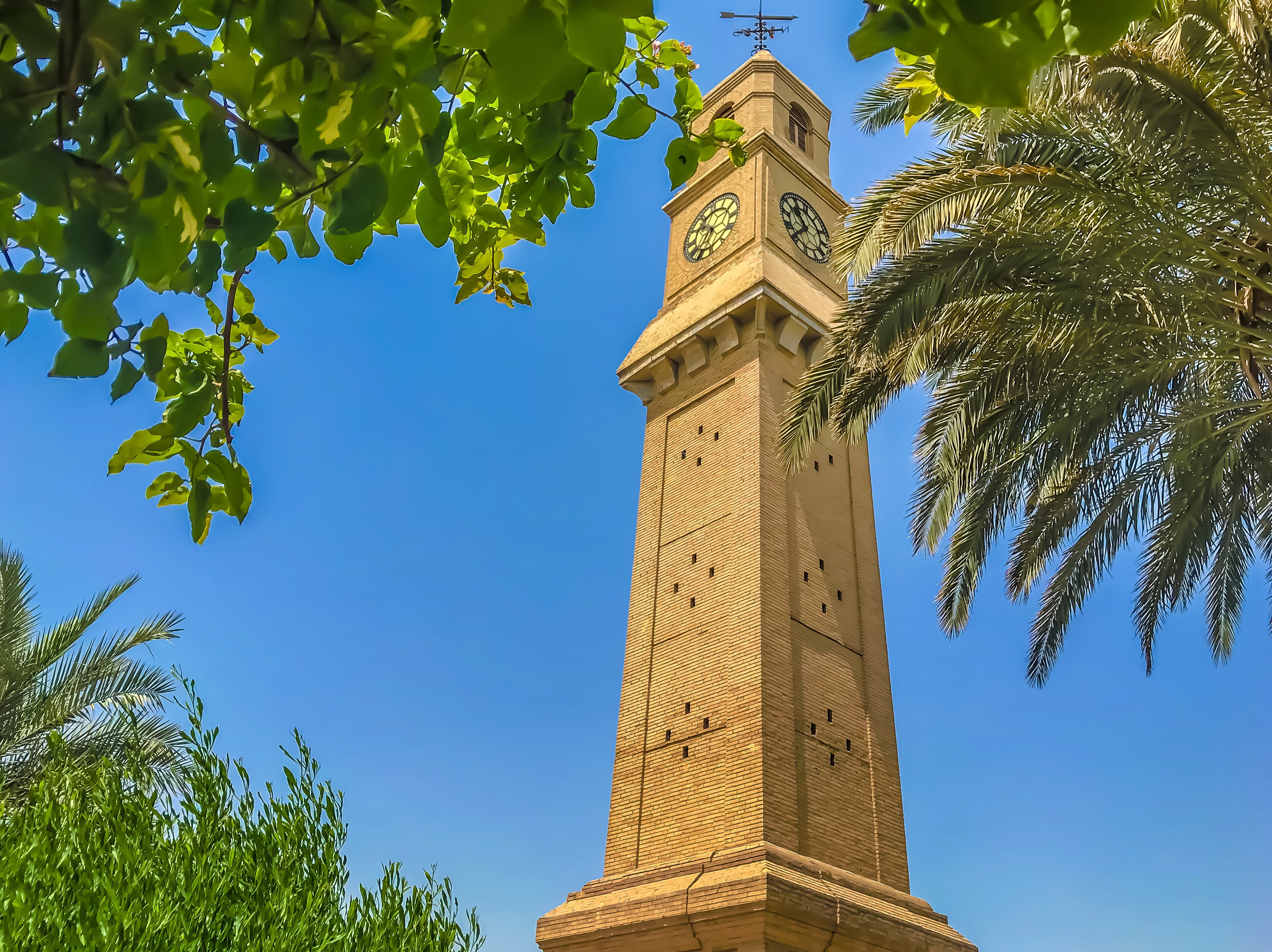
ساعة القشلة بالمدرسة الموفقية بغداد
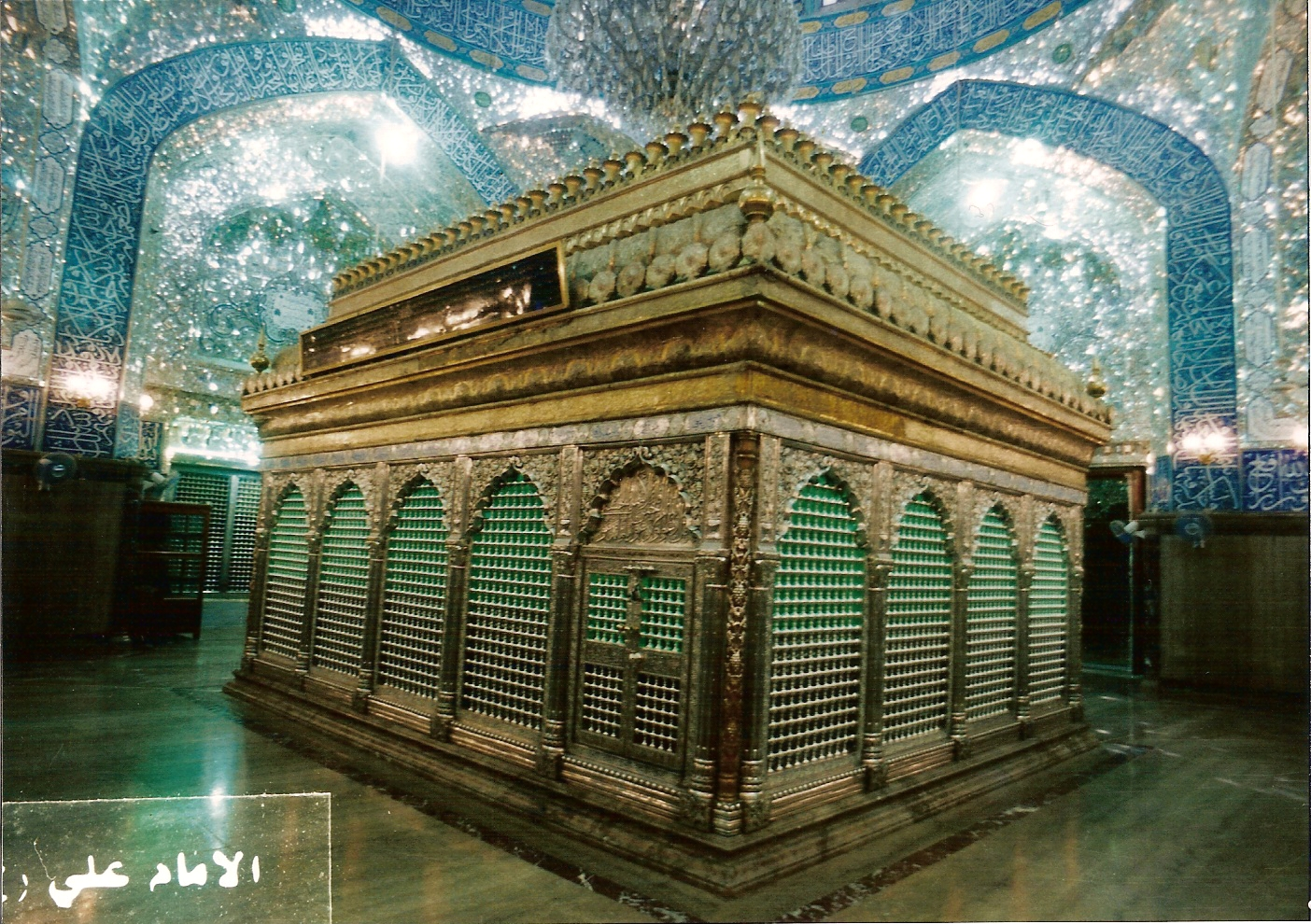
ضريح الإمام علي بالنجف
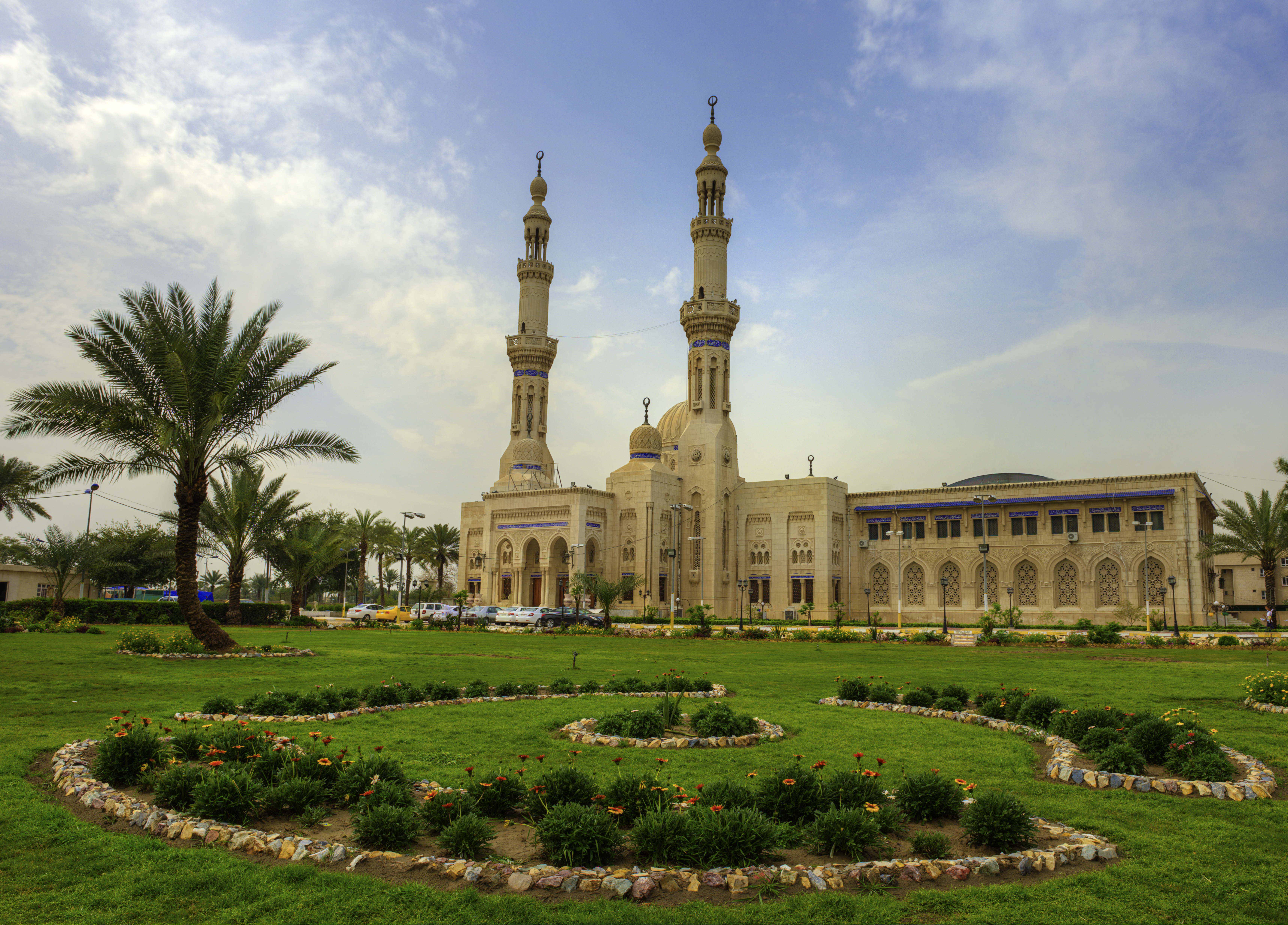
جامع أم الطبول في بغداد
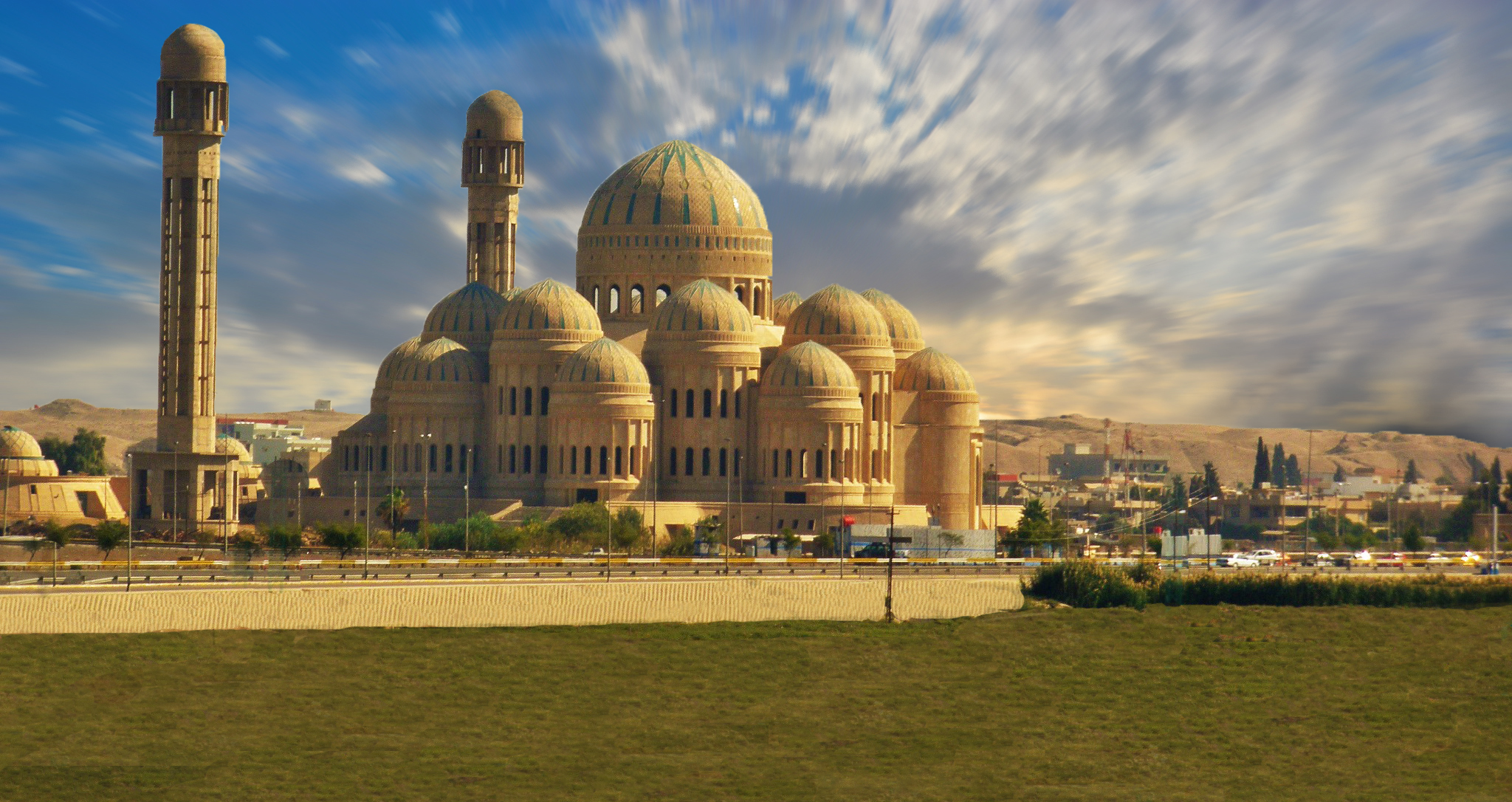
جامع الموصل الكبير
جامع الموسوي في البصرة
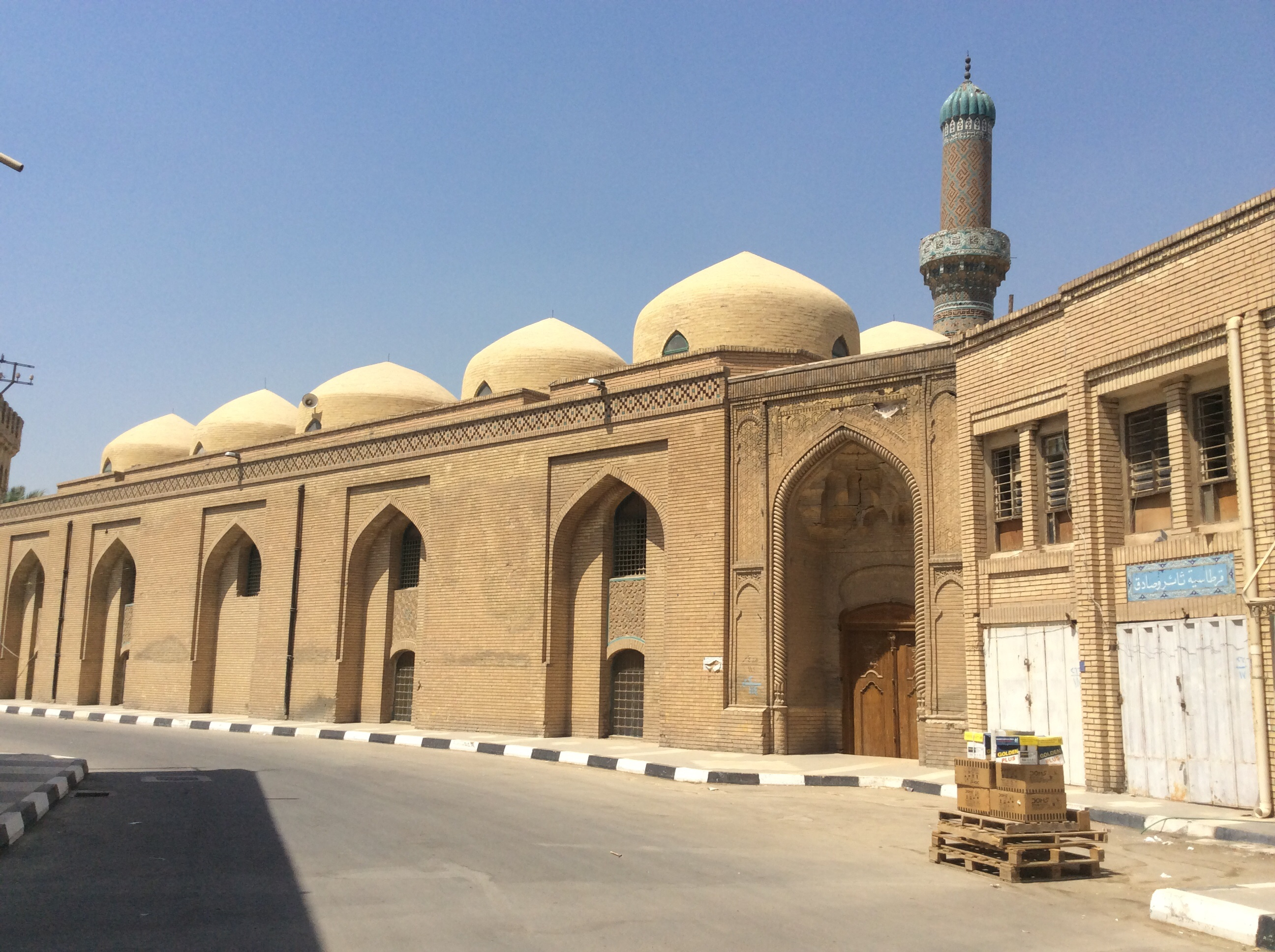
جامع السراي وشيد في 1293م بالرصافة ببغداد
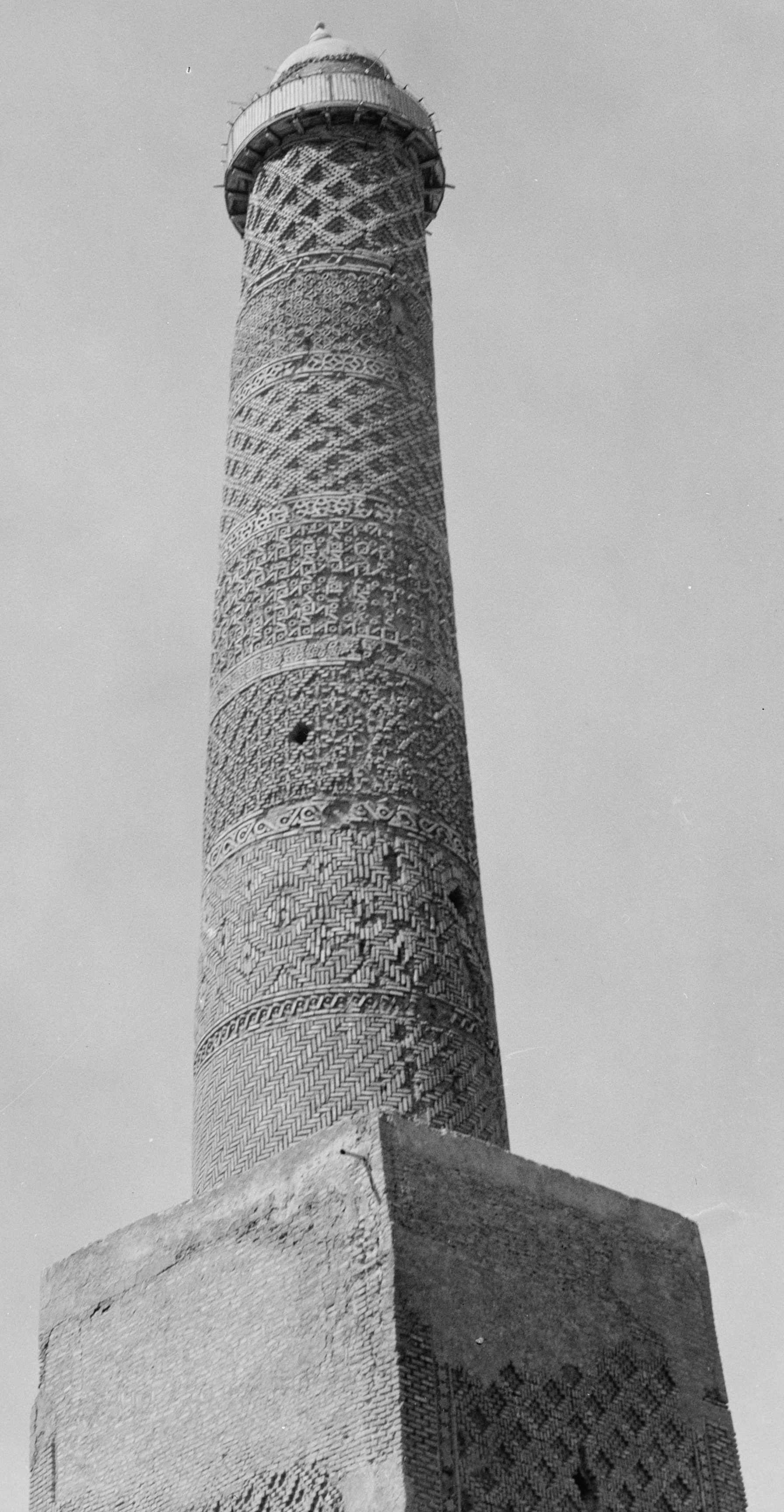
منارة الحدباء بالموصل
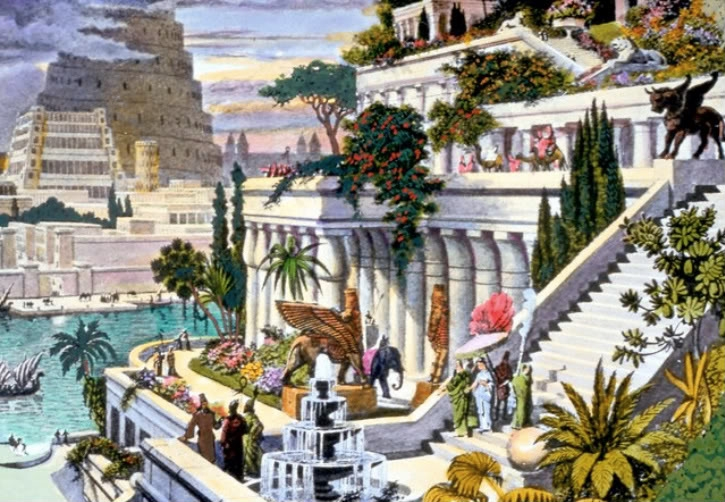
رسم تخيلي للجنائن المعلقة ببابل
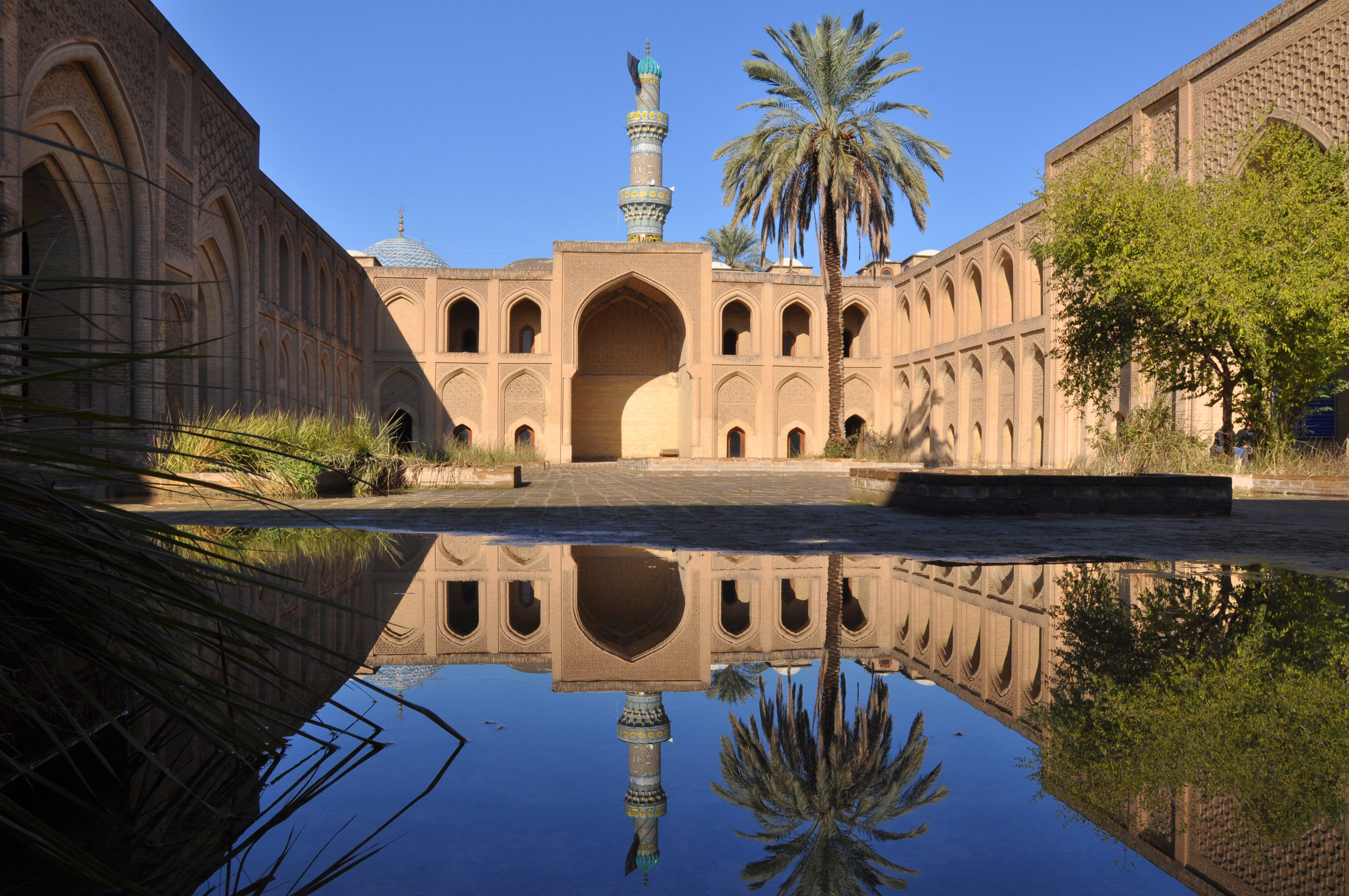
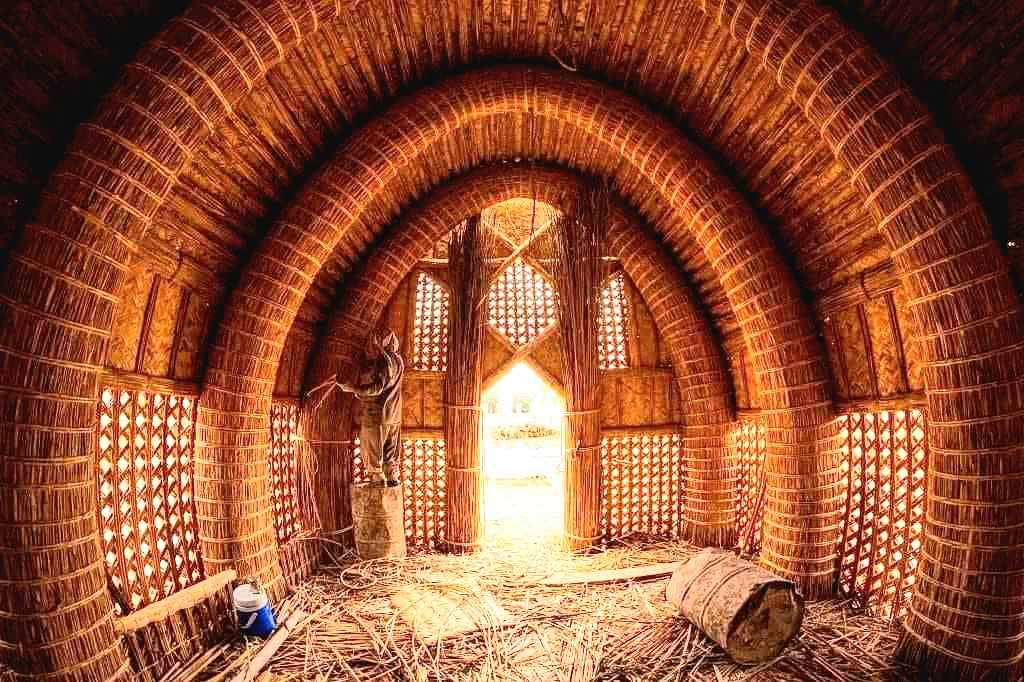
التصميم الداخلي للمضيف (بيت من القصب) والذي يبنى بمناطق الأهوار بجنوب العراق

### المأكولات

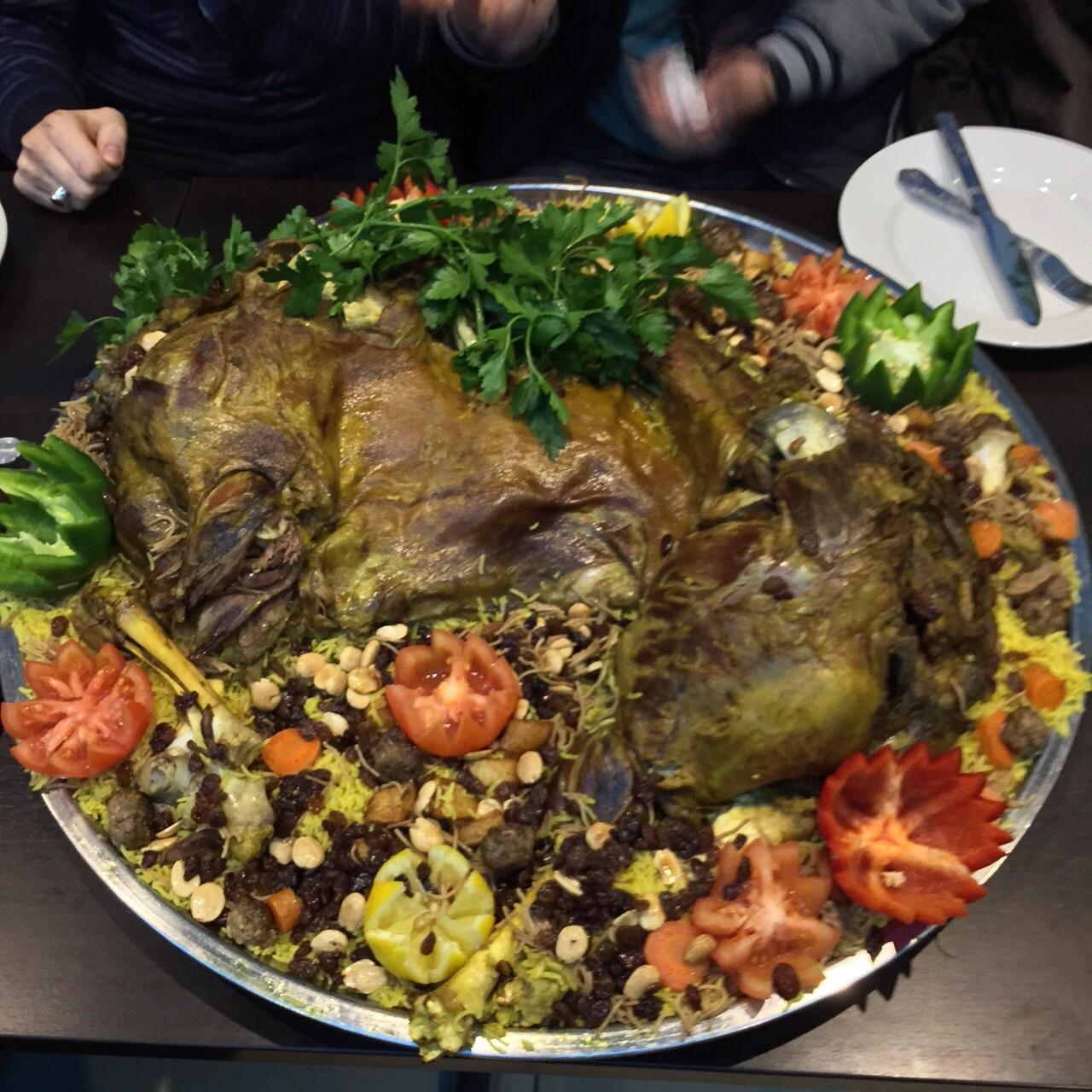
القوزي العراقي

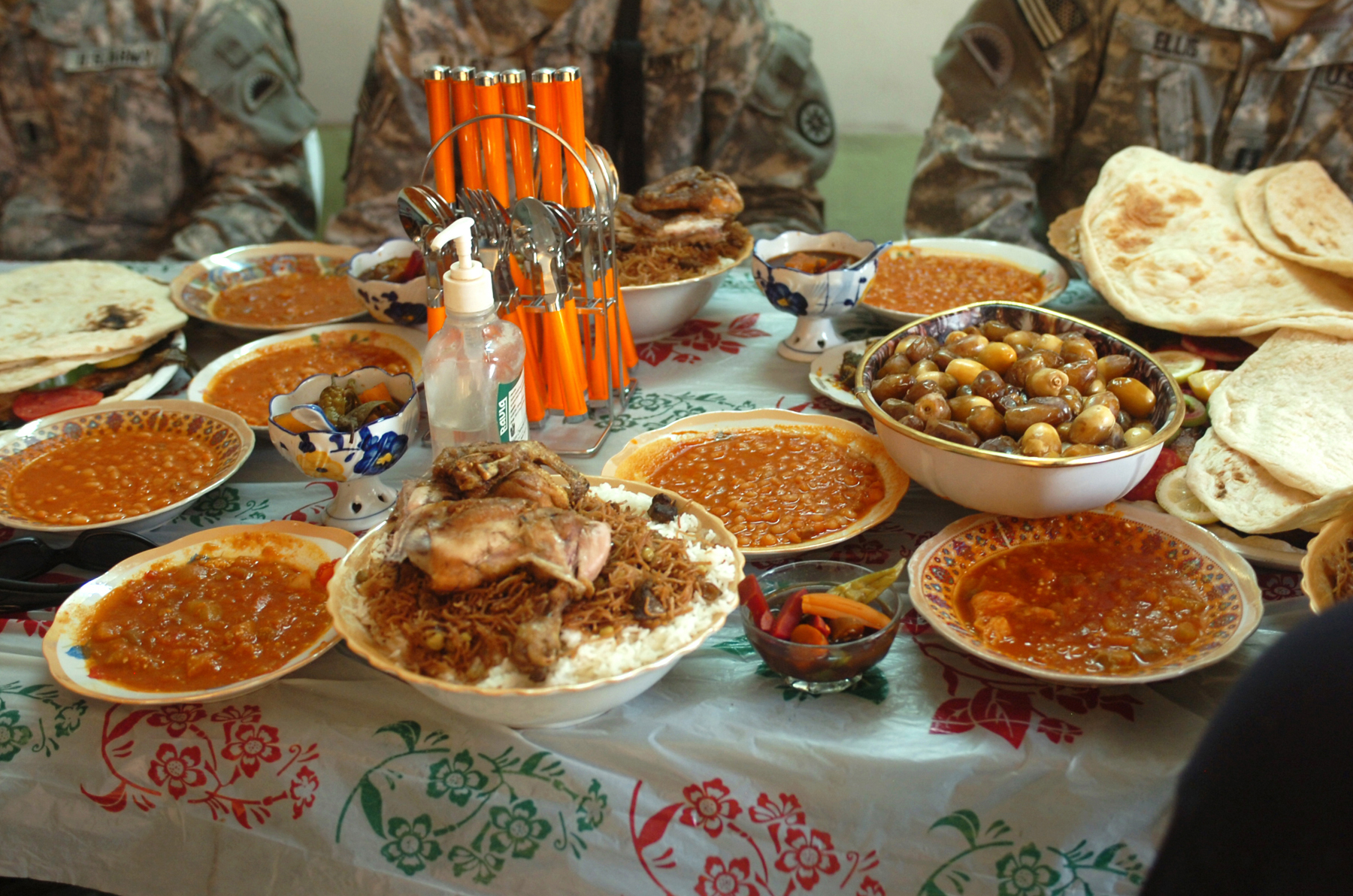
سفرة أكل عراقية متضمنة مرق الفاصوليا، ورز، ودجاج، وخبز عراقي، ورطب (تمر)، ومخللات

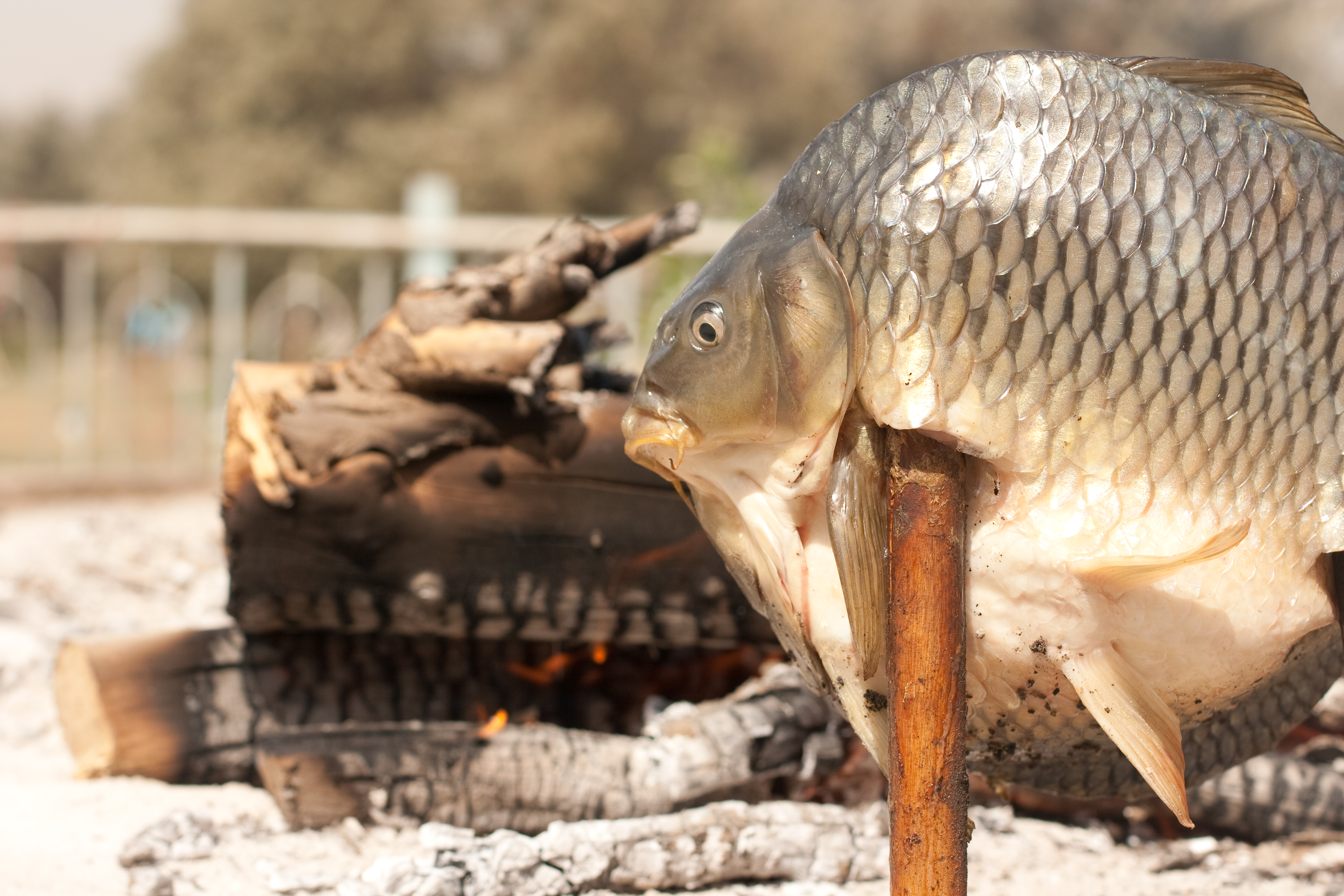
أكلة السمك المسكوف

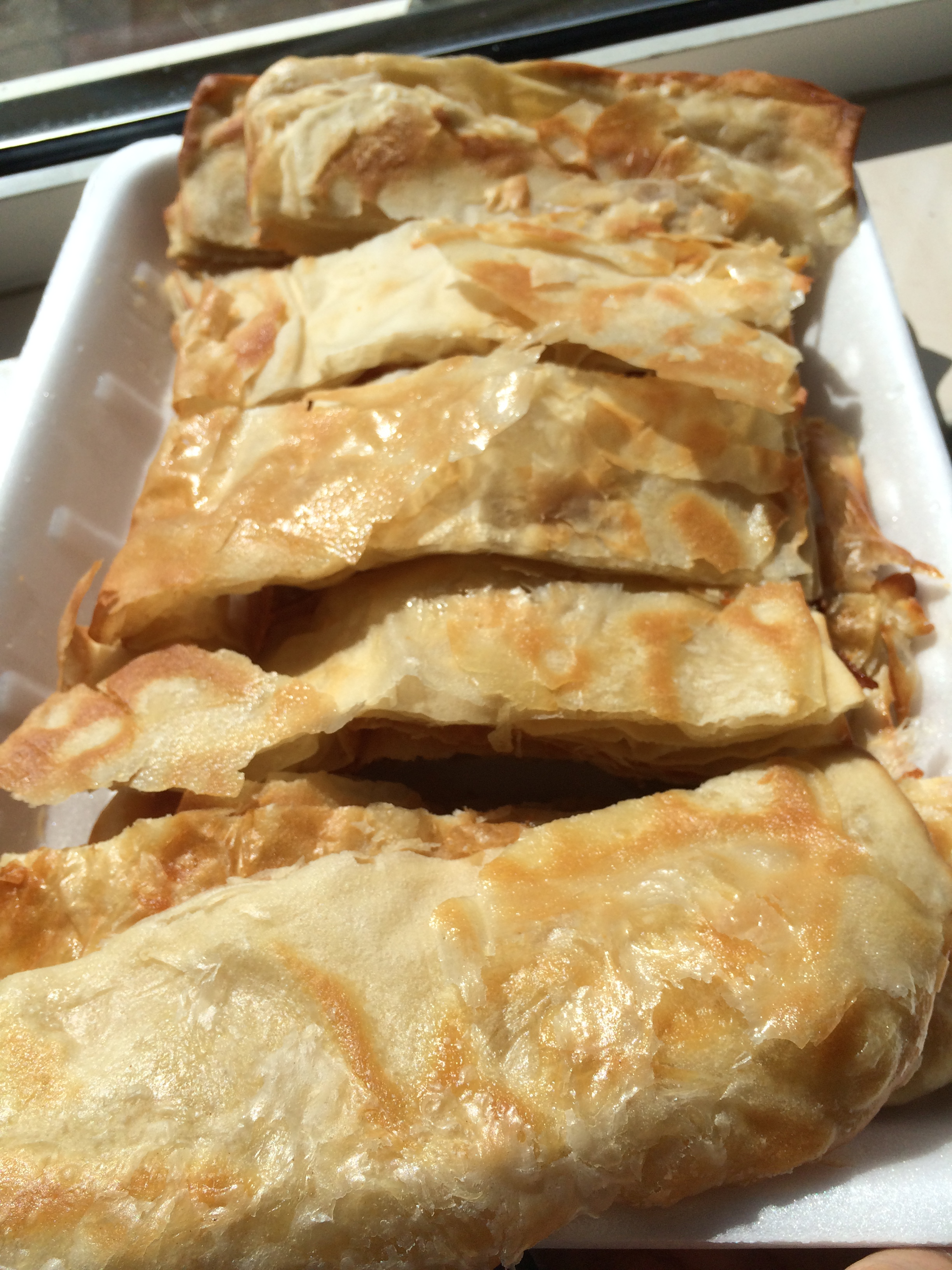
الكاهي العراقي

تتنوع في العراق الأكلات الشعبية ومكوناتها وطرق تحضيرها. وتختلف الأكلات العراقية باختلاف المنطقة الجغرافية في العراق بحكم تغير البيئة ومواردها. ومن أشهر الأكلات الشعبية العراقية:
- المسكوف (سمچ مسگوف): وهي أكلة بغدادية شهيرة، لها طريقة خاصة في الإعداد، إذ تشوى السمكة وهي معلقة على أعواد من الخشب، وقد اشتهر بها شارع أبو نواس في منطقة الرصافة، وتستخدم فيها أنواع السمك النهري وبالذات سمك الكطان والكارب، وكلمة «مسـگوف» من الفعل الآرامي [ س ق ف ]، أي خوزق (سيَّخ)، ومسكوف يعني مخوزق (مسيَّخ)، وذلك لأن من يشوي السمكة يقوم بشقها من الظهر وينظفها ثم يخوزق (يسيَّخ) السمكة عرضيا بأسياخ (أوتاد) خشبية ترفعها عن الأرض وهي تقابل النار.
- رز وقيمة (التمن والقيمة): وهي أكلة مشهورة في جنوب ووسط العراق، خاصة في المناسبات الدينية (العاشر من محرم)، وتتكون من مهروس الحمص واللحم مع الرز.
- الكباب العراقي وهو نفس الكباب العربي ولكنه يمتاز بطعم مختلف عنها، ويوجد نوع آخر من الكباب يسمى كباب عروق.
- دولمة: وهي ماتسمى في بعض الدول بالمحشي، وتمتاز بتنوع مكوناتها.
- برياني: تشبه أكلة الكبسة الخليجية، وهي عبارة عن رز يخلط مع بعض المكسرات كالفستق، واللوز وأيضاً اللحم المفروم ويستخدم له نوع خاص من التوابل والبهار.
- باجة: وهي أكلة شعبية، مكونة من لحم رأس الخروف مع أرجله، يتم سلقها وأكلها مع الخبز، والرز.
- الدليمية.
- الثريد، وهو موجود كذلك في دول عربية أخرى.
- الهبيط.
- القوزي.
- تشريب.
- لبلبي.
- باقلاء وبيض.

### المتاحف

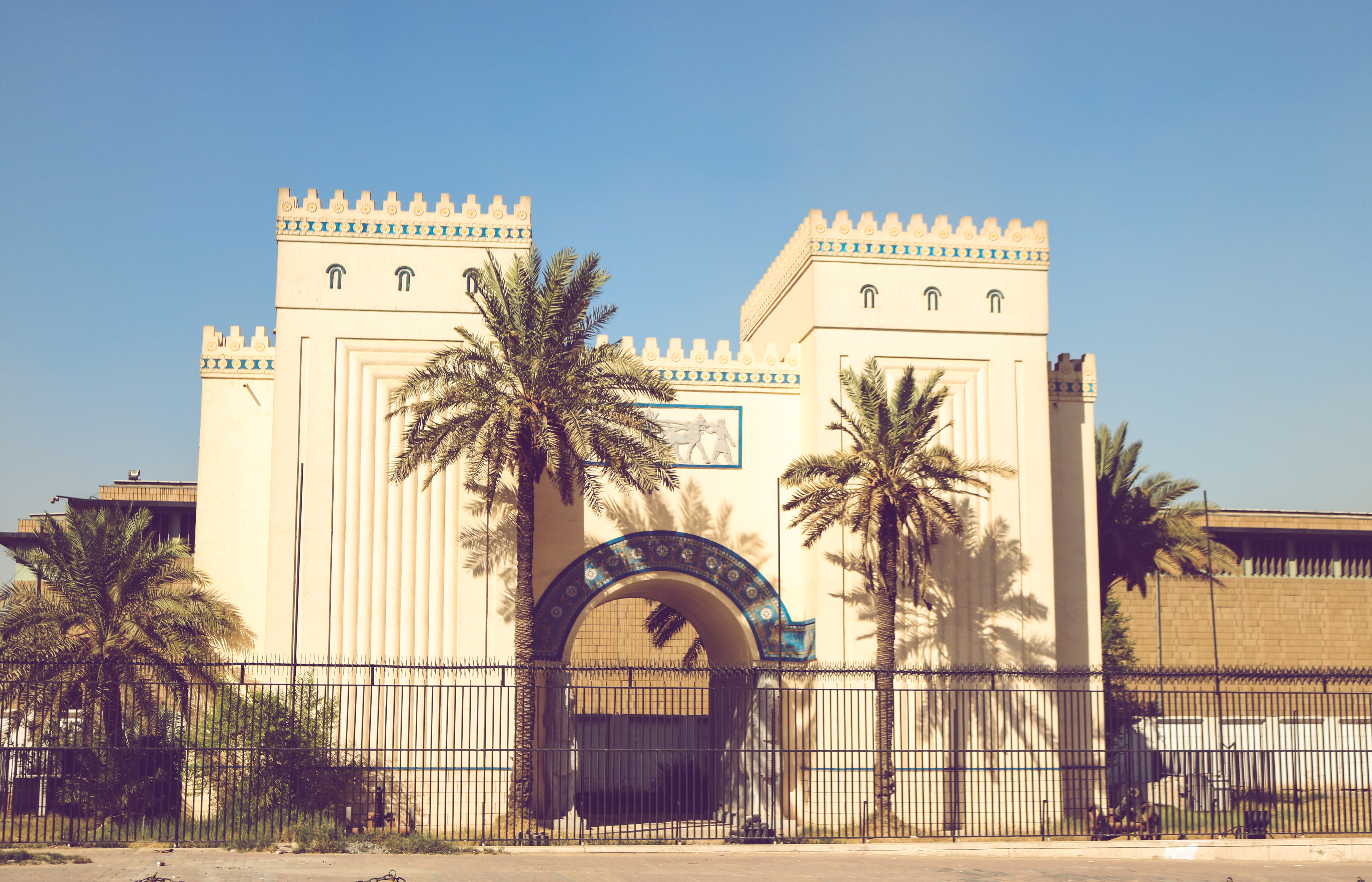
المتحف الوطني العراقي

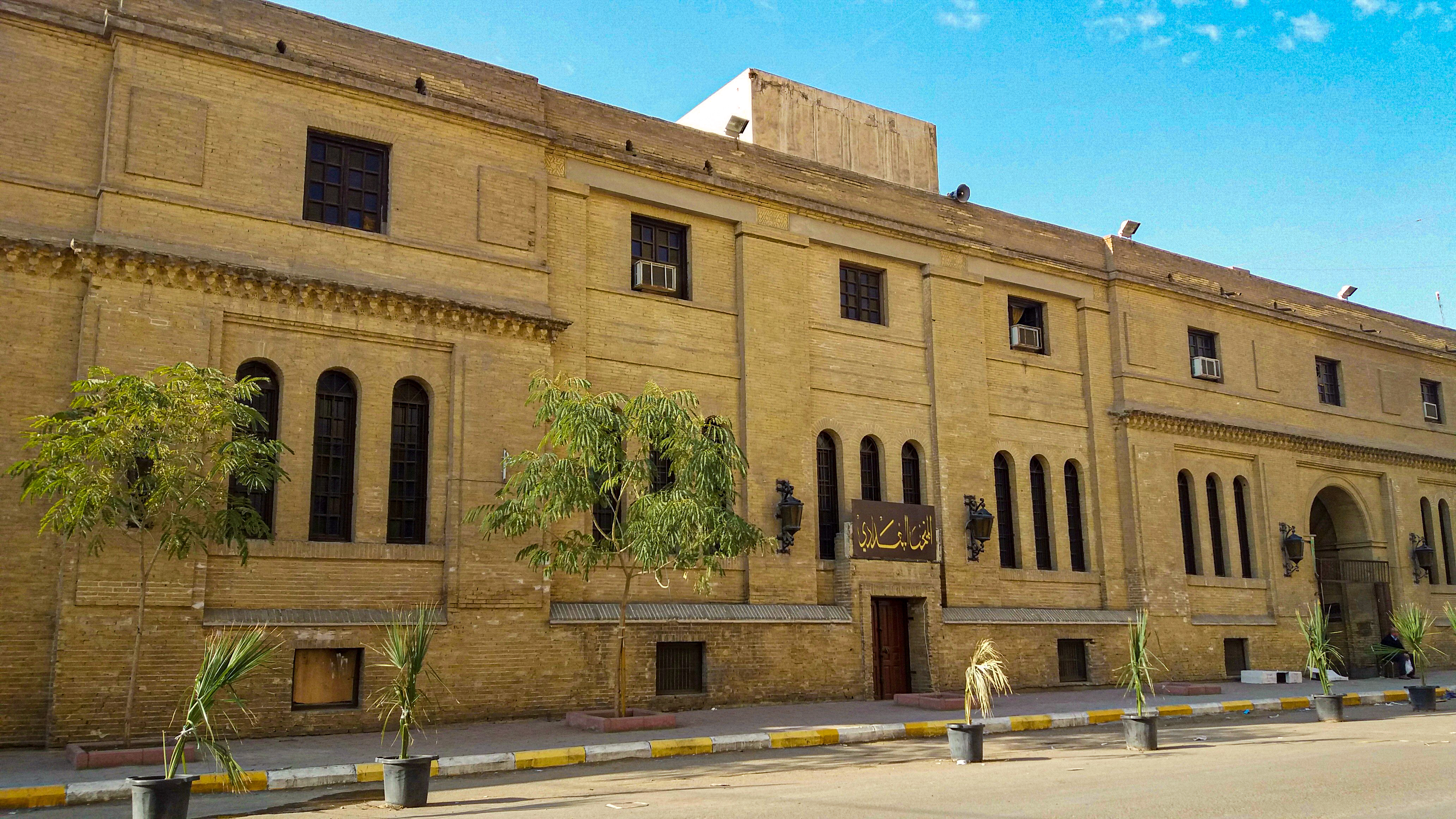
المتحف البغدادي

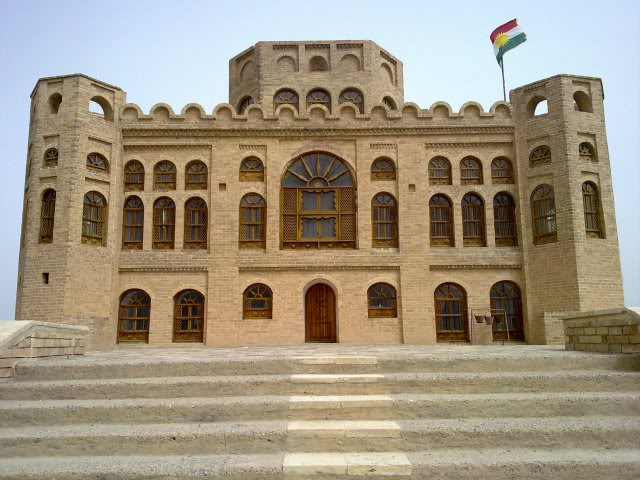
قلعة شيروانة بالسليمانية، فيها متحف كرميان

نظرا لغنى العراق الحضاري والتاريخي والطبيعي، يحوي العراق على العديد من المتاحف، فكل مدينة لديها عدد من المتاحف التاريخية والطبيعية. ومن أشهر المتاحف:
- المتحف العراقي ببغداد.[515]
- المتحف البغدادي ببغداد.
- متحف التاريخ الطبيعي ببغداد.
- متحف الفن التشكيلي ببغداد.
- متحف البريد العراقي
- متحف الناصرية
- متحف عبد الكريم قاسم
- متحف كرميان للفولكلور بالسليمانية.
- متحف الموصل بالموصل.
- متحف ضحايا القصف الكيميائي (حلبجة) في محافظة السليمانية بكردستان العراق.
- متحف أربيل الحضاري
- متحف المنسوجات الكردية بإربل (أربيل).
- متحف تكريت بصلاح الدين.
- متحف السليمانية بالسليمانية.
- متحف الإمام الحسين[516] بكربلاء.
- متحف أنغالدي - نانا والقائمة به الأميرة أنغالدي ابنة نبو نيد (ويرجح كونه أول متحف في العالم ويعود لحوالي 530 قبل الميلاد[47][48][49][50]) بأور في ذي قار.
- متحف البصرة الحضاري.

### الدراما التلفازية والسينما

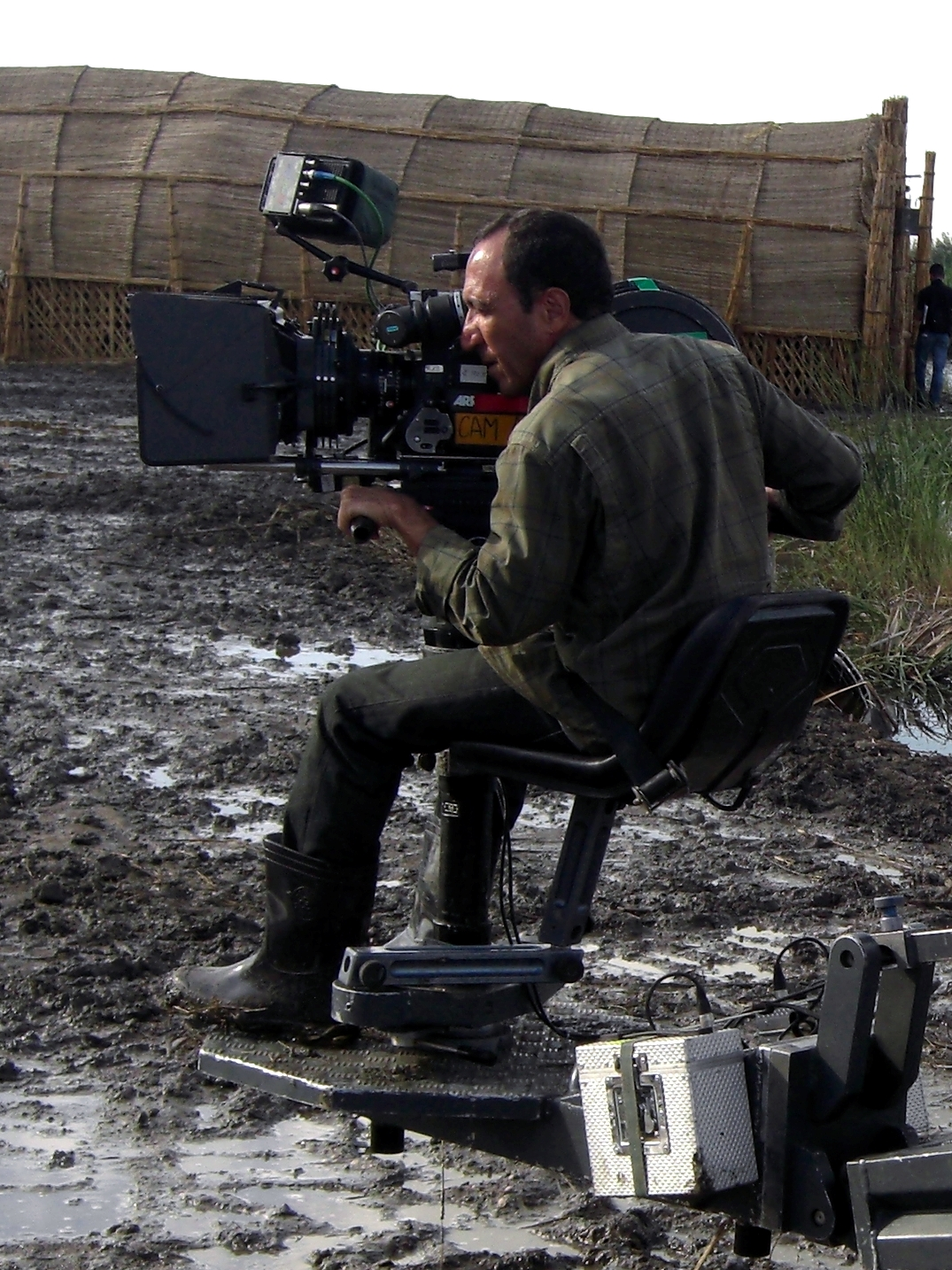
المخرج عباس فاضل أثناء تصوير فيلم فجر العالم

عرض أول فيلم في العراق في عام 1909، لكنه لم يكن هنالك أي نشاط أو محاولة لتصوير الأفلام في تلك الفترة وما بعدها. أما بعد دخول الإنجليز، فقد عرضت دور السينما الأولى، مثل سينما الزوراء في شارع الرشيد، أفلاماً كانت معظمها من الأفلام الصامتة الأمريكية التي يجلبها البريطانيون.
في فترة الأربعينات، وفي ظل حكم الملك فيصل الثاني، بدأت السينما العراقية الحقيقية، حيث أسست شركات إنتاج أفلام بدعم من ممولين بريطانيين وفرنسيين في بغداد. وتأسس استوديو بغداد عام 1948، (ولكن سرعان ما انهار بسبب التوتر الحاصل بين العرب واليهود في تلك الفترة خلال احداث فلسطين). وغالباً ما كان الإنتاج لأغراض تجارية بحتة، وكانت الأفلام تركز على المواضيع الرومانسية الرقيقة، مع الكثير من مقاطع الغناء والرقص وتدور القصص في القرى الصغيرة. ويعد فلم (عليا وعصام) أول فلم عراقي أنتج عام 1948. أما استوديو دنيا الفن، والذي تأسس من قبل أطراف فعالة. في عام 1955، فقد أنتج حيدر العمر فلم فتنة وحسن، وهو رواية عراقية مشابهة لقصة روميو وجولييت المشهورة.
وفي عام 1959م، أنشأت أول مؤسسة حكومية للسينما العراقية هي مصلحة السينما والمسرح، ولكنها لم تباشر الإنتاج إلا في النصف الثاني من الستينيات، ولحين ظهور أفلام المؤسسة، وأستمرت وتيرة الإنتاج السينمائي الخاص، علماً إن المصلحة قد اشترت المعدات والأجهزة الخاصة التي كانت لدائرة الاستعلامات الأميركية في بغداد، والتي كانت تقوم بإنتاج الأفلام الإخبارية القصيرة قبل قيام حركة تموز 1958. وكانت الأفلام التي قدمتها مصلحة السينما والمسرح أفلام وثائقية ذات صلة بأحداث الثورة في تلك الفترة وأستمر الحال إلى عام 1966. إذ قدمت المصلحة فيلم (الجابي) الذي كان من إخراج جعفر علي، وتمثيل أسعد عبد الرزاق ووداد وفوزية الشندي وجعفر السعدي، وتدور أحداث الفيلم داخل حافلة لنقل الركاب، إذ يقدم المفارقات التي يتعرض لها الجابي من جراء اتصاله بشخصيات وشرائح اجتماعية متعددة ومتنوعة.
دفع صعود صدام حسين إلى السلطة في عام 1979 للسينما العراقية في اتجاه مختلف قليلاً. وقد استنزفت الحرب بين العراق وإيران الموارد الوطنية، وأدت للحد من إنتاج الأفلام. وكانت هذه الأفلام قليلة، منتجة أساساً لأغراض تاريخية ووطنية، أو تمجيد حكم صدام حسين.
وفي عام 1981، كلفت الحكومة المخرج المصري صلاح أبو سيف لإخراج فلم القادسية، وهو فلم ملحمي يسرد قصة انتصار العرب على الفرس في معركة القادسية عام 636م. وأخرج محمد شكري جميل فلم (المسألة الكبرى)، الذي مثل فيه الممثل البريطاني أوليفر ريد دور الكولونيل ليتشمان والذي قتل في ثورة العشرين.
في عام 1980، تم إنتاج فلم طويل من 6 ساعات، يتحدث عن السيرة الذاتية للرئيس صدام حسين، وهو فلم (الأيام الطويلة)، ويتحدث الفلم عن مشاركة صدام حسين في محاولة فاشلة لاغتيال رئيس الوزراء عبد الكريم قاسم، ثم الفرار والعودة إلى تكريت. مخرج الفيلم الفنان المصري توفيق صالح. ومثل دور صدام حسين ابن عمه وزوج ابنته صدام كامل، والذي قتل لاحقاً مع شقيه الآخر وزوج ابنة صدام الأخرى حسين كامل في عام 1996.
وبعد حرب الكويت في عام 1990، فرضت عقوبات اقتصادية على العراق، فجعلت من العمل السينمائي أمراً صعباً في هذا البلد، على الرغم من ظهور جيل جديد من المخرجين. ومن أبرز أعمال فترة التسعينات فلم الملك غازي عام 1993.
وبعد حرب الخليج الثالثة في 2003م، ظهر نمط جديد من الأفلام الدرامية والوثائقية تنوعت بين الأفلام الطويلة والقصيرة، واعتمدت السينما على النمط المستقل في الإنتاج السينمائي، فتنوعت هذه المشاركات بين الأفلام المستقلة، بالإضافة إلى السينما الطلابية للأفلام المنتجة من قبل معاهد، وكليات الفنون في شتى المحافظات العراقية. ولكن هذه الأفلام تعرّضت إلى مشكلة عدم تعرّف الجمهور المحلي على هذا النتاج، حيث انحسرت رؤية هذه الأفلام بين نخبة قليلة مهتمة، أو كوادر عاملة بالسينما، وجمهور المهرجانات المحدود في عدده، وسبب ذلك هو الافتقار إلى عملية التسويق، إضافة إلى عدم وجود صالات عرض، مع وجود عوامل أخرى.
وبعد ذلك أنتجت أفلام من قبل (مشروع بغداد عاصمة الثقافة العربية عام 2013). حيث عرضت أفلام تميزت بالضعف، على الرغم من حجم المبالغ المالية الكبيرة المخصصة لإنتاج هذه الأعمال، ولم يلاقي النجاح سوى فلمين أو ثلاثة من كل الأفلام المنتجة.
ومن بين الأفلام العراقية التي لاقت إهتماماً بعد عام 2003، هو فلم فجر العالم.

## التعليم

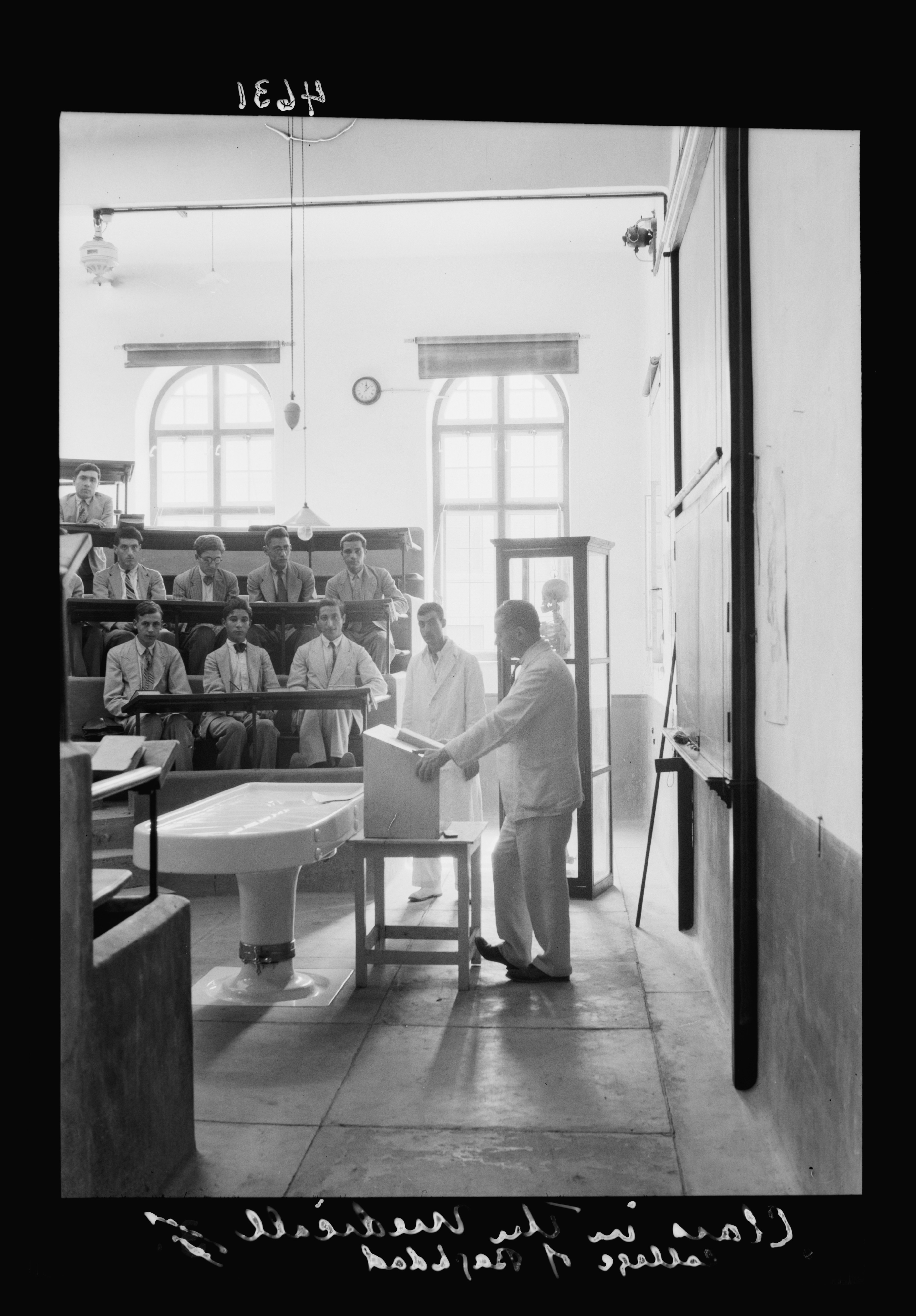
درس في الكلية الملكية للطب ، بغداد 1932

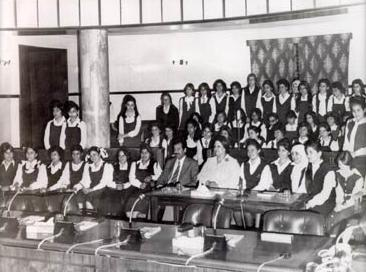
الحكومة العراقية بعهد صدام دعت لمحو الأمية وتعليم المرأة. المبين هنا هو صدام حسين مع طالبات المدارس العراقية.

تدار عملية التعليم في العراق من قبل وزارة التربية العراقية. وحسب تقرير اليونسكو، فإن العراق في فترة ماقبل حرب الخليج الثانية عام 1991 ميلادية كان يمتلك نظاماً تعليميا يعتبر من أفضل أنظمة التعليم في المنطقة. كذلك كانت نسبة القادرين على القراءة والكتابة (literacy) عالية في فترة السبعينات والثمانينات من القرن الفائت، حيث كادت الحكومة أن تقضي على الأمية تماماً. لكن التعليم قد عانى الكثير بسبب ما تعرض له العراق من حروب وحصار وانعدام في الأمن، حيث وصلت نسبة الأمية حالياً إلى مستويات غير مسبوقة في تاريخ التعليم الحديث في العراق. وتحاول الحكومة العراقية الحالية تدارك هذه الأزمة، بعد أن خصصت 10% للتعليم من ميزانيتها السنوية.

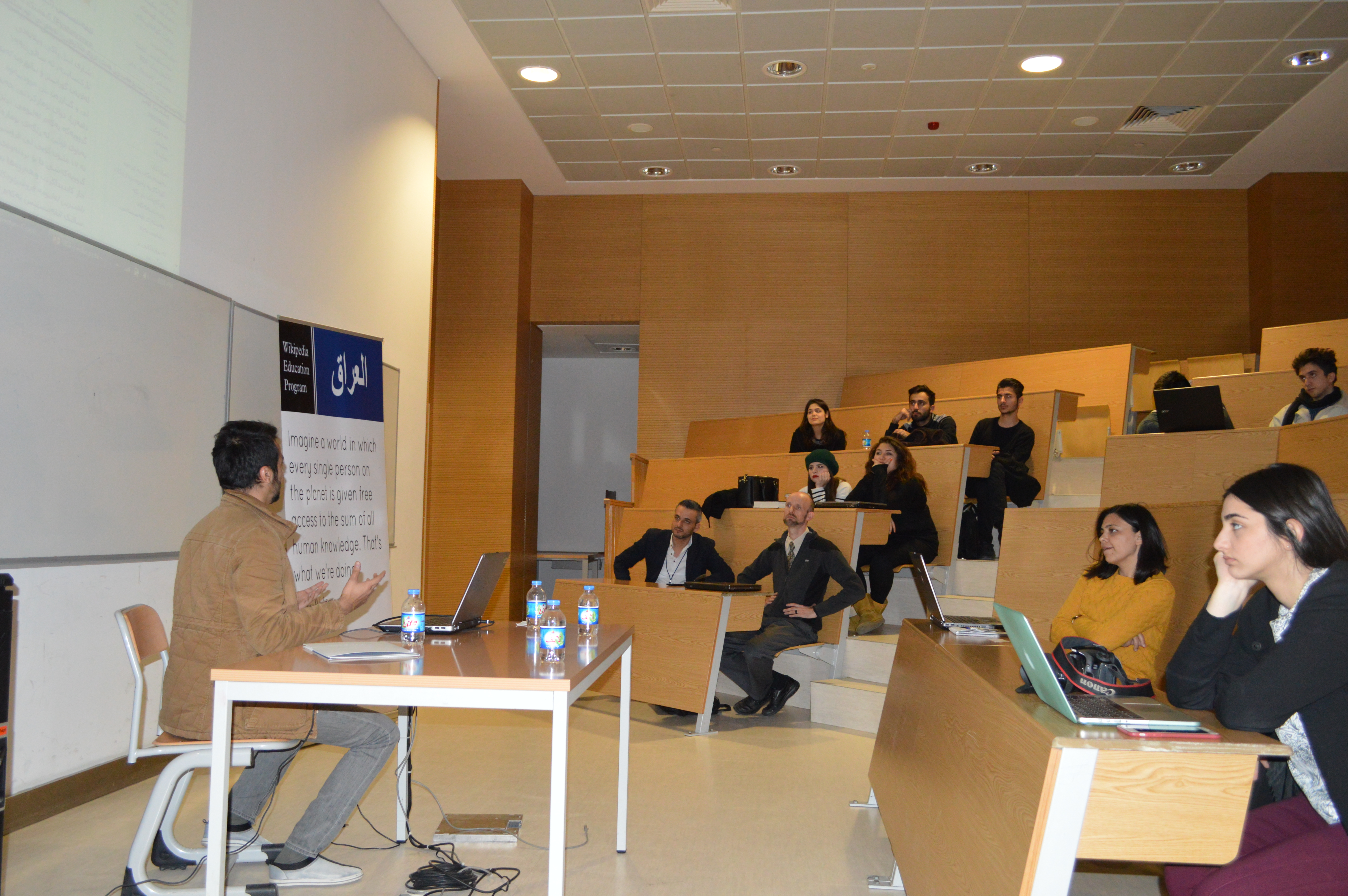
طلاب في أحد الجامعات العراقية لعام 2016.

وحسب الإحصاءات البيئية للعراق، بلغت نسبة المتعلمين من السكان لسنة 2012م 79.5%، أما نسبة الأمية فبلغت 20.5%
- المرحلة الابتدائية

تتكون من ستة صفوف من الصف الأول حتى الصف السادس وتستمر لست سنين. يتم تسجيل الطفل بعمر 6 سنوات إلزامياً.
- المرحلة المتوسطة

هي بعد المرحلة الابتدائية وتتكون من 3 سنين (الأول متوسط..الثاني متوسط..الثالث متوسط).
- المرحلة الإعدادية

تبدأ من الصف الرابع الإعدادي وتتكون من 3 مراحل (رابع، خامس، سادس إعدادي)، في الصف الرابع يختار الطالب إما الدراسة العلمية أو الأدبية.
بالنسبة للتعليم العالي، فيمتلك العراق الكثير من الجامعات وأهمها في بغداد، والموصل، والبصرة، والأنبار، وغيرها، وبعد 2003م، افتتحت وطورت الكثير من الكليات والجامعات في العراق، ووفقاً لموقع شبكة تصنيف الجامعات، جاءت جامعة بغداد في المرتبة الأولى على العراق (المرتبة 1812 عالمياً)، وجامعة ديالى في المرتبة الثانية (المرتبة 3514 عالمياً)، والجامعة التكنولوجية في المرتبة الثالثة (المرتبة 4051 عالمياً)، طبقاً لتصنيف أكتوبر لعام 2015م.

## طالع
| - الإسلام في العراق. - الدين في العراق. - شتات عراقي. | - تاريخ العراق. - بلاد الرافدين. - عراقيون. | - دينار عراقي. - علم العراق. - نشيد العراق الوطني. | - محافظات العراق. - لغات العراق. - طبيعة العراق. |

## الهوامش
- «1»:حُذف من النص إطناب مُلهي، هو "الا ترى ان رجلا لو حلف ان لا يأكل رءوسا، فأكل من رءوس البقر والغنم حنث وقال أبو يوسف ومحمّد لا يحنث وسمعت الائمّة من مشايخنا يقولون لا نعدّ هذا خلافا بينهم لان في وقت ابى حنيفة كانت تباع وتؤكل ثم زالت تلك العادة في زمانهما".

## وصلات خارجية
مواقع الرئاسات
- رئاسة الجمهورية العراقية
- رئاسة مجلس الوزراء العراقي
- مجلس النواب العراقي

الهيئات العامة
- قاعدة التشريعات والتنظيمات العراقية
- السلطة القضائية العراقية

إحصائيات
- أطلس العراق الاقتصادي الاجتماعي 2019

مواقع ثقافية
- المتحف العراقي الافتراضي
- وكالة الانباء الوطنية العراقية - ونا

واقع الحياة في بغداد
- رحلة إلى بغداد في نيسان (إبريل) من عام 2013م
- نزهة في شوارع بغداد في عام 2012م